# Samenstelling van Ontwerp voor een geschiedenis van de Qing
De samenstelling van het Ontwerp van een geschiedenis van de Qing is een gedetailleerde inhoudsopgave van het Ontwerp voor een geschiedenis van de Qing (Qing shigao), een overzicht van de geschiedenis van de Qing-dynastie in de stijl van de Vierentwintig Geschiedenissen. Dat is de verzameling officiële geschiedenissen van Chinese keizerlijke dynastieën. Qing Shigao bevat 529 delen (juan). De hoofdredacteur, Zhao Erxun (1844-1927), volgde bij de samenstelling van zijn Ontwerp de structuur van het Boek van de Han uit de eerste eeuw na Chr.:
| dynastieke geschiedenis | benji (annalen) | zhi (verhandelingen) | biao (tabellen) | liezhuan (biografieën) | Totaal aantal juan |
| ----------------------- | --------------- | -------------------- | --------------- | ---------------------- | ------------------ |
| Qing shigao             | 25              | 135                  | 53              | 316                    | 529                |

## Annalen
Benji (本紀, annalen), 25 juan. Keizerlijke biografieën in strikt annalistische vorm die een chronologisch overzicht bieden van de belangrijkste gebeurtenissen, bezien vanuit het keizerlijke hof. De keizers staan vermeld onder hun tempelnaam, met uitzondering van de laatste keizer. Bij gebrek aan een tempelnaam staat hij vermeld onder zijn regeerdevies.
Juan 1-25:
| juan 1-25               | Titel                                 | Vertaling                      | Opmerkingen            |
| ----------------------- | ------------------------------------- | ------------------------------ | ---------------------- |
| 1.                      | Taizu benji (太祖本紀)                | annalen van Taizu              | Nurhaci, 1616-1626.    |
| 2. 3.                   | Taizong benji (太宗本紀)              | annalen van Taizong            | Hong Taiji, 1626-1643. |
| 4. 5.                   | Shizu benji (世祖本紀)                | annalen van Shizu              | Shunzhi, 1643-1661.    |
| 6. 7. 8.                | Shengzu benji (聖祖本紀)              | annalen van Shengzu            | Kangxi, 1661-1722.     |
| 9.                      | Shizong benji (世宗本紀)              | annalen van Shizong            | Yongzheng, 1722-1735.  |
| 10. 11. 12. 13. 14. 15. | Gaozong benji (高宗本紀)              | annalen van Gaozong            | Qianlong, 1735-1795.   |
| 16.                     | Renzong benji (仁宗本紀)              | annalen van Renzong            | Jiaqing, 1795-1820.    |
| 17. 18. 19.             | Xuanzong benji (宣宗本紀)             | annalen van Xuanzong           | Daoguang, 1820-1850.   |
| 20.                     | Wenzong benji (文宗本紀)              | annalen van Wenzong            | Xianfeng, 1850-1861.   |
| 21. 22.                 | Muzong benji (穆宗本紀)               | annalen van Muzong             | Tongzhi, 1861-1875.    |
| 23. 24.                 | Dezong benji (德宗本紀)               | annalen van Dezong             | Guangxu, 1875-1908.    |
| 25.                     | Xuantong huangdi benji (宣統皇帝本紀) | annalen van de Xuantong-keizer | Puyi, 1908-1912.       |

## Verhandelingen
Zhi (志, verhandelingen), 135 juan. Er worden zestien gebieden van staatsbemoeienis beschreven.
Juan 26-160:
| juan 26-160 | Titel                 | Vertaling                                                     | Opmerkingen |
| --- | --------------------- | ------------------------------------------------------------- | --- |
| 26. 27. 28. 29. 30. 31. 32. 33. 34. 35. 36. 37. 38. 39.                                                         | tianwen zhi (天文志)  | verhandelingen over astronomie                                | |
| 40. 41. 42. 43. 44.                                                                                             | zaiyi zhi (災異志)    | verhandelingen over vreemde natuurverschijnselen              | voorheen verhandelingen over de vijf elementen |
| 45. 46. 47. 48. 49. 50. 51. 52. 53.                                                                             | shixian zhi (時憲志)  | verhandelingen over de kalender                               | aanwijsbare invloed van de Jezuïeten |
| 54. 55. 56. 57. 58. 59. 60. 61. 62. 63. 64. 65. 66. 67. 68. 69. 70. 71. 72. 73. 74. 75. 76. 77. 78. 79. 80. 81. | dili zhi (地理志)     | verhandelingen over politieke geografie                       | Elk van de 28 juan beschrijft een provincie: - 54 Zhili - 55 Fengtian - 56 Jilin - 57 Heilongjiang - 58 Jiangsu - 59 Anhui - 60 Shanxi - 61 Shandong - 62 Henan - 63 Shaanxi - 64 Gansu - 65 Zhejiang - 66 Jiangxi - 67 Hubei - 68 Hunan - 69 Sichuan - 70 Fujian - 71 Taiwan - 72 Guangdong - 73 Guangxi - 74 Yunnan - 75 Guizhou - 76 Xinjiang - 77 Binnen-Mongolië - 78 Buiten-Mongolië - 79 Qinghai - 80 Tibet - 81 Chahar |
| 82. 83. 84. 85. 86. 87. 88. 89. 90. 91. 92. 93.                                                                 | li zhi (禮志)         | verhandelingen over (hof)rituelen                             | |
| 94. 95. 96. 97. 98. 99. 100. 101.                                                                               | yue zhi (樂志)        | verhandelingen over (hof)muziek                               | |
| 102. 103. 104. 105.                                                                                             | yufu zhi (輿服志)     | verhandelingen over vervoersmiddelen en hofkleding            | |
| 106. 107. 108. 109. 110. 111. 112. 113.                                                                         | xuanju zhi (選舉志)   | verhandelingen over keuze en benoeming van hoffunctionarissen | ambtenarenexamens |
| 114. 115. 116. 117. 118. 119.                                                                                   | zhiguan zhi (職官志)  | verhandelingen over staatsambten                              | |
| 120. 121. 122. 123. 124. 125.                                                                                   | shihuo zhi (食貨志)   | verhandelingen over voedsel en goederen                       | verhandelingen over de economie |
| 126. 127. 128. 129.                                                                                             | hequ zhi (河渠志)     | verhandelingen over waterwerken                               | |
| 130. 131. 132. 133. 134. 135. 136. 137. 138. 139. 140. 141.                                                     | bing zhi (兵志)       | verhandelingen over militaire zaken                           | |
| 142. 143. 144.                                                                                                  | xingfa zhi (刑法志)   | verhandelingen over strafwetgeving                            | |
| 145. 146. 147. 148.                                                                                             | yiwen zhi (藝文志)    | verhandelingen over literatuur                                | catalogus van de keizerlijke bibliotheek |
| 149. 150. 151. 152.                                                                                             | jiaotong zhi (交通志) | verhandelingen over verbindingen                              | verkeer en communicatie |
| 153. 154. 155. 156. 157. 158. 159. 160.                                                                         | bangjiao zhi (邦交志) | verhandelingen over diplomatieke betrekkingen                 | - 153: 俄羅斯 (Eluosi, Rusland) - 154: 英吉利 (Yingjili, Engeland) - 155: 法蘭西 (Falanxi, Frankrijk) - 156: 美利堅 (Meilijian, Amerika) - 157: 德意志 (Deyizhi, Duitsland) - 158: 日本 (Riben, Japan) - 159: 瑞典 (Ruidian, Zweden), 丹墨 (Danmo, Denemarken), 和蘭 (Helan, Nederland), 日斯巴尼亞 (Risibaniya, Spanje), 比利時 (Bilishi, België), 義大利 (Yidali, Italië) - 160: 奧斯馬加 (Aosimajia, Oostenrijk-Hongarije), 秘魯 (Bilu, Peru), 巴西 (Baxi, Brazilië), 葡萄牙 (Putaoya, Portugal), 墨西哥 (Moxige, Mexico), 剛果 (Gangguo, Congo) |

## Tabellen
Biao (表, tabellen), 53 juan. Tabellarische overzichten van belangrijke personen.
Juan 161-213:
| juan 161-213                                                                                   | Titel                                  | Vertaling                                                                | Opmerkingen                                                                                   |
| ---------------------------------------------------------------------------------------------- | -------------------------------------- | ------------------------------------------------------------------------ | --------------------------------------------------------------------------------------------- |
| 161. 162. 163. 164. 165.                                                                       | huangzi shibiao (皇子世表)             | tabellen met keizerlijke prinsen                                         |                                                                                               |
| 166.                                                                                           | gongzhu biao (公主表)                  | tabellen met prinsessen                                                  |                                                                                               |
| 167.                                                                                           | waiqi biao (外戚表)                    | tabellen met familieleden van keizerinnen                                |                                                                                               |
| 168. 169. 170. 171. 172. 173.                                                                  | zhuchen fengjue shibiao (諸臣封爵世表) | tabellen met in de adelstand verheven functionarissen                    |                                                                                               |
| 174. 175.                                                                                      | daxueshi nianbiao (大學士年表)         | chronologisch overzicht van leden van de Academie                        |                                                                                               |
| 176. 177.                                                                                      | junji dachen nianbiao (軍機大臣年表)   | chronologisch overzicht van leden van de Staatsraad                      |                                                                                               |
| 178. 179. 180. 181. 182. 183. 184. 185. 186. 187. 188. 189. 190. 191. 192. 193. 194. 195. 196. | buyuan dachen nianbiao (部院大臣年表)  | chronologisch overzicht van ministers                                    |                                                                                               |
| 197. 198. 199. 200. 201. 202. 203. 204. 205. 206. 207. 208.                                    | jiangchen nianbiao (疆臣年表)          | chronologische overzichten van grensfunctionarissen                      | bedoeld zijn: gouverneurs-generaal, provinciale gouverneurs en commandanten van grensgebieden |
| 209. 210. 211.                                                                                 | fanbu shibiao (藩部世表)               | tabellen met in de adelstand verheven inheemse hoofden                   |                                                                                               |
| 212. 213.                                                                                      | jiaopin nianbiao (交聘年表)            | chronologische overzichten met naar het buitenland gezonden ambassadeurs |                                                                                               |

## Exemplarische overleveringen
Zhuan (傳, exemplarische overleveringen, vaak aangeduid als biografieën), 316 juan. Biografieën van belangrijke personen. De biografie beperkte zich tot het beschrijven van gebeurtenissen die het exemplarische karakter van de betreffende persoon duidelijk moesten maken. In een hoofdstuk kunnen ook twee of meer personen worden behandeld, als zij tot hetzelfde type persoon behoren. De laatste hoofdstukken beschrijven de betrekkingen tussen China en de verschillende buurvolkeren.

### Juan214, biografieën van keizerlijke gemalinnen (后妃,houfei)
| juan 214 | Titel | Vertaling                              | Opmerkingen |
| -------- | --- | -------------------------------------- | --- |
| 214.     | houfei liezhuan (后妃列傳), 后妃 顯祖宣皇后、繼妃、太祖孝慈高皇后、元妃、繼妃、大妃、壽康太妃、太宗孝端文皇后、孝莊文皇后、敏惠恭和元妃、懿靖大貴妃、康惠淑妃、世祖世祖廢后、孝惠章皇后、孝康章皇后、孝獻皇后、貞妃、淑惠妃、聖祖孝誠仁皇后、孝昭仁皇后、孝恭仁皇后、定妃、通嬪、惇怡皇貴妃、世宗孝敬憲皇后、孝聖憲皇后、敦肅皇貴妃、高宗孝賢純皇后、孝儀純皇后、慧賢皇貴妃、純惠皇貴妃 慶恭皇貴妃、哲憫皇貴妃、淑嘉皇貴妃、婉貴太妃、高宗諸妃、仁宗孝淑睿皇后、孝和睿皇后、恭順皇貴妃、和裕皇貴妃、仁宗諸妃、宣宗孝穆成皇后、孝慎成皇后、孝全成皇后、孝靜成皇后、莊順皇貴妃、彤貴妃、宣宗諸妃、文宗孝德顯皇后、孝貞顯皇后、孝欽顯皇后、莊靜皇貴妃、玫貴妃、端恪皇貴妃、文宗諸妃、穆宗孝哲毅皇后、淑慎皇貴妃、莊和皇貴妃、敬懿皇貴妃、榮惠皇貴妃、德宗孝定景皇后、端康皇貴妃、恪順皇貴妃、宣統皇后、淑妃 | biografieën van keizerlijke gemalinnen | Genoemd worden keizerinnen en concubines van de volgende keizers: Taksi (塔克世, Takeshi, 1543–1583), leider van de Jurchen, ontving in 1648 postuum de tempelnaam Xianzu (顯祖) en de postume naam keizer Xuan (宣皇帝): - Xianzu Xuan huanghou (顯祖宣皇后, keizerin Xuan van Xianzu), †1569, Emuqi (額穆齊) van de Mantsjoe Xitala-clan (喜塔臘氏), eerste gemalin van Taksi, moeder van Nurhaci, zij ontving in 1648 postuum de titel keizerin Xuan (宣皇后). - Xianzu jifei (顯祖繼妃, concubine Ji van Xianzu), Kenzhe (懇哲) van de Mantsjoe Hadanara-clan (哈達那拉氏), gemalin (福晉, fujin) van Taksi, stiefmoeder van Nurhaci. - Shufei (庶妃): concubine Shu. Nurhaci (1559-1626, r.1616-1626 als khan van de Latere Jin), tempelnaam Taizu: - Taizu Xiaocigao huanghou (太祖孝慈高皇后, keizerin Xiaocigao van Taizu), 1575-1603, Monggo Jerjer (孟古哲哲) van de Mantsjoe Yehe Nara-clan (葉赫那拉氏), moeder van de latere keizer Hong Taiji, ontving in 1636 postuum de titel keizerin Xiaociwu (孝慈武皇后) en in 1662 de titel keizerin Xiaocigao (孝慈高皇后). - Taizu Yuanfei (太祖元妃, concubine Yuan van Taizu), 1560–1592, Hahana Jacing (哈哈納扎青) van de Mantsjoe Tunggiya-clan (佟佳氏). - Taizu Jifei (太祖繼妃, concubine Ji van Taizu), †1620, Gundei (袞代) van de Mantsjoe Fuca-clan (富察氏), concubine van Nurhaci. - Taizu Dafei (太祖大妃, concubine Da van Taizu), 1590-1626, Abahai (阿巴亥) van de Mantsjoe Ula nara-clan (烏拉那拉氏), werd in 1603 concubine Da van Nurhaci. Zij was de moeder van Dorgon en werd na de dood van Nurhaci in 1626 door Hong Taiji gedwongen tot zelfmoord. Zij ontving in 1650 postuum de titel keizerin Xiaoliewu (孝烈武皇后), die titel werd haar in 1653 weer afgenomen. - Shoukang taifei (太祖壽康太妃, concubine Shoukang van Taizu), 1599-1666, Haoshan (浩善) van de Mongoolse Khorchin Borjigid-clan (博爾濟吉特氏). - Zhufei (諸妃): diverse concubines. Hong Taiji (1592-1643, r.1626-1636 als khan van de Latere Jin, 1636-1643 als Qing-keizer), tempelnaam Taizong: - Taizong Xiaoduanwen huanghou (太宗孝端文皇后, keizerin Xiaoduanwen van Taizong), 1599-1649, Jerjer (哲哲) van de Mongoolse Borjigid-clan (博爾濟吉特氏), huwde in 1614 Hong Taiji, in 1636 werd zij zijn keizerin, na zijn dood in 1643 werd zij keizerin-weduwe, ontving in 1649 de postume titel keizerin Xiaoduanwen (孝端文皇后). - Taizong Xiaozhuangwen huanghou (太宗孝莊文皇后, keizerin Xiaozhuangwen van Taizong), 1613-1688, Bumbutai (布木布泰) van de Mongoolse Borjigid-clan (博爾濟吉特氏), bereikte in 1625 de rang van ce fujin (側福晉) en in 1636 die van concubine Zhuang (zhuangfei, 莊妃). Zij was de moeder van de latere keizer Shunzhi. Na het overlijden van Hong Taiji in 1643 werd zij keizerin-weduwe Zhaosheng (昭聖皇太后) en ontving in 1688 de postume titel keizerin Xiaozhuangwen (孝莊文皇后). - Taizong Minhui Gonghe yuanfei (太宗敏惠恭和元妃, concubine Minhui Gonghe van Taizong), 1609-1641, Harjol (海蘭珠) van de Mongoolse Borjigid-clan (博爾濟吉特), oudere zus van keizerin Xiaozhuangwen, huwde in 1634 Hong Taiji, werd in 1636 Chenfei (宸妃, concubine Chen) en ontving in 1641 de postume titel Minhui Gonghe yuanfei (敏惠元妃). - Taizong Yijing daguifei (太宗懿靖大貴妃, concubine Yijing van Taizong), †1674, Namjung (娜木鐘) van de Mongoolse Abaga Borjigid clan (博爾濟吉特氏), werd in 1634 concubine van Hong Taiji met als rang guifei (貴妃, edele concubine), ontving in 1674 als postume titel Yijing guifei (懿靖貴妃). - Taizong Kanghui shufei (太宗康惠淑妃, concubine Kanghui van Taizong), 1606-1667, Batmadzoo (巴特瑪璪) van de Mongoolse Abaga Borjigid clan (博爾濟吉特氏), werd in 1634 concubine van Hong Taiji en ontving in 1636 de rang van ce fujin (側福晉) en in 1652 die van Kanghui shufei (康惠淑妃). - Zhufei (諸妃): diverse concubines Shunzhi-keizer (1638-1661, r.1643-1661), tempelnaam Shizu: - Shizu feihou (世祖廢后, de afgezette keizerin van Shizu), Erdeni Bumba (額爾德尼布木巴) van de Mongoolse Borjigid-clan (博爾濟吉特氏), werd in 1651 keizerin van Shunzi, maar in 1653 door hem afgezet, zij ontving de titel concubine Jing (靜妃, Jingfei). - Shizu Xiaohuizhang huanghou (世祖孝惠章皇后, keizerin Xiaohuizhang van Shizu), 1641-1718, Altantsetseg (阿拉坦琪琪格, Alatan Qiqige) van de Mongoolse Borjigid-clan (博爾濟吉特氏), werd in 1654 concubine van Shunzhi en verving in datzelfde jaar de in 1653 afgezette keizerin Erdeni Bumba. Na de dood van haar echtgenoot ontving zij in 1661 de titel keizerin-weduwe Renxian (仁憲皇太后) en in 1718 postuum de titel keizerin Xiaohuizhang (孝惠章皇后). - Shizu Xiaokangzhang huanghou (世祖孝康章皇后, keizerin Xiaokangzhang van Shizu), 1638-1663, zij behoorde tot de Han-Chinese Tong-clan (佟氏), die later claimde verwant te zijn met de Mantsjoe Tunggiya-clan (佟佳氏). Haar persoonsnaam is onbekend. Zij werd in 1653 een concubine zonder titel van Shunzhi, maar werd in 1654 moeder van de latere Kangxi-keizer, waardoor zij in 1661 na de dood van Shunzhi de titel keizerin-weduwe Cihe (慈和皇太后) ontving. In 1663 werd zij postuum benoemd tot keizerin Xiaokang (孝康皇后) en 1670 tot keizerin Xiaokangzhang (孝康章皇后). - Shizu Xiaoxian huanghou (世祖孝獻皇后, keizerin Xiaoxian van Shizu), 1639-1660, zij behoorde tot de Mantsjoe Donggo-clan (董鄂后, Dong'e shi), haar persoonsnaam is onbekend. Zij ontving in 1656 de titel Xianfei (賢妃, concubine Xian), in 1657 huangguifei (皇貴妃, keizerlijke edele concubine) en in 1660 van keizer Shunzhi postuum de titel keizerin Xiaoxian (孝獻皇后), wat toen een ongebruikelijke eer was. - Zhenfei (貞妃), †1661, van de Mantsjoe Donggo-clan (董鄂氏, Dong'e shi)). Haar persoonsnaam is onbekend. Als concubine van keizer Shunzhi moest zij na zijn overlijden met hem mee het graf in, zij kreeg postuum de titel Huangkao Zhenfei (皇考貞妃). - Shizu Shuhuifei (世祖淑惠妃, concubine Shuhui van Shizu), 1642-1713, zij was van de Mongoolse Borjigid-clan (博爾濟吉特氏), haar persoonsnaam is onbekend. Zij werd in 1654 een concubine van Shunzi en ontving in 1676 van de Kangxi-keizer de titel Shuhuifei (淑惠妃, concubine Shuhui) - Zhufei (諸妃): diverse concubines. Kangxi-keizer (1654-1722, r.1661-1722), tempelnaam Shengzu: - Shengzu Xiaochengren huanghou (聖祖孝誠仁皇后, keizerin Xiaochengren van Shengzu), 1654-1674, zij behoorde tot de Mantsjoe Hešeri-clan (赫舍里氏), haar persoonsnaam is onbekend. Zij werd in 1665 benoemd tot keizerin van de Kangxi-keizer. Na haar overlijden in 1674 ontving zij de postume titel keizerin Renxiao (仁孝皇后), in 1723 gewijzigd in keizerin Renxiaoren (仁孝仁皇后) en een maand later in keizerin Xiaochengren (孝誠仁皇后). - Shengzu Xiaozhaoren huanghou (聖祖孝昭仁皇后, keizerin Xiaozhaoren van Shengzu), 1653-1678, zij behoorde tot de Mantsjoe Niohuru-clan (鈕祜祿氏), haar persoonsnaam is onbekend. In 1665 werd zij een gege (格格) van Kangxi, die haar in 1677 benoemde tot keizerin. Na haar overlijden in 1678 ontving zij de postume titel keizerin Xiaozhao (孝昭皇后), in 1723 gewijzigd in keizerin Xiaozhaoren (孝昭仁皇后). - Shengzu Xiaoyiren huanghou (聖祖孝懿仁皇后, keizerin Xiaoyiren van Shengzu), †1689, zij behoorde tot de Han-Chinese Tong-clan (佟氏), die later claimde verwant te zijn met de Mantsjoe Tunggiya-clan (佟佳氏). Haar persoonsnaam is onbekend. In 1676 werd zij een gege (格格) van Kangxi, die haar in 1677 benoemde tot guifei (貴妃, edele concubine) en in 1682 tot huangguifei (皇貴妃, keizerlijke edele concubine). In 1689 ontving zij de titel keizerin, een dag voordat zij overleed. Haar postume titel werd keizerin Xiaoyi (孝懿皇后), in 1723 gewijzigd in keizerin Xiaoyiren (孝懿仁皇后). - Shengzu Xiaogongren huanghou (聖祖孝恭仁皇后, keizerin Xiaogongren van Shengzu), 1660-1723. Zij behoorde tot de Mantsjoe Uya-clan (烏雅氏), haar persoonsnaam is onbekend. In 1673 werd zij een bijvrouw van de Kangxi-keizer en in 1678 de moeder van de latere Yongzheng-keizer. In 1679 ontving zij de titel Depin (德嬪, concubine De) en in 1682 werd zij Defei (德妃, concubine De). Na het overlijden van Kangxi in 1722 ontving zij als moeder van de nieuwe keizer de titel keizerin-weduwe Renshou (仁壽皇太后). Na haar overlijden kreeg zij in 1723 postuum de titel keizerin Xiaogongren (孝恭仁皇后). - Shengzu Jingmin huangguifei (聖祖敬敏皇貴妃, concubine Jingmin van Shengzu), †1699, zij behoorde tot de Mantsjoe Janggiya-clan (章佳氏氏), haar persoonsnaam is onbekend. Vanaf 1689 had zij als titel Minpin (敏嬪, concubine Min). Na haar overlijden in 1699 ontving zij postuum de titel Minfei (敏妃, concubine Min). Na het overlijden van Kangxi (1722) werd zij in 1723 Huangkao huangguifei (皇考皇贵妃, keizerlijke edele concubine Huangkao) en in datzelfde jaar Jingmin huangguifei (敬敏皇贵妃, keizerlijke edele concubine Jingmin). - Dingfei (定妃, concubine Ding), 1661-1757, Niuniu (妞妞) van de Mantsjoe Wanlioha-clan (萬琉哈氏). Zij werd in 1675 door Kangxi geselecteerd als concubine. Concubine Ding overleed toen zij 96 jaar was en werd een van de langstlevende personen in de harems van de Qing-dynastie. - Tongpin (通嬪, concubine Tong), 1664-1744, Zhai Jimai (翟濟邁) van de Mantsjoe Ula Nara-clan (烏拉那拉氏). Zij werd in 1675 door Kangxi geselecteerd als concubine. Concubine Tong overleed toen zij 80 jaar oud was. - Shengzu Dunyi huangguifei (聖祖惇怡皇貴妃, concubine Dunyi van Shengzu), 1683-1768, zij behoorde tot de Mantsjoe Gūwalgiya-clan (瓜爾佳氏, Guaerjia shi), haar persoonsnaam is onbekend. In 1700 werd zij een concubine van Kangxi en ontving de titel Hepin (和嫔, concubine He), in 1718 werd zij Hefei (和妃, concubine He) en in 1722 na de dood van Kangxi He guitaifei (和贵太妃, edele concubine-weduwe He). In 1743 ontving zij de titel Wenhui guitaifei (温惠皇贵太妃, edele concubine-weduwe Wenhui), haar postume titel werd in 1768 Dunyi huangguifei (惇怡皇贵妃, keizerlijke edele concubine Dunyi). - Quehui huangguifei (慤惠皇貴妃, concubine Quehui), 1668-1743, zij behoorde tot de Han-Chinese Tong-clan (佟氏), die later claimde verwant te zijn met de Mantsjoe Tunggiya-clan (佟佳氏). haar persoonsnaam is onbekend. In 1701 werd zij verheven tot guifei (貴妃, edele concubine), in 1722 (effectief 1724) huangguifei (皇贵妃, keizerlijke edele concubine) en in 1736 tot Shouqui huangguifei (寿祺皇贵妃). Zij ontving in 1743 als postume naam Quehui huangguifei (悫惠皇贵妃, keizerlijke edele concubine Quehui) - Zhufei (諸妃): diverse concubines. Yongzheng-keizer (1678-1735, r.1722-1735), tempelnaam Shizong: - Shizong Xiaojingxian huanghou (世宗孝敬憲皇后, Keizerin Xiaojingxian van Shizong), 1681-1731. Zij behoorde tot de Mantsjoe Ula Nara-clan (烏拉那拉氏), haar persoonsnaam is onbekend. In 1691 werd zij di fujin (嫡福晋, eerste echtgenote) van de latere Yongzheng-keizer, die haar in 1723 tot keizerin benoemde. Zij ontving van hem na haar overlijden in 1731 postuum de titel keizerin Xiaojing (孝敬皇后) en in 1737 kreeg zij van de Qianlong-keizer de postume titel keizerin Xiaojingxian (孝敬憲皇后). - Shizong Xiaoshengxian huanghou (世宗孝聖憲皇后, keizerin Xiaoshengxian van Shizong), 1692-1777. Zij behoorde tot de Mantsjoe Niohuru-clan (鈕祜祿氏), haar persoonsnaam is onbekend. In 1705 ontving zij de rang van gege (格格). In 1711 werd zij de moeder van de latere Qianlong-keizer. In 1723 werd zij benoemd tot concubine Xi (熹妃, Xifei) en in 1730 tot edele concubine Xi (熹貴妃, Xi guifei). Na het overlijden van haar echtgenoot werd zij in 1735 keizerin-weduwe Chongqing (崇慶皇太后) en na haar eigen overlijden ontving zij in 1777 postuum de titel keizerin Xiaoshengxian (孝聖憲皇后). - Shizong Dunsu huangguifei (世宗敦肅皇貴妃), concubine Dunsu van Shizong), †1725. Zij behoorde tot de Han-Chinese Nian-clan (年氏), haar persoonsnaam is onbekend. In 1711 werd zij ce fujin (側福晉), een concubine van de toekomstige Yongzheng-keizer. Zij ontving van hem in 1723 de rang guifei (貴妃, edele concubine) en in 1725 die van huangguifei (皇貴妃, keizerlijke edele concubine). Haar postume titel werd in 1725 keizerlijke edele concubine Dunsu (敦肅皇 貴妃, Dunsu huangguifei). - Shizong Chunque huangguifei (世宗純慤皇貴妃, concubine Chunque van Shizong), 1689/1690-1785. Zij behoorde tot de Han-Chinese Geng-clan (耿氏), haar persoonsnaam is onbekend. In 1704 werd zij een concubine van de latere Yongzheng-keizer met de rang van gege (格格), in 1722 werd zij Yupin (裕嬪, concubine Yu), in 1730 Yufei (concubine Yu) en in 1735, na het overlijden van haar echtgenoot Yu guilaifei (裕贵太妃, edele concubine-weduwe Yu). In 1785 overleed zij op 96-jarige leeftijd en werd daarmee een van de langstlevende personen in de harems van de Qing-dynastie. Haar postume titel werd keizerlijke edele concubine Chunque (纯悫皇贵妃, Chunque huangguifei). - Zhufei (諸妃): diverse concubines. Qianlong-keizer (1711-1799, r.1735-1795), tempelnaam Gaozong: - Xiaoxianchun huanghou (高宗孝賢純皇后, keizerin Xiaoxianchun van Gaozong), 1712-1748. Zij behoorde tot de Mantsjoe Fuca-clan (富察氏), haar persoonsnaam is onbekend. Zij huwde in 1727 de latere Qianlong-keizer, die haar in 1738 benoemde tot zijn keizerin. In 1748 ontving zij postuum de titel keizerin Xiaoxian (孝賢皇后) en in 1799 keizerin Xiaoxianchun (孝賢純皇后) - Gaozong huanghou Wulanala shi (高宗皇后烏喇那拉氏, keizerin van de Ulanara-clan van Gaozong), 1718-1766. Zij behoorde tot de Mantsjoe Nara-clan (那拉氏), mogelijk de Ula Nara-clan (烏拉那拉氏), haar persoonsnaam is onbekend. In 1734 werd zij ce fujin (側福晉, tweede echtgenote) van de latere Qianlong-keizer, die haar in 1738 tot Xian fei (嫻妃, concubine Xian), in 1745 tot Xian guifei (嫻貴妃, edele concubine Xian), in 1749 tot Xian huanguifei (皇貴妃, keizerlijke edele concubine Xian) en in 1750 tot keizerin maakte. In 1765 raakte zij uit de gratie van de keizer, hoewel zij formeel de titel keizerin behield. Zij overleed in 1766, maar ontving geen postume titel. - Gaozong Xiaoyichun huanghou (高宗孝儀純皇后, keizerin Xiaoyichun van Gaozong), 1727-1775. Zij behoorde tot de Weigiya-clan (魏佳氏) en was van Han-Chinese afkomst, haar persoonsnaam is onbekend. In 1745 ontving zij de titel guiren (貴人, edele dame) en later dat jaar Ling pin (令嬪, concubine Ling), in 1749 gevolgd door Ling fei (令妃, concubine Ling), in 1760 door Ling guifei (令貴妃, edele concubine Ling) en 1765 door Ling huangguifei (令皇貴妃, keizerlijke edele concubine Ling). Ondertussen was zij in 1760 moeder geworden van de latere Jiaqing-keizer. In 1775 ontving zij postuum de titel Lingyi huangguifei (令懿皇貴妃, keizerlijke concubine Lingyi), in 1796 keizerin Xiaoyi (孝儀皇后) en in 1799 keizerin Xiaoyichun (孝儀純皇后). - Gaozong Huixian huangguifei (高宗慧賢皇貴妃, concubine Huixian van Gaozong), 1711-1745. Zij behoorde tot de Gaogiya-clan (高佳氏) en was van Han-Chinese afkomst, haar persoonsnaam is onbekend. In 1734 werd zij ce fujin (側福晉, tweede echtgenote) van de latere Qianlong-keizer, die haar in 1738 tot guifei (貴妃, edele concubine) maakte en in 1745 huangguifei (皇貴妃, keizerlijke edele concubine). Zij overleed drie dagen later en kreeg postuum de titel keizerlijke edele concubine Huixian (慧賢皇貴妃, Huixian huangguifei). - Gaozong Chunhui huangguifei (高宗純惠皇貴妃, concubine Chunhui van Gaozong), 1713-1760. Zij behoorde tot de Han-Chinese Su-clan (蘇氏), haar persoonsnaam is onbekend. Zij ontving in 1735 de titel Chun pin (純嬪, concubine Chun), in 1738 Chun fei (純妃, concubine Chun), in 1745 Chun guifei (純貴妃, edele concubine Chun) en in 1760 huangguifei (皇貴妃, keizerlijke edele concubine). In datzelfde jaar ontving zij postuum de titel keizerlijke edele concubine Chunhui (純惠皇貴妃, Chunhui huangguifei). - Gaozong Qinggong huangguifei (高宗慶恭皇貴妃, concubine Qinggong van Gaozong), 1724-1774. Zij behoorde tot de Han-Chinese Lu-clan (陸氏), haar persoonsnaam is onbekend. De Qianlong-keizer benoemde haar in 1751 tot Qing pin (慶嬪, concubine Qing), in 1760 tot Qing fei (慶妃, concubine Qing) en in 1768 tot Qing guifei (慶貴妃, edele concubine Qing). Zij overleed in 1774 en ontving in 1799 postuum de titel keizerlijke edele concubine Qinggong (慶恭皇貴妃, Qinggong huangguifei). - Gaozong Zhemin huangguifei (高宗哲憫皇貴妃, concubine Zhemin van Gaozong), †1735. Zij behoorde tot de Mantsjoe Fuca-clan (富察氏), haar persoonsnaam is onbekend. De Qianlong-keizer benoemde haar in 1736 postuum tot Zhe fei (哲妃, concubine Zhe) en in 1745 tot keizerlijke edele concubine Zhemin (哲憫皇貴妃, Zhemin huangguifei). - Gaozong Shujia huangguifei (高宗淑嘉皇貴妃, concubine Shujia van Gaozong), 1713-1755. Zij behoorde tot de Koreaanse Gingiya-clan (金佳氏), haar persoonsnaam is onbekend. De Qianlong-keizer benoemde haar in 1738 tot Jia pin (嘉嬪, concubine Jia), in 1741 tot Jia fei (嘉妃, concubine Jia), in 1749 tot Jia guifei (嘉貴妃, edele concubine Jia) en in 1755 (postuum?) tot huangguifei (皇貴妃, keizerlijke edele concubine), onmiddellijk gevolgd door keizerlijke edele concubine Shujia (淑嘉皇貴妃, Shujia huangguifei). - Gaozong Wan guitaifei (高宗婉貴太妃, concubine Wan van Gaozong), 1716-1807. Zij behoorde tot de Han-Chinese Chen-clan (陳氏), haar persoonsnaam is onbekend. De Qianlong-keizer benoemde haar in 1749 tot Wan pin (婉嬪, concubine Wan) en in 1794/95 tot Wan fei (婉妃, concubine Wan). In 1801 ontving zij van de Jiaqing-keizer de titel edele concubine-weduwe Wan (婉貴太妃 Wan guitaifei). - Zhufei (諸妃): diverse concubines. Jiaqing-keizer (1760-1820, r.1795-1820), tempelnaam Renzong: - Renzong Xiaoshurui huanghou (仁宗孝淑睿皇后, keizerin Xiaoshurui van Renzong), 1760-1797. Zij behoorde tot de Mantsjoe Hitara-clan (喜塔臘氏), haar persoonsnaam is onbekend. In 1774 werd zij de di fujin (嫡福晉, eerste echtgenote) van de latere Jiaqing-keizer, die haar in 1796 tot keizerin maakte en in 1797 postuum tot Xiaoshu huanghou (孝淑皇后, keizerin Xiaoshu). In 1782 was zij de moeder van de latere Daoguang-keizer geworden, die haar in 1821 postuum de titel keizerin Xiaoshurui (孝淑睿皇后. Xiaoshurui huanghou) verleende. - Renzong Xiaoherui huanghou (仁宗孝和睿皇后, keizerin Xiaoherui van Renzong), 1776-1850. Zij behoorde tot de Mantsjoe Niohuru-clan (鈕祜祿氏), haar persoonsnaam is onbekend. In 1790 werd zij ce fujin (側福晉, tweede echtgenote) van de latere Jiaqing-keizer, die haar in 1796 guifei (貴妃, edele concubine), in 1797 huangguifei (皇貴妃, keizerlijke edele concubine) en in 1801 tot keizerin maakte. Na het overlijden van haar echtgenoot werd zij in 1820 keizerin-weduwe Gongci (恭慈皇太后, Gongci huangtaihou). In 1850 ontving zij postuum de titel keizerin Xiaoherui (孝和睿皇后, Xiaoherui huanghou). - Renzong Gongshun huangguifei (仁宗恭順皇貴妃, concubine Gongshun van Renzong), 1787-1860. Zij behoorde tot de Mantsjoe Niohuru-clan (鈕祜祿氏), haar persoonsnaam is onbekend. In 1801 ontving zij de titel Ru guiren (如貴人), in 1805 Rupin (如嬪, concubine Ru), in 1810 Rufei (如妃, concubine Ru), in 1821 edele concubine-weduwe Ru (如貴太妃, Ru guitaifei), in 1846 keizerlijke edele concubine-weduwe Ru (如皇貴太妃, Ru huangguitaifei) en in 1860 postuum de titel keizerlijke edele concubine Gongshun (恭順皇貴妃 Gongshun huangguifei). - Renzong Heyu huangguifei (仁宗和裕皇貴妃, concubine Heyu van Renzong), 1761-1834. Zij behoorde tot de Han-Chinese Liugiya-clan (刘佳氏), haar persoonsnaam is onbekend. In 1776 werd zij gege (格格) van de latere Jiaqing-keizer, die haar in 1796 Xianfei (諴妃, concubine Xian) en in 1808 Xian guifei (諴貴妃, edele concubine Xian) maakte. In 1820 werd zij keizerlijke edele concubine-weduwe Xianxi (諴禧皇貴太妃, Xianxi huangguitaifei) en in 1834 postuum keizerlijke edele concubine Heyu (諴禧皇貴太妃, Heyu huangguifei). - Zhufei (諸妃): diverse concubines Daoguang-keizer (1782-1850, r.1820-1850), tempelnaam Xuanzong: - Xuanzong Xiaomucheng huanghou (宣宗孝穆成皇后, keizerin Xiaomucheng van Xuanzong), 1781-1808. Zij behoorde tot de Mantsjoe Niohuru-clan (鈕祜祿氏), haar persoonsnaam is onbekend. Zij werd in 1796 di fujin (嫡福晉, eerste echtgenote) van de latere Daoguang-keizer, die haar in 1820 postuum tot keizerin Xiaomu (孝穆皇后, Xiaomu huanghou) maakte. Deze titel werd in 1850 gewijzigd tot keizerin Xiaomucheng (孝穆成皇后, Xiaomucheng huanghou). - Xuanzong Xiaoshencheng huanghou (宣宗孝慎成皇后. keizerin Xiaoshencheng van Xuanzong), 1792-1833. Zij behoorde tot de Mantsjoe Tunggiya-clan (佟佳氏), haar persoonsnaam is onbekend. Zij werd in 1809 de tweede di fujin (嫡福晉, eerste echtgenote) van de latere Daoguang-keizer, die haar in 1822 tot keizerin maakte. Zij ontving in 1833 postuum de titel keizerin Xiaoshen (孝慎皇后, Xiaoshen huanghou) en in 1850 keizerin Xiaoshencheng (孝慎成皇后, Xiaoshencheng huanghou). - Xuanzong Xiaoquancheng huanghou (宣宗孝全成皇后, keizerin Xiaoquancheng van Xuanzong), 1808-1840. Zij behoorde tot de Mantsjoe Niohuru-clan (鈕祜祿氏), haar persoonsnaam is onbekend. In 1821 ontving zij van de Daoguang-keizer de titel Quan guiren (全貴人), in 1822 Quanpin (全嬪, concubine Quan), in 1823 Quanfei (全妃, concubine Quan), in 1825 Quan guifei (全貴妃, edele concubine Quan), in 1833 huangguifei (皇貴妃, keizerlijke edele concubine) en in 1834 keizerin. In 1840 kreeg zij postuum de titel keizerin Xiaoquan (孝全皇后, Xiaoquan huanghou en in 1850 keizerin Xiaoquancheng ((孝全成皇后, Xiaoquancheng huanghou). Ondertussen was zij in 1831 moeder geworden van de latere Xianfeng-keizer. - Xuanzong Xiaojingcheng huanghou (宣宗孝靜成皇后, keizerin Xiaojingcheng van Xuanzong), 1812-1855. Zij behoorde tot de Mongoolse Borjigin-clan (博爾濟吉特氏), haar persoonsnaam is onbekend. In 1825 ontving zij van de Daoguang-keizer de titel Jing guiren (靜貴人), in 1826 Jingpin (靜嬪, concubine Jing), in 1827 Jingfei (靜妃, concubine Jing), in 1834 Jing guifei (靜貴妃, edele concubine Jing) en in 1841 huangguifei (皇貴妃, keizerlijke edele concubine). In 1851 ontving zij van haar stiefzoon, de Xianfeng-keizer, de titel Kangci huangguitaifei (康慈皇貴太妃, keizerlijke edele concubine-weduwe Kangci) en 1855, acht dagen voor haar overlijden alsnog de titel keizerin-weduwe Kangci (康慈皇太后, Kangci huangtaihou). In 1855 werd zij postuum keizerin Xiaojing (孝靜皇后, Xiaojing huanghou) en in 1862 keizerin Xiaojingcheng (孝靜成皇后, Xiaojingcheng huanghou). - Xuanzong Zhuangshun huangguifei (宣宗莊順皇貴妃, concubine Zhuangshun van Xuanzong), 1822-1866. Zij behoorde tot de Mantsjoe Uya-clan (烏雅氏), haar persoonsnaam is onbekend. In 1837 ontving zij van de Daoguang-keizer de titel Lin guiren (琳貴人), in 1840 Linpin (琳嬪, concubine Lin), in 1842 Linfei (琳妃, concubine Lin), in 1847 Lin guifei (琳貴妃, edele concubine Lin). Na de dood van de Daoguang-keizer werd zij Lin guitaifei (琳貴太妃, edele concubine-weduwe Lin), in 1861 Lin taihuangguitaifei (琳太皇貴太妃, keizerlijke edele hoge concubine-weduwe Lin) en in 1866 postuum keizerlijke edele concubine Zhuangshun (莊順皇貴妃, Zhuangshun huangguifei). Zij was de moeder van Yixuan, Prins Chun (1840-1891), vader van de latere Guangxu-keizer. - Xuanzong Tong guifei (宣宗彤貴妃, concubine Tong van Xuanzong), 1817-1877. Zij behoorde tot de Mantsjoe Šumuru (舒穆祿氏), haar persoonsnaam is onbekend. In 1832/33 ontving zij de titel Tongpin (彤嬪, concubine Tong), in 1834 Tongfei (彤妃, concubine Tong) en in 1837 Tong guifei (彤貴妃, edele concubine Tong). - Zhufei (諸妃): diverse concubines. Xianfeng-keizer (1831-1861, r.1850-1861), tempelnaam Wenzong: - Wenzong Xiaodexian huanghou (文宗孝德顯皇后, keizerin Xiaodexian van Wenzong), 1831-1850, afkomstig van de Mantsjoe Sakda-clan (薩克達氏), persoonsnaam onbekend, huwde 1847 de latere Xianfeng-keizer die haar in 1850 tot keizerin Xiaode (孝德皇后) maakte. Zij ontving in 1861 postuum de titel keizerin Xiaodexian (孝德顯皇后). - Wenzong Xiaozhenxian huanghou (文宗孝貞顯皇后, keizerin Xiaozhenxian van Wenzong), 1837-1881, afkomstig van de Mantsjoe Niohuru-clan (鈕祜祿氏), haar persoonsnaam is onbekend, zij ontving in 1852 de titel keizerin. Werd in 1861 keizerin-weduwe Ci'an (慈安皇太后) en ontving in 1881 postuum de titel keizerin Xiaozhenxian (孝貞顯皇后). - Wenzong Xiaoqinxian huanghou (文宗孝欽顯皇后 keizerin Xiaoqinxian van Wenzong), 1835-1908, Xinzheng (杏貞) van de MantsjoeYehenara-clan (葉赫那拉氏), als moeder van de latere Tongzhi-keizer bereikte zij de rang van edele concubine Yi (懿贵妃, Yi guifei). Werd in 1861 keizerin-weduwe Cixi (慈禧皇太后). Zij had tot haar overlijden feitelijk de macht in handen en ontving in 1908 postuum de titel keizerin Xiaoqinxian (孝欽顯皇后). - Wenzong Zhuangjing huangguifei (文宗莊靜皇貴妃, concubine Zhuangjing van Wenzong), 1837-1890. Zij behoorde tot de Mantsjoe Tatara-clan (他他拉氏), haar persoonsnaam is onbekend. In 1852 ontving zij de titel Li guiren (麗貴人), in 1855 Li pin (麗嬪, concubine Li), in 1856 Li fei (麗妃, concubine Li), in 1861 Li huangguitaifei (麗皇貴太妃, keizerlijke edele concubine-weduwe Li) en in 1890 postuum Zhuangjing huangguifei (莊靜皇貴妃, keizerlijke edele concubine Zhuangjing). - Mei guifei (玫貴妃, concubine Mei), 1835-1890. Zij behoorde tot de Xu-clan (徐氏) en was een Mantsjoe, haar persoonsnaam is onbekend. Zij werd in 1853 Mei Changzai (玫常在) en in 1854 Mei guiren (玫贵人). Zij onderging daarna tweemaal degradatie en weer promotie, werd in 1858 Mei pin (玫嫔, concubine Mei), in 1861 Mei fei (玫妃, concubine Mei) en in 1874 Mei guifei (玫贵妃, edele concubine Mei). Onduidelijkheid: 玫 (mei, in Zhonghua-uitgave) of 玟 (wen, Wikipedia en Baidu). - Duanke huangguifei (端恪皇貴妃, concubine Duanke), 1844-1910. Zij behoorde tot de Mantsjoe Tunggiya-clan (佟佳氏氏), haar persoonsnaam is onbekend. In 1858 ontving zij de titel Qi pin (棋嫔, concubine Qi), in 1861 Qi fei (棋妃, concubine Qi), in 1874 Qi guifei (棋贵妃, edele concubine Qi), in 1908 Qi huangguitaifei (棋皇贵太妃. keizerlijke edele concubine-weduwe Qi) en in 1910 postuum Duanke huangguifei (端恪皇貴妃, keizerlijke edele concubine Duanke). - Zhufei (諸妃): diverse concubines. Tongzhi-keizer (1856-1875, r.1861-1875), tempelnaam Muzong: - Muzong Xiaozheyi huanghou (穆宗孝哲毅皇后, keizerin Xiaozheyi van Muzong), 1854-1875. Zij behoorde tot de Mantsjoe Alut-clan (阿魯特氏), haar persoonsnaam is onbekend. Zij werd in 1872 door de Tongzhi-keizer aangewezen als zijn keizerin. Na het overlijden van de keizer ontving zij in 1875 de titel keizerin Jiashun (嘉順皇后, Jiashun huanghou) en niet de gebruikelijke titel keizerin-weduwe. Na haar eigen overlijden, eveneens in 1875, ontving zij postuum de titel keizerin Xiaozheyi (孝哲毅皇后, Xiaozheyi huanghou). - Muzong Shushen huangguifei (穆宗淑慎皇貴妃, concubine Shushen Muzong), 1859-1904. Zij behoorde tot de Mantsjoe Fuca-clan (富察氏, haar persoonsnaam is onbekend. In 1872 verkreeg zij de titel Huifei (慧妃, concubine Hui), in 1874 huangguifei (皇貴妃, keizerlijke edele concubine), in 1875 Dunyi huangguifei (敦宜皇貴妃, keizerlijke edele concubine Dunyi) en in 1895 Dunyi Rongqing huangguifei (敦宜荣庆皇贵妃, keizerlijke edele concubine Dunyi Rongqing). In 1904 ontving zij postuum de titel keizerlijke edele concubine Shushen (淑慎皇貴妃, Shushen huangguifei). - Muzong Zhuanghe huangguifei (穆宗莊和皇貴妃, Concubine Zhuanghe Muzong), 1857-1921. Zij behoorde tot de Mantsjoe Alut-clan (阿魯特氏), haar persoonsnaam is onbekend. In 1872 ontving zij de titel Xunpin (珣嬪, concubine Xun), in 1874 Xunfei (珣妃, concubine Xun), in 1895 Xun guifei (珣貴妃, edele concubine Xun), in 1908 Xun huangguifei (珣皇貴妃, keizerlijke edele concubine Xun) en in 1913 van de inmiddels afgetreden Puyi Zhuanghe huangguifei (莊和皇貴妃, keizerlijke edele concubine Zhuanghe). [Na haar overlijden in 1921 verkreeg zij postuum de titel keizerlijke edele concubine Gongsu (恭肅皇貴妃, Gongsu huangguifei)]. - Jingyi huangguifei (敬懿皇貴妃, concubine Jingyi), 1856-1932. Zij behoorde tot de Mantsjoe Hešeri-clan (赫舍里氏), haar persoonsnaam is onbekend. In 1872 ontving zij de titel Yupin (瑜嬪, concubine Yu), in 1874 Yufei (瑜妃, concubine Yu), in 1895 Yu guifei (瑜貴妃, edele concubine Yu), in 1908 Yu huangguifei (瑜皇貴妃, keizerlijke edele concubine Yu) en in 1913 van de inmiddels afgetreden Puyi Jingyi huangguifei (敬懿皇貴妃, keizerlijke edele concubine Jingyi). [Na haar overlijden in 1932 verleende Puyi haar postuum de titel keizerlijke edele concubine Xianzhe (獻哲皇貴妃, Xianzhe huangguifei)]. - Ronghui huangguifei (榮惠皇貴妃, concubine Ronghui), 1856-1933. Zij behoorde tot de Mantsjoe Sirin-Gioro-clan (西林覺羅氏), haar persoonsnaam is onbekend. In 1872 verkreeg zij de titel Jin guiren (瑨貴人), in 1874 Jinpin (瑨嬪, concubine Jin), in 1894 Jinfei 瑨妃, concubine Jin), in 1905 Jin guifei (瑨貴妃, edele concubine Jin) en in 1913 van de inmiddels afgetreden Puyi Ronghui huangguifei (榮惠皇貴妃, keizerlijke edele concubine Ronghui). [Na haar overlijden in 1933 verleende Puyi haar postuum de titel keizerlijke edele concubine Dunhui (敦惠皇貴妃, Dunhui huangguifei)]. Guangxu-keizer (1871-1908, r.1875-1908), tempelnaam Dezong: - Dezong Xiaodingjing huanghou (德宗孝定景皇后, keizerin Xiaodingjing van Dezong), 1868-1913. Jingfen behoorde tot de Mantsjoe Yehenara-clan (葉赫那拉氏). In 1889 huwde zij de Guangxu-keizer en werd onmiddellijk zijn keizerin. In 1908 ontving zij de titel keizerin-weduwe Longyu (隆裕皇太后, Longyu huangtaihou) en in 1913 postuum de titel keizerin Xiaodingjing (孝定景皇后, Xiaodingjing huanghou). - Dezong Duankang huangguifei (德宗端康皇貴妃, concubine Duankang van Dezong), 1873-1924. Zij behoorde tot de Mantsjoe Tatara-clan (他他拉氏), haar persoonsnaam is onbekend. Zij was een zus van concubine Keshun. In 1889 ontving zij de titel Jinpin (瑾嬪, concubine Jin), in 1894 Jinfei (瑾妃, concubine Jin), in 1908 Jin guifei (瑾貴妃, edele concubine Jin) en in 1913 van de inmiddels afgetreden Puyi Duankang huangguifei (端康皇貴妃, keizerlijke edele concubine Duankang). [Na haar overlijden in 1924 verleende Puyi haar postuum de titel keizerlijke edele concubine Wenjing (溫靖皇貴妃, huangguifei)]. - Dezong Keshun huangguifei (德宗恪順皇貴妃, concubine Keshun van Dezong), 1876-1900. Zij behoorde tot de Mantsjoe Tatara-clan (他他拉氏), haar persoonsnaam is onbekend. Zij was een zus van concubine Wenjing. In 1889 ontving zij de titel Zhenpin (珍嬪, concubine Zhen) en in 1894 Zhenfei (珍妃, concubine Zhen). In 1921 ontving zij postuum de titel keizerlijke edele concubine Keshun (恪順皇貴妃, Keshun huangguifei). Xuantong-keizer (Puyi) (1906-1967, r.1908-1912), geen tempelnaam: - Xuantong huanghou (宣統皇后, keizerin Xuantong), 1906-1946, Wanrong (婉容) van de Robulo-clan (郭布羅氏), huwde Puyi in 1922, tien jaar na zijn abdicatie. De titel keizerin Xuantong (宣統皇后) is daardoor feitelijk een anachronisme. Ontving in 1946 postuum de titel keizerin Xiaokemin (孝恪愍皇后). - Shufei (淑妃, concubine Shu), 1909-1953. Wenxiu (文繡) behoorde tot de Mongoolse Erdet-clan (額爾德特氏). Zij werd in 1922 Shufei (淑妃, concubine Shu) van Puyi, [maar liet zich in 1931 van hem scheiden. Daarbij raakte ze haar keizerlijke titels kwijt. Wenxiu hertrouwde in 1947 en overleed in 1953]. |

### Juan215-221, biografieën van diverse keizerlijke prinsen (諸王,zhuwang)
| juan 215-221 | Titel | Vertaling                                     | Opmerkingen |
| ------------ | --- | --------------------------------------------- | --- |
| 215.         | zhuwang liezhuan yi (諸王列傳一), 禮敦、額爾袞、齋堪、塔察篇古、努爾哈赤、穆爾哈齊、舒爾哈齊、雅爾哈齊、濟爾哈朗、巴雅喇                                        | biografieën van diverse keizerlijke prinsen 1 | Jingzu zhuzi (景祖諸子): diverse zonen van Giocangga (Jingzu), 1526-1583, tevens vader van de vierde zoon Taksi (1543-1583): - Wugong junwang Lidun (武功郡王禮敦), Lidun Baturu, (禮敦巴圖魯), eerste zoon van Giocangga. - (Beiheqi 贝和齐, zoon van Lidun). - Huizhe junwang Erguwen 慧哲郡王額爾袞, Ergon (額爾袞), tweede zoon van Giocangga. - Xuanxian junwang Jiekan (宣獻郡王齋堪), Jiekan (齋堪, ook Zaikan 齋堪), derde zoon van Giocangga. - Vierde zoon Taksi (1543-1583) - Kegong beile Taca Fiyanggu (恪恭貝勒塔察篇古), Taca Fiyanggū (塔察篇古), vijfde zoon van Giocangga. - (Hurhaqi 祜尔哈齐, eerste zoon van Taca Fiyanggū). - (Darhuqibakeshi 达尔祜齐巴克式, tweede zoon van Taca Fiyanggū). Xianzu zhuzi (顯祖諸): diverse zonen van Taksi (Xianzu), 1543-1583, tevens vader van de eerste zoon Nurhaci (1559-1626): - Eerste zoon Nurhaci (1559-1626) - Chengyi Yongzhuang beile Murhaci (誠毅勇壯貝勒穆爾哈齊), Murhaci (穆爾哈齊) 1561-1620, tweede zoon van Taksi. - (Sahalian 萨哈廉, eerste zoon van Murhaci). - (Dalcha 达尔察, 1582-1635, tweede zoon van Murhaci). - (Shuobiji 硕弼基, derde zoon van Murhaci). - (Wudahai 务达海, †1655, vierde zoon van Murhaci). - (Handai 汉岱, 1600-1656, vijfde zoon van Murhaci). - (Gabala 噶巴喇, zesde zoon van Murhaci). - (Tahai 塔海, zevende zoon van Murhaci). - (Tangka 唐喀, achtste zoon van Murhaci). - (Hushita 祜世塔, negende zoon van Murhaci). - (Lashita 喇世塔, †1660, tiende zoon van Murhaci). - (Huanqifeiyanggu 欢齐费扬古, elfde zoon van Murhaci). - Zhuang qinwang Šurhaci (莊親王舒爾哈齊), Šurhaci (舒爾哈齊), 1564-1611, derde zoon van Taksi. - (Altungga (阿爾通阿), 1580-1609, eerste zoon van Šurhaci). - Beile Amin (貝勒阿敏), Amin (阿敏), 1585-1640, tweede zoon van Šurhaci. - (Hongketai 宏科泰, eerste zoon van Amin). - (Zhenguo gong Aierli 鎮國公愛爾禮, Aiduli 艾度礼, tweede zoon van Amin). - Wenjian beizi Gu'ermahun (溫簡貝子固爾瑪琿), Gu'ermahun (固爾瑪琿), 1615-1681 derde zoon van Amin. - (Fengzhen guogong 封镇国公, Martu 玛尔图, eerste zoon van Gu'ermahun). - Zhenguo Xiangmin (鎮國襄敏), †1685, vierde zoon van Gu'ermahun. - (Zhenguo gong Gong'a 鎮國公恭阿, Gong'a 恭阿, †1649, vierde zoon van Amin). - (Duanchun zhenguogong Guogai 端純鎮國公果蓋, Guogai 果盖, vijfde zoon van Amin). - (Zhenguogong Guolai 鎮國公果賴, Guolai 果赖, zesde zoon van Amin). - (Jasahatu (扎薩克圖), 1589-1609, derde zoon van Šurhaci). - (Turan (圖倫), 1596-1614, vierde zoon van Šurhaci). - (Jaisanggū (寨桑武), 1598-1625, vijfde zoon van Šurhaci). - Zhengxian qinwang Jirgalang (鄭獻親王濟爾哈朗), Jirgalang (濟爾哈朗), 1599-1655, zesde zoon van Šurhaci. - (Fu'erdun (富尔敦), 1633-1651, eerste zoon van Jirgalang). - (Jianchun qinwang Jidu (简纯亲王济度), Jidu (济度), 1633-1660, tweede zoon van Jirgalang). - (Momei (墨美), 1652-1691, eerste zoon van Jidu). - (Labu (喇布), 1654-1682, tweede zoon van Jidu). - (Desai (德赛), 1654-1670, derde zoon van Jidu). - (Mujina (穆济纳), 1657-1660, vierde zoon van Jidu). - (Yabu (雅布), 1658-1701, vijfde zoon van Jidu). - (Ledu (勒度, 1636-1655, derde zoon van Jirgalang). - (Ba'erkan (巴尔堪), vierde zoon van Jirgalang). - (Kunlan (裈兰), vijfde zoon van Jirgalang). - (Xitujun (锡图军), 1642-1651, zesde zoon van Jirgalang). - (Gumei (固美), zevende zoon van Jirgalang). - (Liuxi (留锡), 1648-1703, achtste zoon van Jirgalang). - (Wuxi (武锡), 1653-1707, negende zoon van Jirgalang). - (Hailun (海伦), 1655-1683, tiende zoon van Jirgalang). - (Nuomudai (諾穆岱), 1601-1613, zevende zoon van Šurhaci). - Jingding beile Fiyanggu (靖定貝勒費揚武), Fiyanggu (費揚武), 1605-1644, achtste zoon van Šurhaci. - (Naodai (瑙岱), 1608-?, negende zoon van Šurhaci). - Tongda junwang Yarhaci (通達郡王雅爾哈齊), Yarhaci (雅爾哈齊), 1565-1589, vierde zoon van Taksi. - Duyi Gangguo beile Bayara (篤義剛果貝勒巴雅喇), Bayara (巴雅喇), 1582-1624, vijfde zoon van Taksi. - zi Baiyintu (子拜音圖), derde zoon van Bayara. |
| 216.         | zhuwang liezhuan er (諸王列傳二), 褚英、代善 | biografieën van diverse keizerlijke prinsen 2 | Taizu zhuzi yi (太祖諸子一), diverse zonen van Nurhaci (Taizu), 1559-1626, deel 1: - Guanglüe beile Chuying (廣略貝勒褚英), Cuyen (褚英), 1580-1615, eerste zoon van Nurhaci. - zi 子 Anping beile Dudu (安平貝勒杜度), Dudu (杜度), 1597-1642, eerste zoon van Cuyen. - Dudu zi que hou beile Durhu (杜度子慤厚貝勒杜爾祜), Durhu (杜爾祜), 1615-1655, eerste zoon van Dudu. - beizi Murhu (貝子穆爾祜), Murhu (穆爾祜), 1617-1654, tweede zoon van Dudu. - Kexi beizi Terhu (恪僖貝子特爾祜), Terhu (特爾祜), †1658, derde zoon van Dudu. - (Telin (特遴), vierde zoon van Dudu). - (Terqin (特尔亲), vijfde zoon van Dudu). - Dunuwen (杜努文), 1627-1648, zesde zoon van Dudu. - (Sabi (薩弼), †1655), zevende zoon van Dudu). - (Guohuan (國歡), 1598-1624), tweede zoon van Cuyen). - Jingjinzhuang qinwang Nikan (敬謹莊親王尼堪), Nikan (尼堪), 1610-1652, derde zoon van Cuyen. - Lilie qinwang Daishan (禮烈親王代善), Daišan (代善), 1583-1648, tweede zoon van Nurhaci. - Keqin junwang Yuetuo (克勤郡王岳託), Yoto (岳託), 1599-1639, eerste zoon van Daišan. - Beile Shuotuo (貝勒碩託), Šoto (碩託), 1600-1643, tweede zoon van Daišan. - Yingyi qingwang Sahaliyan (穎毅親王薩哈璘), Sahaliyan (薩哈璘), 1604-1636, derde zoon van Daišan. - Qianxiang junwang Wakda (謙襄郡王瓦克達), Wakda (瓦克達), 1606-1652, vierde zoon van Daišan. - (Barama (巴喇玛), vijfde zoon van Daišan). - Fuguogong Majan (輔國公瑪占), Majan (瑪占), 1629-1649, zesde zoon van Daišan. - zi Xunjian qinwang Mandahai (子巽簡親王滿達海), Mandahai (滿達海), 1622-1652, zevende zoon van Daišan. |
| 217.         | zhuwang liezhuan san (諸王列傳三), 阿拜、湯古代、莽古爾泰、塔拜、阿巴泰、巴布泰、巴布海、德格類、阿濟格、賴慕布                                                 | biografieën van diverse keizerlijke prinsen 3 | Taizu zhuzi er (太祖諸子二), diverse zonen van Nurhaci (Taizu), 1559-1626, deel 2 (tevens vader van de achtste zoon Hong Taiji, 1592-1643): - Zhenguo qinmin gong Abai (鎮國勤敏公阿拜), Abai (阿拜), 1585-1648, derde zoon van Nurhaci. - (Xiteku (席特庫), 1612-1677, eerste zoon van Abai). - (Niuwangjian (鈕望鑒), 1614-1628, tweede zoon van Abai). - (Feiyasan (費雅三), 1621-1646, derde zoon van Abai). - (Gantu (干圖), 1624-1659, vierde zoon van Abai). - (Fantu (範圖), 1627-1649, vijfde zoon van Abai). - (Gong'an (鞏安), 1629-1682, zesde zoon van Abai). - (Haoshan (灝善), 1634-1706, zevende zoon van Abai). - Zhenguo kejie jiangjun Tanggudai (鎮國克潔將軍湯古代), Tanggudai (湯古代), 1585-1640, vierde zoon van Nurhaci. - zi Zhenguo gong Niekesai (子鎮國公聶克塞), Niekesai (聶克塞), 1601-1666, eerste zoon van Tanggudai. - (Murcha (穆爾察), 1611-1649, tweede zoon van Tanggudai). - Beile Manggūltai (貝勒莽古爾泰), Manggūltai (莽古爾泰), 1587-1633, vijfde zoon van Nurhaci. - (Maidali (邁達禮, 1603-1634, eerste zoon van Manggūltai). - (Guanggu (廣顧), 1604-1606, tweede zoon van Manggūltai). - (Sahaliang (薩哈良), 1606-1642, derde zoon van Manggūltai). - (Sadong'e (薩棟額), 1608-?, vierde zoon van Manggūltai). - (Ebilun (額弼綸), 1609-?, vijfde zoon van Manggūltai). - (Feiyanggutai (費揚古泰), 1610-?, zesde zoon van Manggūltai). - (Sahana (薩哈納), 1614-?, zevende zoon van Manggūltai). - (Aketama (阿克塔瑪), 1620–-622, achtste zoon van Manggūltai). - (Shusong (舒鬆), 1624-1652, negende zoon van Manggūltai). - Tabai (塔拜), 1589-1639, zesde zoon van Nurhaci. - (Labai (喇拜), 1605-1620, eerste zoon van Tabai). - (Ekeqin (額克親), 1609-1655, tweede zoon van Tabai). - (Bakeqin (巴克親), 1612-1639, derde zoon van Tabai). - (Banburshan, (班布爾善), 1617-1669, vierde zoon van Tabai). - (Suwayan (蘇瓦延), 1619-1621, vijfde zoon van Tabai). - (Batuhai (巴都海), 1622-1660, zesde zoon van Tabai). - (Laduhai (喇都海), 1623-1649, zevende zoon van Tabai). - (Batma Feiyangwu (巴特瑪費揚武), 1625-1649, achtste zoon van Tabai). - Raoyumin junwang Abatai (饒餘敏郡王阿巴泰), Abatai (阿巴泰), 1589-1646, zevende zoon van Nurhaci. - (Šanggiyan (尚建), 1606-1630, eerste zoon van Abatai). - Wenliang beizi Bohoto (溫良貝子博和託), Bohoto (博和託), 1610-1648, tweede zoon van Abatai. - (Huaimin fuguogong (懷愍輔國公), Wenggu (翁古), eerste zoon van Bohoto). - (Huaiyi fuguogong (懷儀輔國公), Jinzhu (錦柱), tweede zoon van Bohoto). - (Jiejiebeizi, 介潔貝子), Fukeqiku (佛克齊庫), derde zoon van Bohoto). - Bohoto zi beizi Zhangtai (博和託子貝子彰泰), Zhangtai (彰泰), 1635-1690, vierde zoon van Bohoto. - Heshuo Duanzhong qinwang Bolo (和碩端重親王博洛), Bolo (博洛), 1613-1652, derde zoon van Abatai. - (Gapushixian (噶普世贤), eerste zoon van Bolo). - (Kuruk (库禄克), tweede zoon van Bolo). - (Genqihen (根齐痕), derde zoon van Bolo). - (Tarna (塔尔纳), vierde zoon van Bolo). - (Hetuken (和图恳), vijfde zoon van Bolo). - (Tesu (特苏), zesde zoon van Bolo). - (Langzhu (郎柱), zevende zoon van Bolo). - (Qikexin (齐克新), achtste zoon van Bolo). - (Mengku (勐库), negende zoon van Bolo). - zi Anhe qinwang Yolo (子安和親王岳樂), Yolo (岳樂), 1625-1689, vierde zoon van Abatai. - (Tatahai (他塔海), 1643-1651, eerste zoon van Yolo). - (Desu (德素), 1644-1651, tweede zoon van Yolo). - (Adahai (阿达海), 1646-1646, derde zoon van Yolo). - (Ayuxi (阿裕锡), 1658-1660, vierde zoon van Yolo). - (Abida (阿弼达), 1658-1658, vijfde zoon van Yolo). - (Qingsheng (青盛), 1658-1660, zesde zoon van Yolo). - (Tulansai (图兰塞), 1658-1660, zevende zoon van Yolo). - (Sailenge (輔國將軍), 1658-1699, achtste zoon van Yolo). - (Yatu (雅图), 1659-1661, negende zoon van Yolo). - (NN, 1660-1661, tiende zoon van Yolo). - (Aizi (艾滋), 1660-1661, elfde zoon van Yolo). - (Bunai (布乃) 1661-1662, twaalfde zoon van Yolo). - (Sengbao (僧保), 1661-1668, dertiende zoon van Yolo). - (Mani (玛尼), 1662-1664, veertiende zoon van Yolo). - (Ma’erhun (玛尔珲), 1663-1709, vijftiende zoon van Yolo). - (Saibuli (塞布礼),1664-1721, zestiende zoon van Yolo). - (Jiangxi (景熙), 1668-1717, zeventiende zoon van Yolo). - (Yunduan (蕴端), 1671-1704, achttiende zoon van Yolo). - (Wuerzhan (务尔占), 1672-1724, negentiende zoon van Yolo). - (Zanzha (赞扎) 1673-1674, twintigste zoon van Yolo). - (Kongguli (孔古理), 1639-1649, vijfde zoon van Abatai. - Achtste zoon Hong Taiji, 1592-1643) - Zhenguo Kexi gong Babutai (鎮國恪僖公巴布泰), Babutai (巴布泰), 1592-1655, negende zoon van Nurhaci. - (Gabra (噶布喇), †1681, eerste zoon van Babutai). - (Mingling (明聆), tweede zoon van van Babutai). - (Huxilu (祜錫祿), 1654-1698), derde zoon van Babutai). - Beile Degelei (貝勒德格類), Degelei (德格類), 1597-1635, tiende zoon van Nurhaci. - (Denshenku (鄧什庫), eerste zoon van Degelei). - (Deksik (德克西克), 1616-1646, tweede zoon van Degelei). - (Feiyata (費雅塔), 1627-?, derde zoon van Degelei). - (Waksa (瓦克扎), 1632-?, vierde zoon van Degelei). - (Babuhai (巴布海), 1597-1643, elfde zoon van Nurhaci). - (Akara (阿喀喇), 1625-1643, eerste zoon van Babuhai). - Yingqingwang Ajige (英親王阿濟格), Ajige (阿濟格), 1605-1651, twaalfde zoon van Nurhaci. - (Hedu (和度), 1619-1646, eerste zoon van Ajige). - (Fulehe (傅勒赫), 1629-1660, tweede zoon van Ajige). - (Laoqin (勞親), †1651, derde zoon van Ajige). - (Bo'erxun (伯爾遜), 1631-1675, vierde zoon van Ajige). - (Menzhu (門柱), 1633-1635, vijfde zoon van Ajige). - (Louqin (樓親), 1634-1661, zesde zoon van Ajige). - (Mo'erxun (墨爾遜), 1635-?, zevende zoon van Ajige). - (Suo'erke (索爾科), 1640-1642, achtste zoon van Ajige). - (Tongsai (佟塞), 1641-1701, negende zoon van Ajige). - (Huli (瑚禮), 1641-?, tiende zoon van Ajige). - (Ebai (鄂拜), 1643-1689, elfde zoon van Ajige). - (Banjintai (班進泰), 1644-1706, twaalfde zoon van Ajige). - Fuguo Jiezhi Gong Laimbu (輔國介直公賴慕布), Laimbu (賴慕布), 1612-1646, dertiende zoon van Nurhaci. - (Laihu (來祜) 1625-1694, eerste zoon van Laimbu). |
| 218.         | zhuwang liezhuan si (諸王列傳四), 多爾袞、多鐸、費揚果 | biografieën van diverse keizerlijke prinsen 4 | Taizu zhuzi san (太祖諸子三), diverse zonen van Nurhaci (Taizu), 1559-1626, deel 3: - Ruizhong qinwang Dorgon (睿忠親王多爾袞), Dorgon (多爾袞), 1612-1650, veertiende zoon van Nurhaci. - Dorgon adopteerde Duo'erbo (多爾博), 1643-1673, vijfde zoon van zijn jongere broer Dodo). - Yutong qinwang Dodo (豫通親王多鐸), Dodo (多鐸), 1614-1649, vijftiende zoon van Nurhaci. - (Zhulan (珠蘭), 1612-1650, eerste zoon van Dodo). - zi Xinxuan he junwang Duoni (子信宣和郡王多尼), Duoni (多尼), 1636-1661, tweede zoon van Dodo. - (Eni (鄂尼), eerste zoon van Duoni). - Duoni zi xin junwang Ezha (多尼子信郡王鄂扎), Ezha (鄂扎), 1655-1702, tweede zoon van Duoni. - (Ela, (鄂腊), derde zoon van Duoni). - (Eming (鄂明), vierde zoon van Duoni). - (Exing (鄂兴), vijfde zoon van Duoni). - (Eyun (鄂云), zesde zoon van Duoni). - (Elin (鄂林), zevende zoon van Duoni). - (Bakedu (巴克度), 1640-1668, derde zoon van Dodo). - Fuguo Kexi gong Cani (輔國恪僖公察尼), Cani (察尼), 1641-1688, vierde zoon van Dodo. - (Duo'erbo, (多爾博), 1643-1673, vijfde zoon van Dodo, geadopteerd door Dorgon). - (Zhakedu (扎克度), 1644-1689, zesde zoon van Dodo). - Xin junwang Dongge (信郡王董額), Dongge (董額), 1647-1706, zevende zoon van Dodo. - (Fiyanggū, (費揚古), 1649-1723, achtste zoon van Dodo). - Fiyanggū (費揚果), 1620-1640, zestiende zoon van Nurhaci. - (Natai, (納泰), 1632-1674, eerste zoon van Fiyanggū). - (Caigui (材桂), 1636-1684, tweede zoon van Fiyanggū). - (Atai (阿泰), 1638-1643, derde zoon van Fiyanggū). - (Yatai (雅泰), 1639-1643, vierde zoon van Fiyanggū). |
| 219.         | zhuwang liezhuan wu (諸王列傳五), 豪格、葉布舒、碩塞、高塞、品級常舒、韜塞、博穆博果爾、福全、常寧、隆禧                                                        | biografieën van diverse keizerlijke prinsen 5 | Taizong zhuzi (太宗諸子), diverse zonen van Hong Taiji (Taizong), 1592-1643, tevens vader van de negende zoon, Fulin (福臨), 1638-1661, de latere Shunzhi-keizer: - Suwu qinwang Hooge (肅武親王豪格), Hooge (豪格), 1609-1648, eerste zoon van Hong Taiji. - (Qizheng'e (齊正額), 1634-1677, eerste zoon van Hooge). - (Gutai (固泰), 1638-1701, tweede zoon van Hooge). - (Wohena (握赫納), 1639-1662, derde zoon van Hooge). - (Fushou (富綬), 1643-1670, vierde zoon van Hooge). - zi Wenliang junwang Mengguan (子溫良郡王猛瓘), Mengguan (猛瓘 of Meng'e 猛峩), 1643-1674, vijfde zoon van Hooge. - Meng'e zi Yanxin (猛峩子延信), Yanxin (延信), 1673-1728, zoon van Mengguan. - (Xingbao (星保), 1643-1686, zesde zoon van Hooge). - (Shushu (舒書), 1645-1685, zevende zoon van Hooge). - (Loge (洛格), 1611-1621, tweede zoon van Hong Taiji). - (Lobohoi (洛博會), 1611-1617, derde zoon van Hong Taiji). - Fuguogong Yebušu (輔國公葉布舒), Yebušu (葉布舒), 1627-1690, vierde zoon van Hong Taiji. - Chengzeyu qinwang Šose (承澤裕親王碩塞), Šose (碩塞), 1629-1655, vijfde zoon van Hong Taiji. - Zhenguo Quehou gong Gose (鎮國慤厚公高塞), Gose (高塞), 1637-1670, zesde zoon van Hong Taiji. - Fuguogong pinji Cangšu (輔國公品級常舒, Cangšu (常舒), 1637-1700, zevende zoon van Hong Taiji. - (NN, 1637-1638, achtste zoon van Hong Taiji). - Negende zoon, Fulin (福臨), 1638-1661, de latere Shunzhi-keizer - Fuguogong Toose (輔國公韜塞), Toose (韜塞), 1639-1695, tiende zoon van Hong Taiji. - Xiangzhao qinwang Bomubogor (襄昭親王博穆博果爾), Bomubogor (博穆博果爾), 1642-1656, elfde zoon van Hong Taiji. Shizu zhuzi (世祖諸子), diverse zonen van Shunzhi (Shizu), 1636-1661, tevens vader van de derde zoon Xuanye (玄燁), 1654-1722, de latere Kangxi-keizer: - (Niuniu (牛鈕), 1651-1652, eerste zoon van Shunzhi). - Yuxian qinwang Fuquan (福全) (裕憲親王福全), Fuquan (福全), 1653-1703, tweede zoon van Shunzhi. - Derde zoon Xuanye (玄燁), 1654-1722, de latere Kangxi-keizer - Rong qinwang (榮親王), 1657-1658, vierde zoon van Shunzi. - Gong qinwang Changning (恭親王常寧), Changning (常寧), 1657-1703, vijfde zoon van Shunzhi. - (Qishou (奇授), 1660-1665, zesde zoon van Shunzhi). - Chunjing qinwang Lunghi (純靖親王隆禧), Lunghi (隆禧), 1660-1679, zevende zoon van Shunzhi. - (Yonggan (永幹), 1661-1668, achtste zoon van Shunzhi). |
| 220.         | zhuwang liezhuan liu (諸王列傳六), 允禔、允礽、允祉、允祺、允祐、允禩、允禟、允䄉、允祹、允祥、允禵、允禑、允禮、允禕、允禧、允祜、允祁、允祕、弘暉、弘晝、福惠 | biografieën van diverse keizerlijke prinsen 6 | Shengzu zhuzi (聖祖諸子), diverse zonen van Kangxi (Shengzu), 1654-1722, tevens vader van de elfde (vierde) zoon Yinzhen (胤禛), 1678-1735, de latere Yongzheng-keizer: - (Chengrui (承瑞), 1667-1670, eerste zoon van Kangxi). - (Chenghu (承祜), 1670-1672, tweede zoon van Kangxi). - (Chengqing (承慶), 1670-1671, derde zoon van Kangxi). - (Saiyinchahun (賽音察渾), 1672-1674, vierde zoon van Kangxi). - Beizi pinyi Yunzhi (貝子品級允禔), Yunzhi (允禔), 1672-1735, vijfde (eerste) zoon van Kangxi. - (Hongyu (弘昱), 1696-1718, eerste zoon van Yunzhi). - zhenguogong Hongfang (鎮國公弘昉), Hongfang (弘昉), 1704-1772, tweede zoon van Yunzhi. - (Hongwei (弘暐), 1705-1710, derde zoon van Yunzhi). - (Hongyao (弘曜), 1707-1710, vierde zoon van Yunzhi). - (NN, 1709-1711, vijfde zoon van Yunzhi). - (Honghan (弘晗), 1709-1755, zesde zoon van Yunzhi). - (Hongdi (弘旳), 1710-1742, zevende zoon van Yunzhi). - (NN, 1710-1711, achtste zoon van Yunzhi). - (NN, 1715-1720, negende zoon van Yunzhi). - (NN, 1716-1720, tiende zoon van Yunzhi). - (NN, 1716-1719, elfde zoon van Yunzhi). - (Fengen jiangjun Hongxiang (奉恩將軍弘晌), Hongxiang (弘晌), 1718-1781, twaalfde zoon van Yunzhi). - (Hongtong (弘晍), 1723-1760, dertiende zoon van Yunzhi). - (Hongming (弘明), 1732-1806, veertiende zoon van Yunzhi). - (Hongtun (弘旽) 1732-1805, vijftiende zoon van Yunzhi). - (Changhua (長華), 1674-?, zesde zoon van Kangxi). - Limi qinwang Yunreng (理密親王允礽), Yunreng (允礽), 1674-1725, zevende (tweede) zoon van Kangxi. - (NN, 1692-1701, eerste zoon van Yunreng). - (Li qinwang Hongxi (理親王弘晳), Hongxi (弘晳), 1694-1742, tweede zoon van Yunreng). - (Fu guogong Hongjin (輔國公弘晉), Hongjin (弘晉), 1696-1717), derde zoon van Yunreng). - (NN, 1704-1706, vierde zoon van Yunreng). - (NN, 1708-1708, vijfde zoon van Yunreng). - (Fuguo kexigong Hongyan, (輔國恪僖公弘曣), Hongyan (弘曣), 1712-1750, zesde zoon van Yunreng). - (Fuguogong Hongtiao (輔國公弘晀), Hongtiao (弘晀), 1714-1774, zevende zoon van Yunreng). - (NN, 1715-1726, achtste zoon van Yunreng). - (Hongyao (弘暚), 1716-1783, negende zoon van Yunreng). - (Like junwang Hongwei (理恪郡王弘㬙), Hongwei (弘㬙), 1719-1780, tiende zoon van Yunreng). - (Hongbing (弘昞), 1720-1763, elfde zoon van Yunreng). - (Fuguogong Hongwan (輔國公弘晥), Hongwan (弘晥), 1724-1775, twaalfde zoon van Yunreng). - (Changsheng (長生), 1675-1677, achtste zoon van Kangxi). - (Wanfu (萬黼), 1675-1679, negende zoon van Kangxi). - Chengyin jin Yunzhi (誠隱郡王允祉), Yunzhi (允祉), 1677-1732, tiende (derde) zoon van Kangxi. - (Hongqing (弘晴), 1696-1701, eerste zoon van Yunzhi). - (NN, 1698-1698, tweede zoon van Yunzhi). - (Hongsheng (弘晟), 1698-1732, derde zoon van Yunzhi). - (NN, 1698-1698, vierde zoon van Yunzhi). - (NN, 1699-1699, vijfde zoon van Yunzhi). - (Hongxi (弘曦), 1701-1742, zesde zoon van Yunzhi). - (Beizi Hongjing (貝子弘暻), Hongjing (弘暻), 1703-1777, zevende zoon van Yunzhi). - (Hongxian (弘暹), 1710-1771, achtste zoon van Yunzhi). - (NN, 1711-1711, negende zoon van Yunzhi). - (Honghuang (弘晃), 1713-1749, tiende zoon van Yunzhi). - (Hongyi (弘易), 1715-1754, elfde zoon van Yunzhi). - (Hongzhu (弘矚), 1731-1776, twaalfde zoon van Yunzhi). - Elfde (vierde) zoon Yinzhen (胤禛), 1678-1735, de latere Yongzheng-keizer - (Yinzan (胤禶), 1679-1680, twaalfde zoon van Kangxi). - Chengyin junwang Yunki (恆溫親王允祺, Hengwen? junwang Yunki, 恆溫親王允祺), Yunki (允祺), 1680-1732, dertiende (vijfde) zoon van Kangxi. - (Gongke beile Hongsheng (恭恪貝勒弘昇), Hongsheng (弘昇), 1696-1754, eerste zoon van Yunki). - (Hengke Qinwang Hongzhi (恆恪親王弘晊), Hongzhi (弘晊), 1700-1775, tweede zoon van Yunki). - (NN, 1702-1707, derde zoon van Yunki). - (Zhenuo jiangjun Hong'ang (鎭国将军弘昂), Hong'ang (弘昂), 1705-1782, vierde zoon van Yunki). - (NN, 1707-1707, vijfde zoon van Yunki). - (Fengen jiangjun Hongxu (奉恩将军弘昫), Hongxu (弘昫), 1710-1753, zesde zoon van Yunki). - (Fengen jiangjun Hongtong (奉恩将军弘曈), Hongtong (弘曈), 1711-1754, zevende zoon van Yunki). - (Yinzuo (胤祚), 1680-1685, veertiende (zesde) zoon van Kangxi). - Chundu qinwang Yunyou (淳度親王允祐), Yunyou (允佑), 1680-1730, vijftiende (zevende) zoon van Kangxi. - (Fuguo jiangjun Hongshu (輔國將軍弘晫), Hongshu (弘曙), 1698-1738, eerste zoon van Yunyou). - (Fuguo jiangjun Hongzhuo (輔國將軍弘晫), Hongzhuo (弘晫), 1700-1743, tweede zoon van Yunyou). - (NN, 1702-1703, derde zoon van Yunyou). - (Hongxin (弘昕), 1702-1712, vierde zoon van Yunyou). - (NN, 1705-1709, vijfde zoon van Yunyou). - (Chunshen junwang Hongjing (淳慎郡王弘暻), Hongjing (弘暻), 1711-1777, zesde zoon van Yunyou). - (Hongtai (弘泰), 1720-1757, zevende zoon van Yunyou). - Lian qinwang Yunsi (廉親王允禩), Yunsi (允禩), 1681-1726, zestiende (achtste) zoon van Kangxi. - (Hongwang (弘旺), 1708-1762, eerste zoon van Yunsi). - Beizi Yuntang (貝子允禟), Yuntang (允禟), 1683-1726, zeventiende (negende) zoon van Kangxi. - (Hongzheng (弘晸), 1706-1787, eerste zoon van Yuntang). - (Hongzhang (弘暲), 1709-1756, tweede zoon van Yuntang). - (Hongxiang (弘相), 1710-1739, derde zoon van Yuntang). - (Hongkuang (弘曠), 1711-1737, vierde zoon van Yuntang). - (Hongding (弘鼎), 1711-1782, vijfde zoon van Yuntang). - (Dongxi (棟喜), 1719-1791, zesde zoon van Yuntang). - (Sibao (四保), 1719-1771, zevende zoon van Yuntang). - (Douxixin (都錫欣), 1720-1775, achtste zoon van Yuntang). - Fuguo gong Yun'e (輔國公允䄉), Yun'e (允䄉), 1683-1741, achttiende (tiende) zoon van Kangxi. - (NN, 1701-1701, eerste zoon van Yun'e). - (Hongxu (弘旭), 1703-1708, tweede zoon van Yun'e). - (NN, 1704-1709, derde zoon van Yun'e). - (NN, 1706-1706, vierde zoon van Yun'e). - (Hongxuan (弘暄) 1708-1735, vijfde zoon van Yun'e). - (Hongjun (弘晙), 1711-1771, zesde zoon van Yun'e). - (Yinju (胤䄔), 1683-1684, negentiende zoon van Kangxi). - (Yinzi (胤禌), 1685-1696, twintigste (elfde) zoon van Kangxi). - Lüyi qinwang Yuntao (履懿親王允祹), Yuntao (允祹), 1686-1763, eenentwintigste (twaalfde) zoon van Kangxi. - NN, 1703-1703, eerste zoon van Yuntao. - NN, 1706-1707, tweede zoon van Yuntao. - Hongshi (弘是), 1707-1710, derde zoon van Yuntao. - NN, 1729-1731, vierde zoon van Yuntao. - Shizi Hongkun (世子弘昆), 1739-1750, vijfde zoon van Yuntao. - NN, 1742-1742, zesde zoon van Yuntao. - Yixiang qinwang Yinxiang(怡賢親王胤祥), Yinxiang (胤祥), 1686-1730, tweeëntwintigste (dertiende) zoon van Kangxi. - (Beile Hongchang (貝勒弘昌), Hongchang (弘昌), 1706-1771, eerste zoon van Yinxiang). - (NN, 1708-1709, tweede zoon van Yinxiang). - (Beile Hongdun (貝勒), Hongdun (弘暾), 1711-1728, derde zoon van Yinxiang). - (Ningliang junwang Hongjiao (寧良郡王弘晈), Hongjiao 9弘晈), 1713-1764, vierde zoon van Yinxiang). - (Hongkuang (弘㫛), 1716-1722, vijfde zoon van Yinxiang). - (Beile Hongqin (貝勒弘昑), Hongqin (弘昑), 1716-1729, zesde zoon van Yinxiang). - (yixi qinwang Hongxiao (怡僖親王弘曉), Hongxiao (弘曉), 1722-1778, zevende zoon van Yinxiang). - (Shou'en (綬恩), 1725-1727, achtste zoon van Yinxiang). - (Amuhulang (阿穆瑚瑯), 1726-1727, negende zoon van Yinxiang). - Xunqin junwan Yunti (恂勤郡王允禵), Yunti (允禵), 1688-1755, drieëntwintigste (veertiende) zoon van Kangxi. - Tai junwang Hongchun (泰郡王弘春), Hongchun (弘春), 1703-1739, eerste zoon van Yunti). - (Gongqin beile Hongming (恭勤贝勒弘明), Hongming (弘明), 1705-1767, tweede zoon van Yunti). - (Hongying (弘映), 1707-1771, derde zoon van Yunti). - (Hongkai (弘暟), 1707-1759, vierde zoon van Yunti). - (Yinji (胤禨), 1691-1691, vierentwintigste zoon van Kangxi). - Yuke junwang Yunxu (愉恪郡王允禑), Yunxu (允禑), 1693-1731, vijfentwintigste (vijftiende) zoon van Kangxi. - (NN, 1718-1719, eerste zoon van Yunxu). - (NN, 1719-1720, tweede zoon van Yunxu). - (Yugong junwang Hongqing (愉恭郡王弘庆), Hongqing (弘庆), 1724-1770, derde zoon van Yunxu). - (sandeng zhenguo jiangjun Hongfu (三等镇国将军弘富), Hongfu (弘富), 1727-1783, vierde zoon van Yunxu). - (Hongshou (弘绶), 1727-1731, vijfde zoon van Yunxu). - Zhuangke qinwang Yunlu (莊恪親王允祿), Yunlu (允祿), 1695-1767, zesentwintigste (zestiende) zoon van Kangxi. - (NN, 1712-1712, eerste zoon van Yunlu). - (Zhuang qinwang Hongpu (莊親王弘普), Hongpu (弘普), 1713-1743, tweede zoon van Yunlu). - (NN, 1715-1715, derde zoon van Yunlu). - (Honghao (弘皓), 1717-1718, vierde zoon van Yunlu). - (Hongshen (弘慎), 1717-1719, vijfde zoon van Yunlu). - (Fuguo jiangjun Hongming (輔國將軍弘明), Hongming (弘明), 1719-1787, zesde zoon van Yunlu). - (NN, 1727-1728, zevende zoon van Yunlu). - (Fuguo Gong Hongrong (輔國公弘曧), Hongrong (弘曧), 1737-1806, achtste zoon van Yunlu). - (Hong'ai (弘曖), 1739-1744, negende zoon van Yunlu). - (Hongchen (弘晨), 1742-1743, tiende zoon van Yunlu). - Guoyi junwang Yunli (果毅親王允禮), Yunli (允禮), 1697-1738, zevenentwintigste (zeventiende) zoon van Kangxi. - (NN, 1732-1732, eerste zoon van Yunli). - (Yinxie (胤祄), 1701-1708, achtentwintigste (achttiende) zoon van Kangxi). - (Yinji (胤禝), 1702-1704), negenentwintigste (negentiende) zoon van Kangxi). - Jianjing beile Yunyi (簡靖貝勒允禕), Yunyi (允禕), 1706-1755, dertigste (twintigste) zoon van Kangxi. - Shenjing junwan Yunxi (慎靖郡王允禧) Yunxi (允禧), 1711-1758, eenendertigste (eenentwintigste) zoon van Kangxi. - (Hong'ang (弘昂), 1728-1742, eerste zoon van Yunxi). - (Hongxun (弘旬), 1731-1749, tweede zoon van Yunxi). - Gongqin beile Yunhu (恭勤貝勒允祜), Yunhu (允祜), 1712-1744, tweeëndertigste (tweeëntwintigste) zoon van Kangxi. - (Beizi Honglong (贝子弘昽), Honglong (弘昽), 1727-1784, eerste zoon van Yunhu). - (NN, 1729-1731, tweede zoon van Yunhu). - (Ruibao (瑞保), 1742-1745, derde zoon van Yunhu). - (Zhenguo jiangjun Hongsong (镇国将军弘嵩), Hongsong (弘嵩), 1743-1777, vierde zoon van Yunhu). - (Fuguo jiangjun Hongfeng (辅国将军弘丰), Hongfeng (弘丰), 1744-1803, vijfde zoon van Yunhu). - Junwang pinyi Cheng beile Yunci (郡王品級誠貝勒允祁), Yunci (允祁),1714-1785, drieëndertigste (drieëntwintigste) zoon van Kangxi. - (Hongzhao (弘昭), 1731-1735, eerste zoon van Yunci). - (Hongqin (弘昑), 1734-1783, tweede zoon van Yunci). - (Hongliang (弘亮), 1746-1814, derde zoon van Yunci). - (Hongchun (弘纯), 1754-1756, vierde zoon van Yunci). - (Hongqian (弘谦), 1764-1815, vijfde zoon van Yunci). - (Hongpei (弘霈), 1772-1805, zesde zoon van Yunci). - (Hongshan (弘善), 1773-1824, zevende zoon van Yunci). - Xianke qinwang Yunbi (諴恪親王允祕 Yunbi (允秘), 1716-1773, vierendertigste (vierentwintigste) zoon van Kangxi. - (Xianmi junwang Hongchang (諴密郡王弘暢), Hongchang (王弘暢), 1741-1795, eerste zoon van Yunbi). - (Fengen jiangjun Hongwu (奉恩將軍弘旿), Hongwu (弘旿), 1743-1811, tweede zoon van Yunbi). - (burubafen fuguogong Hongkang (不入八分輔國公弘康), Hongkang (弘康), 1747-1814, derde zoon van Yunbi). - (Fuguo jiangjun Hongchao (輔國將軍弘超), Hongchao (弘超), 1755-1808, vierde zoon van Yunbi). - (Yinyuan (胤禐), 1718-1718, vijfendertigste zoon van Kangxi). Shizong zhuzi (世宗諸子), diverse zonen van Yongzheng (Shizong), 1678-1735, tevens vader van de vijfde (vierde) zoon Hongli (弘曆), 1711-1799, de latere Qianlong-keizer: - Duan qinwang Honghui (端親王弘暉), Honghui (弘暉), 1697-1704, eerste zoon van Yongzheng. - (Hongfen (弘昐), 1697-1699, tweede zoon van Yongzheng). - (Hongyun (弘昀), 1700-1710, derde (tweede) zoon van Yongzheng). - (Hongshi (弘時), 1704-1727, vierde (derde) zoon van Yongzheng). - (Yongshen (永珅), 1721-1724, eerste zoon van Hongshi). - Vijfde (vierde) zoon Hongli (弘曆), 1711-1799, de latere Qianlong-keizer - Hegong qinwang Hongzhou (和恭親王弘晝), Hongzhou (弘晝), 1712-1770, zesde (vijfde) zoon van Yongzheng. - (Yongying (永瑛), 1731-1732, eerste zoon van Hongzhou). - (Heqin qinwang Yongbi (和勤親王永壁), Yongbi (永壁), 1733-1772, tweede zoon van Hongzhou). - (NN, 1734-1734, derde zoon van Hongzhou). - (Zhenguo jiangjun Yongbin (鎮國將軍永瑸), (Yongbin (永瑸), 1735-1799, vierde zoon van Hongzhou). - (NN, 1739-1739, vijfde zoon van Hongzhou). - (Zhenguo jiangjun Yonghuan (鎮國將軍永瑍), Yonghuan (永瑍), 1740-1783, zesde zoon van Hongzhou). - (burubafen fuguogong Yongkun (不入八分輔國公永琨), Yongkun (永琨), 1743-1803, zevende zoon van Hongzhou). - (Yongzeng (永璔), 1745-1768, achtste zoon van Hongzhou). - (Fuyi (福宜), 1720-1721, zevende zoon van Yongzheng). - Huai qinwang Fuhui (懷親王福惠), Fuhui (福惠), 1721-1728, achtste zoon van Yongzheng. - (Fupei (福沛), 1723-?, negende zoon van Yongzheng). - Guogong junwang Hongyan (果恭郡王弘曕,) Hongyan (弘曕), 1733-1765, tiende (zesde) zoon van keizer Yongzheng. - (Guojian junwang Yongtu (果簡郡王永瑹), Yongtu (永瑹), 1752-1789, eerste zoon van Hongyan). - (Zhenguo jiangjun Yongcan (镇国将军永璨), Yongcan (永璨), 1753-1811, tweede zoon van Hongyan). - (Yongna (永納), 1762-1767, derde zoon van Hongyan). |
| 221.         | zhuwang liezhuan qi (諸王列傳七), 永璜、永璉、永璋、永琪、永琮、永璇、永瑆、永璂、永璘、綿愷、綿忻、綿愉、奕緯、奕綱、奕繼、奕訢、奕譞、奕詥、奕譓              | biografieën van diverse keizerlijke prinsen 7 | Gaozong zhuzi (高宗諸子), diverse zonen van Qianlong (Gaozong), 1711-1799, tevens vader van de vijftiende zoon Yongyan (永琰), 1760-1820, de latere Jiaqing-keizer: - Ding'an qinwang Yonghuang (定安親王永璜), Yonghuang (永璜), 1728-1750, eerste zoon van Qianlong. - (Beizi Miande (貝子綿德), Miande (綿德), 1747-1786, eerste zoon van Yonghuang). - Duanhui huangtaizi Yonglian (端慧皇太子永璉), Yonglian (永璉), 1730-1738, tweede zoon van Qianlong. - Xun junwang Yongzhang (循郡王永璋), Yongzhang (永璋), 1735-1760, derde zoon van Qianlong. - (NN, 1756-1756, eerste zoon van Yongzhang). - Lüduan qinwang Yongcheng (履端親王永珹), Yongcheng (永珹), 1739-1777, vierde zoon van Qianlong. - (Lü junwang Mianhui, (履郡王绵惠), Mianhui (绵惠), 1764-1796, eerste zoon van Yongcheng). - (NN, 1766-1766, tweede zoon van Yongcheng). - (NN, 1767-1769, derde zoon van Yongcheng). - (NN, 1771-1771, vierde zoon van Yongcheng). - Rongchun qinwang Yongqi (榮純親王永琪), Yongqi (永琪), 1741-1766, vijfde zoon van Qianlong. - (NN, 1759-1759, eerste zoon van Yongqi). - (NN, 1760-1760, tweede zoon van Yongqi). - (NN, 1762-1763, derde zoon van Yongqi). - (NN, 1764-1764, vierde zoon van Yongqi). - (Rongke junwan Mianyi (榮恪郡王綿億), Mianyi (綿億), 1764-1815, vijfde zoon van Yongqi). - Zhizhuang qinwang Yongrong (質莊親王永瑢), Yongrong, 1744-1790, zesde zoon van Qianlong. - (Miancong (綿聰), 1766-1780, eerste zoon van Yongrong). - (Mian'ai (綿愛), 1769- 1771, tweede zoon van Yongrong). - (Mianci (綿慈), 1770-1773, derde zoon van Yongrong). - (Mianxin (綿信), 1775-1777, vierde zoon van Yongrong). - (Zhike junwang Mianqing (質恪郡王綿慶), Mianqing (綿慶), 1779-1804, vijfde zoon van Yongrong). - (Mianyi (綿意), 1787-1792, zesde zoon van Yongrong). - Zhe qinwang Yongcong (哲親王永琮), Yongcong (永琮), 1746-1748, zevende zoon van Qianlong. - Yishen qinwang Yongxuan (儀慎親王永璇), Yongxuan (永璇), 1746-1832, achtste zoon van Qianlong. - (Yishun junwang Mianzhi (仪顺郡王绵志), Mianzhi (绵志), 1768-1834, eerste zoon van Yongxuan). - (Mianmao (绵懋), 1776-1777, tweede zoon van Yongxuan). - (Yongyu (永瑜), 1748-1749, negende zoon van Qianlong). - (Yongyue (永玥), 1751-1753, tiende zoon van Qianlong). - Chengzhe qinwang Yongxing (成哲親王永瑆), Yongxing (永瑆), 1752-1823, elfde zoon van Qianlong. - (Cheng junwang Mianqin (成郡王綿懃), Mianqin (綿懃), 1768-1820, eerste zoon van Yongxing). - (duoluo beile Mianyi (多羅貝勒綿懿), Mianyi (綿懿), 1771-1809, tweede zoon van Yongxing, geadopteerd door Yongzhang). - (buruba fenfu guogong Miancong (不入八分輔國公綿聰), Miancong (綿聰), 1775-1828, derde zoon van Yongxing). - (duoluo beile Miansi (多羅貝勒綿偲), Miansi (綿偲), 1776-1848, vierde zoon van Yongxing, geadopteerd door Yongji). - (Mianke (綿恪), 1777-1777, vijfde zoon van Yongxing). - (NN, 1785-1786, zesde zoon van Yongxing). - (Zhenguo jiangjun Mianbin (鎮國將軍綿𢣐), Mianbin (綿𢣐), 1796-1841, zevende zoon van Yongxing). - (Beile Yongji (貝勒永璂), Yongji (永璂), 1752-1776, twaalfde zoon van Qianlong). - (Yongjing (永璟), 1756-1757, dertiende zoon van Qianlong). - (Yonglu (永璐), 1757-1760, veertiende zoon van Qianlong). - Vijftiende zoon Yongyan (永琰), 1760-1820, de latere Jiaqing-keizer - (NN, 1763-1765, zestiende zoon van Qianlong). - Qingxi qinwang Yonglin (慶僖親王永璘), Yonglin (永璘), 1766-1820, zeventiende zoon van Qianlong. - (Mianheng (綿恆, 1790-1790, eerste zoon van Yonglin). - (NN, 1793-1795, tweede zoon van Yonglin). - (Qingliang junwang Mianmin (慶良郡王綿慜), Mianmin, 1797-1836, derde zoon van Yonglin). - (NN, 1809-1809, vierde zoon van Yonglin). - (beizi Mianti (貝子綿悌), 1811-1849, vijfde zoon van Yonglin). - (buruba fenfu guogong Mianxing (不入八分輔國公綿性), Mianxing (綿性), 1814-1879, zesde zoon van Yonglin). Renzong zhuzi (仁宗諸子), diverse zonen van Jiaqing (Renzong), 1760-1820, tevens vader van de tweede zoon Minning (旻寧), 1782-1850, de latere Daoguang-keizer: - Mu junwang (穆郡王), prins Mu, 1780-1780, eerste zoon van Jiaqing. - Tweede zoon Minning (旻寧), 1782-1850, de latere Daoguang-keizer - Duanke qinwang Miankai (惇恪親王緜愷), Miankai (綿愷), 1795-1838, derde zoon van Jiaqing. - (buruba fenfu guogong Yizuan (不入八分輔國公奕纘), Yizuan (奕纘), 1818-1821, eerste zoon van Miankai). - Ruihai qinwang Mianxin (瑞懷親王緜忻), Mianxin (綿忻), 1805-1828, vierde zoon van Jiaqing. - (Ruimin jungwang Yizhi (瑞敏郡王奕志), Yizhi (奕志), 1827-1850, eerste zoon van Mianxin). - Huiduan qinwang Mianyu (惠端親王緜愉), Mianyu (綿愉), 1814-1865, vijfde zoon van Jiaqing. - (NN, 1835-1835), eerste zoon van Mianyu). - (NN, 1838-1838), tweede zoon van Mianyu). - (Yicheng (奕诚), 1845-1847, derde zoon van Mianyu). - (fengen zhenguogong Yixun (奉恩鎮國公奕詢), Yixun (奕询), 1849-1871, vierde zoon van Mianyu). - (duoluo huijungwang Yixiang (多羅惠郡王奕詳), Yixiang (奕详), 1849-1886, vijfde zoon van Mianyu). - (beizi Yimo (貝子奕謨), Yimo (奕谟), 1850-1905, zesde zoon van Mianyu). Xuanzong zhuzi (宣宗諸子), diverse zonen van Daoguang (Xuanzong), 1782-1850, tevens vader van de vierde zoon Yizhu (奕詝), 1831-1861, de latere Xianfeng-keizer: - Yinzhi junwang Yiwei (隱志郡王奕緯), Yiwei (奕緯), 1808-1831, eerste zoon van Daoguang. - (Zaizhi (载治), 1839-1881, geadopteerde zoon). - Shunhe junwang Yigang (順和郡王奕綱), Yigang (奕綱), 1826-1827, tweede zoon van Daoguang. - Huizhi junwang Yiji (慧質郡王奕繼), Yiji (奕繼), 1829-1830, derde zoon van Daoguang. - Vierde zoon Yizhu (奕詝), 1831-1861, de latere Xianfeng-keizer - (Dunqin qinwang Yicong (惇勤親王奕誴), Yicong (奕誴), 1831-1889, vijfde zoon van Daoguang). - (beile Zailian (貝勒載濂), Zailian (載濂), 1854-1917, eerste zoon van Yicong). - (Duan junwang Zaiyi (端郡王載漪), Zaiyi (載漪), 1856-1923, tweede zoon van Yicong). - (Puzhuan (溥僎), 1875-1920, eerste zoon van Zaiyi). - (Pujun (溥儁), 1886-1942, tweede zoon van Zaiyi). - (buruba fenfuguogong Zailan (不入八分輔國公載瀾), Zailan (載瀾), 1856-1916, derde zoon van Yicong). - (beile Zaiying (貝勒載瀛), Zaiying (載瀛), 1859-1930, vierde zoon van Yicong). - (zhenguo jiangjun Zaijin (鎮國將軍載津), Zaijin (載津), 1859-1896, vijfde zoon van Yicong). - (Zaisheng (載泩), 1860-1864, zesde zoon van Yicong). - (Zaitong (載浵), 1860-1862, zevende zoon van Yicong). - (Zaihao (載灝), 1860-1861, achtste zoon van Yicong). - Gongzhong qinwang Yixin (恭忠親王奕訢), Yixin (奕訢), prins Gong, 1833-1898, zesde zoon van Daoguang. - (Guomin beile Zaicheng (果敏貝勒載澂), Zaicheng (載澂), 1858-1885, eerste zoon van Yixin). - (Puwei (溥偉), 1880-1936, geadopteerde zoon) - (beile Zaiying (貝勒載瀅), Zaiying (載瀅), 1861-1909, tweede zoon van Yixin), geadopteerd door Yihe (奕詥), 1844-1868, de achtste zoon van Daoguang). - Gongxian qinwang Puwei (恭賢親王溥偉), Puwei (溥偉), 1880-1936), geadopteerd door Zaicheng, broer van Zaiying). - (fuguogong Zaijun (輔國公載濬), Zaijun (載濬), 1864-1866, derde zoon van Yixin). - (buruba fenfuguogong Zaihuang (不入八分輔國公載潢), Zaihuang (載潢), 1880-1885, vierde zoon van Yixin). - Chunxian qinwang Yixuan (醇賢親王奕譞), Yixuan (奕譞), 1840-1891, zevende zoon van Daoguang. - (Zaihan (載瀚), 1865-1866, eerste zoon van Yixuan). - (Zaitian (載湉), 1871-1908, de latere Guangxu-keizer, tweede zoon van Yixuan). - (NN, 1875-1875, derde zoon van Yixuan). - (Zaiguang (載洸), 1880-1884, vierde zoon van Yixuan). - Chun qinwang Zaifeng (醇親王載灃), Zaifeng (載灃), 1883-1951, vijfde zoon van Yixuan. - (Puyi (溥儀), 1906-1967, de latere Xuantong-keizer, eerste zoon van Zaifeng). - (Pujie (溥傑), 1907-1994, tweede zoon van Zaifeng). - (Puqi (溥倛), 1916-1918, derde zoon van Zaifeng). - (Puren (溥任), Jin Youzhi (金友之), 1918-2015, vierde zoon van Zaifen). - (Zaixun (載洵), 1885-1949, zesde zoon van Yixuan). - (Zaitao (載濤), 1887-1970, zevende zoon van Yixuan, geadopteerd door Yihe (奕詥), 1844-1868, de achtste zoon van Daoguang). - Zhongduan junwang Yihe (鍾端郡王奕詥), Yihe (奕詥), 1844-1868, achtste zoon van Daoguang. - (Zaiying (载滢), 1861-1909, tweede zoon van Yi Xin (prins Gong, 1833-1898) en eerste geadopteerde zoon door Yihe). - (Zaitao, (載濤), 1887-1970, zevende zoon van Yixuan (奕譞), 1840-1891 en tweede geadopteerde zoon door Yihe). - Fujing jungwang Yihui (孚敬郡王奕譓), Yihui (奕譓), 1845-1877, negende zoon van Daoguang. - (Zaipei (载沛), 1872–1879, alias Zaihuang (载煌). eerste geadopteerde zoon door Yihui). - (Zaishu (载澍), 1870–1909, geboren als Zaiji (载辑), tweede geadopteerde zoon door Yihui). Wenzong zi (文宗子), (tweede) zoon van Xianfeng (Wenzong), 1831-1861, tevens vader van de eerste zoon Zaichun (載淳), 1856-1875, de latere Tongzhi-keizer: - Eerste zoon Zaichun (載淳), 1856-1875, de latere Tongzhi-keizer - Minjun wang (憫郡王), 1858-1858, tweede zoon van Xianfeng. |

### Juan222-473, individuele biografieën

#### Juan222-240, individuele biografieën 1
| juan 222-240 | Titel | Vertaling | Opmerkingen |
| ------------ | --- | --------- | --- |
| 222.         | 建州酋長 阿哈出、李滿住、猛哥帖木兒、王杲、王兀堂 |           | Leiders van Jianzhou Jurchen (建州酋長), Jianzhou sanwei: - Ahacu (Akhachu, Ahachu 阿哈出, Li Sicheng 李思誠), †1409, stamhoofd van de Huligai (Jianzhou) Jurchen. Ahacu werd in 1403 de eerste door de Ming erkende bevelhebber van het Jianzhou garnizoen. - Shijianu (Sakyamuni), 釋加奴 (Li Xianzhong, 李顯忠), †rond 1422, eerste (?) zoon van Ahachu. Volgde zijn vader op als commandant van de Jianzhou wei. - Li Manzhu 李滿住, ook bekend als Li Yuexia 李月下, †1467, zoon van Shijianu en kleinzoon van Ahachu. Volgde zijn vader op als commandant van de Jianzhou wei. In 1423 trok hij met zijn volgelingen vanuit Fengzhou (奉州) zuidwaarts naar de Pozhu-rivier (婆猪江), de huidige Hunrivier (浑江), een zijrivier van de Yalu. - Gunaha 古纳哈, ook bekend als Li Gunaha, 李古纳哈, †1467, eerste zoon van Li Manzhu. - Wanzhetu 完者秃 (ook bekend als Li Dahan 李达罕), zoon van Gunaha en kleinzoon van Li Manzhu, leider Jianzhou Jurchen. - (Douli 豆里, tweede zoon van Li Manzhu). - (Aju 阿具, derde zoon van Li Manzhu). - (Fuluodai 甫罗歹, vierde zoon van Li Manzhu). - (Maoshina 毛屎那, vijfde zoon van Li Manzhu). - (Duofeina 多非那, zesde zoon van Li Manzhu). - (Liushiha 刘时哈, zevende zoon van Li Manzhu). - (Yidangha 亦当哈, achtste zoon van Li Manzhu). - (Gulangju 古郎巨, negende zoon van Li Manzhu). - (Yichenmgju 伊澄巨. tiende zoon van Li Manzhu). - (Fuyijiada 甫乙加, elfde zoon van Li Manzhu). - Mengebuhua 猛哥不花, Möngke Bukha, †1427, tweede (?) zoon van Ahachu, leider van de Mao Lianwei die tot de Jianzhou Jurchen behoorden. - Guanbaonu 官保奴, zoon van Mengebuhua (en kleinzoon van Ahachu). - Samanhashili 撒滿哈失里, ook Samandashili 撒满答失里, zoon van Mengebuhua (en kleinzoon van Ahachu), leider van Jianzhou Jurchen. - Huihou 挥厚 (ook wel Tonghuihou 童挥护 of Tonghuihu 童挥护). Hij leidde zijn stam naar het zuiden en vestigde zich rond de Omu-rivier (Womuhe, 斡木河). - Mengetemu. Möngke Temür (Menggetimuer) 猛哥帖木儿, 1370-1433, zoon Huihou, stamhoofd van de Odoli (Jianzhou) Jurchen. Hij werd in 1412 door Ming benoemd tot commandant van de Jianzhou Left Guard - Quan Doujie, †1433, zoon van Möngke Temür, werd in 1433 samen met zijn vader gedood door Qixing Yeren uit de Wilde Jurchen. - Cungšan, 充善 (ook bekend als Dongshan (董山), Tongshan (童山), Tongcang (童仓) en Chongshang, 充尚), 1419-1467, tweede zoon van Mengetemu (Möngke Temür), stamhoofd van de Jianzhou Jurchen, werd in 1437 door Ming aangewezen tot commandant van de Jianzhou Left Guard als opvolger van zijn vader. Kwam in conflict met zijn oom Fancha. - Tolo (Tuoluo 脱罗, ook bekend als Tole (脫羅), Tuoluo 妥罗 of Tulao 土老), †1506, eerste zoon van Cungšan. - Toyuebeo (Tuoyuanbao, 脱原保, ook bekend als Wuyidougu (吾乙都古), Dazhangke 大彰可 of Gaodouyichi 皋都乙赤), zoon van Tolo. - Toimo (妥义谟), tweede zoon van Cungšan - Sibeoci Fiyanggū (Xibaoqipiangu) 锡宝齐篇古, †1522, derde zoon van Cungšan, stamhoofd van de Jianzhou Jurchen. - Fuman 福满, zoon van Sibeoci Fiyanggū (tevens grootvader van Taksi en overgrootvader van Nurhaci), †1542, stamhoofd van de Jianzhou Jurchen. - Desikū (德世庫), eerste zoon van Fuman. - Liocan (瑠闡), ook bekend als Liu Chan (劉闡), tweede zoon van Fuman. - Soocangga (索長阿), derde zoon van Fuman. - Giocangga (Juechangan) 觉昌安, 1526–1583, vierde zoon van Fuman, tevens vader van Taksi en grootvader van Nurhaci. - Boolangga (包朗阿), vijfde zoon van Fuman. - Boosi (寶實), zesde zoon van Fuman. - Biguak Diguggu (筆古阿克地骨), vierde zoon van Cungšan. - Cuyan 褚宴, tweede zoon van Mengetemu (Möngke Temür) en (half)broer van Cungšan. - Fancha 凡察, †1451, zoon Huihou en (half)broer van Möngke Temür, werd in 1434 benoemd tot Douduqianshi (Commander-in-chief) van de Jianzhou Left Wei. Kwam in conflict met zijn neef Cungšan toen die in 1437 door Ming aangewezen wastot commandant van de Jianzhou Left Guard. en werd daarom in 1442 benoemd tot Tongzhi (militair gouverneur) van de Jianzhou Right Wei. - Buhuatu 卜花秃, †1507, zoon van Fancha. - Wang Gao (王杲), 1529-1575, geadopteerd door Wanhan (萬汗), Jurchen-leider van de Jianzhou Right Guards - Atai 阿台, †1583, zoon van Wang Gao. - Wang Wutang (王兀堂), (?—?), leider van de Jurchen Dong'e-stam in Jianzhou. |
| 223.         | 海西女真四部酋長 萬汗、楊吉砮、布占泰、拜音達里 |           | Leiders van de vier Haixi Jurchen-stammen (海西女真四部酋長), Haixi sibu: - Wan (萬, ook wel Wanhan 萬汗 of Wangtai 王台), †1582, leider van de Haixi Jurchen Hada-stam. - Hu'ergan 扈爾干, †1582, eerste zoon van Wan, korte tijd opvolger van zijn vader. - Daishan 岱善, 1560-1591, leider van de Haixi Jurchen-stam. Kleinzoon van Wan. Leverde strijd met zijn ooms Menggebulu en Kanggulu. - Sanmatu 三馬禿, tweede zoon van Wan. - Gangshi 綱實, derde zoon van Wan. - Namutai , 那木台, vierde van Wan. - Menggebulu 孟格布禄, 1565-1600, vijfde zoon van Wan, volgde zijn broer Hu'ergan op, leverde strijd met zijn neef Daishan en zijn broer Kanggulu. - Wu'ergudai (吴尔古代, ook Wu'erhutai 兀儿忽太 of Wu'ergudai 乌尔古岱), eerste zoon van Menggebulu. - Wangshizhong 王世忠, oorspronkelijk Kebaku 克把庫 of Gebaku 革把庫, tweede zoon van Menggebulu. - Moluohun 莫洛渾, derde zoon van Menggebulu. - Niekese 聶克色, vierde zoon van Menggebulu. - Kanggulu 康古魯, †1588, leider van de Haixi Jurchen-stam, onwettige zoon van Wan, leverde strijd met zijn broer Menggebulu en zijn neef Daishan. - Gumotaizu 古莫台州, zoon van Kanggulu. - Zhukongge 祝孔革, leider van de Yehe-stam van de Haixi Jurchen. - Taichu 太杵, oudste zoon van Zhukongge, leider van de Yehenara-clan (葉赫那拉氏). - Qingjianiu 清佳砮, †1584, oudste zoon van Taichu. - Buzhai 卜寨, leider van de Yehe-stam van de Haixi Jurchen, zoon van Qingjianiu. - Buyanggu 布扬古, †1619, leider van de Yehe-stam van de Haixi Jurchen, zoon van Buzhai. De zus van Buyanggu was een echtgenote van Daišan (代善, 1583-1648), de tweede zoon van Nurhaci. - Yangjiniu (楊吉砮, Mantsjoenaam: Yangginu), †1584, leider van de Yehenara-clan (葉赫那拉氏), tweede zoon van Taichu en vader van keizerin Xiaocigao (1575-1603), echtgenote van Nurhaci. - Narimbulu (纳林布禄 ook wel Nalinbeiluo 那林孛罗), †1609/1613, leider van de Yehe-stam van de Haixi Jurchen, oudste zoon van Yangjiniu. - Jintaiji 金台吉 (ook Jintaishi 金台石, Jintaishen 锦台什of Jintaishen 金台什), †1619, jongere zoon van Yangjiniu en hoofd van de Yehe-stam van de Jurchen, de laatste leider van de Yehe Alliantie, werd verslagen door Nurhaci. - Bugan (布干, ook bekend als Buhanbeile 布翰贝勒, benoemde zichzelf tot beile van de Ula Nara. - Mantai (滿泰), †1596, leider (beile) van de Ula Nara-stam van de Haixi Jurchen, oudere (klein?)zoon van Bugan. - Bujantai (布占泰, ook bekend als Bozhangtai 卜章台, Zhuogu 卓古 en Hechi'er 何叱耳), 1575-1618, leider (beile) van de Ula Nara-stam van de Haixi Jurchen, derde (klein?)zoon van Bugan. - (Da'erhan 达尔汉, eerste zoon van Bujantai). - (Dalamu 达拉穆, tweede zoon van Bujantai). - (Alamu 阿拉木, derde zoon van Bujantai). - (Bayan 布颜, vierde zoon van Bujantai). - (Buyantuo 布颜托, vijfde zoon van Bujantai). - (Maomor'ergen, 茂莫尔根, zesde zoon van Bujantai). - (Gatuhun 嘎图浑, zevende zoon van Bujantai). - (Hongkuang (洪匡, ook bekend als Chuoqinai 绰启鼐), achtste zoon van Bujantai). - Wangginu 王機砮, beile van de Hoifa Nara van de Haixi Jurchen. - Ratan Darhan 拉丹達爾漢, oudste zoon van Wangginu, overleed vóór zijn vader. - Baindari (拜音達里), †1607, zoon van Ratan Darhan en kleinzoon van Wangginu, verklaarde zich na het overlijden van zijn grootvader tot leider (beile) van de Hoifa Nara-stam. Werd in 1607 verslagen en met zijn zoon gedood door Nurhaci. |
| 224.         | 張煌言、張名振、王翊、鄭成功、李定國 |           | - Zhang Huangyan (張煌言), 1620-1664, literaat en generaal in dienst van de Zuidelijke Ming. - Zhang Mingzhen (張名振), †1654, functionaris in dienst van de Zuidelijke Ming. - Wang Yi (王翊), 1616-1651, bestreed de Qing-dynastie in het oosten van Zhejiang. - Koxinga (Zheng Chenggong, 鄭成功), 1624-1662, bestreed de Qing-dynastie vanuit Taiwan. - Zheng Jing 郑经, 1642-1681, oudste zoon van Koxinga. - Zheng Keshuang 郑克塽, 1670-1707, tweede zoon van Zheng Jing en kleinzoon van Koxinga. - Li Dingguo (李定國) 1621-1662, generaal in dienst van de Zuidelijke Ming. |
| 225.         | 額亦都、費英東、何和禮、安費揚古、扈爾漢 |           | - Eidu 額亦都, 1562–1622, Mantsjoe-generaal, bondgenoot van Nurhaci. - Fiongdon 費英東, 1564–1620, Mantsjoe-generaal, een van de eerste bondgenoten van Nurhaci. - Suohai 索海, †1645, Mantsjoe-generaal, zesde zoon van Fiongdon. - Wohei 孙倭黑, kleinzoon van Fiongdon. - Heheli 何和禮, 1561—1624, Mantsjoe-generaal in dienst van Nurhaci. - Duojili 多积礼, 1593~1648, generaal uit de vroege Qing-dynastie, tweede zoon van Heheli. - Heshuotu 和硕图, 1605-1642, vierde zoon van Heheli. - Doulei 都类, †1656, vijfde zoon van Heheli. - Anfiyanggū 安費揚古, 1559-1622, Mantsjoe-generaal, vroege bondgenoot van Nurhaci. - Hurhan 扈爾漢, 1578-1623, Mantsjoe-generaal in dienst van Nurhaci. |
| 226.         | 揚古利、勞薩、圖魯什、覺羅拜山、莫洛渾、土穆布祿、郎球、巴哈納、馬喇希、阿蘭珠、納爾察、瑚沙、達音布、朗格、和託、雍舜、瑪爾當圖、喀喇、巴篤理、蒙阿圖、達珠瑚 |           | - Yangguli 揚古利 (Shumulu Yanguli 舒穆禄扬古利), 1572-1632, een van de grondleggers van de Qing-dynastie. - Laosa 勞薩 (Guaerjia Laosa 瓜尔佳劳萨), †1641, generaal streed met Nurhaci. - Chengni, diende als minister onder Shunzhi, zoon Laosa. - Turush (Tulushen) 圖魯什 (Irgunjuro Turush 伊尔根觉罗图鲁什), †1634, Mantsjoe-generaal. - Bashentai 巴什泰, (Bashtai), †1652, zoon Turush. - Jueluo Baishan 覺羅拜山, †1627, clanlid van de Qing-dynastie en een van de grondleggers van die dynastie. - Gunadai 顾纳岱, 1610-1648, generaal, oudste zoon van Baishan. - Moluohun 莫洛渾, 1636-1660, generaal van de Qing, zoon van Gunadai. - Xilabu 西喇布 (Sirab?), †1593, Oprichter-generaal van de latere Jin-dynastie - Malaxi 馬喇希, †1654, Oprichter-generaal van de Qing-dynastie, zoon Xilabu - Alanzhu 阿蘭珠, Vroege generaal van de latere Jin-dynastie - Buerkan (Burkan) 布尔堪, †1636 jongere broer Alanzhu - Naercha 納爾察, †1622, ambtenaar uit de Qing-dynastie - Husha 瑚沙, †1664, generaal uit de vroege Qing-dynastie, tweede zoon Naercha - Dayinbu 達音布 - Langge 朗格 - Hetuo 和託, †1646, generaal uit de vroege Qing-dynastie, tweede zoon Langge - Yongshun 雍舜, jongere broer - Maerdangtu 瑪爾當圖 - Wukuli 乌库理, generaal uit de Qing-dynastie, erfde positie van zijn vader - Kata 喀喇 - Zafuni 紥福尼 - Shulihun 舒里浑, zoon Zafuni - Luoduohuan 洛多欢? - Konggutu 崆古图, zoon Zhafuni en jongere broer Shulihun - Teerlei 特尔勒, kleinzoon Shulihun - Baduli 巴篤理, †1634, generaal uit de Qing-dynastie - Muketan 穆克谭, †1631, generaal uit de latere Jin-dynastie - Ayintamu, 爱音塔穆, †1680, generaal uit de Qing-dynastie, zoon van Muketan - Mengatu 蒙阿圖 - Dazhuhu 達珠瑚, 1565-1627, Oprichter-generaal van de Qing-dynastie - Weng'adai 翁阿岱, †1641, generaal uit de vroege Qing-dynastie, zoon Dazhuhu - (Tumubulu 土穆布祿 - Jueluo Langqiu 覺羅郎球, 1594—1666 - Jueluo Bahana 覺羅巴哈納, 1607-1667) |
| 227.         | 常書、康果禮、哈哈納、葉克書、博爾晉、雅希禪、舒賽、景固勒岱、揚善、冷格里、薩穆什喀、洪尼雅喀、阿山 |           | - Changshu 常書, minister van de latere Jin-dynastie. - Yangshu 扬书, zoon - Darhan 达尔汉, 1590-1644, minister van de latere Jin- en de vroege Qing-dynastie, zoon Yangshu - Eluosaichen 鄂罗塞臣, †1664, generaal in de vroege Qing-dynastie, zoon van Darhan - Chahala 察哈喇, generaal tijdens de periode van keizer Taizong, zoon - Futaketa 富喇克塔, zoon Chahala - kleinzoon Yexi 孙叶玺 - achterkleinzoon Chenbulu 曾孙辰布禄 - Kangguoli 康果禮, †1631, minister van de latere Jin-dynastie - Dikakedouliha? 弟喀克都哩哈? - Hahana 哈哈納 - Feiyanggu 费扬古, 1645-1701, - Chuohenuo 绰和诺 - Fukachan 富喀禅, 1607-1669, generaal - Yekeshu 葉克書 - Daola 道喇, zoon - Borjin 博爾晉, †1627, minister van de latere Jin-dynastie - Tejin 特锦, †1672, generaal uit de vroege Qing-dynastie, vierde zoon Borjin - Maqin 玛沁, †1650, generaal uit de Qing-dynastie, kleinzoon Borjin - Kangkala 康喀喇,†1691, Generaal uit de Qing-dynastie, achterkleinzoon Borjin - Yaxichan 雅希禪, 1574-1623, generaal uit de vroege Qing-dynastie - Gonggun 恭衮, zoon Yaxichan - Ne'ert 讷尔特, zoon Yaxichan - Laduhun 拉笃浑 - Shusai 舒賽 - Xilan 西兰, zoon、 - Xiteku 席特库, †1666, generaal in de vroege Qing-dynastie, zoon Xilan - Jingguleidai 景固勒岱, †1654, legerleider - 从弟 Chong'a 崇阿 - Yangshan 揚善, vocht met Nurhaci tegen de Ming-dynastie - Yixun 伊逊, jongere broer - Nadouhu 纳都祜 - 从弟 Wulai 武赖, generaal uit de vroege Qing-dynastie - Lenggeli 冷格里, †1634, functionaris uit de Qing-dynastie - 子 Muchengge 穆成格, functionaris - 弟 Namutai 纳穆泰, †1635 - 从弟 Tambu 谭布, functionaris - Samushenka 薩穆什喀, Generaal uit de Qing-dynastie - Yalai 雅赖 - 弟 Hongniyaka 洪尼雅喀, †1634, generaal uit de vroege Qing-dynastie, jongere broer Yalai - Wulachan 武拉禅, †1667, zoon Hongniyaka - Sasuka 萨苏喀, †1644, jongere broer van Hongniyaka - Ashan 阿山, †1647, oprichter-generaal van de Qing-dynastie |
| 228.         | 額爾德尼、噶蓋、達海、尼堪、庫爾纏、英俄爾岱、滿達爾漢、明安達禮 |           | - Erdeni 額爾德尼, 1592-1634, ontwierp samen met Gagai het Mantsjoeschrift - Gagai 噶蓋, †1600, ontwierp samen met Erdeni het Mantsjoeschrift - Wushan 武善, zoon Gagai - Kwaza 夸扎, †1682, generaal uit de Qing-dynastie, zoon Wushan - Bushan 布善, †1645, generaal uit de vroege Qing-dynastie, zoon Gagai - Dahai 達海, 1595-1632, taalkundige, perfectioneerde het Mantsjoeschrift, derde zoon van Aimichan 爱密禅 - Nikan 尼堪, 1610-1652, zoon van Chuying 褚英 (1580-1615) - Kuerchan 庫爾纏, †1633, ambtenaar van de latere Jin-dynastie , kleinzoon van Nurhachi . - Kubai 库拜, †1640, generaal in de vroege Qing-dynastie, zoon Kuerchan - Yingerdai 英俄爾岱, 1596-1648, generaal en minister uit de vroege Qing-dynastie - Mandaerhan 滿達爾漢, †1646, functionaris uit de vroege Qing-dynastie - Mafuta 马福塔, 1640, generaal uit de vroege Qing-dynastie, jongere broer Mandaerchan - Ming'andali 明安達禮, †1669, minister uit de latere Jin- en de vroege Qing-dynastie |
| 229.         | 明安、恩格類、布當、布顏代、恩格德爾、古爾布什、莽果爾、鄂齊爾桑、布爾喀圖、弼喇什、色爾格克、阿濟拜、恩格圖、鄂本兌、和濟格爾、阿賴、布延、阿爾沙瑚、額琳奇岱青、德參濟旺、多爾濟達爾罕、奇塔特徹爾貝、洛哩、奇塔特偉徵、額爾格勒珠爾、喀蘭圖、扎克托會、兗楚克圖英、琿津、沙爾布 |           | - Ming'an 明安, Borjigid Beile van de Mongoolse Ulut-stam - Anghong 昂洪, de oudste zoon van Ming'an - (Duo'erji 多尔济 (Dorji), †1645, Borjigid Mongoolse aristocraat van de Abaga-stam) - Engelei 恩格類, generaal uit de vroege Qing-dynastie van de Borjigid-clan - 从子 Budang 布當, †1639, generaal uit de vroege Qing-dynastie van de Borjigid-clan - Buyandai 布顏代, 1585-1645, generaal uit de vroege Qing-dynastie van de Borjigid-clan - Engede'er 恩格德爾, †1636, behoorde tot de Khalkha-Mongoolse Borjigid-clan - 子 E'erkedaiqing 额尔克戴青, †1661, functionaris uit de Borjigid-clan, zoon Engede'er - Gu'erbushi (Gurbush?) 古爾布什, †1661, behoorde tot de Borjigid-clan - (Eqi'er 鄂齐尔 (Özil), †1657, minister - Mangguo'er 莽果爾 - Eqiersang (Özilsan?) 鄂齊爾桑, †1648, Mongoolse minister uit de vroege Qing-dynastie - Sangbu'erkatu 桑布爾喀圖 - Bilashen 弼喇什 (Bilash), generaal van de Qing-dynastie, lid van de Borjijit-clan - Se'ergeke 色爾格克 (Sergek) - Ajibai 阿濟拜, †1652, Mongoolse generaal uit de vroege Qing-dynastie - Engetu 恩格圖, †1648, Mongoolse generaal uit de vroege Qing-dynastie - Ebendui 鄂本兌, †1635, Mongoolse militair - Hejige'er 和濟格爾, †1646, Mongoolse generaal uit de vroege Qing-dynastie - (子 Bayindali 拜音达里, laatste eider van de Haixi Jurchen Huifa-stam)? - Alai 阿賴, †1678, Mongoolse generaal uit de vroege Qing-dynastie - Buyan Sechen Khan 布延徹辰汗, 1554-1604, voorlaatste khan van de Noordelijke Yuan-dynastie, (r.1592-1604) - A'ershahu 阿爾沙瑚, †1643, Mongoolse functionaris - 兄子 Guoerqin 果尔沁 (Gorqin), 1670, Mongoolse generaal uit de vroege Qing-dynastie, neef van A'ershahu - Elinqidaiqing 額琳奇岱青, †1667, Mongoolse functionaris - Decanjiwang 德參濟旺, †1648, Mongoolse generaal uit de vroege Qing-dynastie - Duo'erjida'erhan 多爾濟達爾罕 (Dorji), †1648, Mongoolse minister - Qitateche'erbei 奇塔特徹爾貝, †1664, Mongoolse generaal uit de vroege Qing-dynastie - Luoli 洛哩, †1641, Mongoolse generaal uit de vroege Qing-dynastie - 弟 Saridai 沙哩岱, Mongoolse generaal uit de vroege Qing-dynastie, jongere broer - Qitateweizhi 奇塔特偉徵, †1635, Mongoolse generaal uit de vroege Qing-dynastie - 弟 E'ergelezhu'er 額爾格勒珠爾, Mongoolse generaal uit de vroege Qing-dynastie, jongere broer van Qitateweizhi - Kalantu 喀蘭圖, †1673, Mongoolse functionaris onder Kangxi - Zaketuohui 扎克托會 - Gunchuketuying 兗楚克圖英, Mongoolse generaal uit de vroege Qing-dynastie - Hunjin 琿津, †1659, Mongoolse generaal uit de vroege Qing-dynastie - Sha'erbu 沙爾布, †1659, Mongoolse militair |
| 230.         | 武理堪、武納格、阿什達爾漢、瑚什布、穆徹納、鄂莫克圖、喀山、孫達哩、安達立、綽拜、布丹、吉思哈、吳巴海、康喀勒、通嘉、薩璧翰 |           | - Wulikan 武理堪, †1619, Generaal van Houjin - 子Wubai 吴拜, 1596-1665, generaal uit de vroege Qing-dynastie - Subai 苏拜, †1665, generaal uit de vroege Qing-dynastie - 苏拜子 Hetuo 和讬, †1646, generaal uit de vroege Qing-dynastie - Wunage 武納格, †1635, generaal en lid van de Borjigit-clan - 子 Demutu 德穆图, †1652, generaal uit de vroege Qing-dynastie, zoon Wunage - Qimoketu 齐墨克图, †1648, generaal uit de vroege Qing-dynastie, tweede zoon Wunage） - Ashenda'erhan 阿什達爾漢, †1641, militair - Suna 苏纳, Jurchen generaal - Gusantai 固三泰, †1644, minister uit de latere Jin- en de Qing-dynastie - 固三泰子 Minatu 明阿图, †1651, generaal uit de vroege Qing-dynastie, zoon Gusantai - 明阿图子 Saibihan 赛弼翰, †1690, generaal uit de vroege Qing-dynastie, zoon Minatu - Hushenbu 瑚什布, †1650, functionaris - 瑚什布子 Muchena 穆徹納, †1656, militair, zoon Hushenbu - Emoketu 鄂莫克圖, 1596-1673, generaal uit de vroege Qing-dynastie - Kashan 喀山, †1655, generaal uit de vroege Qing-dynastie - 喀山子 Nahai 纳海, †1660, generaal uit de vroege Qing-dynastie, zoon Kashan - Andali 安達立, †1641, generaal uit de vroege Qing-dynastie - Chuobai 綽拜, †1652, generaal uit de Qing-dynastie - Budan 布丹, †1654, functionaris - Sundali 孫達哩 - Jisiha 吉思哈, †1638, functionaris - Dijipudaka 弟吉普喀达 - Wubaihai 吳巴海, †1639 - Kangkalei 康喀勒, †1647, oprichter-generaal van de Qing-dynastie - 从兄子 (Hetuo?) Mara 和托瑪拉, †1693, generaal van de Qing-dynastie, neef - 兄孙 Tongjia 通嘉, †1685, generaal uit de vroege Qing-dynastie, neef Kangkalei - Sabihan 薩璧翰, †1641, functionaris |
| 231.         | 佟養性、李永芳、石廷柱、馬光遠、李思忠、金玉和、王一屏、孫得功、張士彥、金礪 |           | - Tong Yangxing 佟養性, †1632, afkomstig uit Fushun, sloot zich aan bij Nurhaci - Li Yongfang 李永芳, 1583-1634, sloot zich in Fushan aan bij Nurhaci - Shi Tingzhu 石廷柱, 1599-1661, afkomstig uit Liaodong, sloot zich aan bij Nurhaci, hij was de eerste hoge Han-functionaris die zijn hoofd schoor. - Ma Guangyuan 馬光遠, †1663, generaal in Jianchang tijdens de Ming-dynastie, sloot zich aan bij Qing. - 弟 Ma Guanghui 马光辉, †1655, jongere broer Ma Guangyuan, volgde hem naar de Qing - Li Sizhong 李思忠, †1657, generaal uit de vroege Qing-dynastie - 子Li Yinzu 李荫祖, 1629-1664, functionaris, tweede zoon Li Sizhong - 荫祖子 Li Shao 李鈵, 1647-1703, functionaris - Jin Yuhe 金玉和, afkomstig uit Liaodong - 子Jin Weicheng 金维城, †1658, generaal uit de vroege Qing, zoon Jin Yuhe - Wang Yiping 王一屏, †1634, generaal uit de late Ming-dynastie - 一屏子 Wang Guoguang 王国光, minister, zoon Wang Yiping - 子Wang Yongyu 王永誉, zoon Wang Guoguang - Sun Degong 孫得功, generaal die zich in de late Ming-dynastie overgaf aan de Qing - Zhang Shiyan 張士彥, generaal uit de late Ming-dynastie, gaf zich over aan de Jin-dynastie na de slag om Guangning - 士彦子 Zhang Chaolin 张朝璘, 1622-1695, minister van de Qing-dynastie, zoon Zhang Shiyan - Jin Li 金礪, †1662, afkomstig uit Liaodong, gaf zich over aan de Qing |
| 232.         | 希福、范文程、寧完我、鮑承先 |           | - (Hesheli) Xifu (赫舍里)希福, 1589-1653, Mantsjoe, een grondlegger van de Qing-dynastie, bedreven in het Manchu-, Chinese en Mongoolse schrift, minister - 子 Shuaiyanbao 帅颜保, 1641-1684, minister, zoon Xifu - 曾孙 Song Shou 嵩寿, †1755, minister, achterkleinzoon Xifu - Fan Wencheng 范文程, 1597-1666, literaat en geleerde - 子 Fan Chengxun 范承勋, 1641-1714, Gouverneur van Yunnan en Guizhou, zoon Fan Wencheng - 孙 Fan Shiyi 范时绎, †1741, gouverneur van Liangjiang, minister belast met het Bureau voor Binnenlandse Zaken, zoon Fang Chengxun, kleinzoon Fan Wencheng - Fan Chengbin 范承斌, ? - Fan Shijie 范时捷, †1738, minister, zoon Fan Chengbin, kleinzoon Fan Wencheng - 四世孙 Fan Jianzhong 范建中, opperbevelhebber van het Han-leger onder de Gele Vlag en de generaal van Hangzho, kleinzoon van Fan Shijie - Fan Shishou 范时绶, †1782, minister, kleinzoon Fan Wencheng - 曾孙 Fan Yiheng 范宜恒, †1797, zoon Fan Shishou, achterkleinzoon Fan Wencheng - Fan Shiji 范时纪, minister, kleinzoon Fan Wencheng - Ning Wanwo 寧完我, 1593-1665, bedreven in literatuur en geschiedenis - Bao Chengxian 鮑承先, †1645, militair stafleider onder Ming, gaf zich in 1622 over aan Qing |
| 233.         | 圖爾格、伊爾登、巴奇蘭、岱松阿、阿納海、巴漢、齊爾格申、葉臣、珠瑪喇 |           | - Tu'erge (Turge) 圖爾格, 1594-1645, Mantsjoe generaal, volgeling Nurhaci - 兄 Che'erge 彻尔格, 1587-1645, minister van de latere Jin- en de vroege Qing-dynastie, broer Tu'erge - Yi Erdeng 伊爾登 (Yilden), 1595-1663, Mantsjoe generaal - （弟 Chaoha'er 超哈尔, 1600-1641, generaal uit de vroege Qing, jongere broer Yi Erdeng、 - 超哈尔子 Eheli 额赫哩, †1671, minister, tweede zoon van Chaoha'er - Baqilan 巴奇蘭, †1636, generaal - Daisong'a 岱松阿 - Anahai 阿納海, zoon Daisong'a - Bahan 巴漢, zoon Daisong'a - Qi Ergesheng 齊爾格申, Mantsjoe-generaal - Badouli 巴都里, generaal uit de vroege Qing - Tuokeya 托克雅, †1619, generaal uit de vroege Qing - Ye Chen 葉臣, 1586-1648, generaal - Che'erbu 车尔布, †1668, generaal uit de vroege Qing, zoon Ye Chen - Surumai 苏鲁迈, Mantsjoe-generaal - Zhumala 珠瑪喇 (Warkazhumala 瓦尔喀珠瑪喇), †1662, Mantsjoe-generaal - 弟 Yimala 伊瑪喇, Mantsjoe-generaal uit de vroege Qing-dynastie, jongere broer Zhumala |
| 234.         | 孔有德、耿仲明、尚可喜、沈志祥、祖大壽、祖可法、祖澤遠 |           | - Kong Yude 孔有德, †1652, militair commandant rebelleerde tegen Ming en ondersteunde Qing - Quanjie 全节, †1668, generaal uit de late Ming- en vroege Qing-dynastie - Geng Zhongming 耿仲明, 1604-1649, militair, ondersteunde eerst Ming en na 1633 Qing - 子 Geng Jimao 耿继茂, †1671, een van de drie vazallen in de vroege Qing-dynastie, zoon van Geng Zhongming - 子 Geng Zhaozhong 耿昭忠, †1686, militair, tweede zoon van Geng Jimao - Geng Juzhong 耿聚忠, 1650-1687, een van de drie vazallen in de vroege Qing-dynastie, derde zoon van Geng Jimao - Shang Kexi 尚可喜, 1604-1676, militair, ondersteunde eerst Ming en na 1634 Qing - 子 Shang Zhixiao 尚之孝, 1639-1696, hielp de Opstand van de Drie Leengoederen te onderdrukken, tweede zoon van Pingnan-koning Shang Kexi - Shen Zhixiang 沈志祥, †1648, generaal uit de late Ming- en vroege Qing-dynastie - 兄子 Shen Yongzhong 沈永忠, †1670, militair, neef Shen Zhixiang - 子 Shen Rui 沈瑞, †1681, militair, zoon - Zu Dashou 祖大壽, 1579-1656, Ming generaal, gaf zich twee maal (1631 en 1642) over aan Qing - 子 Zu Zerun 祖泽润, generaal uit de late Ming- en vroege Qing-dynastie, geadopteerd door Zu Dashou - Zu Zehong 祖泽洪, 1606-1665, generaal uit de late Ming- en vroege Qing-dynastie, zoon Zu Tianding (1581-1619, generaal uit de Ming-dynastie) - 子 Zu Liangbi 祖良璧, †1718, militair attaché uit de Qing-dynastie, zoon Zu Zehong - 大寿养子 Zu Kefa 祖可法, †1656, generaal uit de late Ming- en vroege Qing-dynastie, door Zu Dashou geadopteerde zoon - 从子 Zu Zeyuan 祖澤遠, †1674, generaal uit de late Ming- en vroege Qing-dynastie, zoon van Zu Tianding |
| 235.         | 圖賴、准塔、伊爾德、努山、阿濟格、尼堪、佟圖賴 |           | - Tulai 圖賴, 1600-1647, Mantsjoe-generaal - Zhunta 准塔, Mantsjoe-generaal uit de vroege Qing-dynastie - Yi'erde 伊爾德, Mantsjoe-generaal uit de Qing-dynastie - Nushan 努山, Mantsjoe-generaal uit de Qing-dynastie - Ajigenikan 阿濟格尼堪, Mantsjoe-generaal uit de vroege Qing-dynastie, zoon van Dayinbu 达音布. - Tongtulai 佟圖賴, 1606-1658, Mantsjoe militair bevelhebber en minister, de grootvader van moeders kant van keizer Kangxi |
| 236.         | 陳泰、阿爾津、李國翰、卓布泰、卓羅、愛星阿、遜塔 |           | - Chentai 陳泰, †1655, Mantsjoe, minister van justitie - A'erjin 阿爾津, †1658, generaal uit de vroege Qing-dynastie - Liguohan 李國翰, †1658, generaal uit de vroege Qing-dynastie - 子 Hai'ertu 海尔图, †1681, generaal uit de vroege Qing-dynastie, oudste zoon van Liguohan - Li Sang'e 李桑额, †1686, generaal uit de Qing-dynastie, derde zoon van Li Guohan - Zhuobutai 卓布泰, †1678, Mantsjoe generaal uit de Qing-dynastie - 弟 Baha 巴哈, jongere broer - Zhuoluo 卓羅, †1668, minister van riten - 卓羅四世孙 Yongqing 永庆 - Aixing'a愛星阿, †1664, generaal uit de vroege Qing-dynastie - 子 Fushan 富善, †1708, minister, zoon Aixing'a - Xunta 遜塔, †1665, ambtenaar - 子 Maxitai 马锡泰, militair, zoon Xunta - 从弟 Dou'erde 都尔德, †1664, generaal uit de Qing-dynastie, neef Xunta |
| 237.         | 洪承疇、夏成德、孟喬芳、張文衡、張存仁 |           | - Hong Chengchou 洪承疇, 1593-1665, Ming functionaris, koos in 1642 voor Qing - Xia Chengde 夏成德, †1647?, militair uit de late Ming- en vroege Qing-dynastie - Meng Qiaofang 孟喬芳, 1595-1654, generaal tijdens de Ming- en Qing-dynastie - Zhang Wenheng 張文衡, 1602-1648, koos in 1634 voor Qing, werd vervolgens ambtenaar - Zhang Cunren 張存仁, †1652, generaal en ambtenaar |
| 238.         | 蔣赫德、額色赫、車克、覺羅巴哈納、宋權、傅以漸、呂宮 |           | - Jiang Hede 蔣赫德, 1615-1670, literaat en historicus - Esehe 額色赫, †1661, militair en literaat - Cheke 車克, †1671, minister - Jueluobahana 覺羅巴哈納 (Jolupahana), 1607-1667, Mantsjoe, ambtenaar onder Qing - Song Quan 宋權, 1598-1652, functionaris onder Ming en ambtenaar-literaat onder Qing - Fu Yijian 傅以漸, 1609-1665, politicus en geleerde in de late Ming- en vroege Qing-dynastie - Lu Gong 呂宮, 1603-1664, ambtenaar - Cheng Kegong 成克鞏, 1608-1691, geleerde en literaat onder Ming en Qing - Jin Zhijun 金之俊, 1593-1670, geleerde onder Late Ming- en vroege Qing-dynastie - Xie Sheng 謝陞, 1572-1645, ambtenaar-literaat onder Ming en de eerste jaren van Qing - Hu Shi'an 胡世安, 1593-1663, minister en literaat onder Ming en Qing - Wang Yongji 王永吉, 1600-1659, minister onder late Ming- en vroege Qing - Dang Chongya 党崇雅, 1584-1666, minister onder late Ming- en vroege Qing - Wei Zhouzuo 衛周祚, 1611-1675, ambtenaar onder late Ming- en vroege Qing - Gao Eryan 高爾儼, 1605-1654, ambtenaar onder late Ming- en vroege Qing - Zhang Duan 张端, 1617-1654, mederedacteur van Geschiedenis van de Ming (明史) |
| 239.         | 沈文奎、李棲鳳、馬國柱、丁文盛、祝世昌 |           | - Shen Wenkui 沈文奎, 1598-1654, ambtenaar uit de Ming- en Qing-dynastie - Li Qifeng 李棲鳳, 1594-1664, ambtenaar uit de vroege Qing-tijd - Ma Mingpei 馬鸣佩, †1666, ambtenaar uit de vroege Qing-tijd - Ma Guozhu 馬國柱, †1664, minister uit de vroege Qing-tijd - Luo Xiujin 罗绣锦, 1590-1652, generaal uit de vroege Qing-tijd - 弟 Luo Huijin 罗绘锦, ambtenaar uit de late Ming- en vroege Qing-dynastie, jongere broer Luo Xiujin - Lei Xing 雷兴, †1653, minister uit de Qing-dynastie - Wang Laiyong 王来用, †1657, ambtenaar uit de vroege Qing-tijd - Ding Wensheng 丁文盛, †1650, gouverneur van Shandong in de Qing-dynastie - 子 Ding Sikong 丁思孔, 1634-1694, gouverneur van Huguang en Yungui in de Qing-dynastie - Zhu Shichang 祝世昌, †1650, minister in de late Ming- en vroege Qing-dynastie |
| 240.         | 李國英、劉武元、庫禮、胡全才、申朝紀、於時躍、吳景道、劉清泰、陳錦 |           | - Li Guoying 李國英, 1608-1666, gouverneur van Sichuan - Liu Wuyuan 劉武元, 1602-1654, ambtenaar onder Ming, gaf zich in 1631 over aan Qing en werd opnieuw ambtenaar - Ku Li 庫禮, minister - Hu Quancai 胡全才, 1605-?, ambtenaar onder Ming en Qing - Shen Chaoyi 申朝紀, †1648, generaal onder Qing - Ma Zhixian 马之先, †1657, ambtenaar onder Qing, gouverneur van Sichuan en Shaanxi - Liu Hongyu 刘弘遇, †1661, ambtenaar onder de vroege Qing-dynastie - Yu Shiyue 於時躍, †1663, ambtenaar onder de vroege Qing-dynastie - Su Hongzu 苏弘祖, †1664, ambtenaar onder de vroege Qing-dynastie - Wu Jingdao 吳景道, 1581-1656, minister van de Qing-dynastie - Li Riwan 李日芄, ambtenaar onder de vroege Qing-dynastie - Liu Qingtai 劉清泰, †1665, ambtenaar onder de vroege Qing-dynastie - Tong Dai 佟岱, †1663, generaal in de vroege Qing-dynastie, gouverneur van Zhejiang en Fujian - Qin Shizhen 秦世祯, ambtenaar (minister) in de vroege Qing-dynastie - Chen Jin 陳錦, †1652, militair uit de late Ming- en vroege Qing-dynastie |

#### Juan241-280, individuele biografieën 2
| juan 241-280 | Titel                                                                                  | Vertaling | Opmerkingen |
| ------------ | -------------------------------------------------------------------------------------- | --------- | --- |
| 241.         | 科爾昆、覺善、甘都、譚拜、席特庫、藍拜、鄂碩                                           |           | - Ke'erkun 科爾昆, †1669, generaal en minister van strafzaken - Jueshan 覺善, †1664, generaal - Gandou 甘都, †1650, generaal - Tanbai 譚拜, †1650, minister van oorlog - Fatan 法谭, †1662, generaal - Xiteku 席特庫, †1666, generaal - Lanbai 藍拜, †1665, minister - Eshuo 鄂碩, †1658, generaal |
| 242.         | 覺羅果科、敦拜、濟席哈、噶達渾、達素                                                   |           | - Jueluoguoke 覺羅果科, minister - Jueluoakeshan 觉罗阿克善, generaal - Dunbai 敦拜, †1660, generaal - Haning'a 哈宁阿, 1561-1648, generaal - Shuozhan 硕詹, †1663, minister - 孙 Dase 达色, kleinzoon Shuozhan - Jixiha 濟席哈, †1662, Mantsjoe generaal en minister - 弟 Feiyasiha 费雅思哈, †1672, generaal, jongere broer van Jixiha - Gadahun 噶達渾, †1657, generaal en minister van oorlog - Fiyanggu 費揚武, 1605-1644, achtste zoon van Šurhaci (derde zoon van Taksi en broer van Nurhaci)、 - Aisonggu 爱松古, †1675, generaal、 - Xingnai 兴鼐, †1664, generaal - 兄 Sunha'erqi 孙哈尔奇, broer van Xingnai - Dasu 達素, †1669, generaal en minister - Ka'ertala 喀尔塔喇, †1652, ambtenaar - 子 Hetehe 赫特赫, zoon Ka'ertala |
| 243.         | 爾虎達、劉之源、巴山、喀喀木、梁化鳳、劉芳名、胡有升、楊名高                           |           | - Šarhūda 沙爾虎達, 1599-1659, generaal - 子 Bahai 巴海, †1696, generaal, zoon van Šarhūda - Anzhuhu 安珠瑚, †1686, generaal - Liu Zhiyuan 劉之源, †1669, generaal - Wu Shouyin 吴守进, †1648, generaal - Bashan 巴山, †1673, generaal - Zhang Dayou 张大猷, †1652, generaal - Kakamu 喀喀木, †1668, generaal - Liang Huafeng 梁化鳳, 1620-1671, generaal - 子 Liang Nai 梁鼐, †1714, generaal, zoon van Liang Huafeng - Liu Fangming 劉芳名, †1660, generaal uit de late Ming- en vroege Qing-dynastie - Hu Yousheng 胡有升, †1670, generaal - Yang Minggao 楊名高, †1655, generaal - Liu Guangbi 刘光弼, †1673, generaal - Liu Zhongjin 刘仲锦, †1654, generaal |
| 244.         | 趙開心、楊義、林起龍、朱克簡、王命岳、李森先、魏琯、李裀、季開生、張煊                 |           | - Zao Kaixin 趙開心, †1663, geleerde onder Ming en ambtenaar onder Qing - Yang Yi 楊義, †1662, ambtenaar - Lin Qilong 林起龍, †1667, ambtenaar - Zhu Kejian 朱克簡, 1616-1693, ambtenaar (waaronder censor) - Cheng Xing 成性, †1679, ambtenaar - Wang Mingyue 王命岳, 1610-1668, ambtenaar - Li Senxian 李森先, 1616-1660, ambtenaar - Li Chengxiang, 李呈祥, †1688, ambtenaar - Wei Guan 魏琯, ambtenaar, politiek figuur uit de late Ming- en vroege Qing-dynastie - Li Yin 李裀, 1597-1656, ambtenaar - Ji Kaisheng 季開生, 1627-1659, geleerde en lid van de Hanlin-academie - 弟 Ji Zhenyi 季振宜, jongere broer, 1630-？, bibliofiel en verzamelaar - Zhang Xuan 張煊, †1651, geleerde |
| 245.         | 剛林、馮銓、陳名夏、陳之遴、劉正宗                                                     |           | - Ganglin 剛林, †1651, minister, beheerste Chinees en Mantsjoe - Qi Chongge 祁充格, †1651, minister - Feng Quan 馮銓, 1595-1672, ambtenaar onder de late Ming- en vroege Qing-dynastie - Sun Zhixie 孙之獬, 1591-1647, ambtenaar onder de late Ming- en vroege Qing-dynastie - Li Ruolin 李若琳, ambtenaar onder de late Ming- en vroege Qing-dynastie - Chen Mingxia 陳名夏, 1605-1654, ambtenaar onder de late Ming- en vroege Qing-dynastie - Chen Zhilin 陳之遴, 1605-1666, ambtenaar onder de late Ming- en vroege Qing-dynastie - Liu Zhengzong 劉正宗, 1594-1661, ambtenaar onder de late Ming- en vroege Qing-dynastie - Zhang Jinyan 张缙彦, 1600-1672, ambtenaar onder de late Ming- en vroege Qing-dynastie |
| 246.         | 譚泰、何洛會、錫圖庫、博爾輝、冷僧機                                                   |           | - Tan Tai 譚泰, 1593-1651, ambtenaar onder de vroege Qing-dynastie - He Luohui 何洛會, †1651, ambtenaar onder de vroege Qing-dynastie - Xituku 錫圖庫, †1651, generaal - Bo'erhui 博爾輝, 1590-1651, generaal - Leng Sengji 冷僧機, †1652, minister |
| 247.         | 彭而述、陸振芬、姚延著、畢振姬、方國棟、於朋舉、王天鑒、趙廷標                         |           | - Peng Ershu 彭而述, 1605-1665, ambtenaar-literaat uit de late Ming- en vroege Qing-dynastie - Lu Zhenfen 陸振芬, ambtenaar uit de Qing-dynastie - Yao Yanzhe 姚延著, †1659/1661, ambtenaar uit de Qing-dynastie - Bi Zhenji 畢振姬, 1612-1681, inspecteur van Guangxi - Fang Guodong 方國棟, †1677, ambtenaar uit de Qing-dynastie - Yu Pengju 於朋舉, 1615-1671, ambtenaar uit de Qing-dynastie - Wang Tianjian 王天鑒, 1622-1681, ambtenaar uit de Qing-dynastie - Zhao Tingbiao 趙廷標, ambtenaar uit de Qing-dynastie |
| 248.         | 許定國、左夢庚、田雄、張天祿、孫可望                                                   |           | - Xu Dingguo 許定國, †1647, bevelhebber onder Ming, gaf zich over aan Qing - Liu Liangzuo 劉良佐, †1667, minister onder de late Ming- en vroege Qing-dynastie - Zuo Menggeng 左夢庚, †1654, generaal onder Qing - Hao Xiaozhong 郝效忠, †1652, minister onder de late Ming- en vroege Qing-dynastie - Xu Yong 徐勇, †1652, generaal onder de late Ming- en vroege Qing-dynastie - Lu Guangzu 盧光祖, †1656, generaal onder de late Ming- en vroege Qing-dynastie - Tian Xiong 田雄, †1663, bevelhebber onder Ming, kwam in opstand tegen keizer Hongguang van de Zuidelijke Ming en gaf zich over aan Qing - Ma Degong 馬得功, †1663, generaal onder de late Ming- en vroege Qing-dynastie - Zhang Tianlu 張天祿, 1599-1659, generaal onder de late Ming- en vroege Qing-dynastie - Di 弟 Tianfu 天福, generaal onder de late Ming- en vroege Qing-dynastie, jongere broer van Zhang Tianlu - Zhao Zhilong 趙之龍, †?, minister onder de late Ming- en vroege Qing-dynastie - Sun Kewang 孫可望, †1660, generaal van het boerenopstandleger in de late Ming-dynastie, sloot zich aan bij de Zuidelijke Ming - Bai Wenxuan 白文選, 1615-1674, generaal onder de late Ming- en vroege Qing-dynastie |
| 249.         | 索尼、蘇克薩哈、遏必隆、鼇拜、班布爾善                                                 |           | - Sonin 索尼, 1601-1667, een van de vier regenten voor de Kangxi-keizer - Suksaha 蘇克薩哈, †1667, een van de vier regenten voor de Kangxi-keizer - Sunahai 蘇納海, - - Zhuchangzuo 朱昌祚, 1627-1667, ambtenaar uit de Qing-dynastie - Wang Dengliang 王登聯, †1666, ambtenaar uit de Qing-dynastie - Bai'erhetu 白爾赫圖, †1667, generaal uit de vroege Qing-dynastie - Ebilun 遏必隆, 1610-1673, een van de vier regenten voor de Kangxi-keizer - 子 Yende 尹德, functionaris onder de Yongzheng-keizer, zesde zoon van Ebilun - Oboi 鼇拜, 1610-1667, een van de vier regenten voor de Kangxi-keizer - 弟 Mulima 穆里瑪, †1669, minister uit de Qing-dynastie, jongere broer van Oboi - Banbu'ershan 班布爾善, 1617-1669, functionaris onder Kangxi |
| 250.         | 李霨、孫廷銓、杜立德、馮溥、王熙、弟王燕、吳正治、黃機                                 |           | - Li Fei 李霨, 1625-1684, minister onder Kangxi - Sun Tingquan 孫廷銓, 1613-1674, ambtenaar onder Ming en Qing - Dulide 杜立德, 1612-1692, ambtenaar onder Qing - Feng Pu 馮溥, 1609-1691, ambtenaar onder Ming en Qing - Wang Xi 王熙,1628-1703, minister onder de vroege Qing - 弟 Yan 燕, jongere broer Wang Xi - Wu Zhengzhi 吳正治, 1618-1691, minister onder de Qing - Huang Ji 黃機, 1612-1686, ambtenaar onder Qing - Song Deyi 宋德宜, 1626-1687, lid van de Hanlin-academie - 子 Junye 駿業, 1653-1713, ambtenaar-geleerde, oudste zoon van Song Deyi - Yisang'a 伊桑阿, 1638-1703, ambtenaar-geleerde - 子 Yidouli 伊都立, †1753, Gouverneur van Shanxi, derde zoon van Yisang'a - Alantai 阿蘭泰, †1699, minister en geleerde - 子 Funing'an 富寧安, †1728, minister, zoon van Alantai - Xu Yuanwen 徐元文, 1634-1691, ambtenaar en geleerde - 弟 Bingyi 秉義, 1633-1711, ambtenaar, oudere broer van Xu Yuanwen |
| 251.         | 圖海、李之芳                                                                           |           | - Tuhai 圖海, †1681, minister onder Qing - Li Zhifang 李之芳, 1622-1694, ambtenaar en literaat onder de Shunzhi- en Kangxi-keizer |
| 252.         | 甘文焜、范承謨、馬雄鎮、傅弘烈                                                         |           | - Gan Wenkun 甘文焜, 1632-1674, generaal onder de vroege Qing, Gouverneur van Yunnan en Guizhou - 子 Guobi 國璧, †1747, ambtenaar, zoon van Gan Wenkun - Fan Chengmo 范承謨, 1624-1676, gouverneur van Zhejiang en van Fujian - 子 Fan Shichong 范時崇, 1663-1720, gouverneur-generaal van Fujian en van Zhejiang en minister van Oorlog, zoon van Fan Chengmo - Ma Xiongzhen 馬雄鎮, 1634-1677, minister onder Qing - Fu Honglie 傅弘烈, 1621-1680, generaal en gouverneur van Guangxi |
| 253.         | 莫洛、陳福、王之鼎、李興元、陳啟泰、陳丹赤、馬閟、葉映榴                               |           | - Moluo 莫洛, †1674, generaal en minister - Chenfu 陳福, †1675, generaal - Wang Zhiding 王之鼎, †1680, generaal en magistraat van Qixian - Feiyada 費雅達, †1680, ambtenaar - Li Xingyuan 李興元, †1680, ambtenaar - Chen Qitai 陳啟泰, †1674, ambtenaar - Wu Wanfu 吳萬福, †1674, generaal onder late Ming en vroege Qing - Chen Danchi 陳丹赤, 1616—1674, ambtenaar - Ma Jin 馬閟, †1674, ambtenaar - Ye Yingliu 葉映榴, 1638-1688, ambtenaar |
| 254.         | 賚塔、穆占、莽依圖、佛尼埒、畢力克圖、阿密達、拉哈達、根特、席卜臣                     |           | - Laita 賚塔, †1684, Mantsjoe-generaal - Muzhan 穆占, 1628-1683, Mantsjoe-generaal - Mangyitu 莽依圖, 1634-1680, Mantsjoe-generaal, bestreed de Opstand van de Drie Leengoederen - Jueluo Shushu 覺羅舒恕, generaal - Leibei 勒貝, †1681, generaal - Funilie 佛尼埒 (Fenile), †1682, Mantsjoe-generaal - Kun 坤, †1687, Mantsjoe-generaal, bestreed de Opstand van de Drie Leengoederen - Etai 鄂泰, †1679, generaal - Wudan 吳丹, †1690, Mantsjoe-generaal - Biliketu 畢力克圖, 1609-1681, Mongoolse generaal - Ga'erhan 噶爾漢 (Garhan), Mantsjoe-generaal - Amida 阿密達, †1709, minister - Ekejiha 鄂克濟哈, †1699, generaal - Yueluojihali 覺羅吉哈里 - Lahada 拉哈達, 1627-1703, Mantsjoe-generaal - Chahatai 察哈泰, †1676, generaal - Gente 根特, †1674, Mantsjoe-generaal - Huashan 華善, †1695, ambtenaar - Xibochen 席卜臣, generaal - Xi'ergen 希爾根, †1679, generaal |
| 255.         | 張勇、趙良棟、王進寶、孫思克                                                           |           | - Zhang Yong 張勇, 1616-1684, generaal uit de late Ming en vroege Qing - Zhao Liangdong 趙良棟, 1621-1697, generaal onder Qing - Zhao Hongcan 赵弘灿, ambgenaar, zoon van Zhao Liangdong - Zhao Hongxie 赵弘燮, 1656-1722, generaal, tweede zoon van Zhao Liangdong - Wang Jinbao 王進寶, 1626-1685, generaal - 子 Yongyu 用予, 1646-1696, generaal, zoon van Wang Jinbao - Wang Wanxian 王萬祥, 1644-1703, generaal - Sun Sike 孫思克, 1628-1700, generaal - Ma Jinliang 馬進良, †1717, generaal |
| 256.         | 蔡毓榮、哈占、董衛國、周有德、伊辟                                                     |           | - Cai Yurong 蔡毓榮. 1633-1699, generaal onder Kangxi - Hazhan 哈占, †1686, generaal, bestreed de Opstand van de Drie Leengoederen - Hang'ai 杭愛, †1683, Mantsjoe-functionaris - Eshan 鄂善, functionaris, gouverneur van Shaanxi, van Yunnan en van Guizhou - Huashan 華善, †1670, ambtenaar - Dong Weiguo 董衞國, †1683, generaal, bestreed de Opstand van de Drie Leengoederen - Tong Guozheng 佟國正, †1708, ambtenaar - Zhou Youde 周有德, †1680, onderkoning van Liangguang - Zhang Dede 張德地, 1619-1683, ambtenaar - Yipi 伊闢, 1623-1681, gouverneur van Yunnan - Wang Jiwen 王繼文, †1703, minister |
| 257.         | 趙國祚、許貞、徐治都、唐希順、趙應奎、李芳述、陳世凱、許占魁                           |           | - Zhao Guozuo 趙國祚, 1609-1688, generaal - Xu Zhen 許貞, 1634-1695, generaal - Zhou Qiu周球, 1624-1683, generaal - Xu Zhidou 徐治都, 1630-1697, ambtenaar - Hu Shiying 胡世英, generaal - Tang Xishun 唐希順, †1708, generaal - Li Lin 李麟, generaal - Zhao Yingkui 趙應奎, generaal - Zhao Lai 趙賴, †1692, generaal - Li Fangshu 李芳述, 1631-1709, admiraal - Chen Shikai 陳世凱, 1629-1690, admiraal - Xu Zhankui 許占魁, †1677, generaal |
| 258.         | 希福、鄂克遜、李偏圖、瑚里布、額楚、額斯泰、瓦岱、沃申、瑚圖、傑殷、瓦爾喀             |           | - Xifu 希福, †1687, generaal onder Kangxi, gouverneur van Sichuan, van Shaanxi en van Shangshu - Zhuman 珠滿, †1707, generaal - Maqi 瑪奇, †1696, generaal - Ehene 額赫訥, †1681, generaal - Hong Shilu 洪世祿, †1688, generaal - Zhangku 彰庫, generaal - Ekexun 鄂克遜, 1641-1729, generaal - Mang Yilu 莽奕祿, †1703, generaal - Shanaha 沙納哈, †1687, generaal - Li Piantu 李偏圖, 1640-1716, generaal - Hulibu 瑚里布, generaal - Dalishan 達理善, †1675, generaal - Echu 額楚, †1680/81, generaal - Mucheng'e 穆成額, †1683, generaal - Esitai 額斯泰, generaal - Bushuku 布舒庫, †1681, generaal - Taleidai 塔勒岱, †1686, generaal - Wadai 瓦岱, †1692, generaal - Sangge 桑格, †1699, generaal - Yibahan 伊巴罕, †1686, generaal - Woshen 沃申, †1691, generaal - Wumudu 武穆篤, †1678, generaal - Hutu 瑚圖, - - Mahada 瑪哈達, †1689, generaal - Jieyin 傑殷, - - Di 弟 Jiedou 傑都, -, broer van Jieyin - Wa'erka 瓦爾喀, †1674, generaal |
| 259.         | 宜里布、哈克三、阿爾護、路什、雅賚、擴爾坤、王承業                                     |           | - Yilibu 宜里布, †1678, generaal - Hakesan 哈克三, †1678, generaal - A'erhu 阿爾護, †1677, generaal - Lushen 路什, †1678, Mantsjoe-generaal - Yalai 雅賚, †1664, generaal - Kuo'erkun 擴爾坤, †1675, generaal - Wang Chengye 王承業, 1†680, generaal - Wang Zhongxiao 王忠孝, †1680, generaal |
| 260.         | 姚啟聖、吳興祚、施琅、朱天貴                                                           |           | - Yao Qisheng 姚啟聖, 1624–1683, ambtenaar en militair strateeg onder Kangxi, nam deel aan de annexatie van Taiwan - 子 Yao Yi 姚儀, generaal, zoon van Yao Qisheng - Zhong Bao 鍾寶, 1645-1704, generaal - Handaren 韓大任, †1690, generaal tijdens Ming en Qing - Wu Xingzuo 吳興祚, 1624–1683, ambtenaar - Shi Lang 施琅, 1621-1696, admiraal, speelde een rol bij de annexatie van Taiwan - Zhu Tiangui 朱天貴, 1647-1683, ambtenaar |
| 261.         | 楊捷、石調聲、萬正色、吳英、藍理、黃梧、芳泰、穆赫林、段應舉                           |           | - Yang Jie 楊捷, 1616-1690, generaal onder late Ming en vroege Qing - Shi Diaosheng 石調聲, †1688, generaal - Wan Zhengse 萬正色, 1637-1691, admiraal - Wu Ying 吳英, 1637-1712, generaal onder Koxinga, liep over naar Qing - Lan Li 藍理, 1647-1719, admiraal - Huang Wu 黃梧, 1618-1674, generaal onder Ming, gaf zich over aan Qing - 子 Huang Fangdu 黃芳度, generaal, zoon van Huang Wu - 從子 Huang Fangshi 黃芳世, generaal, broer van Huang Wu - Huang Fangtai 黃芳泰, †1690, generaal, oudere broer van Huang Fangshi - Muhelin 穆赫林, †1678, Mongoolse generaal - Duan Yingju 段應舉, †1678, generaal |
| 262.         | 魏裔介、熊賜履、李光地                                                                 |           | - Wei Yijie 魏裔介, 1616-1686, minister - Xiong Cilu 熊賜履, 1635-1709, neo-confucianistische functionaris - Li Guangdi 李光地, 1642-1718, minister |
| 263.         | 王弘祚、姚文然、魏象樞、朱之弼、趙申喬                                                 |           | - Wang Hongzuo 王弘祚, 1603-1674, minister - Yao Wenran 姚文然, 1620-1678, ambtenaar-geleerde - Wei Xiangshu 魏象樞, 1617-1687, minister-geleerde - Zhu Zhibi 朱之弼, 1610-1683, minister-geleerde - Zhao Shenqiao 趙申喬, 1644-1720, minister |
| 264.         | 郝維訥、任克溥、劉鴻儒、劉楗、朱裴、張廷樞                                             |           | - Hao Weine 郝維訥, 1623-1683, ambtenaar-geleerde - Ren Kepu 任克溥, 1618-1703, minister van justitie in 1673 - Liu Hongru 劉鴻儒, 1610-1673, minister - Liu Jian 劉楗, 1617-1685, ambtenaar - Zhu Pei 朱裴, 1617-1685, ambtenaar - Zhang Tingshu 張廷樞, †1728, ambtenaar |
| 265.         | 湯斌、陸隴其、張伯行                                                                   |           | - Tang Bin 湯斌, 1627-1687, ambtenaar, neo-confucianist en kalligraaf - Sun Zhixu 孫之旭, ambtenaar - Lu Longqi 陸隴其, 1630-1693, ambtenaar en neo-confucianist - Zhang Boxing 張伯行, 1652-1723, ambtenaar-geleerde - 子 Zhang Shizai 張師載, 1695-1763, ambtenaar, zoon van Zhang Boxing |
| 266.         | 葉方藹、沈荃、勵杜訥、徐元珙、許三禮、王士禎、韓菼、湯右曾                             |           | - Ye Fang'ai 葉方藹, 1629-1682, minister van justitie, geleerde, hield toezicht op de samenstelling van de Geschiedenis van de Ming - Shen Quan 沈荃, 1624-1684, minister van riten, geleerde - 子 Shen Zongjing 沈宗敬, 1669-1735, kalligraaf en schilder, zoon van Shen Quan - Li Dune 勵杜訥, 1628-1703, ambtenaar, geleerde en kalligraaf - 子 Li Tingyi 勵廷儀, 1669-1732, ambtenaar, zoon van Li Dune - 孫 Li Zongwan 勵宗萬, 1705-1759, bibliofiel, kalligraaf en schilder in de Qing-dynastie, kleinzoon van Li Dune - Xu Yuanlong 徐元珙, †1688, ambtenaar - Xu Sanli 許三禮, 1625-1691, ambtenaar-geleerde - Wang Shizhen 王士禎, 1634-1711, dichter-literaat en literair theoreticus - Han Tan 韓菼, 1637-1704, ambtenaar-geleerde, minister van riten - Tang Youzeng 湯右曾, 1656-1721, ambtenaar-geleerde, minister |
| 267.         | 張玉書、李天馥、吳琠、張英、張廷瓚、張廷璐、陳廷敬、溫達、穆和倫、蕭永藻、嵩祝、王頊齡 |           | - Zhang Yushu 張玉書, 1642-1711, ambtenaar-geleerde, een van de hoofdredacteuren van het Kangxi-woordenboek - Li Tianfu 李天馥, 1635-1699, ambtenaar - Wu Tian 吳琠, 1637-1705, minister - Zhang Ying 張英, 1637-1708, ambtenaar-literator en geleerde - 子 Zhan Tingzhan 張廷瓚, ambtenaar en literaat, oudste zoon van Zhang Ying - Zhang Tingyu 張廷玉, 1672-1755, ambtenaar en historicus, tweede zoon van Zhang Ying - Zhang Tinglu 張廷璐, 1675-1746, ambtenaar, derde zoon van Zhang Ying - Zhang Tingzhuan 張廷瑑, 1681-1764, ambtenaar en geleerde, vierde zoon van Zhang Ying - Chen Tingjing 陳廷敬, 1638-1712, minister - Wenda 溫達, †1715, minister - Muhelun 穆和倫, †1718, minister - Xiao Yongzao 蕭永藻, 1644-1729, minister - Songzhu 嵩祝, 1657-1735, minister - Wang Xuling 王頊齡, 1642-1725, dichter en literaat |
| 268.         | 米思翰、李榮保、顧八代、瑪爾漢、田六善、杜臻、薩穆哈                                   |           | - Misihan 米思翰, 1633-1675, minister - 父 Hashitun 哈什屯, 1597-1663, generaal en minister onder Shunzhi, vader van Misihan - 子 Lirongbao 李榮保, 1674-1723, ambtenaar, zoon van Misihan - Gubadai 顧八代, †1708, minister - Ma'erhan 瑪爾漢 (Malhan), 1634-1718, minister - Tianliushan 田六善, 1622-1691, ambtenaar-literaat - Duzhen 杜臻, 1633-1703, ambtenaar - Samuha 薩穆哈, †1704, minister |
| 269.         | 索額圖、明珠、余國柱、佛倫                                                             |           | - Suo'etu 索額圖, 1636-1703, minister - Mingju 明珠, 1635-1708, ambtenaar - Yuguozhu 余國柱, 1624-1679, minister - Fulun 佛倫, †1701, minister |
| 270.         | 郝浴、楊素蘊、郭琇                                                                     |           | - Hao Yu 郝浴, 1623-1683, ambtenaar en minister - 子 Hao Lin 郝林, minister, zoon van Hao Yu - Yang Suyun 楊素蘊, ambtenaar - Guoxiu 郭琇, 1638-1715, minister |
| 271.         | 徐乾學、翁叔元、王鴻緒、高士奇                                                         |           | - Xu Qianxue 徐乾學, 1631-1694, ambtenaar-literaat en geleerde - Weng Shuyuan 翁叔元, 1633-1701, ambtenaar - Wang Hongxu 王鴻緒, 1645-1723, ambtenaar, historicus en kalligraaf, hoofdredacteur van de Geschiedenis van de Ming - Gao Shiqi 高士奇, 1645-1703, ambtenaar, geleerde en kunstverzamelaar |
| 272.         | 湯若望、楊光先、南懷仁                                                                 |           | - Johann Adam Schall von Bell 湯若望 (Tang Ruowang), 1582-1666, als geleerde verbonden aan de katholieke missie van de jezuïeten in China, hoofd van het Astronomisch Bureau 1645-1665 - Yang Guangxian 楊光先, 1597–1669, hoofd van het Astronomisch Bureau 1665-1669 - Ferdinand Verbiest 南懷仁 (Nan Huairen), 1623-1688, jezuïet en astronoom, was vanaf 1666 het feitelijk hoofd van de missie van de jezuïeten in China |
| 273.         | 李率泰、趙廷臣、郎廷佐、佟鳳彩、麻勒吉、施維翰                                         |           | - Li Shuaitai 李率泰, †1666, generaal en gouverneur van diverse provincies - Zhao Tingchen 趙廷臣, †1669, gouverneur van Yunnan en Guizhou - Yuan Maogong 袁懋功, 1612-1671, minister - Xu Xuling 徐旭齡, 1630—1687, minister - Lang Tingzuo 郎廷佐, †1676, ambtenaar - 弟 Lang Tingxian 郎廷相, †1688, gouverneur van Fujian en minister, jongere broer van Lang Tingzuo - Lang Yongqing 郎永清, †1686, minister, oom van Lang Tingzuo - 永清子 Lang Tingji 郎廷極, 1663-1715, ambtenaar zoon van Lang Yongqing, - Long Fengcai 佟鳳彩, 1622~1677, minister - Ma Leiji 麻勒吉 (Malji), †1689, minister - Axixi 阿席熙, †1681, minister - Mahu 瑪祜, 1628~1676, minister - Shiweihan 施維翰, 1622～1684, gouverneur van Shandong en Zhejiang |
| 274.         | 楊雍建、姚締虞、朱弘祚、王騭、宋犖、陳詵                                               |           | - Yang Yongjian 楊雍建, 1627-1704, ambtenaar - Yao Diyu 姚締虞, †1688, gouverneur van Sichuan - Zhu Hongzuo 朱弘祚, 1629-1700, ambtenaar - 子 Zhu Gang 朱綱, 1674-1728, ambtenaar, zoon van Zhu Hongzuo - Wang Zhi 王騭, 1613—1695, minister - Song Luo 宋犖, 1634-1714, ambtenaar en dichter - Chen Shen 陳詵, 1643年-1722, minister |
| 275.         | 格爾古德、趙士麟、郭世隆、傅臘塔、馬如龍                                               |           | - Ge'ergude 格爾古德, 1641-1684, minister - Jin Shide 金世德, †1680, ambtenaar - Zhao Shilin 趙士麟, 1629-1698, ambtenaar - Guo Shilong 郭世隆, 1645-1716, minister - Fulata 傅臘塔, †1694, ambtenaar, gouverneur-generaal van Nanjing (1688–94) - Ma Rulong 馬如龍, 1627-1701, gouverneur van Jiangxi |
| 276.         | 石琳、徐潮、貝和諾、傅霽、蔣陳錫、劉蔭樞、音泰、鄂海、衛既齊                           |           | - Shi Lin 石琳, 1638-1702, minister - 兄子 Shi Wencheng 石文晟, 1640-1720, gouverneur van Huguang, zoon van oudere broer van Shi Lin - Xu Chao 徐潮, 1647-1715, ambtenaar - 子 Xu Qi 徐杞, ambtenaar, zoon van Xu Chao - Beihenuo 貝和諾, 1647—1721, gouverneur van Yunnan en Guizhou - 子 Mala 馬喇, 1673-1735, ambtenaar, zoon van Beihenuo - Taodai 陶岱, †1701, gouverneur van Liangjiang - Boji 博霽 (Boihono), 1647-1721, minister - Jueluohuaxian 覺羅華顯, †1703, ambtenaar - Jiang Chenxi 蔣陳錫, 1653-1721, gouverneur van Yunnan en Guizhou - 子 Jiang Lian 蔣漣, 1675-1758, ambtenaar, geleerde en dichter, zoon van Jiang Chenxi - Jiang Jiong 蔣泂, ambtenaar en schilder, tweede zoon van Jiang Chenxi - Liu Yinshu 劉蔭樞, 1637-1723, magistraat - Yintai 音泰, 1651-1714, gouverneur van Sichuan en Shaanxi - Ehai 鄂海, †1725, minister - Wei Jiqi 衞既齊, 1645-1701, minister |
| 277.         | 于成龍、彭鵬、陳璸、陳鵬年、施世綸                                                     |           | - Yu Chenglong 于成龍, 1617–1684, ambtenaar en gouverneur-generaal van Jiangnan (Jiangsu en Anhui) en van Jiangxi - Peng Peng 彭鵬, 1637-1704, ambtenaar - Chen Bin 陳璸, 1656-1718, ambtenaar - Cheng Pengnian 陳鵬年, 1664-1723, ambtenaar-geleerde - Shi Shilun 施世綸, 1659-1722, ambtenaar |
| 278.         | 慕天顏、阿山、噶禮                                                                     |           | - Mu Tianyan 慕天顏, 1631-1696, ambtenaar - Ashan 阿山, †1714, generaal en ambtenaar - Gali 噶禮, †1714, minister |
| 279.         | 楊方興、朱之錫、靳輔、陳潢、于成龍、張鵬翮                                             |           | - Yang Fangxing 楊方興, †1665, minister - Zhu Zhixi 朱之錫, 1624-1666, minister en censor - Cuiweiya 崔維雅, 1628-?, minister - Jin Fu 靳輔, 1633-1692, waterbouwkundige verantwoordelijk voor het onderhoud van de oevers van de Gele Rivier - Chen Huang 陳潢, 1637-1688, [[Waterbouwkunde}waterbouwkundig]] geleerde - Song Wenyun 宋文運, †1684, minister - Dong Ne 董訥, ambtenaar en dichter - Xiong Yixiao 熊一瀟, 1638-1706, minister - Yu Chenglong 于成龍, 1617–1684, ambtenaar - Sun Zaifeng 孫在豐, 1644-1689, ambtenaar - Kai Yinbu 開音布, †1702, ambtenaar - Zhang Penghe 張鵬翮, 1649-1725, ambtenaar |
| 280.         | 郎坦、朋春、薩布素、瑪拉                                                               |           | - Langtan 郎坦, 1634-1695, generaal, leverde strijd tegen de Russen - Pengchun 朋春, †1699, generaal, vocht tegen de invasie van het tsaristische Rusland - Sabusu 薩布素, 1635-1705, generaal - Mala 瑪拉, †1693, generaal |

#### Juan281-320, individuele biografieën 3
| juan 281-320 | Titel                                                                                  | Vertaling | Opmerkingen |
| ------------ | -------------------------------------------------------------------------------------- | --------- | --- |
| 281.         | 費揚古、馬斯喀、佟國綱、阿南達、吉勒塔布、殷化行、潘育龍、額倫特                       |           | - Feiyanggu 費揚古 (Fiyanggū), 1645-1701, generaal en minister - Manpi 滿丕, †1713, militair commandant voor Mongolië - Shuodai 碩岱, †1712, generaal - Sudan 素丹, †1729, generaal - Masika 馬斯喀 (Maska), †1704, generaal - Tong Guogang 佟國綱, †1690, militair, lid van de missie naar Rusland in 1688 - Maitu 邁圖, †1686, generaal - Gesitai 格斯泰, ambtenaar - Ananda 阿南達,†1701, generaal en minister - 子 Alana 阿喇納, †1724, generaal, oudste zoon van Ananda - Jileitabu 吉勒塔布, †1697, generaal - Yin Huaxing 殷化行, 1643-1710, generaal - Pan Yulong 潘育龍, 1642-1719, generaal - Sun 孫 Pan Shaozhou 潘紹周, †1753, generaal, kleinzoon van Pan Yulong - Zongsun 從孫 Pan Zhishan 潘之善, †1733, achterneef van Pan Yulong - Erentei 額倫特, †1718, Mantsjoe-generaal, gouverneur van Huguang - Kangtai 康泰, †1718, generaal van Sichuan - Taidi 泰弟 Kanghai 康海, †1718, jongere broer Kangtai |
| 282.         | 姜希轍、余縉、德格勒、陳紫芝、任弘嘉、高層雲、沈愷曾、龔翔麟、高遐昌                   |           | - Jiang Xizhe 姜希轍, †1698, ambtenaar - Yu Jin 余縉, 1617-1689, ambtenaar (magistraat en censor) - Degele 德格勒, ambtenaar - Chen Zizhi 陳紫芝, †？. ambtenaar - Da Chongguang 笪重光, 1623-1692, kalligraaf en schilder - Ren Hongjia 任弘嘉, †？, ambtenaar - Gao Cengjun 高層雲, 1634-1690, schilder uit de late Ming en vroege Qing - Shen Caiceng 沈愷曾, 1661-1711, ambtenaar - Gong Xianglin 龔翔麟, 1658-1733, ambtenaar - Gao Xiachang 高遐昌, 1641-1711, ambtenaar |
| 283.         | 覺羅武默訥、舒蘭、圖理琛、何國宗                                                       |           | - Jueluo Wumone 覺羅武默訥, - - Shulan 舒蘭, †1720, minister - Laxi 拉錫, †1733, ambtenaar - zi 子 Wangzha'er 旺札爾, †1762, Tibetaan, minister van binnenlandse zaken, zoon van Laxi - sun 孫 Boling'a 孫博靈阿, †1773, generaal, zoon van Wangzha'er, kleinzoon van Laxi - Tulišen 圖理琛 (ook Tulishen 圖理珅), 1667–1741, minister en ambassadeur naar Torgut - He Guozong 何國宗, †1767, ambtenaar |
| 284.         | 覺羅滿保、施世驃、藍廷珍、林亮、歐陽凱                                                 |           | - Jueluo Manbao 覺羅滿保, 1673-1725, generaal - Shi Shibiao 施世驃, 1667-1721, generaal - Lan Tinzheng 藍廷珍, 1664-1730, admiraal, veroverde in 1721 Taiwan - Congdi 從弟 Lan Dingyuan 藍鼎元, 1680-1733, prefect van Guangzhou, neef van Lan Tinzheng - Lin Liang 林亮, 1664-1727, generaal - He Mian 何勉, 1680-1752, generaal - Chen Lunjiong 陳倫烱, 1684-1747, ambtenaar - Ouyang Kai 歐陽凱, 1664-1727, generaal, nam deel aan de verovering van Taiwan - Luo Wancang 羅萬倉, generaal - You Chonggong 游崇功, 1662-1721, generaal |
| 285.         | 王紫綬、袁州佐、黎士弘、多弘安、王繻、張孟球                                           |           | - Wang Zishou 王紫綬, 1626-1677, ambtenaar - Yuan Zhouzuo 袁州佐, †1671, ambtenaar - Li Shihong 黎士弘, 1618-1697, ambtenaar - Duo Hong'an 多弘安, ambtenaar - Tong Guopin 佟國聘, †1699, ambtenaar - Wang Xu 王繻, ambtenaar - Tian Chenrui 田呈瑞, ambtenaar - Zhang Mengqui 張孟球, magistraat van Changle in de provincie Shandong |
| 286.         | 王掞、勞之辨、朱天保、陶彝                                                             |           | - Wang Shan 王掞, 1645-1728, ambtenaar - Zi 子 Wang Yiqing 王奕清, 1664-1737, geleerde, zoon van Wang Shan - Yihong 奕鴻, ambtenaar - Lao Zhibian 勞之辨, 1639-1714, minister en dichter - Zhu Tianbao 朱天保, †1718, ambtenaar - Tao Yi 陶彝, ambtenaar - Ren Ping 任坪, 1664-1738, ambtenaar - Fan Zhangfa 范長發, ambtenaar - Zou Tuyun 鄒圖雲, - - Chen Jiayou 陳嘉猷, ambtenaar - Wang Jungyin 王允晉, - - Li Yunfu 李允符, - - Fan Yunrui 范允𨧨, - - Gao Bin 高玢, eerlijke functionaris - Gao Yi 高怡, - - Zhao Chengbiao 趙成穮, - - Sunshaoceng 孫紹曾, - - Shao Xuan 邵璿, - |
| 287.         | 佟國維、馬齊、阿靈阿、揆敘、鄂倫岱                                                     |           | - Tong Guowei 佟國維, †1719, generaal en minister - Maci 馬齊, 1652–1739, minister - Zi 子 Fuliang 富良, -, zoon - Maqidi 馬齊弟 Mawu 馬武, †1726, generaal, jongere broer van Maci - Mawuzi 馬武子 Bao Zhu 保祝, -, zoon van Mawu - Alingga 阿靈阿, c.1670–1716, ambtenaar - Zi 子 A'er Song'a 阿爾松阿, 1692-1726, minister, zoon van Alingga - Kuixu 揆敘, 1674-1717, minister - Elundai 鄂倫岱 (Olondai), †1726, minister |
| 288.         | 鄂爾泰、張廷玉                                                                         |           | - Ortai 鄂爾泰, 1680–1745, bestuursambtenaar - di 弟 E'erqi 鄂爾奇, 1682-1735, ambtenaar, jongere broer van Ortai - zi 子 Ebi 鄂弼, 1722-1763, ambtenaar, derde zoon van Ortai - Ening 鄂寧, ambtenaar, zoon van Ortai - Zhang Tingyu 張廷玉, 1672-1755, ambtenaar en historicus - zi 子 Zhang Ruo'ai 張若靄, ambtenaar, kalligraaf en schilder, zoon van Zhang Tingyu - Zhang Ruocheng 張若澄, 1722-1770, hofschilder, tweede zoon van Zhang Tingyu - Zhang Ruoting 張若渟, ambtenaar, zoon van Zhang Tingyu - zongzi 從子 Zhang Ruoyan 張若溎, 1703-1787, neef (oomzegger) van Zhang Tingyu |
| 289.         | 朱軾、徐元夢、蔣廷錫、邁柱、田從典、尹泰                                               |           | - Zhu Shi 朱軾, 1665-1736, minister - Xuyuanmeng 徐元夢, 1655–1741, minister - Jiang Tingxi 蔣廷錫, 1669–1732, literaat en schilder - zi 子 Jiang Pu 蔣溥, 1708-1761, minister en schilder, zoon van Jiang Tingxi - Mai Zhu 邁柱, 1670-1738, minister - Bai Huang 白潢, 1660-1737, ambtenaar - Zhao Guolin 趙國麟, 1673~1751, ambtenaar - Tian Congdian 田從典, 1651-1728, minister - zi 子 Tian Mao 田懋, †1769, zoon Tian Congdian - Gao Qiwei 高其位, 1647-1727, minister - Xun Zhu 遜柱, 1650-1733, minister op het ministerie van oorlog - Yintai 尹泰 (Jentai), 1651-1738, ambtenaar - Chen Yuanlong 陳元龍, 1652-1736, minister |
| 290.         | 楊名時、黃叔琳、方苞、王蘭生、胡煦、魏廷珍、蔡世遠、沈近思、雷鋐                       |           | - Yang Mingshi 楊名時, 1661-1736, ambtenaar - Huang Shulin 黃叔琳, 1672-1756, ambtenaar-geleerde en schrijver - zi 子 Huang Dengxian 黃登賢, 1692-1767, ambtenaar, zoon van Huang Shulin - Fang Bao 方苞, 1668-1749, essayist en confucianistische geleerde - Wang Langsheng 王蘭生, 1679-1737, taalkundige (fonologie en ritmist) - Liu Bao 留保, 1689-1762, minister - Huxu 胡煦 - Wei Tingzhen 魏廷珍, 1669-1756, minister - Ren Lanzhi 任蘭枝, 1677-1746, ambtenaar - Cai Shiyuan 蔡世遠, 1682-1733, minister, essayist en dichter - Shen Jinsi 沈近思, 1671-1727, ambtenaar - Lei Hong 雷鋐, 1697-1760, ambtenaar |
| 291.         | 海望、莽鵠立、杭奕祿、傅鼐、陳儀、劉師恕                                               |           | - Hai Wang海望, †1755, minister van riten - Sanhe 三和, 1697-1773, ambtenaar - Mang Huli 莽鵠立, 1672-1736, minister en schilder - Hang Yilu 杭奕祿, †1748, minister - Fu Nai 傅鼐, 1677-1738, minister - Chen Yi 陳儀, expert op het gebied van waterbeheersing - Liu Shishu 劉師恕, 1678-1756, ambtenaar - Jiao Qinian 焦祈年, ambtenaar - Li Hui 李徽, ambtenaar (censor) - Wang Guodong 王國棟, †1735, minister - Xu Rong 許容, †1750, minister - Cai Shisan 蔡仕舢, †1730, ambtenaar |
| 292.         | 高其倬、楊宗仁、孔毓珣、裴幰度、唐執玉、楊永斌                                         |           | - Gao Qizhuo 高其倬, 1676-1738, minister - Jin Hong 金鉷, 1678-1740, ambtenaar - Yang Zongren 楊宗仁, 1661-1725, gouverneur van Huguang - zi 子 Yang Wenqian 楊文乾, 1682-1741, gouverneur van Guangdong, zoon van Yang Zongren - Kong Yuxun 孔毓珣, †1730, ambtenaar, (afstammeling in de 67e generatie van Confucius) - Pei Xiandu 裴幰度, †1740, ambtenaar - zi 子 Pei Zongxi 裴宗錫, minister, zoon van Pei Xiandu - Tang Zhiyu 唐執玉, 1669-1733, ambtenaar - Yang Yongbin 楊永斌, 1670-1740, minister |
| 293.         | 李紱、蔡珽、謝濟世、陳學海                                                             |           | - Li Fu 李紱, 1673-1750, neo-confucianistische geleerde - Cai Ting 蔡珽, †1743, minister en dichter - Xie Jishi 謝濟世, 1688/9-1755/6, ambtenaar-geleerde - Chen Xuehai 陳學海, ambtenaar-geleerde |
| 294.         | 李衛、田文鏡、憲德、諾岷、陳時夏、王士俊                                               |           | - Li Wei 李衞, 1687-1738, gouverneur van Zhili en van Zhejiang - Tian Wenjing 田文鏡, 1662-1732, gouverneur-generaal van Shandong en van Beihe - Xian De 憲德, †1740, minister - Nuomin 諾岷, †1734, ambtenaar - Chen Shixia 陳時夏, †1738, minister - Wang Shijun 王士俊, 1683-1750, functionaris |
| 295.         | 隆科多、年羹堯                                                                         |           | - Longkodo 隆科多, †1728, minister - Nian Gengyao 年羹堯, 1679-1726, generaal actief in Qinghai - Hu Qiheng 胡期恆, ambtenaar |
| 296.         | 岳鍾琪、策棱                                                                           |           | - Yue Zhongqi 岳鍾琪, 1686–1754, generaal en minister - Zhongqi zi 鍾琪子 Yue Jun 岳濬, generaal, zoon van Yue Zhongqi - jifu 季父 Yue Chaolong 岳超龍, †1732, generaal, oom van Yue Zhongqi - Chaolong zi 超龍子 Yue Zhonghuang 岳鍾璜, generaal, zoon van Yue Chaolong - Celeng 策棱, 1672-1750, (Mongoolse) generaal - zi 子 Chenggunzhabu 成袞扎布 (Chenggunzhab), †1771, generaal, oudste zoon van Celeng - zi 子 Chebudengzhabu 車布登扎布 (Chebdengzhab), 1706-1782, generaal, tweede zoon van Celeng |
| 297.         | 查郎阿、傅爾丹、馬爾賽、慶復、張廣泗                                                   |           | - Chalang'a 查郎阿 (Jalangga), †1747, minister - Fu'erdan 傅爾丹 (Furdan), 1680-1752, generaal - Ma'ersai 馬爾賽, †1733, generaal - Qingfu 慶復, †1747, ambtenaar - Li Zhicui 李質粹, †1750, generaal, gouverneur van Shaanxi en Guyuan - Dafu 达福, †1731, generaal - Zhang Guangsi 張廣泗, †1749, generaal |
| 298.         | 噶爾弼、查克丹、常賚、哈元生、董芳、查弼納                                             |           | - Ga'erbi 噶爾弼 (Garbi), †1727, generaal - Fala 法喇, †1735, generaal - Chakedan 查克丹, †1746, generaal - Qinbai 欽拜, †1747, generaal - Changlai 常賚, †1746, generaal - Ha Yuansheng 哈元生, 1681-1738, minister - zi 子 Ha Shangde 哈尚德, †1757, generaal, zoon van Ha Yuansheng - Dongfang 董芳, †1757, generaal - Chabina 查弼納 (Cabina), †1731, ambtenaar - Dingshou 定壽, †1731, generaal - Sutu 素圖, †1731, generaal |
| 299.         | 馬會伯、路振揚、韓良輔、楊天縱、王郡、宋愛                                             |           | - Ma Huibo 馬會伯, †1736, generaal - congxiong 從兄 Ma Jibo 馬際伯, 1711, generaal, broer van Ma Huibo - Jibodi 際伯弟 Ma Jianbo 馬見伯, 1720, generaal, jongere broer van Ma Jibo - di 弟 Ma Zhanbo 馬覿伯, generaal, broer Ma Huibo - Lu Zhenyang 路振揚, †1736, generaal - Han Liangfu 韓良輔, †1729, generaal - di 弟 Han Liangqing 韓良卿, 1740, generaal, jongere broer Han Liangfu - zi 子 Han Xun 韓勳, 1743, generaal, oudste zon van Han Liangfu - Yang Tianzong 楊天縱, generaal - Wang Jun 王郡, †1756, militair en diplomaat - Song Ai 宋愛, 1689-1754, generaal |
| 300.         | 沈起元、何師儉、唐繼祖、馬維翰、余甸、王葉滋、劉而位                                   |           | - Shen Qiyuan 沈起元, 1685-1763, ambtenaar (magistraat, minister) - He Shijian 何師儉, ambtenaar - Tang Jizu 唐繼祖, 1671—1733, ambtenaar - Ma Weihan 馬維翰, 1693—1740, ambtenaar - Yu Dian 余甸, 1655-？, ambtenaar - Wang Yezi 王葉滋, ambtenaar - Liu Erwei 劉而位, ambtenaar |
| 301.         | 訥親、傅恆、福靈安、福隆安、福長安                                                     |           | - Necin 訥親, 1708–1749, minister - Fuheng 傅恆, 1720-1770, minister, broer van keizerin Xiao Xian Chun en daarmee zwager van Qianlong - zi 子 Fu Ling'an 福靈安, †1767, generaal, oudste zoon van Fuheng - Fu Long'an 福隆安, 1746-1784, minister, zoon van Fuheng - Fu Long'an zi 福隆安子 Fengshen Yilun 豐紳濟倫, 1763-1807, generaal, zoon van Fu Long'an en kleinzoon van Fuheng - zi 子 Fu Chang'an 福長安, 1760—1817, minister, geadopteerd als zoon van Fuheng |
| 302.         | 徐本、汪由敦、來保、劉綸、劉統勛、劉墉                                                 |           | - Xu Ben 徐本, 1683-1747, minister - Wang Youdun 汪由敦, 1692-1758, minister - zi 子 Wang Chengpei 汪承霈, †1805, minister, zoon van Wang Youdun - Lai Bao 來保, 1681-1764, minister - Liu Lun 劉綸, 1711-1773, ambtenaar, dichter en schrijver - zi 子 Liu Yueyun 劉躍雲, 1737-1808, geleerde en literaat, zoon van Liu Lun - Liu Tongxun 劉統勳, 1698–1773, ambtenaar, hoofd Groot-secretariaat - zi 子 Liu Yong 劉墉, 1719-1805, ambtenaar en kalligraaf, zoon van Liu Tongxun - Sun 孫 Liu Huanzhi 劉鐶之, 1760-1821, minister, neef van Liu Yong |
| 303.         | 福敏、陳世倌、史貽直、阿克敦、孫嘉淦、梁詩正                                           |           | - Fumin 福敏, 1673-1756, ambtenaar - Chen Shiguan 陳世倌, 1680-1758, ambtenaar - Shi Yizhi 史貽直, 1682-1763, ambtenaar - Akdun 阿克敦, 1685-1756, ambtenaar - Sun Jiagan 孫嘉淦, 1683–1753, ambtenaar - Liang Shizheng 梁詩正, 1697-1763, minister en kalligraaf |
| 304.         | 張照、甘汝來、陳德華、王安國、劉吳龍、秦蕙田、彭啟豐、夢麟                             |           | - Zhang Zhao 張照, 1691–1745, geleerde en dichter - Gan Rulai 甘汝來, 1684—1739, ambtenaar - Chen Dehua 陳悳華, 1696-1779, minister - Wang Ankuo 王安國, 1694-1757, ambtenaar - Liu Wulong 劉吳龍, 1690-1742, ambtenaar - Yang Rugu 楊汝穀, 1665-1740, ambtenaar - Zhang Taikai 張泰開, 1689-1774, minister - Qin Huitian 秦蕙田, 1702-1764, ambtenaar - Peng Qifeng 彭啟豐, 1701-1784, geleerde - Meng Lin 夢麟, 1728-1758, ambtenaar en dichter |
| 305.         | 錢陳群、沈德潛、金德瑛、齊召南、董邦達、謝墉、王昶                                     |           | - Qian Chenqun 錢陳羣, 1686-1774, ambtenaar en dichter - zi 子 Qian Rucheng 錢汝誠, 1722-1779, ambtenaar, zoon van Qian Chenqun - sun 孫 Qian Zhen 錢臻, 1755—1839, ambtenaar, zoon van Qian Rucheng - Shen Deqian 沈德潛, 1673-1769, ambtenaar-geleerde en dichter - Jin Deying 金德瑛, 1701-1762, ambtenaar, schrijver en dichter - Qian Zai 錢載, 1708-1793, ambtenaar, dichter, kalligraaf en schilder - Qi Zhaonan 齊召南, 1703-1768, geograaf - Chen Zhaolun 陳兆崙, ambtenaar en schrijver - Zhaolun sun 兆崙孫 Chen Guisheng 陳桂生, 1767-1840, gouverneur van Jiangsu en van Liangjiang, kleinzoon van Chen Zhaolun - Dong Bangda 董邦達, 1699-1769, minister, kalligraaf en schilder - Qian Weicheng 錢維城, 1720-1772, ambtenaar en schilder - Zou Yigui 鄒一桂, 1688-1772, ambtenaar en schilder - Xie Yong 謝墉, 1719-1795, minister en schrijver - Jin Shen 金甡, 1702-1782, ambtenaar - Zhuang Cunyu 莊存與, 1719-1788, confucianistische geleerde - Liu Xingwei 劉星煒, 1718-1772, ambtenaar, geleerde en (parallel-proza) schrijver - Wang Chang 王昶, 1724-1806, ambtenaar-geleerde |
| 306.         | 曹一士、李慎修、胡定、仲永檀、柴潮生、儲麟趾                                           |           | - Cao Yishi 曹一士, 1679-1736, ambtenaar-dichter - Li Shenxiu 李慎修, 1685-1754, ambtenaar - Li Yuanzhi 李元直, 1686-1758, ambtenaar - Chen Fa 陳法, 1692-1766, geleerde - Hu Ding 胡定, 1709-1789, ambtenaar - Zhong Yongtan 仲永檀, 1698-1742, ambtenaar - Chai Chaosheng 柴潮生, ambtenaar - Chu Linzhi 儲麟趾, 1702-1783, ambtenaar |
| 307.         | 尹繼善、劉於義、陳大受、張允隨、陳宏謀                                                 |           | - Yengišan 尹繼善, 1694-1771, Mantsjoe-functionaris - Liu Yuyi 劉於義, 1675-1748, ambtenaar-geleerde - Chen Dashou 陳大受, †1751, ambtenaar - Zhang Yunsui 張允隨, 1693-1751, gouverneur van Yunnan en Guizhou - Chen Hongmou 陳宏謀, 1696=1771, ambtenaar, geleerde en denker |
| 308.         | 那蘇圖、楊超曾、徐士林、尹會一、王恕、方顯、楊錫紱、潘思榘、胡寶瑔                     |           | - Nasutu 那蘇圖, †1749, minister van oorlog, de vader van concubine Xin (Noble Consort Xin) van keizer Qianlong - Yang Chaoceng 楊超曾, 1693-1742, ambtenaar - Xu Shilin 徐士林, 1684-1741, gouverneur van Jiangsu - Shao Ji 邵基, 1687-1737, ambtenaar - Wang Shi 王師, 1690-1751, ambtenaar - Yin Huiyi 尹會一, 1691-1748, ambtenaar - Wang Shu 王恕, 1681-1742, minister - zi 子 Wang Rujia 王汝璧, 1737-1787?, geleerde, zoon van Wang Shu - Fang Xian 方顯, 1676-1741, minister - zi 子 Fang Gui 方桂, 1702-1786, ambtenaar, zoon van Fang Xian - Feng Guangyu 馮光裕, 1684-1740, ambtenaar - Yang Xifu 楊錫紱, 1701-1768, minister - Pan Siju 潘思榘, 1695-1752, ambtenaar - Hu Baoquan 胡寶瑔, 1694-1763, minister |
| 309.         | 崔紀、喀爾吉善、雅爾圖、晏斯盛、瑚寶、衛哲治、蘇昌、鶴年、吳達善、崔應階、王檢、吳士功 |           | - Cui Ji 崔紀, 1693-1750), ambtenaar - Ka'erjishan 喀爾吉善, †1757, gouverneur-generaal van Fujian en Zhejiang - zi 子 Dingshan 定長, †1768, gouverneur van Huguang, zoon van Ka'erjishan - sun 孫 Eyunbu 鄂雲布, 1748~1811, gouverneur van Guizhou, kleinzoon van Ka'erjishan - Ya'ertu 雅爾圖 (Yaltu), †1767, minister - Yan Sisheng 晏斯盛, †1752, politicus, dichter en confucianistische geleerde - Hubao 瑚寶, 1695-1756, Mantsjoe-ambtenaar - Wei Zhezhi 衞哲治, 1702-1756, gouverneur van Anhui en minister van nijverheid - Su Chang 蘇昌, †1768, gouverneur van Fengtian, Guangdong en Guangxi, Huguang, Fujian en Zhejiang - He Nian 鶴年, 1711-1758, gouverneur van Shandong, van Guangdong en Guangxi - Wu Dashan 吳達善, †1771, ambtenaar - Cui Yingjie 崔應階, 1699-1780, gouverneur van Fujian en Zhejiang - Wang Jian 王檢, †1767, ambtenaar - Wu Shigong 吳士功, 1699-1765, ambtenaar |
| 310.         | 齊蘇勒、嵇曾筠、嵇璜、高斌、高晉、完顏偉、顧琮、白鍾山                                 |           | - Qisulei 齊蘇勒 (Cisule), 1729, minister - Ji Cengyun 嵇曾筠, 1670-1738, ambtenaar en deskundige op het gebied van waterbehoud - zi 子 Ji Huang 嵇璜, 1711-1794, ambtenaar en deskundige op het gebied van waterbehoud, zoon van Ji Cengyun - Gao Bin 高斌, 1683-1755, ambtenaar op het gebied van rivierbeheer - zongzi 從子 Gao Yin 高晉, 1707-1779, neef van Gao Bin - Wan Yanwei 完顏偉, †1748, ambtenaar op het gebied van rivierbeheer - Gu Cong 顧琮, 1685-1755, ambtenaar op het gebied van rivierbeheer - Bai Zhongshan 白鍾山, †1761, ambtenaar voor rivieraangelegenheden en waterbescherming |
| 311.         | 哈攀龍、任舉、冶大雄、馬良柱、本進忠、劉順                                             |           | - Ha Panlong 哈攀龍, †1751, generaal - zi 子 Ha Guoxing 哈國興, 1700=1775, generaal, zoon van Ha Panlong - Renju 任舉, 1703-1748, generaal - Ye Daxiong 冶大雄, †1756, generaal - Ma Liangzhu 馬良柱, generaal - Ben Jinzhong 本進忠, generaal - Liu Shun 劉順, generaal |
| 312.         | 傅清、拉布敦、班第、鄂容安、納穆札爾、三泰                                             |           | - Fuqing 傅清, †1750, generaal - Labudun 拉布敦, †1750, ambtenaar - Bandi 班第, †1756, Mongoolse generaal - zi 子 Balu 巴祿, †1770, generaal, zoon van Bandi - Erong'an 鄂容安, 1714-1755, minister en gouverneur van Liangjiang - Namuzha'er 納穆札爾 ((Namjal), †1758, Mongoolse generaal - Santai 三泰, †1758, ambtenaar |
| 313.         | 兆惠 阿里袞 豐升額 舒赫德                                                              |           | - Zhaohui 兆惠, 1708-1764, generaal - Arigūn 阿里袞, 1712–1769, Mantsjoe-generaal en minister, jongere broer van Necin (zie: juan 301) - zi 子 Fengsheng'e 豐昇額, †1777, minister, zoon van Arigūn - Buyandalai 布彥達賚, 1754-1801, minister, vader van keizerin Xiaomucheng (echtgenote van de Daoguang-keizer), zoon van Arigūn - Šuhede 舒赫德, 1710-1777, Mantsjoe-beambte, minister van riten - zi 子 Shuchang 舒常, †1798, minister, zoon van Šuhede |
| 314.         | 策楞、玉保、達爾黨阿、哈達哈、永常、覺羅雅爾哈善、富德、薩賴爾                         |           | - Celeng 策楞, 1710-1756, ambtenaar - zi 子 Tetong'e 特通額, †1758, generaal, zoon van Celeng - Teqing'e 特清額, generaal, zoon van Celeng - Techeng'e 特成額, ambtenaar en generaal,zoon van Celeng - Yubao 玉保, †1756, Mongoolse generaal - Da'erdang'a 達爾黨阿 (Daldangga), †1760, minister - Hadaha 哈達哈, 1680-1759, minister - zi 子 Haning'a 哈寧阿, †1759, generaal, zoon van Hadaha - Yongchang 永常, †1755, generaal - Jueluo Ya'erhashan 覺羅雅爾哈善 (Aisin Gioro Yarhašan), 1689-1759, generaal en ambtenaar - Fude 富德, †1776, generaal - Saral 薩賴爾, †1760, Mongoolse generaal |
| 315.         | 高天喜、和起、唐喀祿、阿敏道、滿福、豆斌、端濟布                                       |           | - Gao Tianxi 高天喜, †1758, generaal - Eshi 鄂實, †1758, generaal - Sange 三格, †1758, generaal - Heqi 和起, †1756, generaal - Langkalu 唐喀祿, †1758, generaal - Amindao 阿敏道, †1757, generaal - Manfu 滿福, †1757, generaal - Doubin 豆斌, †1759, generaal - Duanjibu 端濟布, †1761, generaal - Nuo'erben 諾爾本, generaal |
| 316.         | 瑚爾起、愛隆阿、舒明、福祿、齊里克齊、閻相師、伊柱、努三                               |           | - Hu'erqi 瑚爾起, †1769, generaal - Ailonga 愛隆阿, †1767, minister - di 弟 Baling'a 巴靈阿, †1757, generaal, jongere broer van Ailonga - Shuming 舒明, †1762, generaal - Fulu 福祿, generaal - Qilikeqi 齊里克齊, Mongoolse generaal - Yan Xiangshi 閻相師, 1691-1762, generaal - Yizhu 伊柱, generaal - Nusan 努三, †1778, generaal - Wuleideng 烏勒登, generaal |
| 317.         | 王無黨、吳進義、譚行義、樊廷、武進升、范毓䭲                                           |           | - Wang Wudang 王無黨, †1763, generaal - Wu Jinyi 吳進義, 1679-1762, generaal - Tan Xingyi 譚行義, 1686-1753, generaal - Li Xun 李勳, generaal - Fan Ting 樊廷, generaal - Wu Jinsheng 武進陞, ambtenaar - Ma Fushu 馬負書, 1768, generaal - Fan Yuda 范毓䭲, generaal |
| 318.         | 阿桂                                                                                   |           | - Agui 阿桂, 1717-1797, Mantsjoe-generaal en minister - zi 子 Adisi 阿迪斯, generaal, zoon van Agui - Abida 阿必達, generaal, zoon van Agui |
| 319.         | 于敏中 和珅 和琳 蘇凌阿                                                                |           | - Yu Minzhong 于敏中, 1714–1780, ambtenaar en minister - Heshen 和珅, 1750-1799, beambte, berucht vanwege zijn corruptie - di 弟 Helin 和琳, 1753-1796, generaal, jongere broer van Heshen - Su Ling'a 蘇凌阿, 1717-1799, ambtenaar |
| 320.         | 三寶 永貴 蔡新 程景伊 梁國治 英廉 彭元瑞 紀昀 陸錫熊 陸費墀                            |           | - Sanbao 三寶 (Samboo), 1718-1784, minister - Yonggui 永貴, 1706-1783, ambtenaar en minister - Cai Xin 蔡新, 1707-1799, minister - Cheng Jingyi 程景伊, 1712-1780, ambtenaar - Liang Guozhi 梁國治, 1723-1786, politicus en kalligraaf - Ying Lian 英廉, 1707-1783, gouverneur-generaal van Zhili - Peng Yuanrui 彭元瑞, 1731-1803, minister - Ji Yun 紀昀, 1724–1805, ambtenaar, schrijver en denker - Lu Xixiong 陸錫熊, 1734-1792, ambtenaar - Lu Feiqi 陸費墀, 1731-1790, hoofdredacteur van Siku quanshu |

#### Juan321-360, individuele biografieën 4
| juan 321-360 | Titel | Vertaling | Opmerkingen |
| ------------ | --- | --------- | --- |
| 321.         | 裘曰修、吳紹詩、閻循琦、曹秀先、周煌、曹文埴、金簡                                                               |           | - Qiu Yuexiu 裘曰修. 1712-1773, ambtenaar, schrijver en expert op het gebied van waterbescherming - Wu Shaoshi 吳紹詩, 1699-1776, minister - zi 子 Wu Yuan 吳垣, 1719-1786, ambtenaar, zoon van Wu Shaoshi - Wu Tan 吳壇, 1724-1780, ambtenaar, zoon van Wu Shaoshi - Yan Xunqi 閻循琦, 1711-1776, ambtenaar - Wang Jihua 王際華, 1717-1776, ambtenaar - Cao Xiuxian 曹秀先, 1708-1784, schrijver en kalligraaf - Zhou Huang 周煌, 1714–1785, ambtenaar, schrijver en kalligraaf - zi 子 Zhou Xingdai 周興岱, 1744-1809, ambtenaar, zoon van Zhou Huang - Cao Wenzhi 曹文埴, 1735-1798, ambtenaar - Du Yulin 杜玉林, †1786, magistraat en minister - Wang Shifen 王士棻, ambtenaar - Jin Jian 金簡, 1721-1795, ambtenaar van Koreaanse afkomst, broer van Keizerlijke Gemalin Shu Jia, gemalin van de Qianlong-keizer - zi 子 Yunbu 縕布, †1809, minister, zoon van Jin Jian |
| 322.         | 竇光鼐、李漱芳、曹錫寶、錢灃、尹壯圖                                                                             |           | - Dou Guangnai 竇光鼐, 1720-1795, ambtenaar en geleerde - Li Shufang 李漱芳, 1733-1784, ambtenaar - Fan Yibin 范宜賓, ambtenaar - Cao Xibao 曹錫寶, 1719-1792, ambtenaar - Qian Feng 錢灃, 1740—1795, landschapsschilder en kalligraaf - Yin Zhuangtu 尹壯圖, 1738-1808, ambtenaar en kalligraaf |
| 323.         | 黃廷桂、鄂彌達、楊廷璋、莊有恭、李侍堯、伍彌泰                                                                   |           | - Huang Tinggui 黃廷桂, 1691-1759, minister - Emida 鄂彌達 (Omida), 1685-1761, ambtenaar - Yang Tingzhang 楊廷璋, 1689-1772, ambtenaar - Zhuang Yougong 莊有恭, 1713-1767, ambtenaar-geleerde - Li Shiyao 李侍堯, †1788, ambtenaar en minister - di 弟 Li Fengyao 李奉堯, †1789, minister, broer van Li Shiyao - Wu Mitai 伍彌泰 (Umitai), 1713-1786, Mongoolse ambtenaar - Guan Bao 官保 †1776, ambtenaar en minister |
| 324.         | 方觀承、富明安、周元理、李瀚、李世傑、袁守侗、劉峨、陸燿、管幹貞、胡季堂                                         |           | - Fang Guancheng 方觀承, 1696/98–1768, gouverneur-generaal van Zhili - Fu Ming'an 富明安, 1700-1774, ambtenaar - Zhou Yuanli 周元理, 1706-1782, gouverneur van Shandong en van Zhili - Li Hu †李湖, †1781, minister - Li Han †李瀚, †1775, minister - Li Shijie 李世傑, 1716-1794, minister van oorlog - Yuan Shoudong 袁守侗, 1723-1783, ambtenaar - Zheng Dajin 鄭大進, 1709-1782, minister en gouverneur-generaal van Zhili - Liu E 劉峨, 1723-1795, minister - Liu Yao 陸燿 - Guan Ganzhen 管幹貞, 1734-1798, minister - Jiang Zhaokui 蔣兆奎, 1729-1802, ambtenaar - Hu Jitang 胡季堂, 1729-1800, minister |
| 325.         | 李清時、李宏、何煟、吳嗣爵、薩載、蘭第錫、韓鑅                                                                   |           | - Li Qingshi 李清時, 1706-1768, ambtenaar-geleerde en deskundige op het gebied van waterbehoud - Li Hong 李宏, 1708-1771, ambtenaar en gouverneur van Nanhe - zi 子 Li Fenghan 李奉翰, †1799, ambtenaar, zoon van Li Hong - sun 孫 Li Hengte 李亨特, †1815, tweede zoon van Li Fenghan, kleinzoon van Li Hong - He Wei 何煟, 1702-1774, gouverneur van Henan en verantwoordelijk voor rivierzaken - zi 子 Yucheng 裕城, 1726-1790, minister, tweede zoon van He Wei - Wu Sijue 吳嗣爵, 1705-1779, ambtenaar - Sazai 薩載, 1720-1786, gouverneur van Hedao en Liangjiang, expert voor waterbeheersing - Lan Dixi 蘭第錫, 1736-1797, ambtenaar - Han Heng 韓鑅, 1729-1804, minister |
| 326.         | 開泰、阿爾泰、桂林、溫福                                                                                         |           | - Kaitai 開泰, †1763, minister - A'ertai 阿爾泰 (Altai), 1696-1773, generaal en gouverneur van Sichuan - Guilin 桂林, †1775, minister - Wenfu 溫福, †1773, geleerde |
| 327.         | 劉藻、楊應琚、明瑞                                                                                               |           | - Liu Zao 劉藻, 1701-1766, gouverneur van Yunnan en Guizhou - Yang Yingju 楊應琚, 1696-1766, minister - zi 子 Yang Chongying 楊重英, †1788, gouverneur van Yunnan en Guizhou, zoon van Yang Yingju - Su'erxiang 蘇爾相, legerleider in Birma - Mingrui 明瑞, †1768, generaal en gouverneur-generaal van Yunnan en Guizhou |
| 328.         | 常青、藍元枚、蔡攀龍、丁朝雄、鄂輝、舒亮                                                                         |           | - Chang Qing 常青 (Cangcing), 1713-1793, generaal - Lan Yuanmei 藍元枚, 1736-1787, generaal - Cai Panlong 蔡攀龍, 1738-1798, generaal - Liang Chaogui 梁朝桂, †1794, generaal - Pu Jibao 普吉保, generaal - Ding Chaoxiong 丁朝雄, †1794, ambtenaar - E Hui 鄂輝 (Ohui), †1798, generaal - Shu Liang 舒亮, †1798, generaal |
| 329.         | 宋元俊、董天弼、柴大紀                                                                                           |           | - Song Yuanjun 宋元俊, 1715-1772, generaal - Xue Cong 薛琮, †1772, generaal - Zhang Zhiyuan 張芝元, †1792, generaal - Dong Tianbi 董天弼, generaal - Chai Daji 柴大紀, 1732-1788, generaal |
| 330.         | 福康安、孫士毅、明亮                                                                                             |           | - Fuk'anggan 福康安, 1748–1796, minister - Sun Shiyi 孫士毅, 1720-1796, minister en gouverneur-generaal van Liangguang en van Liangjiang - Ming Liang 明亮, 1736–1822, ambtenaar en generaal |
| 331.         | 海蘭察、奎林、和隆武、額森特、普爾普                                                                             |           | - Hailanca 海蘭察, 1740-1793, Mantsjoe-generaal - zi 子 Anlu 安祿, †1799, generaal, zoon van Hailanca - Kuilin 奎林, 1740-1792, Mantsjoe-generaal en ambtenaar - Zhuleigede 珠勒格德, Mantsjoe-gneraal - Helongwu 和隆武 (Horonggo), †1782, Mantsjoe-generaal - Esente 額森特, †1782, generaal - Pu'erpu 普爾普, †1790, Mongoolse generaal |
| 332.         | 富勒渾、劉秉恬、鄂寶、徐績、覺羅圖思德、徐嗣曾、陳步瀛、孫永清、郭世勛、畢沅                                     |           | - Fulehun 富勒渾, 1722-1796, minister - Wei Shou 文綬, 1784, minister - Liu Bingtian 劉秉恬, †1735-1800, minister - Cha Li 查禮, 1716-1783, minister - E Bao 鄂寶 (Hobo), †1787, Mantsjoe-generaal - Yan Xishen 顏希深, 1729-1780, ambtenaar - Xu Ji 徐績, †1811, generaal - Jueluo Tuside 覺羅圖思德, gouverneur van Huguang - Zhang Bao 彰寶, minister - Xu Siceng 徐嗣曾, †1790, minister - Chen Buying 陳步瀛, 1713-1789, inspecteur van de provincie Gansu - Sun Yongqing 孫永清, 1734-1790, ambtenaar, gouverneur van Guangxi - Guo Shixun 郭世勳, †1794, minister - Bi Yuan 畢沅, 1730-1797, ambtenaar en confucianistische geleerde |
| 333.         | 五岱、五福、海祿、成德、馬彪、常青、官達色、敖成、圖欽保、木塔爾、岱森保、翁果爾海、珠爾杭阿、哲森保             |           | - Wudai 五岱, †1784, generaal - Wufu 五福, generaal - Hailu 海祿, generaal - Chengde 成德, 1728-1804, minister in Tibet - Mabiao 馬彪, †1784, generaal - Changqing 常青 (Cancing), 1713-1793, generaal (grensfunctionaris) - Guandase 官達色, generaal - Woshenhada 烏什哈達, †1798, generaal - Hunileitu 瑚尼勒圖, generaal - Aocheng 敖成, generaal - Tuqinbao 圖欽保, †1781, Mantsjoe-generaal - Muta'er 木塔爾, †1795, generaal - Daisenbao 岱森保, †1800, generaal - Wengguo'erhai 翁果爾海, generaal - Zhu'erhang'a 珠爾杭阿, generaal - Zhesenbao 哲森保, generaal |
| 334.         | 馬全、曹順、科瑪、常祿保、國興、巴西薩、扎拉豐阿、許世亨、台斐英阿、花連布                                       |           | - Ma Quan 馬全, 1732-1773, generaal - Niutianbi 牛天畀, generaal - A'ersunna 阿爾素納, †1773, ambtenaar - Zhangdajing 張大經, 1719-1773, generaal - Cao Shun 曹順, †1775, generaal - Dunzhu 敦住, †1774, generaal - Wu'erna 烏爾納, †1776, generaal - Kema 科瑪, †1775, generaal - Fuluntai 佛倫泰, †1775, generaal - Dalantai 達蘭泰, †1775, generaal - Sa'erjidai 薩爾吉岱, †1776, generaal - Changlubao 常祿保, †1773, generaal - Ma'erzhan 瑪爾占, †1774, generaal - Kuleide 庫勒德, †1775, generaal - Muhana 穆哈納, †1775, generaal - Guoxing 國興, 1700-1775, generaal - Baxisa 巴西薩, †1775, generaal - Zhalafeng'a 扎拉豐阿, generaal - Guanyinbao 觀音保, generaal - Liquan 李全, generaal - Wangyuting 王玉廷, - - Zhulune 珠魯訥, generaal - Xu Shisheng 許世亨, †1789, generaal - zi 子 Xu Wenmo 許文謨, †1824, ambtenaar, zoon van Xu Shisheng - Shang Weisheng 尚維昇, †1789, generaal - Zhang Chaolong 張朝龍, †1789, generaal - Li Hualong 李化龍, †1789, generaal - Xing Dunxing 邢敦行, †1789, generaal - Taifeiying'a 台斐英阿, †1791, generaal - Amantai 阿滿泰, †1791, generaal - Hualianbu 花連布, †1796, generaal - Ming'antu 明安圖, 1692-1765?, geleerde |
| 335.         | 富僧阿、伊勒圖、胡貴、俞金鼇、剛塔                                                                               |           | - Fuseng'a 富僧阿, †1775, generaal - Yileitu 伊勒圖, †1785, generaal - Hugui 胡貴, †1760, generaal - Yujin'ao 俞金鼇, generaal - Yindexi 尹德禧, generaal - Gangta 剛塔, generaal |
| 336.         | 葉士寬、介錫周、方浩、金溶、張維寅、顧光旭、沈善富、方昂、唐侍陛                                                 |           | - Yeshikuan 葉士寬, ambtenaar - Chen Mengshuo 陳夢說, ambtenaar - Jie Xizhou 介錫周, ambtenaar - Fang Hao 方浩, ambtenaar - Jin Rong 金溶, 1706-1778, ambtenaar - Zhang Weiyin 張維寅, ambtenaar - Gu Guangxu 顧光旭, 1731-1797, ambtenaar en dichter - Shen Shanfu 沈善富, 1732-1807, ambtenaar en kalligraaf - Fang Ang 方昂, 1740-1800, ambtenaar - Tang Shibi 唐侍陛, ambtenaar - Zhang Chongzhi 張沖之, ambtenaar |
| 337.         | 盧焯、圖爾炳阿、阿思哈、宮兆麟、楊景素、閔鶚元                                                                   |           | - Lu Chao 盧焯, 1693-1767, ambtenaar - Tu'erbing'a 圖爾炳阿, †1765, minister - Asiha 阿思哈, 1707-1776, minister, gouverneur van Jiangxi - Gong Zhaolin 宮兆麟, 1706-1781, minister - Yang Jingsu 楊景素, 1711-1779, minister - Min Eyuan 閔鶚元, †1797, ambtenaar |
| 338.         | 塞楞額、鄂昌、彭家屏、李因培、常安、福崧                                                                         |           | - Saileng'e 塞楞額, 1686-1748, minister - Zhou Xuejian 周學健, 1693-1748, ambtenaar - Echang 鄂昌 (Ocang), 1691-1755, gouverneur van Shaanxi en Sichuan, afgezet wegens corruptie - Eleshun 鄂樂舜, †1749, minister - Peng Jiaping 彭家屏, †1757, ambtenaar, veroordeeld tot zelfmoord vanwege literaire inquisitie - Li Yinpei 李因培, 1717-1767, minister, schrijver, kalligraaf, gouverneur van Hunan - Chang'an 常安, 1681-1748, minister - Fu Song 福崧, †1792, minister |
| 339.         | 郭一裕、蔣洲、楊灝、高恆、高朴、王亶望、勒爾謹、陳輝祖、鄭源鸘、國泰、郝碩、良卿、方世俊、錢度、覺羅伍拉納、浦霖 |           | - Heng Wen 恆文, †1757, minister - Guo Yiyu 郭一裕, ?—?, magistraat, minster, gouverneur van Yunnan - Jiang Zhou 蔣洲, †1757, ambtenaar, gouverneur van Shandong, werd geëxecuteerd wegens corruptie - Yang Hao 楊灝, †1757, ambtenaar - Gao Heng 高恆, 1717-1768, ambtenaar - zi 子 Gao Pu 高樸, †1778, minister, zoon van Gao Heng - Wang Danwang 王亶望, †1781, ambtenaar, werd ter dood veroordeeld wegens corruptie - Lei'erjin 勒爾謹 (Lergiyen), †1781, ambtenaar-geleerde, werd ter dood veroordeeld wegens corruptie - Chen Huizu 陳輝祖, 1732-1783, minister, gouverneur van Fujian en Zhejiang, ter dood veroordeeld wegens verrijking - Zheng Yuanshu 鄭源璹, minister - Guotai 國泰, †1782, ambtenaar, gouverneur van Shandong - Liang Qing 良卿, †1770, minister - Fang Shijun 方世儁, †1769, minister - Qian Du 錢度, †1772, censor - Jueluo Wulana 覺羅伍拉納 (Gioroi Ulana), 1739-1795, gouverneur van Fujian en Zhejiang - Pu Lin 浦霖, †1795, minister |
| 340.         | 王傑、董誥、朱珪                                                                                                 |           | - Wang Jie 王杰, 1725–1805, ambtenaar-geleerde en kalligraaf - Dong Gao 董誥, 1740–1818, ambtenaar-geleerde, kalligraaf en schilder - Zhu Gui 朱珪, 1731-1807, minister-geleerde, gouverneur van Hubei, behaalde de jinshi-graad toen hij 17 jaar oud was |
| 341.         | 慶桂、劉權之、戴衢亨、戴均元、托津、章煦、盧蔭溥                                                                 |           | - Qing Gui 慶桂, 1737-1816, minister - Liu Quanzhi 劉權之, 1739-1818, minister - Dai Quheng 戴衢亨, 1755-1811, ambtenaar-geleerde - Dai Junyuan 戴均元, 1746-1840, ambtenaar-geleerde en minister - Tuojin 托津 (Tozin), 1755-1835, Mantsjoe, minister - Zhang Xu 章煦, 1745-1824, ambtenaar - Lu Yinpu 盧蔭溥, 1760-1839, minister onder de de Qianlong-, Jiaqing- en Daoguang-keizers |
| 342.         | 保寧、松筠、富俊                                                                                                 |           | - Bao Ning 保寧, †1808, generaal - Songyun 松筠, 1752–1835, Amban van Xinjiang, Guangdong en Tibet van 1802 tot 1809 - zi 子 Xichang 熙昌, †1818, generaal, zoon van Songyun - Fu Jun 富俊, 1748-1834, ambtenaar-geleerde - Dou Xinchuan 竇心傳, ambtenaar - Bo Qitu 博啟圖, †1834, ambtenaar |
| 343.         | 書麟、覺羅吉慶、覺羅長麟、費淳、百齡、伯麟                                                                       |           | - Shulin 書麟 (Sulin), 1730-1801, Mantsjoe-generaal, gouverneur van Liangjiang - di 弟 Guanghou 廣厚, minister, oudere broer van Shulin - Jueluo Jiqing 覺羅吉慶 (Gioroi Giking), 1753-1802, minister, gouverneur van Guangdong en Guangxi - Juoluo Zhanglin 覺羅長麟, 1748-1811, gouverneur van Liangjiang, Guangxi, Fujian en Zhejiang, Yunnan en Guizhou en Shaanxi en Gansu - Fei Chun 費淳, 1739-1811, minister - Bailing 百齡 (Beling), 1748-1816, gouverneur van Huguang, Guangdong en Liangjiang - Bolin 伯麟, 1747-1823, ambtenaar en minister, gouverneur van Shanxi |
| 344.         | 勒保、額勒登保、德楞泰                                                                                           |           | - Leibao 勒保 (Leboo), 1740-1819, minister - Eleidengbao 額勒登保 (Eldemboo), 1748-1805, generaal en ambtenaar - Hushixian 胡時顯, generaal en ambtenaar - Delengtai 德楞泰 (Delertei), 1749-1809, generaal |
| 345.         | 永保、惠齡、宜綿、英善、福寧、景安、秦承恩                                                                       |           | - Yongbao 永保 (Yongboo) 1747-1808, ambtenaar - Huiling 惠齡, 1743-1804, ambtenaar - Yimian 宜緜 (Imiyan) , †1812, minister, gouverneur van Shaanxi en Gansu, ook bekend als Shang'an 尚安 (šanggan) - zi 子 Husutong'a 瑚素通阿, ambtenaar, gouverneur van Shaanxi en Gansu Yi Mianzi, zoon van Yimian - Yingshan 英善, †1809, minister - Funing 福寧, 1739-1814, gouverneur van Hubei, Shandong en Henan, Huguang en Liangjiang - Jing'an 景安, †1822, minister, kleinzoon van Heshen - Qin Cheng'en 秦承恩, 1742-1809, minister |
| 346.         | 恆瑞、慶成、七十五、富志那                                                                                       |           | - Hengrui 恆瑞 (Hengšui) 1744-1801, generaal, gouverneur van Shaanxi en Gansu - Qing Cheng 慶成, - - Qishiwu 七十五 (Cišiu), †1803, generaal - Fuzhina 富志那, †1810, generaal - Liang Lu 亮祿, †1802, generaal |
| 347.         | 楊遇春、羅思舉                                                                                                   |           | - Yang Yuchun 楊遇春, 1760/61-1837, generaal en minister, gouverneur van Shaanxi en Gansu - zi 子 Yang Guozhen 楊國楨, 1782-1849, minister, zoon van Yang Yuchun - Wu Tinggang 吳廷剛, †1814, generaal - Zhu Tingbao 祝廷彪, †1840, generaal - You Dongyun 游棟雲, †1821, generaal - Luo Siju 羅思舉, 1765-1840, generaal - Gui Han 桂涵, †1833, generaal - Bao Xiangqing 包相卿, †1833, generaal |
| 348.         | 賽沖阿、綸布春、札克塔爾、馬瑜、薛大烈                                                                           |           | - Saichong'a 賽沖阿 (Saicungga), †1828, generaal en minister - Wen Chun 溫春, †1810, ambtenaar - Sa'ergun 色爾滾, †1833, generaal - Su'ershen 蘇爾慎, †1822, generaal - Ahabao 阿哈保, †1805, generaal - Lun Buchun 綸布春, †1801, generaal - Gebushe 格布舍, †1830, generaal - Zhaketa'er 札克塔爾, †1812, generaal - Sangjisita'er 桑吉斯塔爾, †1818, generaal - Ma Yu 馬瑜, †1819, generaal, nam deel aan het neerslaan van de Gurkha-invasie van Tibet en de Witte Lotus-opstand - Pushangzuo 蒲尚佐, †1815, generaal - Xuedalie 薛大烈, 1760—1815, generaal - Luo Shenggao 羅聲皋, generaal - Xue Sheng 薛陞, †1767-1851, generaal |
| 349.         | 王文雄、朱射斗、穆克登布、富成、施縉、袁國璜、德齡、保興、凝德、多爾濟扎布、王凱、王懋賞、惠倫                   |           | - Wang Wenxiong 王文雄, 1748-1800, generaal - Zhu Shedou 朱射斗, 1724-1800, generaal - zi 子 Zhu Shu 朱樹, ambtenaar, zoon van Zhu Sedou - Mukedengbu 穆克登布 (Mukdembu), †1803, generaal - Fu Cheng 富成, †1800, generaal - Mu Wei 穆維, †1798, generaal - Shi Jin 施縉, †1800 generaal - Li Shaozu 李紹祖, †1800, generaal - Song Yanqing 宋延清, †1798, generaal - Yuan Guohuang 袁國璜, 1721-1796, generaal - He Yuanqing 何元卿, †1796, generaal - Zhu Shenbao 諸神保, †1797, generaal - Dasantai 達三泰, †1798, generaal - Deling 德齡, 1747-1799, generaal - Baoxing 保興, †1798, militair - Ningde 凝德, †1800, ambtenaar - Duo'erjizhabu 多爾濟扎布, - - Wangkai 王凱, †1800, generaal - Wang Maoshang 王懋賞, †1802, generaal - Huilun 惠倫, †1768(?), generaal - Anlu 安祿, †1799, generaal - Fuzhu 佛住, †1799, minister - Xijintai 西津泰, †1797, generaal - Fenshengbu 豐伸布, †1797, generaal - A'ersalang 阿爾薩朗, †1797, generaal - Wushanhada 烏什哈達, †1798, generaal - Hexing'e 和興額, generaal |
| 350.         | 李長庚、王得祿、邱良功、許松年、黃標                                                                             |           | - Li Changgeng 李長庚, 1752-1807, generaal - zi 子 Li Tingyu 李廷鈺, 1792-1861, ambtenaar, zoon van Li Changgeng - Hu Zhensheng 胡振聲, marineofficier - Wang De-lu 王得祿, 1772–1843, generaal - Qiu Lianggong 邱良功, 1769-1817, admiraal - Chenbuyun 陳步雲, 1773—1850, generaal - Xu Songnian 許松年, 1767-1827, generaal - Huang Biao 黃標, generaal - Lin Guoliang 林國良, generaal - Xu Tinggui 許廷桂, †1809, generaal |
| 351.         | 沈初、金士松、鄒炳泰、戴聯奎、王懿修、黃鉞                                                                       |           | - Shen Chu 沈初, 1735-1799, minister - Jin Shisong 金士松, 1730-1800, minister - Zou Bingtai 鄒炳泰, †1820, ambtenaar - Dai Liankui 戴聯奎, 1751-1822, minister - Wang Yixiu 王懿修, 1736-1816, ambtenaar - zi 子 Wang Zongcheng 王宗誠, 1763—1837, ambtenaar, zoon van Wang Yixiu - Huang Yue 黃鉞, 1750-1841, ambtenaar, schilder en kunstcriticus |
| 352.         | 姜晟、金光悌、祖之望、韓崶                                                                                       |           | - Jiang Cheng 姜晟, 1730-1810, minister - Jin Guangti 金光悌, 1747-1813, minister - Zu Zhiwang 祖之望, 1754-1813, minister, gouverneur van Hunan, Jiaqing, Shandong, Shaanxi en Guangdong - Han Feng 韓崶, 1758-1834, ambtenaar-literaat |
| 353.         | 達椿、鐵保、和瑛、覺羅桂芳                                                                                       |           | - Dachun 達椿 (Dacun), †1802, ambtenaar - zi 子 Sabintu 薩彬圖, †1811, minister, zoon van Dachun - Tiebao 鐵保 (Tiyeboo), 1752-1824, minister en kalligraaf - di 弟 Yubao 玉保, minister, jongere broer van Tiebao - He Ying 和瑛, 1741-1821, minister - Jueluo Guifang 覺羅桂芳, †1814, minister |
| 354.         | 萬承風、周系英、錢樾、秦瀛、李宗瀚、韓鼎晉、朱方增                                                               |           | - Wan Chengfeng 萬承風, 1752-1812, minister - Zhou Xijing 周系英, 1765-1824, minister - Qian Yue 錢樾, 1743-1815, ambtenaar - Qin Ying 秦瀛, 1743-1821, ambtenaar - Li Zonghan 李宗瀚, 1770-1832, ambtenaar, kalligraaf en verzamelaar van inscripties - Han Dingjin 韓鼎晉, 1760-1831, ambtenaar - Zhu Fangzeng 朱方增, †1830, ambtenaar |
| 355.         | 魁倫、廣興、初彭齡                                                                                               |           | - Kuilun 魁倫, 1752-1800, generaal - Guangxing 廣興, 1767-1809, ambtenaar-geleerde - Chu Pengling 初彭齡, 1749-1825, ambtenaar |
| 356.         | 洪亮吉、管世銘、谷際岐、李仲昭、石承藻                                                                           |           | - Hong Liangji 洪亮吉, 1746–1809, ambtenaar en politiek denker - Guan Shiming 管世銘, 1738-1798, ambtenaar - Gu Jiqi 谷際岐, 1744-1815, ambtenaar - Li Zhongzhao 李仲昭, ambtenaar - Shi Chengzao 石承藻, ?—?, ambtenaar |
| 357.         | 吳熊光、汪志伊、陳大文、熊枚、裘行簡、方維甸、董教增                                                             |           | - Wu Xiongguang 吳熊光, 1750-1833, gouverneur van Henan, van Huguang en gouverneur van Guangdong en Guangxi - Wang Zhiyi 汪志伊, 1743-1818, gouverneur van Fujian - Chen Dawen 陳大文, 1742-1815, ambtenaar - Xiong Mei 熊枚, 1734-1808, minister - Qiu Xingjian 裘行簡, 1754-1806, minister - Fang Weidian 方維甸, 1759-1815, minister en gouverneur-generaal van Fujian en Zhejiang - Dong Jiaozeng 董教增, 1750-1822, minister |
| 358.         | 馮光熊、陸有仁、覺羅琅玕、清安泰、常明、溫承惠、顏檢                                                             |           | - Feng Guangxiong 馮光熊, 1721-1801, ambtenaar - Lu Youren 陸有仁, 1742-1802, minister, gouverneur van Shaanxi - Jueluo Langgan 覺羅琅玕, ambtenaar - Wu Dajing 烏大經, †1804, generaal - Qing'antai 清安泰 (cinggantai), 1760-1809, ambtenaar, gouverneur van Jiangxi en van Henan - Chang Ming 常明, †1817, generaal - Wen Chenghui 溫承惠, 1754-1832, ambtenaar, gouverneur van Jiangxi, van Fujian en Zhejiang en van Zhili - Yan Jian 顏檢, 1757-1832, ambtenaar |
| 359.         | 岳起、荊道乾、謝啟昆、李殿圖、張師誠、李奕疇、錢楷、和舜武                                                       |           | - Yueqi 岳起 (Yoki), †1803, ambtenaar - Jing Daoqian 荊道乾, 1731-1802, ambtenaar, gouverneur van Anhui - Xie Qikun 謝啟昆, 1737-1802, gouverneur van Guangxi - Li Diantu 李殿圖, 1738-1812, ambtenaar - Zhang Shicheng 張師誠, 1762-1830, gouverneur van Fujian en Zhejiang - Wang Shaolan 王紹蘭, 1760-1835, ambtenaar - Li Yichou 李奕疇, 1754-1844, minister, gouverneur van Zhejiang - Qian Kai 錢楷, 1760-1812, ambtenaar - He Shunwu 和舜武, †1819, minister |
| 360.         | 司馬騊、王秉韜、康基田、吳璥、徐端、陳鳳翔、黎世序                                                               |           | - Sima Tao 司馬騊, 1729-1799, ambtenaar - Wang Bingtao 王秉韜, †1802, ambtenaar - Ji Chengzhi 嵇承志, minister - Kang Jitian 康基田, 1732-1813, ambtenaar voor waterbeheer - Wu Jing 吳璥, 1747-1822, minister - Xu Duan 徐端, 1751-1812, magistraat - Chen Fengxian 陳鳳翔, 1751-1812, ambtenaar voor waterbeheer, werd verbannen naar Urumqi en stierf onderweg daar naar toe - Li Shixu 黎世序, 1772-1824, waterbouwkundig ambtenaar |

#### Juan361-400, individuele biografieën 5
| juan 361-400 | Titel                                                                                        | Vertaling | Opmerkingen |
| ------------ | -------------------------------------------------------------------------------------------- | --------- | --- |
| 361.         | 劉清、傅鼐、嚴如熤                                                                           |           | - Liu Qing 劉清, 1742-1827, ambtenaar - Funai 傅鼐, 1677-1738, minister - Yan Ruyi 嚴如熤, 1759–1826, geleerde - zi 子 Yan Zhengji 正基, 1785—1863, ambtenaar, zoon van Yan Ruyi |
| 362.         | 方積、朱爾漢、楊頀、廖寅、陳昌齊、朱爾賡額、查崇華                                           |           | - Fang Ji 方積, 1764~1814, ambtenaar - Zhu Erhan 朱爾漢, †1807, ambtenaar, gouverneur van Guangxi - Yang Hu 楊頀, 1744-1828, ambtenaar - Liao Yin 廖寅, 1751-1824, ambtenaar - Chen Changqi 陳昌齊, 1743-1820, ambtenaar - Zhu Ergeng'e 朱爾賡額, ambtenaar - Cha Chonghua 查崇華, ambtenaar |
| 363.         | 曹振鏞、文孚、英和、王鼎、穆彰阿、潘世恩                                                     |           | - Cao Zhengyong 曹振鏞, 1755–1835, ambtenaar - Wenfu 文孚, †1841, ambtenaar en minister - Yinghe 英和, 1771-1840, ambtenaar, dichter en kalligraaf - Wang Ding 王鼎, 1768-1842, minister - Mujangga 穆彰阿, 1782–1856, hoofdadviseur bij de Grote Raad (1836-1850) - Pan Shi'en 潘世恩, 1769-1854, minister |
| 364.         | 阮元、汪廷珍、湯金釗                                                                         |           | - Ruan Yuan 阮元, 1764–1849, ambtenaar, historicus en schrijver - Wang Tingzhen 汪廷珍, 1757-1827, ambtenaar - Tang Jinzhao 湯金釗, 1772-1856, minister |
| 365.         | 覺羅寶興、宗室敬徵、宗室禧恩、陳官俊、卓秉恬                                                 |           | - Jueluo Baoxing 覺羅寶興 (Gioroi Boohing), 1777-1848, minister-geleerde - (Zongshi) Jingzhi 宗室敬徵, 1784-1851, minister - (Zongshi) Xi'en 宗室禧恩, 1784-1852, minister - Chen Guanjun 陳官俊, 1781-1849, ambtenaar - Zhuo Bingtian 卓秉恬, 1782-1855, minister |
| 366.         | 孫玉庭、蔣攸銛、李鴻賓                                                                       |           | - Sun Yuting 孫玉庭, 1752–1834, gouverneur vanJiangxi, Jiangsu en Anhui, gouverneur-generaal van Huguang en Liangjiang, lid van de Grote Raad - Jiang Youxian 蔣攸銛, 1766-1830, ambtenaar - Li Hongbin 李鴻賓, 1767-1846, ambtenaar |
| 367.         | 長齡、那彥成、玉麟                                                                           |           | - Changling 長齡, 1758-1838, gouverneur van Anhui en van Shandong, gouverneur-generaal van Shaanxi-Gansu, hoofdadviseur bij de Grote Raad (1823-1824) - Nayancheng 那彥成, 1764-1833, minister, gouverneur van Guangdong en Guangxi, van Shaanxi en Gansu en van Zhili - zi 子 Rong'an 容安, ambtenaar, zoon van Nayancheng - Rong Zhao 容照, ambtenaar - Yulin 玉麟 (Ioilin), 1766-1833, ambtenaar - Teyi Shunbao 特依順保, †1840, generaal |
| 368.         | 楊芳、武隆阿、長清、達凌阿、哈豐阿、慶祥、壁昌                                               |           | - Yang Fang 楊芳, 1770–1846, generaal en diplomaat, schrijver, dichter en kalligraaf - Hu Chao 胡超, 1776-1849, generaal - Qi Shen 齊慎, 1775-1844, (anti-Britse) generaal - Guo Jichang 郭繼昌, †1841. generaal - Duan Yongfu 段永福, †1842, generaal - Wulong'a 武隆阿 (Ulungga), †1831, generaal - Ha Liang'a 哈哴阿, †1849, generaal - Bahabu 巴哈布, †1837, generaal - Zhang Qing 長清, †1837, generaal - Da Ling'a 達淩阿, †1830, generaal - Ha Feng'a 哈豐阿, †1840, generaal - Qingxiang 慶祥, †1826, ambtenaar - Shu'er Hashan 舒爾哈善, †1826, generaal - Wu Ling'a 烏凌阿, 1750-1826, generaal - Mukedengbu 穆克登布, †1803, generaal - Duolongwu 多隆武, †1826, minister - Bichang 壁昌. †1854, werkzaam als functionaris in Xinjiang en gouverneur-generaal van Liangjiang - Heng Jing 恆敬, †1832, ambtenaar |
| 369.         | 林則徐、鄧廷楨                                                                               |           | - Lin Zexu 林則徐, 1785-1850, ambtenaar, bekend vanwege de opiumvernietiging te Humen, die leidde tot de Eerste Opiumoorlog - Deng Tingzhen 鄧廷楨, 1776–1846, gouverneur-generaal van Liangguang (Guangdong en Guangxi), 1836-1840 - Da Hong'a 達洪阿, †1854, generaal |
| 370.         | 琦善、伊里布、宗室耆英                                                                       |           | - Qishan 琦善 (Kišan), 1786-1854, gouverneur-generaal van Liangjiang (1825–1827), Sichuan (1829–1831) en Zhili (1831–1840), verving Lin Zexu als gouverneur-generaal van Liangguang (Guangdong en Guangxi) en onderhandelde in 1841 tijdens de Eerste Opiumoorlog met Charles Elliot de overeenkomst van Chuenpi uit, die echter door beide zijden werd verworpen. - Yilibu 伊里布 (Ilibu), 1772-1843, gouverneur-generaal van Liangjiang (1839-1840), medeonderhandelaar bij het Verdrag van Nanking (1842), dat een einde maakte aan de Eerste Opiumoorlog - Keying (Zhongshi Qiying) 宗室耆英, 1787-1858, onderhandelde over het Verdrag van Nanking. Zijn onderhandelingen om in 1858 de Tweede Opiumoorlog te beëindigen mislukten en hij werd door keizer Xianfeng gedwongen tot zelfmoord |
| 371.         | 顏伯燾、怡良、劉韻珂、牛鑒                                                                   |           | - Yan Bodao 顏伯燾, 1792-1855, ambtenaar - Yiliang 怡良 (Iliyang), 1791-1867, gouverneur van Liangjiang - Qi Gong(?) 祁𡎴, 1777-1844, minister, gouverneur-generaal van Guangdong en Guangxi (als opvolger van Qishan) - Huang'entong 黃恩彤, 1801-1883, minister - Liu Yunke 劉韻珂, 1792-1864 - Niu Jian 牛鑑, 1785-1858 |
| 372.         | 裕謙、謝朝恩、重祥、關天培、陳連升、祥福、江繼芸、陳化成、海齡、葛雲飛、王錫朋、鄭國鴻、朱貴 |           | - Yuqian 裕謙, 1793-1841, gouverneur van Jiangsu (1840), keizerlijke commissaris voor de verdediging van de Oostchinese Kust. Leed in oktober 1841 met zijn troepen een nederlaag in de slag van Zhenhai tijdens de Eerste Opiumoorlog, overleed aan de gevolgen van een mislukte zelfmoordpoging - Xie Chao'an 謝朝恩, †1841, generaal, sneuvelde in de Eerste Opiumoorlog - Guan Tianpei 關天培, 1781-1841, admiraal, sneuvelde in de Eerste Opiumoorlog - Chen Liansheng 陳連陞, †1841, generaal, sneuvelde in de Eerste Opiumoorlog - Xiangfu 祥福 (siyangfu) †1841, generaal, sneuvelde in de Eerste Opiumoorlog - Jiang Jiyun 江繼芸, 1788-1841, generaal, sneuvelde in de Eerste Opiumoorlog - Chen Huacheng 陳化成, 1776–1842, provinciale militaire bevelhebber in Jiangnan, sneuvelde in de Eerste Opiumoorlog - Hai Ling 海齡, †1842, generaal, sneuvelde in de Eerste Opiumoorlog - Ge Yunfei 葛雲飛, 1789–1841, generaal, sneuvelde in de Eerste Opiumoorlog - Wang Xipeng 王錫朋, 1786-1841, generaal, sneuvelde in de Eerste Opiumoorlog - Zheng Guohong 鄭國鴻, 1777-1841, generaal, sneuvelde in de Eerste Opiumoorlog - Zhu Gui 朱貴, 1778-1842, generaal, sneuvelde in de Eerste Opiumoorlog |
| 373.         | 宗室奕山、宗室奕經                                                                           |           | - (Zongshi) Yishan 宗室奕山, 1790-1878, ambtenaar, wist Guangzhou (Kanton) niet te verdedigen, onderhandelde met Rusland over de verdragen van Kulja en Aigun - Longwen 隆文, †1841, minister - (Zongshi) Yijing 宗室奕經, 1793–1853, generaal - Wen Wei 文蔚, †1855, minister - Te Yishun 特依順, 1792-1849, ambtenaar - Yu Buyun 余步雲, 1774-1843, generaal |
| 374.         | 姚文田、戴敦元、朱士彥、何凌漢、李振祜、宗室恩桂                                             |           | - Yao Wentian 姚文田, 1758-1827, ambtenaar - Dai Dunyuan 戴敦元, 1767-1834, ambtenaar-geleerde - Zhu Shiyan 朱士彥, 1771-1838, ambtenaar - He Linghan 何淩漢, 1772-1840, ambtenaar - Li Zhenhu 李振祜, 1777-1850, minister - (Zongshi) Engui 宗室恩桂 (Uksun Engui), 1800-1848, minister |
| 375.         | 白鎔、史致儼、那清安、升寅、李宗昉、姚元之、何汝霖、季芝昌                                   |           | - Bai Rong 白鎔, 1769-1842, ambtenaar - Shi Zhiyan 史致儼, 1760-1838, ambtenaar - Na Qing'an 那清安, 1767-1834, ambtenaar - Sheng Yin 昇寅, 1762-1834, minister - Li Zongfang 李宗昉, 1779-1846, ambtenaar en minister - Yao Yuanzhi 姚元之, 1783-1852, ambtenaar, schilder en kalligraaf - He Rulin 何汝霖, 1781-1852, minister - Ji Zhichang 季芝昌, 1791-1860, minister |
| 376.         | 辛從益、張鱗、顧皋、沈維鐈、朱為弼、程恩澤、吳傑                                             |           | - Xin Congyi 辛從益, 1760-1828, minister - Zhang Lin 張鱗, 1778-1835, ambtenaar - Gu Gao 顧皋, 1763-1832, ambtenaar-geleerde - Shen Weiqiao 沈維鐈, 1778-1849, ambtenaar-geleerde - Zhu Wenbi 朱為弻, 1771-1840, ambtenaar-geleerde - Cheng Enze 程恩澤, 1785–1837, dichter-geleerde - Wu Jie 吳傑, 1783-1836, ambtenaar |
| 377.         | 鮑桂星、顧蓴、吳孝銘、陳鴻、鄂木順額、徐法績                                                 |           | - Bao Guixing 鮑桂星, 1764-1826, ambtenaar en schrijver - Gu Chun 顧蒓, 1765-1832, ambtenaar-schrijver - Wu Xiaoming 吳孝銘, ambtenaar - Chen Hong 陳鴻, 1780-1833, ambtenaar - Emushun'e 鄂木順額, 1792-1832, ambtenaar - Xu Faji 徐法績, †1836, ambtenaar |
| 378.         | 黃爵滋、金應麟、陳慶鏞、蘇廷魁、朱琦                                                         |           | - Huang Juezi 黃爵滋, 1793-1853, ambtenaar - Jin Yinglin 金應麟, 1793-1852, ambtenaar - Chen Qinjong 陳慶鏞, 1795-1858, ambtenaar - Su Tingkui 蘇廷魁, 1800-1878, ambtenaar - Zhu Qi 朱琦, 1803-1861, ambtenaar |
| 379.         | 趙慎畛、盧坤、陶澍                                                                           |           | - Zhao Shenzhen 趙慎畛, 1762-1826, ambtenaar - Lu Kun 盧坤, 1772–1835, Gouverneur-generaal van Liangguang (Guangdong en Guangxi). Hij weigerde Lord Napier te ontvangen wat een van de directe oorzaken van de Eerste Opiumoorlog werd. - Cheng Sheng 曾勝, 1772-1837, generaal - Tao Zhu 陶澍, 1779-1839, ambtenaar-geleerde |
| 380.         | 陳若霖、戴三錫、孫爾准、程祖洛、裕泰、賀長齡                                                 |           | - Chen Ruolin 陳若霖, 1759-1832, ambtenaar - Dai Sanxi 戴三錫, 1758-1830, minister - Sun Erzhun 孫爾準, 1772-1832, gouverneur-generaal van Fujian en Zhejiang - Cheng Zuluo 程祖洛, 1776-1848, minister, gouverneur van Hunan en van Fujian en Zhejiang - Ma Jisheng 馬濟勝, 1764-1836, ambtenaar - Yutai 裕泰, 1788-1851, gouverneur van Huguang, Fujian en Zhejiang en van Shaanxi en Gansu - He Changling 賀長齡, 1785-1848, ambtenaar-geleerde |
| 381.         | 帥承瀛、左輔、姚祖同、程含章、康紹鏞、朱桂楨、陳鑾、吳其濬、張澧中、張日晸                   |           | - Shuai Chenying 帥承瀛, 1766-1841, minister, gouverneur van Zhejiang, deskundige op het gebied van waterbeheer - sun 孫 Shuai Yuanzhen 帥遠燡, 1817-1857, ambtenaar, taoïst, kleinzoon Shuai Chenying - di 弟 Shuai Chenghan 帥承瀚, †1842, taoïst, jongere broer Shuai Chenying - Zuo Fu 左輔, 1751-1833, ambtenaar, gouverneur van Hunan - Yao Zutong 姚祖同, 1762-1842, gouverneur van Anhui en van Henan - Chen Hanzhang 程含章, 1763-1832, ambtenaar - Kang Shaoyong 康紹鏞, 1770-1834, minister, gouverneur van Hunan - Zhu Guizhen 朱桂楨, 1767-1840, gouverneur van Guangdong en gouverneur-generaal van Guangdong en Guangxi - Chen Luan 陳鑾, 1786-1839, ambtenaar - Wu Qijun 吳其濬, 1789-1846, ambtenaar-geleerde, gespecialiseerd in mijnbouw en plantkunde - Zhang Lizhong 張澧中, †1848, minister - Zhang Rizheng 張日晸, 1791-1850, ambtenaar-geleerde |
| 382.         | 瑚松額、布彥泰、薩迎阿                                                                       |           | - Husong'e 瑚松額 (Hūsungge), 1772-1847, generaal, gouverneur van Shaanxi en Gansu - Buyantai 布彥泰, 1791-1880, generaal - Saying'e 薩迎阿, 1779-1857, generaal |
| 383.         | 張文浩、嚴烺、張井、吳邦慶、栗毓美、麟慶、潘錫恩                                             |           | - Zhang Wenhao 張文浩, †1836, ambtenaar voor waterbeheersing - Yan Lang 嚴烺, 1774-1840, ambtenaar voor waterbeheersing - Zhang Jing 張井, 1776-1835, ambtenaar voor waterbeheersing - Wu Bangqing 吳邦慶, 1768-1848, ambtenaar voor waterbeheersing - Li Yumei 栗毓美, 1778-1840, ambtenaar voor waterbeheersing - Lin Qing 麟慶, 1791-1846, ambtenaar voor waterbeheersing - Pan Xi'en 潘錫恩, 1785-1866, ambtenaar voor waterbeheersing - zi 子 Pan Junwen 潘駿文, †1893, ambtenaar, zoon van Pan Xi'en |
| 384.         | 林培厚、李宗傳、王鳳生、俞德淵、姚瑩                                                         |           | - Lin Peihou 林培厚, 1764-1830, ambtenaar - Li Xiangkun 李象鵾, ambtenaar - Li Zongchuan 李宗傳, 1765-1840, ambtenaar - Wang Fengsheng 王鳳生, 1776-1834, ambtenaar - Huang Mian 黃冕, ambtenaar - Yu Deyuan 俞德淵, 1778-1835, magistraat - Yao Ying 姚瑩, 1785-1853, ambtenaar |
| 385.         | 杜受田、祁雋藻、翁心存、彭蘊章                                                               |           | - Du Shoutian 杜受田, 1787–1852, minister, leraar van prins Yizhu, de latere Xianfeng-keizer - zi 子 Du Han 杜翰, 1806-1866, minister, oudste zoon van Du Shoutian - Qi Junzao 祁寯藻, 1793-1866, geleerde, hoofdadviseur in de Grote Raad (1852–1853), kalligraaf en dichter - zi 子 Qi Shichang 祁世長, 1825-1892, ambtenaar, zoon van Qi Junzao - Weng Xincun 翁心存, 1791-1862, ambtenaar - Pen Yunzhang 彭蘊章, 1792-1862, minister van oorlog |
| 386.         | 文慶、文祥、寶鋆                                                                             |           | - Wenqing 文慶 (Wenking), 1796-1856, ambtenaar - Wenxiang 文祥 (Wensiyang), 1818-1876, ambtenaar, lid van de Grote Raad (1858-1876) - Baoyun 寶鋆, 1807-1891, minister |
| 387.         | 宗室肅順、穆廕、匡源、焦祐瀛、陳孚恩                                                         |           | - (Zongshi) Sushun 宗室肅順 (Uksun Sušun), 1816-1861, generaal en minister - Muyin 穆蔭, 1814-1872, ambtenaar, minister en hoofdadviseur binnen de Grote Raad (1860-1861) - Kuang Yuan 匡源, 1815-1881, minister - Jiao Youying 焦祐瀛, 1814-1887, minister - Chen Fu'en 陳孚恩, 1802-1866, minister |
| 388.         | 桂良、瑞麟、官文、文煜                                                                       |           | - Guiliang 桂良 (Guiliyang), 1785-1862, minister - Ruilin 瑞麟 (žuilin), 1809-1874, minister, gouverneur van Guangdong en Guangxi - zi 子 Huaitabu 懷塔布 - Guanwen 官文 (Guwanwen), 1798-1871, general, gouverneur-generaal van Huguang (1855-1866) en van Zhili (1867-1868) - Wenyu 文煜, 1808-1884, ambtenaar |
| 389.         | 柏葰、麟魁、瑞常、全慶                                                                       |           | - Baijun 柏葰 (Begiyūn), †1859, minister, geëxecuteerd vanwege de Wuwu-examenzaak (戊午科场案, Wuwu kechang'an) - Linkui 麟魁, 1791-1862, minister - Ruichang 瑞常 (žuicang), †1872, ambtenaar - Quanqing 全慶 ( Ciowanking), 1802-1882, ambtenaar |
| 390.         | 賈楨、周祖培、朱鳳標、單懋謙                                                                 |           | - Jia Zhen 賈楨, 1798-1874, ambtenaar - Zhou Zupei 周祖培, 1793-1867, minister - Zhu Fengbiao 朱鳳標, 1800-1873, minister - Dan Maoqian 單懋謙, 1802-1879, ambtenaar |
| 391.         | 倭仁、李棠階、吳廷棟                                                                         |           | - Woren 倭仁 (Wesin), 1804-1871, neo-confucianistische geleerde - Li Tangjie 李棠階, 1798-1865, minister en neo-confucianistische geleerde - Wu Tingtong 吳廷棟, 1793-1873, minister, had contacten met Wo Ren en Zeng Guofan |
| 392.         | 賽尚阿、訥爾經額                                                                             |           | - Saišangga 賽尚阿, taalkundige, minister, hoofdadviseur binnen de Grote Raad (1851-1852) - Nergingge 訥爾經額, 1784-1857, gouverneur-generaal van Shaanxi-Gansu, van Huguang (1840) en van Zhili (1840-1853) |
| 393.         | 李星沅、周天爵、勞崇光                                                                       |           | - Li Xingyuan 李星沅, 1797-1851, minister - Zhou Tianyue 周天爵, 1772-1853, - Lao Chongguang 勞崇光, 1802–1867, gouverneur-generaal van Liangguang, speelde een rol bij het verpachten van Kowloon aan het Verenigd Koninkrijk |
| 394.         | 徐廣縉、葉名琛、黃宗漢                                                                       |           | - Xu Guangjin 徐廣縉, 1797-1869, gouverneur van Guangdong en Guangxi (1848) - Ye Mingchen 葉名琛, 1807-1859, gouverneur van Liangguang, speelde een rol bij het ontstaan van de Tweede Opiumoorlog, werd door de Britten gevangen genomen en stierf door uithongering in Kolkata - Huang Zonghan 黃宗漢, 1803-1864, ambtenaar |
| 395.         | 常大淳、蔣文慶、陶恩培、吉爾杭阿、羅遵殿、徐有壬、王有齡                                     |           | - Chang Dachun 常大淳, 1792-1853, minister, gouverneur van de provincie Hubei, boekenverzamelaar - Shuangfu 雙福, †1852, generaal - Wang Jinxiu 王錦繡, †1853, generaal - Chang Lu 常祿, †1853, generaal - Wang Shoutong 王壽同, †1853, ambtenaar - Jian Wenqing 蔣文慶, 1793-1853, ambtenaar - Tao Enpei 陶恩培, 1802-1855, minister - Duo Shan 多山, †1855,generaal - Jirhangga 吉爾杭阿, †1856, generaal, gouverneur van Jiangsu (1854-1856) - Liu Cunhou 劉存厚, generaal - Beng Kuo 綳闊, †1856, generaal - Zhou Zhaoxiong 周兆熊, †1856, generaal - Luo Zundian 羅遵殿, 1798-1860, , ambtenaar en minister - Mou Zi 繆梓, 1807-1860, ambtenaar, sneuvelde tijdens de Taipingopstand - Xu Youren 徐有壬, 1800-1860, ambtenaar en wiskundige, minister en gouverneur van Jiangsu, sneuvelde tijdens de Taipingopstand - Wang Youling 王有齡, 1810-1861, ambtenaar en generaal, pleegde zelfmoord tijdens de Taipingopstand |
| 396.         | 吳文鎔、潘鐸、鄧爾恆                                                                         |           | - Wu Wenrong 吳文鎔, †1854, gouverneur van Huguang, leed een nederlaag tijdens de Taipingopstand en pleegde zelfmoord - Pan Duo 潘鐸, 1793-1863, ambtenaar - Deng Erheng 鄧爾恆, 1821-1861, ambtenaar |
| 397.         | 陸建瀛、青麟、何桂清                                                                         |           | - Lu Jianying 陸建瀛, 1776-1853, gouverneur-generaal van Liangjiang (1849-1853), sneuvelde bij de inname van Nanjing door de Taiping - Yang Wending 楊文定, †1856, minister, sneuvelde tijdens de Taipingopstand - Qinglin 青麐, 1804-1854, ambtenaar en gouverneur van Hubei - Chonglun 崇綸, 1792-1854, minister, pleegde zelfmoord tijdens de Taipingopstand - He Guiqing 何桂清, 1816-1862, ambtenaar, gouverneur van Liangjiang, werd onthoofd toen hij wegvluchtte van het slagveld tijdens de Taipingopstand |
| 398.         | 宗室祥厚、瑞昌                                                                               |           | - (Zongshi) Xianghou 宗室祥厚, 1801-1853, generaal, sneuvelde tijdens de Taipingopstand - Huo Longwu 霍隆武, †1853, generaal, sneuvelde tijdens de Taipingopstand - Fuzhu Hong'a 福珠洪阿, †1853, generaal, sneuvelde tijdens de Taipingopstand - En Zhang 恩長, †1853, generaal, sneuvelde tijdens de Taipingopstand - Chen Shengyuan 陳勝元, 1797-1853, generaal, sneuvelde tijdens de Taipingopstand - Qi Suzao 祁宿藻, 1801-1853, ambtenaar, sneuvelde tijdens de Taipingopstand - Chen Kerang 陳克讓, - - Liu Tongying 劉同纓, †1853, ambtenaar, sneuvelde tijdens de Taipingopstand - Ruichang 瑞昌, †1861, generaal, sneuvelde tijdens de Taipingopstand - Jie Chun 傑純, †1861, generaal, sneuvelde tijdens de Taipingopstand - Xi Ling'a 錫齡阿, †1861, generaal, sneuvelde tijdens de Taipingopstand |
| 399.         | 呂賢基、鄒鳴鶴、戴熙、張芾、黃琮、馮培元、孫銘恩、沈炳垣、張錫庚                             |           | - Lu Xianji 呂賢基, 1803-1853, ambtenaar, generaal, pleegde zelfmoord tijdens de Taipingopstand - Zou Minghe 鄒鳴鶴, 1793-1853, ambtenaar en gouverneur van Guangxi (1851-1852), sneuvelde tijdens de Taipingopstand - Dai Xi 戴熙, 1801-1860, ambtenaar en schilder, sneuvelde tijdens de Taipingopstand - Tang Yifen 湯貽汾, 1778-1853, dichter, schilder, geleerde, sneuvelde tijdens de Taipingopstand - Zhang Fei 張芾, 1814-1862, ambtenaar en generaal - Huang Cong 黃琮, 1798-1863, ambtenaar en minister - Tao Tingjie 陶廷杰, 1785-1856, ambyenaar, sneuvelde tijdens de Taipingopstand - Feng Peiyuan 馮培元, 1815-1853, ambtenaar, sneuvelde tijdens de Taipingopstand - Sun Ming'en 孫銘恩, 1803-1855, ambtenaarn minister - Shen Bingyuan 沈炳垣, 1819-1857, ambtenaar - Zhang Xigeng 張錫庚, †1861, ambtenaar, pleegde zelfmoord toen Hangzhou werd veroverd door de Taiping |
| 400.         | 何桂珍、徐豐玉、溫紹原、金光箸、李孟群、趙景賢                                               |           | - He Guizhen 何桂珍, 1817-1855, generaal, sneuvelde tijdens de Taipingopstand - Xu Fengyu 徐豐玉, †1853, ambtenaar, sneuvelde tijdens de Taipingopstand - Zhang Ruying 張汝瀛, †1853, ambtenaar, sneuvelde tijdens de Taipingopstand - Jin Yunmen 金雲門, 1794-1853, ambtenaar, sneuvelde tijdens de Taipingopstand - Tang Shuyi 唐樹義, 1793-1855, ambtenaar, sneuvelde tijdens de Taipingopstand - Yue Xing'a 岳興阿, ambtenaar - Yi Rongzhi 易容之, †1854, ambtenaar - Wen Shaoyuan 溫紹原, †1858, ambtenaar, sneuvelde tijdens de Taipingopstand - Jin Guangzhu 金光筯, †1857, ambtenaar, sneuvelde tijdens de Taipingopstand - Li Mengqun 李孟羣, 1828-1859, generaal, sneuvelde tijdens de Taipingopstand - Zhao Jingxian 趙景賢, 1822-1863, generaal, sneuvelde tijdens de Taipingopstand |

#### Juan401-440, individuele biografieën 6
| juan 401-440 | Titel                                                                            | Vertaling | Opmerkingen |
| ------------ | -------------------------------------------------------------------------------- | --------- | --- |
| 401.         | 向榮、和春、張國樑                                                               |           | - Xiang Rong 向榮, 1801-1856, generaal en ambtenaar - He Chun 和春, †1860, generaal - Zhang Guoliang, 張國樑, †1860, generaal |
| 402.         | 烏蘭泰、鄧紹良、周天受、饒廷選、張玉良、雙來、瞿騰龍、王國才、虎坤元、戴文英     |           | - Wulantai 烏蘭泰, †1852, generaal - Zhang Rui 長瑞, †1852, generaal - Chang Shou 長壽, †1852, generaal - Dong Guangjia 董光甲, 1786-1852, generaal - Shao Heling 邵鶴齡, †1852, generaal - Deng Shaoliang 鄧紹良, - - Shi Yulong 石玉龍, †1859, generaal - Zhou Tianshou 周天受, †1860, generaal - di 弟 Zhou Tianpei 周天培, †1859, generaal, oudere broer van Zhou Tianshou - Zhou Tianfu 周天孚, †1860, generaal, oudere broer van Zhou Tianshou - Rao Tingxuan 饒廷選, †1861, generaal - Wen Rui 文瑞, †1861, generaal - Peng Siju 彭斯舉, †1861, generaal - Zhang Yujiang 張玉良, †1861, generaal - Lu Zhan'ao 魯占鼇, 1†860, generaal - Liu Jisan 劉季三, 1821-1861, generaal - Shuang Lai 雙來, - - Qu Tenglong 瞿騰龍, 1791-1854, generaal - Wang Guocai 王國才, †1857, generaal - Hu Kunyuan 虎坤元, †1858, generaal - Dai Wenying 戴文英, †1817-1858, generaal |
| 403.         | 勝保、托明阿、陳金綬、德興阿                                                     |           | - Shengbao 勝保, 1821-1863, generaal - Tuoming'a 托明阿, †1865, generaal - Chen Jinshou 陳金綬, †1856, generaal - Dexing'a 德興阿 (Dehingga), †1867, generaal |
| 404.         | 僧格林沁                                                                         |           | - Sengge Rinchen 僧格林沁, 1811-1865, generaal van Mongoolse afkomst - Shutong'e 舒通額, generaal - Heling 恆齡, †1865, generaal - Sukejin 蘇克金, †1865, generaal - He Jian'ao 何建鼇, †1865, generaal - Quan Shun 全順, 1830-1865, generaal - Shi Rongchun 史榮椿, †1859, generaal - Leshan 樂善, †1860, generaal |
| 405.         | 曾國藩                                                                           |           | - Zeng Guofan 曾國藩, 1811-1872, generaal, nam deel aan de onderdrukking van de Taipingopstand |
| 406.         | 駱秉章、胡林翼                                                                   |           | - Luo Bingzhang 駱秉章, 1793-1867, generaal, ambtenaar en confucianistische geleerde - Hu Linyi 胡林翼, 1812-1861, ambtenaar-geleerde, bestreed als gouverneur van Hubei de Taipingopstand |
| 407.         | 江忠源、羅澤南                                                                   |           | - Jiang Zhongyuan 江忠源, 1812-1854, generaal en geleerde, bestreed de Taiping - di 弟 Jiang Zhongji 江忠濟, †1856, generaal, jongere broer van Jiang Zhongyuan - zudi 族弟 Jiang Zhongxin 江忠信, †1856, generaal, jongere broer van Jiang Zhongyuan - Luo Zenan 羅澤南, 1807-1856, confucianistische geleerde, bestreed de Taiping |
| 408.         | 李續賓、李續宜、王珍(?錱)、劉騰鴻、蔣益澧                                        |           | - Li Xubin 李續賓, 1817-1858, generaal, bestreed de Taiping - Ding Ruiyi 丁銳義, †1858, generaal - Zeng Guohua 曾國華, 1822-1858, generaal - Li Xuyi 李續宜, 1822-1863, generaal, bestreed de Taiping - Wang Zhen 王錱 (王珍), 1825-1857, generaal - di 弟 Wang Kaihua 王開化, 1836-1861, generaal, jongere broer van Wang Zhen - Liu Tenghong 劉騰鴻, 1819-1857, generaal - di 弟 Liu Tenghe 劉騰鶴, 1832-1859, generaal, jongere broer Liu Tenghong - Jiang Yili 蔣益澧, 1833-1874, generaal, bestreed de Taiping |
| 409.         | 塔齊布、多隆阿、鮑超、唐仁廉、劉松山                                             |           | - Taqibu 塔齊布 (Tacibu), 1816–1855, generaal - Bi Jinke 畢金科, †1857, generaal - Duolong'a 多隆阿 (Dorongga), 1818-1864, generaal - Sun Shouchang 孫壽長, - - Bao Chao 鮑超, 1828–1886, generaal - Song Guoyong 宋國永, †1865, generaal - Lou Yunqing 婁雲慶, generaal - Tan Shengda 譚勝達, †1875, generaal - Tang Renlian 唐仁廉, 1834-1895, generaal - Liu Songshan 劉松山, 1833-1870, generaal |
| 410.         | 彭玉麟、楊岳斌                                                                   |           | - Peng Yulin 彭玉麐, 1817-1890, generaal - Yang Yuebin 楊岳斌 (of Yang Zaifu? 楊載福), 1822-1890, generaal - Wang Mingshan 王明山, 1819-1890, generaal - Yang Minghai 楊明海, †1885, generaal - Xie Junshe 謝濬畬, - |
| 411.         | 李鴻章                                                                           |           | - Li Hongzhang 李鴻章, 1823-1901, gouverneur-generaal van Liangjiang (1865-1866), van Huguang (1867-1870), van Zhili (1870-1895, 1900-1901), van Liangguang (1900). Ondertekende in 1895 het Verdrag van Shimonoseki |
| 412.         | 左宗棠                                                                           |           | - Zuo Zongtang 左宗棠, 1812-1885, gouverneur van Zhejiang (1861-1862), gouverneur-generaal van Min-Zhe (1863–1866), van Shaan-Gan (1866–1880), van Liangjiang (1881-1884), lid van de Grote Raad (1881 en 1884). Het bij Chinese restaurants in de Verenigde Staten populaire gerecht Zuo Zongtang ji (左宗棠雞, General Tso's chicken) zou naar hem vernoemd zijn |
| 413.         | 曾國荃、沈葆楨、劉坤一                                                           |           | - Zeng Guoquan 曾國荃, 1824-890, generaal en ambtenaar - Shen Baozhen 沈葆楨, 1820–1879, gouverneur-generaal van Liangjiang (1875-1879), speelde een rol in de Zelfversterkingsbeweging - Liu Kunyi 劉坤一, 1830-1902, generaal en ambtenaar, bestreed de Taiping en speelde een rol in de Zelfversterkingsbeweging |
| 414.         | 李臣典、蕭孚泗、朱洪章、劉連捷、彭毓橘、張詩日                                   |           | - Li Chendian 李臣典, 1838-1864, generaal - Xiao Fusi 蕭孚泗, †1884, generaal - Zhu Hongzhang 朱洪章, 1820?-1895, generaal - Liu Lianjie 劉連捷, 1833-1887, generaal - Peng Yuju 彭毓橘, 1824-1867, generaal - Zhang Shiri 張詩日, †1867, generaal - Wu Weishou 伍維壽, †1875, generaal - Zhu Nangui 朱南桂, †1866, generaal - Luo Fengyuan 羅逢元, †1878, generaal - Li Xianghe 李祥和, †1867, generaal - Xiao Qingyan 蕭慶衍, 1823-1890, generaal - Wu Zongguo 吳宗國, †1866, generaal |
| 415.         | 黃翼升、李成謀、李朝斌、劉培元                                                   |           | - Huang Yisheng 黃翼升, 1818-1894, generaal - Ding Yifang 丁義方, †1893, generaal - Wang Ji 王吉, - - Wu Jiabang 吳家榜, †1892, generaal - Li Chengmou 李成謀, †1892, generaal - Li Chaobin 李朝斌, †1894, generaal - Jiang Fushan 江福山, †1864, generaal - Liu Peiyuan 劉培元, †1891, generaal |
| 416.         | 程學啟、劉銘傳、張樹珊、周盛波                                                   |           | - Cheng Xueqi 程學啟, 1828–1864, generaal, bestreed de Taipingopstand - He Antai 何安泰, 1864, generaal - Zheng Guokui 鄭國魁, 1828-1888, generaal - Liu Mingchuan 劉銘傳, 1836–1896, generaal - Zhang Shushan 張樹珊, 1826-1867, generaal - di 弟 Zhang Shuping 張樹屏, 1891, generaal, jongere broer van Zhang Shushan - Zhou Shengbo 周盛波, †1888, generaal - Zhou Shengchuan 周盛傳, 1833-1885, generaal - Pan Dingxin 潘鼎新, 1828-1888, generaal - Wu Zhangqing 吳長慶, 1829-1884, generaal |
| 417.         | 都興阿、富明阿、舒保、伊興額、關保                                               |           | - Douxing'a 都興阿 (Dehingga), 1818-1875, generaal - di 弟 Xiling'a 西淩阿, †1866, generaal, jongere broer van Douxing'a - Fu Xing 福興, †1878, generaal - Fu Ming'a 富明阿, 1805-1882, generaal - Shubao 舒保, generaal - Yi Xing'e 伊興額, †1861, generaal - Teng Jiasheng 滕家勝, †1861, generaal - Guan Bao 關保, †1869, generaal |
| 418.         | 袁甲三、毛昶熙                                                                   |           | - Yuan Jiasan 袁甲三, 1806-1863, ambtenaar - zi 子 Yuan Baoheng 袁保恆, 1826-1878, minister, zoon van Yuan Jiasan - Mao Changxi 毛昶熙, 1817-1882, minister |
| 419.         | 劉長佑、劉岳昭、岑毓英                                                           |           | - Liu Changyou 劉長佑, 1818-1887, generaal - Liu Yuezhao 劉嶽昭, 1824-1883, generaal - Cen Yuying 岑毓英, 1829-1889, generaal en minister, gouverneur van Yunnan en Guizhou - di 弟 Cen Yubao 岑毓寶, 1841-1901, ambtenaar, jongere broer van Cen Yuying |
| 420.         | 韓超、田興恕、曾璧光、席寶田                                                     |           | - Han Chao 韓超, 1800-1878, generaal - Tian Xingshu 田興恕, 1836-1877, generaal en ambtenaar, gouverneur van Guizhou - Zeng Biguang 曾璧光, †1875, generaal en gouverneur van Guizhou - Xi Baotian 席寶田, 1829-1889, generaal |
| 421.         | 沈兆霖、曹毓瑛、許乃普、趙光、朱嶟、李菡、張祥河、羅惇衍、鄭敦謹、龐鍾璐         |           | - Shen Zhaolin 沈兆霖, 1801-1862, ambtenaar - Cao Yuying 曹毓瑛, 1813-1866, minister - Xu Naipu 許乃普, 1787-1866, ambtenaar en kalligraaf - zi 子 Xu Pengshou 許彭壽, 1821-1866, ambtenaar, zoon van Xu Naipu - Zhao Guang 趙光, 1797-1865, ambtenaar - Zhu Zun 朱嶟, 1791-1862, ambtenaar - Li Han 李菡, 1796-1863, minister - Zhang Xianghe 張祥河, 1785-1862, ambtenaar - Luo Dunyan 羅惇衍, 1814-1874, ambtenaar - Zheng Dunjin 鄭敦謹, 1803-1885, ambtenaar - Pang Zhonglu 龐鍾璐, 1822-1876, ambtenaar |
| 422.         | 王茂蔭、宋晉、袁希祖、文瑞、徐繼畬、王發桂、廉兆綸、雷以諴、陶樑、吳存義、殷兆鏞 |           | - Wang Maoyin 王茂蔭, 1798-1865, ambtenaar - Song Jin 宋晉, 1803-1874, minister - Yuan Xizu 袁希祖, 1809-1861, minister - Wen Rui 文瑞, 1813-1862, ambtenaar - Yu Lu 毓祿, ambtenaar - Xu Jiyu 徐繼畬, 1795–1873), minister en geograaf, auteur van Ying huan zhi lue (瀛寰志略, Korte optekening van de wereld) - Wang Fagui 王發桂, †1870, ambtenaar - Lian Zhaolun 廉兆綸, †1867, ambtenaar - Lei Yicheng 雷以諴, 1794-1884, ambtenaar en kalligraaf - Tao Liang 陶樑, 1772-1857, minister - Wu Cunyi 吳存義, 1802-1868, ambtenaar - Yin Zhaoyong 殷兆鏞, 1806-1883, ambtenaar |
| 423.         | 宗稷辰、尹耕雲、王拯、穆緝香阿、游百川                                           |           | - Zong Jichen 宗稷辰, 1792-1862, ambtenaar-literaat - Yin Gengyun 尹耕雲, 1814-1877, ambtenaar - Wang Zheng 王拯, 1815-1876, ambtenaar-literaat - Mujixiang'a 穆緝香阿, †1866, ambtenaar - You Baichuan 游百川, 1822-1895, ambtenaar - Shen Huai 沈淮, †1875, ambtenaar |
| 424.         | 吳振棫、張亮基、毛鴻賓、張凱嵩                                                   |           | - Wu Zhenyu 吳振棫, 1792-1870, gouverneur van Yunnan en Guizhou - Zhang Liangji 張亮基, 1807-1871, ambtenaar - Mao Hongbin 毛鴻賓, 1806-1868, ambtenaar - Zhang Kaisong 張凱嵩, 1820-1886, ambtenaar, gouverneur van Yunnan en Guizhou |
| 425.         | 李僡、吳棠、英翰、劉蓉、喬松年、錢鼎銘、吳元炳                                   |           | - Li Hui 李僡, †1853, gouverneur van Shandong - Wu Tang 吳棠, 1813-1876, ambtenaar - Ying Han 英翰, 1828-1876, ambtenaar - Liu Rong 劉蓉, 1816-1873, ambtenaar-literaat, gouverneur van Shaanxi - Qiao Songnian 喬松年, 1815-1875, ambtenaar - Qian Dingming 錢鼎銘, 1824-1875, gouverneur van Henan - Wu Yuanbing 吳元炳, 1824-1886, gouverneur van Hubei en van Anhui |
| 426.         | 王慶雲、譚廷襄、馬新貽、李宗羲、徐宗幹、王凱泰、郭柏蔭                           |           | - Wang Qingyun 王慶雲, 1798-1862, gouverneur-generaal van Guangdong en Guangxi - Tan Tingxiang 譚廷襄, †1870, gouverneur-generaal van Zhili - Ma Xinyi 馬新貽, 1821-1870, ambtenaar en generaal, gouverneur-generaal van Min-Zhe (1868) en van Liangjiang (1868-1870) - Li Zongxi 李宗羲, 1818-1884, ambtenaar, gouverneur van Liangjiang - Xu Zongqian 徐宗幹, 1796-1866, ambtenaar - Wang Kaitai 王凱泰, 1823-1875, gouverneur van Fujian (1868-1875) - Guo Baiyin 郭柏蔭, 1807-1884, gouverneur van Huguang |
| 427.         | 王懿德、曾望顏、覺羅耆齡、福濟、翁同書、嚴樹森                                   |           | - Wang Yide 王懿德, 1798-1861, ambtenaar - Ceng Wangyan 曾望顏, †1870, ambtenaar, schilder, kalligraaf - Jueluo Qiling 覺羅耆齡, 1804-1863, ambtenaar - Fu Ji 福濟, 1811-1875, minister, gouverneur van Yunnan en Guizhou en van Anhui - Weng Tongshu 翁同書, 1810-1865, ambtenaar - Yan Shusen 嚴樹森, †1876, ambtenaar |
| 428.         | 秦定三、鄭魁士、傅振邦、邱聯恩、黃開榜、陳國瑞、郭寶昌                           |           | - Qin Dingsan 秦定三, †1857, generaal - Hao Guangjia 郝光甲, †1857, generaal - Zheng Kuishi 鄭魁士, 1800-1873, generaal - Fu Zhenbang 傅振邦, 1814-1883, generaal, gouverneur van Zhili en van Hubei - Qiu Lian'en 邱聯恩, †1859, generaal - Huang Kaibang 黃開榜, †1871, generaal - Chen Guorui 陳國瑞, †1882, generaal - Guo Baochang 郭寶昌, 1840-1900, generaal |
| 429.         | 江忠義、周寬世、石清吉、余際昌、林文察、趙德光、張文德                           |           | - Jiang Zhongyi 江忠義, 1835-1864, generaal - Jiang Zhongpo 江忠珀, generaal, neef van Jiang Zhongyi - Zhou Kuanshi 周寬世, generaal - Shi Qingyi 石清吉, 1816-1864, generaal - Yu Jichang 余際昌, †1863, ambtenaar - Lin Wencha 林文察, 1828-1864, generaal - Zhao Deguang 趙德光, †1867, generaal - Zhang Wende 張文德, †1881, generaal |
| 430.         | 雷正綰、陶茂林、曹克忠、胡中和、周達武、李輝武、唐友耕                           |           | - Lei Zhengwan 雷正綰, 1829-1897, generaal - Tao Maolin 陶茂林, †1890, generaal - Cao Kezhong 曹克忠, 1826~1896, generaal - Hu Zhonghe 胡中和, 1834-1883, generaal - He Shengbi 何勝必, †1885, generaal - Xiao Qinggao 蕭慶高, †1866, generaal - Yang Fudong 楊復東, 1837-1880, generaal - Zhou Dawu 周達武, 1827-1894, generaal - Li Huiwu 李輝武, †1878, generaal - Tang Yougeng 唐友耕, 1837-1882, generaal |
| 431.         | 郭松林、李長樂、楊鼎勛、唐殿魁、唐定奎、滕嗣武、駱國忠                           |           | - Guo Songlin 郭松林, 1833-1880, generaal - Li Zhangle 李長樂, 1837-1889, generaal - Yang Dingxun 楊鼎勳, †1868, generaal - Tang Diankui 唐殿魁, †1867, generaal - Tang Dingkui 唐定奎, 1833-1889, generaal - Teng Siwu 滕嗣武, †1872, generaal - Luo Guozhong 駱國忠, 1835~1873, generaal |
| 432.         | 蕭啟江、張運蘭、唐訓方、蔣凝學、陳湜、李元度                                     |           | - Xiao Qijiang 蕭啟江, 1807-1860, generaal - Zhang Yunlan 張運蘭, †1864, generaal - Tang Xunfang 唐訓方, 1810-1877, generaal - Jiang Ningxue 蔣凝學, †1878, ambtenaar - Chen Shi 陳湜, 1832-1896, generaal - Li Yuandu 李元度, 1821-1887, generaal |
| 433.         | 金國琛、黃淳熙、吳坤修、康國器、李鶴章、吳毓蘭                                   |           | - Jin Guochen 金國琛, 1822-1879, ambtenaar - Huang Chunxi 黃淳熙, 1820-1861, generaal - Wu Kunxiu 吳坤修, 1816-1872, minister - Kang Guoqi 康國器, †1884, generaal - Li Hezhang 李鶴章, 1825-1880, generaal - Wu Yulan 吳毓蘭, , 1835-1882, generaal |
| 434.         | 沈棣輝、鄧仁堃、余炳燾、栗燿、朱孫貽、史致諤、劉郇膏、朱善張、黃輔辰             |           | - Shen Dihui 沈棣輝, †1856, generaal - Deng Renkun 鄧仁堃, †1866, generaal - Yu Bingdao 余炳燾, 1791-1857, ambtenaar - Li Yao 栗燿, 1808-1862, ambtenaar - Zhu Sunyi 朱孫貽, †1879, ambtenaar - Shi Zhi'e 史致諤, 1802-1872, ambtenaar - Liu Huangao 劉郇膏, 1818-1867, ambtenaar - Shu Zhanzhang 朱善張, †1864, ambtenaar - zi 子 Shu Zhizhen 朱之榛, ambtenaar, zoon van Shu Zhanzhang - Huang Fuchen 黃輔辰, 1798-1866, ambtenaar - zi 子 Huang Pengnian 黃彭年, ambtenaar-geleerde en boekenverzamelaar, zoon van Huang Fuchen |
| 435.         | 華爾、勒伯勒東、法爾第福、戈登、日意格、德克碑、赫德、帛黎                       |           | - Frederick Townsend Ward (Hua Feilie 華飛烈 Hua'er 華爾), 1831-1862, Amerikaanse avonturier, streed als legeraanvoerder van de Changshengjun (常勝軍, Ever Victorious Army) aan de zijde van Li Hongzhang tegen de Taiping, sneuvelde in 1862 bij de strijd tegen de Taiping - Albert Édouard Le Brethon de Caligny (Leiboleidong 勒伯勒東, Lebreton), 1833-1863, Franse zeeofficier, vormde met Frederick Ward de Changshengjun (常勝軍, Ever Victorious Army). Sneuvelde in 1863 bij de strijd tegen de Taiping - Tarding de Moidrey (Fa'er Difu 法爾第福, Fardiford), volgde Le Brethon op als bevelhebber, sneuvelde in 1863 bij de strijd tegen de Taiping - Charles George Gordon (Ge Deng 戈登), 1833-1885, gaf in China vanaf 1863 leiding aan de Changshengjun (常勝軍, Ever Victorious Army) waarmee hij de Taiping bestreed - Prosper Giquel (Ri Yige 日意格), 1835-1886, Franse officier, bestreed de Taiping, speelde een rol bij het moderniseren van het Chinese leger - Paul-Alexandre Neveue d'Aiguebelle (De Kebei 德克碑), 1831 - 1875, Franse officier, bestreed de Taiping - Robert Hart (Hede 赫德), 1835-1911, Britse diplomaat, werd in 1863 directeur van de Chinese maritieme douanedienst en was 1896-1911 inspecteur-generaal voor de gehele Chinese douanedienst - Alexandre Théophile Piry (Beli 帛黎), 1851-1918, Franse sinoloog, postmeester-generaal van China in 1911 |
| 436.         | 沈桂芬、李鴻藻、翁同龢、孫毓汶                                                   |           | - Shen Guifen 沈桂芬, 1818-1880, ambtenaar - Li Hongzao 李鴻藻, 1820-1897, ambtenaar, leraar van de Tongzhi-keizer - Weng Tonghe 翁同龢, 1830–1904, minister en Confucianistische geleerde - Sun Yuwen 孫毓汶, 1833-1899, ambtenaar |
| 437.         | 榮祿、王文韶、張之洞、瞿鴻禨                                                     |           | - Ronglu 榮祿, 1836-1903, minister, gouverneur-generaal van Zhili (1898) - Wang Wenshao 王文韶, 1832-1908, minister, gouverneur-generaal van Yun-Gui (1889-1894) en van Zhili (1895-1898) - Zhang Zhidong 張之洞, 1837-1909, minister, gouverneur-generaal van Liangguang (1884-1889), van Liangjiang (1894-1896 en 1902-1903) en van Huguang (1896-1898, 1898-1902 en 1904-1907) - Qu Hongji 瞿鴻禨, 1850–1918, eerste minister van buitenlandse zaken (1901-1907) |
| 438.         | 閻敬銘、張之萬、鹿傳霖、林紹年                                                   |           | - Yan Jingming 閻敬銘, 1817-1892, ambtenaar - Zhang Zhiwan 張之萬, 1811–1897, minister, gouverneur-generaal van Min-Zhe (1871), lid van de Grote Raad (1884–1894) - Lu Chuanlin 鹿傳霖, 1836-1910, ambtenaar, zijn voorstel uit 1865 om de stamleiders van de lokale minderheden in Kham te vervangen door Han-functionarissen werd uiteindelijk door het hof verworpen - Lin Shaonian 林紹年, 1845-1916, minister, gouverneur van Henan |
| 439.         | 景廉、額勒和布、許庚身、錢應溥、廖壽恆、榮慶、那桐、戴鴻慈                       |           | - Jing Lian 景廉, 1823-1885, minister - Eleihebu 額勒和布 (Elhebu), 1826-1900, minister - Xu Gengshen 許庚身, 1825-1893, minister, voorstander van astronomie, rekenen en aardrijkskunde - Qian Yingpu 錢應溥, 1824-1902, minister - Liao Shouheng 廖壽恆, 1839-1903, minister, ondersteunde Kang Youwei bij zijn contact met de Guangxu-keizer - Rongqing 榮慶, 1859-1917, minister - Na Tong 那桐, 1857-1925, minister - Dai Hongci 戴鴻慈, 1853-1910, minister, was bedreven in poëzie en kalligrafie |
| 440.         | 英桂、宗室載齡、恩承、宗室福錕、崇禮、裕德                                       |           | - Yinggui 英桂, 1801-1879, ambtenaar - (zongshi) Zailing 宗室載齡, 1812-1883, ambtenaar - Encheng 恩承, 1820-1892, generaal en minister - (zongshi) Fukun 宗室福錕, 1834-1896, minister - Chongli 崇禮, †1907, minister - Yude 裕德, 1848-1905), ambtenaar |

#### Juan441-473, individuele biografieën 7
| juan 441-473 | Titel                                                                                        | Vertaling | Opmerkingen |
| ------------ | -------------------------------------------------------------------------------------------- | --------- | --- |
| 441.         | 潘祖蔭、李文田、孫詒經、夏同善、張家驤、張英麟、張仁黼、張亨嘉                               |           | - Pan Zuyin 潘祖蔭, 1830–1890, ambtenaar, minister en boekenverzamelaar - Li Wentian 李文田, 1834-1895, minister en kalligraaf, specialist in de Mongoolse geschiedenis - Sun Yijing 孫詒經, 1826-1890, ambtenaar - Xia Tongshan 夏同善, 1831-1880, ambtenaar - Zhang Jiaxiang 張家驤, 1827-1885, ambtenaar - Zhang Yinglin 張英麟, 1837-1925, ambtenaar - Zhang Renfu 張仁黼, 1837-1908, ambtenaar - Zhang Hengjia 張亨嘉, 1847-1911, minister |
| 442.         | 徐樹銘、薛允升、宗室延煦、汪鳴鑾、周家楣、周德潤、胡燏棻、張蔭桓                             |           | - Xu Shuming 徐樹銘, 1824-1900, ambtenaar-geleerde - Xue Yunsheng 薛允升, 1820-1901, minister - (Zhongshi) Yanxu (宗室)延煦, 1828-1887, ambtenaar en minister, kalligraaf en schilder - zi 子 Huizhang 會章, gouverneur van Zhili, zoon van Yanxu - Wang Mingluan 汪鳴鑾, 1839-1907, minister, boekenverzamelaar en kalligraaf - Zhou Jiamei 周家楣, 1835-1887, minister - Zhou Derun 周德潤, 1832-1892, minister - Hu Xifen 胡燏棻, 1840-1906, minister - Zhang Yinhuan 張蔭桓, 1837–1900, minister, diplomaat, (derde) ambassadeur in de Verenigde Staten (1885-1889), steunde de hervormingen van Kang Youwei, werd verbannen in 1899 en geëxecuteerd in 1900 |
| 443.         | 孫家鼐、張百熙、唐景崇、于式枚、沈家本                                                       |           | - Sun Jianai 孫家鼐, 1827-1909, minister van onderwijs, eerste president van de Universiteit van Peking - Zhang Baixi 張百熙, 1847-1907, minister en onderwijshervormer - Tang Jingchong 唐景崇, 1844-1914, minister en onderwijshervormer, weigerde politieke functies na het uitroepen van de republiek - Yu Shimei 于式枚, 1856-1915, minister, weigerde politieke functies na het uitroepen van de republiek - Shen Jiaben 沈家本, 1840-1913, minister, mede-ontwerper van een nieuw wetboek van strafrecht, onder president Yuan Shikai was hij van 1911-1912 minister van justitie |
| 444.         | 黃體芳、宗室寶廷、宗室盛昱、張佩綸、鄧承修、徐致祥                                           |           | - Huang Tifang 黃體芳, 1832-1899, academicus en minister. Samen met Bao Ting (寶廷), Zhang Zhidong (張之洞) en Zhang Peilun (張佩綸) staan zij bekend als de "Vier Vermaners van Qingliu" (清流四諫, Qingliu sijian, ook wel de "Vier Vermaners van Hanlin", 翰林四諫, Hanlin sijian), vanwege hun gedurfde uitspraken - zi 子 Huang Shaoji 黃紹箕, 1854-1908, erudiete schrijver, epigraaf, kalligraaf en schilder, zoon van Huang Tifang - (Zongshi) Baoting 宗室寶廷, 1840-1890, ambtenaar-dichter, samen met Huang Tifang (黃體芳), Zhang Zhidong (張之洞) en Zhang Peilun (張佩綸) staan zij bekend als de "Vier Vermaners van Qingliu" (清流四諫, Qingliu sijian, ook wel de "Vier Vermaners van Hanlin", 翰林四諫, Hanlin sijian), vanwege hun gedurfde uitspraken - (Zongshi) Shengyu 宗室盛昱, 1850-1900, ambtenaar-geleerde - Zhang Peilun 張佩綸, 1848-1903, ambtenaar en docent aan de Hanlin-academie, samen met Bao Ting (寶廷), Zhang Zhidong (張之洞) en Huang Tifang (黃體芳) staan zij bekend als de "Vier Vermaners van Qingliu" (清流四諫, Qingliu sijian, ook wel de "Vier Vermaners van Hanlin", 翰林四諫, Hanlin sijian), vanwege hun gedurfde uitspraken - He Ruzhang 何如璋, 1838-1891, diplomaat, eerste gezant van China in Japan - Deng Chengxiu 鄧承修, 1841-1892, ambtenaar - Xu Zhixiang 徐致祥, 1838-1899, minister                                                       |
| 445.         | 吳可讀、朱一新、屠仁守、安維峻、文悌、江春霖                                                 |           | - Wu Kedu 吳可讀, 1812-1879, ambtenaar - Pan Dunyan 潘敦儼, ambtenaar - Zhu Yixin 朱一新, 1846-1894, ambtenaar en geleerde - Tu Renshou 屠仁守, 1832-1904, ambtenaar, geleerde, pedagoog en wiskundige - Wu Zhaotai 吳兆泰, 1851-1910, ambtenaar - He Jinshou 何金壽, ambtenaar - An Weijun 安維峻, 1854-1925, minister en schrijver, verzette zich tegen de hervormingsplannen van Kang Youwei, trok zich na de val van het Keizerrijk terug en werd schrijver - Wen Ti 文悌, 1849-1910, ambtenaar - Jiang Chunlin 江春霖, 1855-1918, ambtenaar |
| 446.         | 郭嵩燾、崇厚、曾紀澤、薛福成、黎庶昌、馬建忠、李鳳苞、洪鈞、劉瑞芬、徐壽朋、楊儒             |           | - Guo Songdao 郭嵩燾, 1818-1891, diplomaat, eerste ambassadeur in het Verenigd Koninkrijk en in Frankrijk - di 弟 Guo Kuntao 郭崑燾, 1827-1882, ambtenaar, jongere broer van Guo Songdao - Chonghou 崇厚, 1826-1893, minister en diplomaat - Zeng Jize 曾紀澤, 1839-1890, diplomaat, ambassadeur in Rusland (1880-1886), het Verenigd Koninkrijk (1878-1885) en Frankrijk (1878-1884) - Li Shuchang 薛福成, 1837-1898, diplomaat, vergezelde Guo Songdao in 1876 naar Europa en was gezant in Japan 1881-1890 - Xue Fucheng 黎庶昌, 1838-1894, diplomaat, ambassadeur in het Verenigd Koninkrijk en Frankrijk - Ma Jianzhong 馬建忠, 1845-1900, ambtenaar-geleerde - Li Fengbao 李鳳苞, 1834–1887, diplomaat, ambassadeur in Duitsland (1878-1884) en tegelijkertijd in Oostenrijk-Hongarije, Nederland (1881-1884) en Italië - Hong Jun 洪鈞, 1840-1893, ambtenaar-literaat en van 1887-1891 diplomaat in Duitsland, Oostenrijk-Hongarije, Rusland en Nederland (1887-1890) - Liu Ruifen 劉瑞芬, 1827-1892, diplomaat, 1887-1889 ambassadeur in het Verenigd Koninkrijk, Frankrijk, Italië en België - Xu Shoupeng 徐壽朋, 1840-1901, ambtenaar, ondersteunde in 1900 Li Hongzhang bij de onderhandelingen over het Bokserprotocol - Yang Yü 楊儒, 1840-1902, diplomaat, ambassadeur in de Verenigde Staten (1893-1896) en Rusland (1896-1902)                                                           |
| 447.         | 丁寶楨、李瀚章、楊昌濬、張樹聲、衛榮光、劉秉璋、陳士傑、陶模、李興銳、史念祖                 |           | - Ding Baozhen 丁寶楨, 1820–1886, gouverneur van Sichuan - Li Hanzhang 李瀚章, 1821-1899, minister - Yang Changjun 楊昌濬, 1825-1897, generaal, gouverneur-generaal van Shaanxi en Gansu - Zhang Shusheng 張樹聲, 1824-1884, generaal, gouverneur-generaa van Liangguang - di 弟 Zhang Shuping 張樹屏, †1891, ambtenaar, jongere broer van Zhang Shusheng - Wei Rongguang 衞榮光, 1826-1892, gouverneur van de provincie Shanxi - Liu Bingzhang 劉秉璋, 1826-1905, generaal (bestreed de Taipingopstand en de Nianopstand) en ambtenaar-geleerde (gouverneur van Jiangxi en Zhejiang, gouverneur-generaal van Sichuan) - Chen Shijie 陳士杰, 1824-1893, generaal en gouverneur van Zhejiang en van Shandong - Tao Mo 陶模, 1835-1902, gouverneur van Xinjiang en gouverneur-generaal van Shaanxi en Gansu - Li Xingrui 李興銳, 1827-1904, gouverneur van Jiangxi, in 1902 gouverneur van Guangdong, in 1903 gouverneur van Fujian en Zhejiang en in 1904 gouverneur van Liangjiang. - Shi Nianzu 史念祖, †1910, ambtenaar en generaal |
| 448.         | 丁日昌、卞寶第、塗宗瀛、黎培敬、崧駿、崧蕃、邊寶泉、于蔭霖、饒應祺、惲祖翼                   |           | - Ding Richang 丁日昌, 1823–1882, hervormingsgezinde ambtenaar met kennis van het buitenland - Bian Baodi 卞寶第, 1824-1893, ambtenaar, gouverneur van Fujian, Hunan, Huguang, Fujian en Zhejiang - Tu Zongying 涂宗瀛, 1811-1894, ambtenaar, gouverneur van Henan, Hunan en Huguang - Li Peijing 黎培敬, 1826-1882, ambtenaar, gouverneur van Jiangsu - Song Jun 崧駿, †1891, ambtenaar - Song Fan 崧蕃, †1905, ambtenaar - Bian Baoquan 邊寶泉, †1898, ambtenaar - Yu Yinlin 于蔭霖, 1838-1904, ambtenaar - Rao Yingqi 饒應祺, †1903, ambtenaar - Yun Zuyi 惲祖翼, 1837-1900, ambtenaar |
| 449.         | 錫良、周馥、陸元鼎、張曾敡、楊士驤、馮煦                                                     |           | - Xiliang 錫良, 1853-1917, ambtenaar, steunde gematigde hervormingspogingen, maar bestreed westerse culturele invloed en had sympathie voor de Bokseropstand - Zhou Fu 周馥, 1837-1921, ambtenaar, gouverneur van Shandong (1902-1904), van Liangjiang (1904-1906) en van Liangguang (1906–1907) - Lu Yuanding 陸元鼎, 1839-1910, ambtenaar - Zhang Cengyang 張曾敭, 1852-1920, ambtenaar - Yang Shixiang 楊士驤, 1860-1909, minister en gouverneur van Zhili - Feng Xu 馮煦, 1842-1927, ambtenaar en dichter |
| 450.         | 李鶴年、文彬、任道鎔、許振禕、吳大澂                                                         |           | - Li Henian 李鶴年, 1827-1890, ambtenaar - Wen Bin 文彬, 1825-1880, ambtenaar - Ren Daorong 任道鎔, 1823-1906, ambtenaar - Xu Zhenyi 許振禕, 1827-1899, legerleider en ambtenaar - Wu Dacheng 吳大澂, 1835–1902, ambtenaar-literaat, gouverneur van Hunan en beeldend kunstenaar |
| 451.         | 李朝儀、段起、丁壽昌、曾紀鳳、鐵珊、桂中行、劉含芳、游智開、李用清、李金鏞、金福曾、童兆蓉   |           | - Li Chaoyi 李朝儀, †1881, ambtenaar - Duan Qi 段起, †1882, ambtenaar en generaal - Ding Shoushang 丁壽昌, 1826-1880, legerleider en ambtenaar - Zeng Jifeng 曾紀鳳, †1889, generaal - Chu Yuli 儲裕立, †1895, generaal - Tie Shan 鐵珊, †1890, generaal - Gui Zhongxing 桂中行, †1896, ambtenaar - Liu Hanfang 劉含芳, 1840-1898, ambtenaar bij de douane - Chen Hongju 陳黌舉, generaal - You Zhikai 游智開, 1816-1899, ambtenaar - Li Yongqing 李用清, 1829-1898, ambtenaar - Li Xilian 李希蓮, ambtenaar - Li Jinyong 李金鏞, 1835-14 september 1890, ambtenaar en filantroop - Jin Fuceng 金福曾, 1828-1892, ambtenaar - Xie Jiafu 謝家福, 1847-1896, filantroop - Tong Zhaorong 童兆蓉, 1838-1905, ambtenaar |
| 452.         | 洪汝奎、楊宗濂、史朴、沈保靖、朱其昂、宗源瀚、徐慶璋、蒯光典、陳遹聲、潘民表、唐錫晉、婁春蕃 |           | - Hong Rukui 洪汝奎, 1824-1886, ambtenaar - Yang Zonglian 楊宗濂, 1832-1905, magistraat - Shi Pu 史樸, †1878, ambtenaar - Shi Kekuan 史克寬, ambtenaar - Shen Baojing 沈保靖, ambtenaar - Zhu Qi'ang 朱其昂, oprichter van een investeringsmaatschappij voor stoomschepen - di 弟 Zhu Qizhao 朱其詔, ambtenaar, jongere broer van Zhu Qi'ang - Zong Yuanhan 宗源瀚, †1897, ambtenaar - Xu Qingzhan 徐慶璋, †1895, ambtenaar - Xu Zhen 徐珍, ambtenaar, nam deel aan de Chinees-Japanse oorlog - Kuai Guangdian 蒯光典, 1857-1910, ambtenaar-geleerde, ging in 1908 naar Europa om toezicht te houden op Chinese studenten aldaar - Chen Yusheng 陳遹聲, ?–?, magistraat - Pan Minbiao 潘民表, †1902, ambtenaar - Yan Zuolin 嚴作霖, ambtenaar - Tang Xijin 唐錫晉, 1847-1912, ambtenaar - Lou Chunfan 婁春蕃, ambtenaar |
| 453.         | 榮全、升泰、善慶、慶裕、長庚、文海、鳳全、增祺、貽穀                                         |           | - Rongquan 榮全, †1880, ambtenaar - Xichang 喜昌, †1891, generaal - Shengtai 升泰, 1832-1891, amban in Tibet (1890-1892) - Shanqing 善慶, 1777-?, ambtenaar - Bailiang 柏梁, - - Enze 恩澤, - - Ming'an 銘安, 1828-1911, generaal - Gong Tang 恭鏜,- - Qingyu 慶裕, †1894, ambtenaar - Chang Geng 長庚, 1843-1914, amban in Tibet (1888-1890), gouverneur van Shaanxi en Gansu (1909-1912) - Wen Hai 文海, †1900, amban in Tibet (1896-1900) - Fengquan 鳳全, 1846-1905, assistent-amban in Tibet, werd gedood tijdens het Batang-incident van 1905 - Zengqi 增祺, 1851?-1919?, ambtenaar - Yigu 貽穀, 1856-1926, minister - Xinqin 信勤, minister |
| 454.         | 劉錦棠、張曜、劉典、金順、穆圖善、文麟                                                       |           | - Liu Jintang 劉錦棠, 1844-1894, droeg bij aan de onderdrukking van de Taipingopstand, gouverneur van Gansu en Xinjiang (1884-1889) - Zhang Yao 張曜, 1832-1891, generaal - Liu Dian 劉典, 1820-1879, generaal, droeg bij aan de onderdrukking van de Taipingopstand, gouverneur van Shaanxi - di 弟 Zhuoyun 倬雲, 1903, ambtenaar, jongere broer van Liu Dian - Jin Shun 金順, †1886, generaal - di 弟 Jin Lianshun 金連順, jongere broer van Jin Shun - Deng Zeng 鄧增, 1833-1905, generaal - Tuoyunbu 托雲佈, †1892, generaal - Guo Quan 果權, generaal - Liu Hongfa 劉宏發, - - Cao Zhengxing 曹正興, - - Mutushan 穆圖善, †1887, generaal - Duga'er 杜嘎爾, †1889, generaal - E'erqing'e 額爾慶額, †1893, generaal - Fengshen 豐紳, †1898, generaal - Wen Lin 文麟, †1876, ambtenaar - Mingchun 明春, †1887, generaal - Fuleming'e 富勒銘額, †1903, generaal - Xu Xuegong 徐學功, 1843-1912, militieleider |
| 455.         | 董福祥、金運昌、黃萬鵬、余虎恩、桂錫楨、方友升                                               |           | - Dong Fuxiang 董福祥, 1840-1908, generaal - Zhang Jun 張俊, - - Xia Xinyou 夏辛酉, 1843-1908, ambtenaar - Jin Yunchang 金運昌, †1886, generaal - Huang Wanpeng 黃萬鵬, 1832-1898, generaal - Yu Hu'en 余虎恩, 1836-1905, generaal - Gui Xizhen 桂錫楨, †1880, generaal - Fang Yousheng 方友升, †1906, generaal |
| 456.         | 馬如龍、和耀曾、楊玉科、蔡標、夏毓秀、何秀林、楊國發、張保和                                 |           | - Ma Rulong 馬如龍, 1832-1891, generaal - He Yaoceng 和耀曾, 1834-1897, generaal - Yang Yuke 楊玉科, 1838-1885, generaal - Li Weishu 李惟述, - - Cai Biao 蔡標, †1906, generaal - Duan Ruimei 段瑞梅, generaal - Xia Yuxiu 夏毓秀, †1910, ambtenaar - He Xiulin 何秀林, †1890, generaal - Yang Guofa 楊國發, †1900, generaal - Zhang Baohe 張保和, †1877, generaal |
| 457.         | 蔣東才、李南華、董履高、牛師韓、曹德慶、馬復震、程文炳、方耀                                 |           | - Jiang Dongcai 蔣東才, †1886, generaal - Liu Ting 劉廷, generaal - Li Chengxian 李承先, generaal - Li Nanhua 李南華, 1834-1903, militieleider - Dong Lugao 董履高, †1908, generaal - Dong Quansheng 董全勝, †1899, cavalerieofficier - Niu Shihan 牛師韓, †1895, ambtenaar - Cao Deqing 曹德慶, 1834-1901 , generaal - Ma Fuzhen 馬復震, †1877, ambtenaar - Cheng Wenbing 程文炳, 1833-1910, generaal - Fang Yao 方耀, 1834-1891, generaal - Zheng Shaozhong 鄭紹忠, 1834-1896, admiraal - Deng Anbang 鄧安邦, 1821-1889, generaal |
| 458.         | 徐延旭、唐炯、何璟、張兆棟                                                                   |           | - Xu Yanxu 徐延旭, 1818-1886, gouverneur van Guangxi - Tang Jiong 唐炯, 1829-1909, generaal, gouverneur van Yunnan (1883) - He Jing 何璟, 1817-1888, minister,gouverneur van Fujian en Zhejiang - Zhang Zhaodong 張兆棟, 1821-1887, ambtenaar, gouverneur van Guangdong |
| 459.         | 馮子材、蘇元春、王德榜、馬維騏、孫開華、歐陽利見                                             |           | - Feng Zicai 馮子材, 1818–1903, (anti-Franse) generaal - Wang Xiaoqi 王孝祺, †1898, generaal - Chen Jia 陳嘉, 1839-1885, generaal - Jiang Zonghan 蔣宗漢, 1836-1898, admiraal - Su Yuanchun 蘇元春, 1844-1908, generaal, speelde een rol in de Chinees-Franse Oorlog - Ma Shengzhi 馬盛治, 1844-1902, militair - Wang Debang 王德榜, 1837-1893, generaal, speelde een rol in de Chinees-Franse Oorlog - Zhang Chunfa 張春發, generaal - Xiao Delung 蕭得龍, generaal - Ma Weiqi 馬維騏, 1846-1910, admiraal - Tan Qiugang 覃修綱, 1839-1905, ambtenaar - Wu Yong'an 吳永安, 1839-1893, generaal - Sun Kaihua 孫開華, 1840-1893, generaal, vocht in de slag bij Tamsui (1884) tijdens de Chinees-Franse Oorlog, waarbij de Fransen werden verslagen - Zhu Huanming 朱煥明, 1844-1887, generaal - Su Desheng 蘇得勝, †1890, militair - Zhang Gaoyuan 章高元, 1843-1913, generaal - Ouyang Lijian 歐陽利見, 1825–1895, admiraal, vocht tegen de Fransen in de slag van Zhenhai (1885) tijdens de Chinees-Franse Oorlog |
| 460.         | 左寶貴、袁永山、鄧世昌、劉步蟾、戴宗騫                                                       |           | - Zuo Baogui 左寶貴, 1837-1894, generaal, sneuvelde in de Eerste Chinees-Japanse Oorlog - Yuanshan 袁永山, 1868-1894, generaal - Deng Shichang 鄧世昌, 1849-1894, marineofficier, sneuvelde in de Eerste Chinees-Japanse Oorlog - Liu Buchan 劉步蟾, 1852-1895, marineofficier, sneuvelde in de Eerste Chinees-Japanse Oorlog - Lin Taizeng 林泰曾, 1851-1894, marine-generaal - Dai Zongqian 戴宗騫, 1842-1895, generaal, pleegde zelfmoord tijdens de Eerste Chinees-Japanse Oorlog |
| 461.         | 宋慶、馬玉昆、依克唐阿、長順                                                                 |           | - Song Qing 宋慶, 1820-1902, generaal, diende in de Eerste Chinees-Japanse Oorlog en de Bokseropstand - Lu Benyuan 呂本元, †1910, generaal - Xu Bangdao 徐邦道, 1837-1895, generaal - Ma Yukun 馬玉崑, 1837—1908, generaal, diende in de Eerste Chinees-Japanse Oorlog en de Bokseropstand - Yiketang'a 依克唐阿 (Iktangga), 1834-1899, generaal - Ronghe 榮和, - - Zhang Shun 長順, 1839-1904, generaal |
| 462.         | 丁汝昌、衛汝貴、葉志超                                                                       |           | - Ding Ruchang 丁汝昌, 1836-1895, admiraal - Wei Rugui 衛汝貴, 1836-1895, generaal, werd tijdens de Eerste Chinees-Japanse Oorlog geëxecuteerd - di 弟 Wei Rucheng 衛汝成, ?-?, generaal, jongere broer van Wei Rugui - Ye Zhichao 葉志超, 1838-1901, generaal tijdens de Eerste Chinees-Japanse Oorlog |
| 463.         | 唐景崧、劉永福                                                                               |           | - Tang Jingsong 唐景崧, 1841–1903, generaal en ambtenaar (gouverneur van de Chinese provincie Taiwan), werd in 1895 na de annexatie van Taiwan door Japan de eerste president van de Republiek Formosa - Liu Yongfu 劉永福, 1837-1917, generaal, tweede (en laatste) president van de Republiek Formosa |
| 464.         | 李端棻、徐致靖、陳寶箴、黃遵憲、曾鉌、楊深秀、楊銳、劉光第、譚嗣同、唐才常、林旭、康廣仁     |           | - Li Duanfen 李端棻, 1833-1907, minister, steunde de onderwijshervormingen van de Guangxu-keizer in 1898 - Xu Zhijing 徐致靖, 1844-1918, ambtenaar, steunde de hervormingen van de Guangxu-keizer in 1898 - zi 子 Renzhu 仁鑄, - - Chen Baozhen 陳寶箴, 1831–1900, gouverneur van Hunan, steunde de hervormingen van de Guangxu-keizer en werd daarom in 1898 ontslagen - Huang Zunxian 黃遵憲, ambtenaar, diplomaat, dichter en hervormer - Zeng Li 曾鉌, †1899, ambtenaar, steunde de hervormingen van de Guangxu-keizer en werd daarom in 1898 ontslagen - Yang Shenxiu 楊深秀, 1849-1898, functionaris, belangrijke figuur in de "Hervorming van 1898", werd in 1898 als een van de "Zes Heren van 1898" geëxecuteerd - Yang Rui 楊銳, 1855-1898, hervormingsgezinde functionaris, werd als een van de "Zes Heren van 1898" geëxecuteerd - Liu Guangdi 劉光第, 1861-1898, leider van de "Hervorming van 1898", werd als een van de "Zes Heren van 1898" geëxecuteerd - Tan Sitong 譚嗣同, 1865-1898, hervormingsgezinde functionaris, werd als een van de "Zes Heren van 1898" geëxecuteerd - Tang Caichang 唐才常, 1867-1900, politiek activist en daarom geëxecuteerd - Lin Xu 林旭, hervormingsgezinde functionaris, werd als een van de "Zes Heren van 1898" geëxecuteerd - Kang Guangren 康廣仁, 1867-1898, jongere broer van Kang Youwei, werd als een van de "Zes Heren van 1898" geëxecuteerd |
| 465.         | 徐桐、裕祿、毓賢                                                                             |           | - Xu Tong 徐桐, 1819–1900, minister, leraar van de Tongzhi-keizer - Yu Shi 豫師, - - zi 子 Chengyu 承煜, - - Gang Yi 剛毅, 1837-1900, ambtenaar - Zhao Shuqiao 趙舒翹, 1848-1901, minister - Qi Xiu 啟秀, 1901, minister - Ying Nian 英年, - - Yulu 裕祿, 1844-1900, gouverneur-generaal van Liangjiang en van Huguang, gouverneur van Anhui en van Sichuan - Ting Yong 廷雍, 1853—1900, ambtenaar - Yuxian 毓賢, 1842–1901, gouverneur van Shandong (1899-1900) en van Shanxi (1900) - Li Tingxiao 李廷簫, speelde een belangrijke rol bij de Bokseropstand |
| 466.         | 徐用儀、許景澄、袁昶、立山、聯元                                                             |           | - Xu Yongyi 徐用儀, 1826-1900, minister, werd als een van de vijf ministers tijdens de Bokseropstand geëxecuteerd - Xu Jingcheng 許景澄, 1845-1900, hervormingsgezinde minister en diplomaat, werkzaam in België, Frankrijk, Italië, Rusland, Oostenrijk-Hongarije, Nederland en Duitsland. Hij werd als een van de vijf ministers tijdens de Bokseropstand geëxecuteerd - Yuan Chang 袁昶, 1846–1900, minister, werd als een van de vijf ministers tijdens de Bokseropstand geëxecuteerd - Lishan 立山, 1843–1900, minister, werd als een van de vijf ministers tijdens de Bokseropstand geëxecuteerd - Lianyuan 聯元, 1838-1900, minister, werd als een van de vijf ministers tijdens de Bokseropstand geëxecuteerd |
| 467.         | 李秉衡、聶士成、羅榮光、袁壽山、鳳翔                                                         |           | - Li Bingheng 李秉衡, 1830–1900, gouverneur van Anhui (1894) en van Shandong (1894) generaal, diende in de Chinees-Franse Oorlog, de Eerste Chinees-Japanse Oorlog en de Bokseropstand, pleegde zelfmoord na de ontzetting van Peking - Wang Tingxian 王廷相, 1851-1900, ambtenaar - Nie Shicheng 聶士成, 1836-1900, generaal, sneuvelde bij de slag om Tientsin tijdens de Bokseropstand - Luo Rongguang 羅榮光, 1833-1900, generaal - Shoushan 壽山, 1860-1900, generaal, pleegde zelfmoord na de Russische aanval op Aigun - Feng Xiang 鳳翔, †1900, gestationeerd in Jilin, sneuvelde in de strijd met het tsaristische Rusland nadat Aigun was aangevallen - Chong Yu 崇玉, - |
| 468.         | 崇綺、杜延茂、色普徵額、王懿榮、寶豐、壽富、宋承庠                                           |           | - Chongqi 崇綺 1829–1900, minister, vader van keizerin Xiaozheyi, gemalin van de Tongzhi-keizer - zi 子 Baochu 葆初, †1900, kalligraaf, zoon van Chongqi - Zhi Jun 志鈞, 1866-1921, - - Du Yanmao 杜延茂, †1900, generaal en minister, pleegde met zijn broer zelfmoord toen zij door de Geallieerden werden verslagen - di 弟 Du Yanzhi 杜延芝, jongere broer van Du Yanmao, pleegde met zijn broer zelfmoord toen zij door de Geallieerden werden verslagen - Sepuzeng'e 色普增額 (Sebjengge), †1900, generaal - Wang Yirong 王懿榮, 1845–1900, geleerde, directeur van de Keizerlijke Academie (Guozijian, 國子監), was de eerste die een verband legde tussen het Orakelbottenschrift en het huidige Chinees schrift - Xi Yuan 熙元, 1864-1900, ambtenaar - (zongshi) Baofeng 宗室寶豐 (Uksun Boofung), 1850-1900, geleerde, lid van de Hanlin-academie - (zongshi) Shoufu 宗室壽富 (Uksun Šeofu), 1865-1900, hervormingsgezinde geleerde, dichter en schrijver, pleegde zelfmoord tijdens de Bokseropstand - di 弟 Shoubo 壽蕃, - - Song Chengxian 宋承庠, - - Wang Tieshan 王鐵珊, - |
| 469.         | 恩銘、端方、松壽、趙爾豐、馮汝騤、陸鍾琦                                                     |           | - Enming 恩銘 (Enming), 1846-1907, ambtenaar, speelde een rol bij de hervormingen in de late jaren van de Qing-dynastie - Xu Xilin 徐錫麟, - - Fuqi 孚琦, 1857-1911, ambtenaar - Fengshan 鳳山, 1860-1911, ambtenaar - Duanfang 端方, 1861-1911, hervormingsgezinde ambtenaar, gouverneur-generaal van Huguang (1902-1904) en van Liangjiang (1906-1909) - di 弟 Duanjin 端錦, 1865-1911, ambtenaar, jongere broer van Duanfang - Liu Sui 劉燧, - - He Cheng'e 赫成額, - - Songshou 松壽, 1849-1911, ambtenaar, pleegde zelfmoord tijdens de Xinhairevolutie - Zhao Erfeng 趙爾豐, 1845-1911, militaire bevelhebber, vestigde in 1905 een direct Chinees bestuur in Kham, werd door republikeinse opstandelingen in Sichuan gedood - Feng Rukui 馮汝騤, 1863-1911, ambtenaar, pleegde zelfmoord tijdens de Xinhairevolutie - Lu Zhongqi 陸鍾琦, 1848-1911, gouverneur van Jiangxi (1908-1911) en voor 23 dagen van Shanxi (1911), met zijn zoon vermoord aan het begin van de Xinhairevolutie - zi 子 Lu Guangxi 光熙, †1911, met zijn vader vermoord aan het begin van de Xinhairevolutiezoon van Lu Zhongqi |
| 470.         | 志銳、良弼、載穆、文瑞、恆齡、朴壽、謝寶勝、黃忠浩                                           |           | - Zhirui 志銳, 1852-1911, generaal, werd vermoord tijdens de Xinhairevolutie - Liu Congde 劉從德, - - Chun Xun 春勳, - - Liangbi 良弼, 1877-1912, militair verzette zich tegen de revolutie van 1911 en werd gedood - (zongshi) Zaimu 宗室載穆, 1850-1911, generaal, pleegde zelfmoord tijdens de Xinhairevolutie - Wan Xuan 萬選, - - De Pei 德霈, - - Long Yuan 同源, - - Wenrui 文瑞 (Wenšui), 1849-1911, generaal, pleegde zelfmoord tijdens de Xinhairevolutie - Cheng Yan 承燕, †1911, ambtenaar, gedood tijdens Xinhairevolutie - Ke Meng'e 克蒙額, militair - Hengling 恆齡, †1911 - De Pei 德霈, - - Pu Shou 樸壽, 1856-1911, ambtenaar, sneuvelde tijdens de Xinhairevolutie - Xie Baosheng 謝寶勝, 1859-1912, generaal en ambtenaar, pleegde zelfmoord vanwege de val van de Qing-dynastie - Yao Aiyun 姚靄雲, - - Huang Zhonghao 黃忠浩, - - Yang Rangli 楊讓梨, †1911 generaal |
| 471.         | 盛宣懷、瑞澂                                                                                 |           | - Sheng Xuanhai 盛宣懷, 1844-1916, rijke magnaat en functionaris, representatief figuur van de verwestersingsbeweging - Ruicheng 瑞澂, 1863-1915, ambtenaar, 1907 gouverneur van Jiangsu, later in 1907 gouverneur van Liangjiang, in 1910 gouverneur van Huguang, na de Xinhairevolutie van 1911 werden zijn bezittingen geconfisqueerd |
| 472.         | 陸潤庠、世續、伊克坦、梁鼎芬、徐坊、勞乃宣、沈曾植                                           |           | - Lu Runxiang 陸潤庠, 1841-1915, minister, leraar van keizer Puyi, bleef ook na 1911 loyaal aan Qing - Shi Xuan 世續, 1852-1921, minister - Yi Ketan 伊克坦, 1862-1922, minister - Liang Dingfeng 梁鼎芬, 1859-1919, ambtenaar-geleerde en boekenverzamelaar - Xu Fang 徐坊, 1864-1916, functionaris, leraar van keizer Puyi - Lao Naixuan 勞乃宣, 1843-1921, ambtenaar-geleerde, lid van de Keizerlijke Raad van de Qing-dynastie - Shen Cengzhi 沈曾植, 1850-1922, historicus, kalligraaf en dichter van Mongoolse afkomst |
| 473.         | 張勳、康有為                                                                                 |           | - Zhang Xun 張勳, 1854-1923, generaal, bleef na 1911 loyaal aan Qing, probeerde in 1917 het keizerrijk te herstellen, vluchtte na de mislukking naar de Nederlandse legatie in Peking - Kang Youwei 康有為, 1858-1927, hervormer en politiek denker, pleitte voor de vorming van een constitutionele monarchie, ook na het uitroepen van de republiek |

### Juan474-529, collectieve biografieën

#### Juan474-475, biografieën van opstandelingen
| juan 474-475 | Titel                          | Vertaling | Opmerkingen |
| ------------ | ------------------------------ | --------- | --- |
| 474.         | 吳三桂、耿精忠、尚之信、孫延齡 |           | - Wu Sangui 吳三桂, 1612-1678, generaal, nam in 1673 deel aan de Opstand van de Drie Leengoederen tegen de Kangxi-keizer - Wu Shifan 吳世璠, 1663–1681, kleinzoon en opvolger van Wu Sangui tijdens de Opstand van de Drie Leengoederen - Zhang Guozhu (enz.) 張國柱(等), †1683, generaal in dienst van Wu Sangui, nam deel aan de Opstand van de Drie Leengoederen - Geng Jingzhong 耿精忠, †1682, nam in 1674 deel aan de Opstand van de Drie Leengoederen tegen de Kangxi-keizer - Shang Zhixin 尚之信, 1636-1680, speelde een rol in de Opstand van de Drie Leengoederen - Sun Yanling 孫延齡, †1677, generaal, werd door Wu Sangui overgehaald om in opstand te komen tegen de Qing-dynastie |
| 475.         | 洪秀全                         |           | - Hong Xiuquan 洪秀全, 1814-1864, centrale figuur in de Taipingopstand |

#### Juan476-479, biografieën van welwillende beambten (循吏,xunli)
| juan 476-479 | Titel | Vertaling              | Opmerkingen |
| ------------ | --- | ---------------------- | --- |
| 476.         | xunli yi (循吏一), 白登明、宋必達、張沐、陳汝咸、繆燧、姚文燮、駱鍾麟、趙吉士、張瑾、江皋、邵嗣堯、崔華、劉棨、陶元淳、廖冀亨、佟國瓏、陸師 | welwillende beambten 1 | - Bai Denming 白登明, 1624-？ - Tang Jiaxiang 湯家相 - Ren Chendan 任辰旦, 1623-1692 - Yu Zongyao 于宗堯, 1650-1677 - Song Bida 宋必達, magistraat - Lu Zaixin 陸在新 - Zhang Mu 張沐 - Zhang Xun 張壎, ambtenaar en dichter - Chen Ruxian 陳汝咸, 1658-1716 - Mou Sui 繆燧, 1650-1716 - Chen Shilin 陳時臨 - Yao Wenxie 姚文燮, 1628-1692, ambtenaar, schilder, schrijver en geleerde - Huang Zhenlin 黃貞麟, †1694 - Luo Zhonglin 駱鍾麟, 1624—？ - Cui Zongtai 崔宗泰 - Zu Jinchao 祖進朝 - Zhao Jishi 趙吉士, 1628-1706, ambtenaar-geleerde - Zhang Jin 張瑾 - Jiang Gao 江皋, 1635-1715, ambtenaar, kalligraaf en schilder - Zhang Keyi 張克嶷 - Jia Pu 賈樸 - Shao Siyao 邵嗣堯 - Wei Liding 衛立鼎 - Gao Yinjue 高蔭爵 - Jin Rang 靳讓 - Cui Hua 崔崋, 1632-1693 - Zhou Zhonghua 周中鋐, †1728 - Liu Qi 劉棨, 1657-1718 - Tao Yuanchun 陶元淳, 1646-1698 - Liao Jiheng 廖冀亨, 1660—1711 - Tong Guolong 佟國瓏 - Lu Shi 陸師 - Gong Jian 龔鑑 |
| 477.         | xunli er (循吏二), 陳德榮、芮復傳、閻堯熙、藍鼎元、葉新、陳慶門、周人龍、童華、李渭、謝仲坃、牛運震、邵大業、周克開、汪輝祖、劉大紳         | welwillende beambten 2 | - Chen Derong 陳悳榮, 1688-1747 - Rui Fuchuan 芮復傳, 1682-1775, ambtenaar en dichter - Jiang Lin 蔣林 - Yan Yaoxi 閻堯熙, †1742 - Wang Shixiang 王時翔, †1744 - Lan Dingyuan 藍鼎元, 1680-1733, magistraat - Ye Xin 葉新 - Shi Zaoling 施昭庭 - Chen Qingmeng 陳慶門 - Zhou Renlong 周人龍, 1681-1745 - Tong Hua 童華, 1675-1739 - Huang Shifa 黃世發 - Li Wei 李渭 - Xie Zhongxun 謝仲坃 - Li Daben 李大本 - Niu Yunzhen 牛運震, 1706-1758 - Zhang Zhentao 張甄陶, 1713-1780 - Shao Daye 邵大業, 1710-1771 - Zhou Kekai 周克開, 1724-1784 - Zheng Yi 鄭基 - Kang Yiyuan 康基淵 - Yan Rusi 言如泗, magistraat - Zhou Jihua 周際華, 1772-1846 - Wang Huizu 汪輝祖, 1731–1807, ambtenaar-geleerde, historicus - Ru Dunhe 茹敦和, 1720-1791 - Zhu Xiudu 朱休度, 1732-1812 - Liu Dashen 劉大紳, 1747-1828 - Wu Huancai 吳煥彩 - Ji Dakui 紀大奎, 1756-1825 - Shao Xizeng 邵希曾                                                                         |
| 478.         | xunli san (循吏三), 張吉安、龔景瀚、蓋方泌、李賡芸、伊秉綬、狄尚絅、李文耕、劉體重、張琦、劉衡、姚柬之、王肇謙、桂超萬                      | welwillende beambten 3 | - Zhang Ji'an 張吉安, 1759-1829 - Li Yuchang 李毓昌, 1771-1808 - Gong Jinghan 龔景瀚, 1747-1802 - Gai Fangmi 蓋方泌, 1768-1838 - Shi Shaodeng 史紹登, †1804 - Li Gengyun 李賡芸, 1754-1817 - Yi Bingshou 伊秉綬, 1754-1815, ambtenaar en kalligraaf - Di Shangjiong 狄尚絅 - Zhang Dunren 張敦仁, 1754-1834 - Zheng Dunyun 鄭敦允 - Li Wengeng 李文耕, 1763-1838 - Liu Lizhong 劉體重, 1770-1842 - zi 子 Xi 煦 - Zhang Qi 張琦, 1764-1833 - Shi Jiashao 石家紹 - Liu Heng 劉衡 - Xu Dong 徐棟 - Yao Jianzhi 姚柬之 - Wu Jun 吳均 - Wang Zhaoqian 王肇謙 - Cao Jin 曹瑾 - Gui Chaowan 桂超萬 - Zhang Zuonan 張作楠 - Yun Maoqi 雲茂琦 |
| 479.         | xunli si (循吏四), 徐台英、牛樹梅、劉秉琳、李炳濤、蒯德模、方大湜、楊榮緒、王仁福、冷鼎亨、孫葆田、塗官俊、張楷、王仁堪                     | welwillende beambten 4 | - Xu Taiying 徐台英 - Niu Shumei 牛樹梅, 1799-1882 - He Yueyu 何曰愈 - Wu Yinglian 吳應連 - Liu Binglin 劉秉琳, †1882 - Chen Chongdi 陳崇砥 - Xia Ziling 夏子齡 - Xiao Shiben 蕭世本 - Li Bingtao 李炳濤 - Yu Shu 俞澍 - Zhu Genren 朱根仁 - Zhou Zhongjun 鄒鍾俊 - Wang Maoxun 王懋勳, †1909 - Kuai Demo 蒯德模 - Lin Daquan 林達泉 - Fang Dashi 方大湜 - Chen Hao 陳豪 - Yang Rongchu 楊榮緒 - Lin Qi 林啟 - Wang Renfu 王仁福 - Zhu Guangdi 朱光第 - Leng Dinghen 冷鼎亨 - Sun Baotian 孫葆田, 1840-1909 - Ke Shaojing 柯劭憼 - Tu Guanjun 涂官俊, †1894 - Chen Wenfu 陳文黻 - Li Su 李素 - Zhang Kai 張楷, 1843-1904 - Wang Renkai 王仁堪, 1848-1893 |

#### Juan480-483, biografieën van Confucianistische geleerden (儒林,rulin)
| juan 480-483 | Titel | Vertaling                     | Opmerkingen |
| ------------ | --- | ----------------------------- | --- |
| 480.         | rulin yi 儒林一, 孫奇逢、黃宗羲、王夫之、李顒、沈國模、王朝式、謝文洊、湯其仁、宋之盛、鄧元昌、高愈、湯之錡、張夏、吳曰慎、陸世儀、張履祥、何汝霖、凌克貞、屠安世、鄭宏、沈昀、劉汋、應撝謙、朱鶴齡、范鎬鼎、白奐彩、胡承諾、曹本榮、劉原淥、顏元、李恭、刁包、李來章、竇克勤、李光坡、莊亨陽、王懋竑、李夢箕、胡方、勞史、汪鑒、顧棟高、孟超然、汪紱、姚學塽、唐鑒、吳嘉賓、劉熙載、朱次琦、成孺、邵懿辰 | Confucianistische geleerden 1 | - Sun Qifeng 孫奇逢, 1583–1675 - Geng Jie 耿介 - Huang Zongxi 黃宗羲, 1610-1695 - di 弟 Huang Zongyan 黃宗炎, 1616-1686, jongere broer Huang Zongxi - di 弟 Huang Zonghui 黃宗會, 1618-1663, jongere broer Huang Zongxi - zi 子 Huang Baijia 黃百家, 1643-1709, zoon Huang Zongxi - Wang Fuzhi 王夫之, 1619–1692 - Xiong Jiezhi 兄介之 - Li Yong 李顒, 1627-1705, ook bekend als Li Erqu 李二曲 - Li Yindu 李因篤 - Li Bai 李柏 - Wang Xinjing 王心敬 - Shen Guomo 沈國模 - Shi Xiaoxian 史孝咸 - Han Dang 韓當 - Shao Cenke 邵曾可 - Shen Ce 曾可 - Sun Tingcai 孫廷采 - Wang Chaoshi 王朝式 - Xie Wenjian 謝文洊 - Gan Jing 甘京 - Huang Xi 黃熙 - Ceng Yuedou 曾曰都 - Wei Longguang 危龍光 - Tang Qiren 湯其仁 - Song Zhisheng 宋之盛 - Deng Yuanchang 鄧元昌 - Gao Yu 高愈 - Gu Pei 顧培 - Peng Dingqiu 彭定求, 1645-1719 - Tang Zhiqi 湯之錡 - Shi Huang 施璜 - Zhang Xia 張夏, ?-? - Wu Yueshen 吳曰慎 - Lu Shiyi 陸世儀, 1611-1672 - Chen Hu 陳瑚 - Sheng Jing 盛敬 - Jiang Shishao 江士韶 - Zhang Lüxiang 張履祥, 1611-1674 - Qian Yin 錢寅 - He Rulin 何汝霖, 1781-1852 - Ling Kezhen 凌克貞 - Tu Anshi 屠安世 - Zheng Hong 鄭宏 - Zhu Quan 祝洤 - Shen Yun 沈昀 - Yao Hongren 姚宏任 - Ye Dungen 葉敦艮 - Liu Zhuo 劉汋 - Ying Huiqian 應撝謙, 1615-1683 - Zhu Heling 朱鶴齡, 1606-1683 - Chen Qiyuan 陳啟源 - Fan Haoding 范鎬鼎 - Dang Cheng 党成 - Li Shengguang 李生光 - Bai Huancai 白奐彩 - Dang Zhan 党湛 - Wang Huatai 王化泰 - Sun Jinglie 孫景烈 - Hu Chengnuo 胡承諾 - Cao Benrong 曹本榮, 1621-1665 - Zhang Zhenshen 張貞生, 1623-1675 - Liu Yuanlu 劉原淥 - Jiang Guolin 姜國霖 - Liu Yigui 劉以貴 - Han Mengzhou 韓夢周, 1729-1798 - Liang Hongzhu 梁鴻翥 - Fa Kunhong 法坤宏 - Yan Xunguan 閻循觀 - Ren Yuan 任瑗 - Yan Yuan 顏元, 1635-1704 - Wang Yuan 王源 - Cheng Tingzuo 程廷祚 - Yun Hesheng 惲鶴生 - Li Gong 李塨 - Diao Bao 刁包, 1603-1669 - Wang Yuyou 王餘佑 - Li Laizhang 李來章 - Ran Jinzu 冉覲祖 - Dou Keqin 竇克勤 - Li Guangpo 李光坡 - zongzi 從子 Zhonglun 鍾倫 - Zhuang Hengyang 莊亨陽, 1686-1746 - Guan Xianyao 官獻瑤 - Wang Maohong 王懋竑, 1668-1741 - Zhu Zeyun 朱澤澐 - Qiao Jin 喬僅 - Li Mengji 李夢箕 - zi 子 Tunan 圖南 - Zhang Pengyi 張鵬翼 - Tong Nengling 童能靈 - Hu Fang 胡方 - Feng Chengxiu 馮成修 - Lao Tong 勞潼 - Lao Shi 勞史 - Sang Diaoyuan 桑調元 - Wang Jian 汪鑒 - Gu Donggao 顧棟高, 1679-1759 - Chen Zufan 陳祖范 - Wu Ding 吳鼎 - Liang Xiyu 梁錫璵 - Meng Chaoran 孟超然, 1731-1797 - Wang Fu 汪紱, 1692-1759 - Yu Yuanlin 余元遴 - Yao Xueshuang 姚學塽, 1766-1826 - Pan Zi 潘諮 - Tang Jian 唐鑑, 1778-1861 - Wu Jiabin 吳嘉賓, 1803-1864 - Liu Chuanying 劉傳瑩 - Liu Xizai 劉熙載, 1813–1881 - Zhu Ciqi 朱次琦, 1807-1882 - Cheng Ru 成孺 - Shao Yichen 邵懿辰, 1810-1861 - Gao Junru 高均儒 - Yi Leyao 伊樂堯 |
| 481.         | rulin er 儒林二, 顧炎武、張爾岐、萬斯大、胡渭、毛奇齡、閻若璩、惠周惕、陳厚耀、臧琳、任啟運、全祖望、沈彤、江永、褚寅亮、盧文弨、錢大昕、王鳴盛、戴震、段玉裁、孫志祖、劉台拱、孔廣森、邵晉涵、王念孫、汪中、武億、莊述祖、戚學標、丁傑、孫星衍、王聘珍、凌廷堪、桂馥、江聲、錢大昭 | Confucianistische geleerden 2 | - Gu Yanwu 顧炎武, 1613-1682, taalkundige - Zhang Erqi 張爾岐, 1612-1678 - Ma Su 馬驌 - Wan Sida 萬斯大, 1633-1683 - Xiong Sixuang 兄斯選 - zi 子 Jing 經 - Zhi Yan 姪言 - Yan zi 言子 Chengxun 承勳 - Hu Wei 胡渭, 1633-1714 - zi 子 Yansheng 彥昇 - Ye Peisun 葉佩蓀 - Mao Qiling 毛奇齡, 1623-1716, taalkundige - Lu Banglie 陸邦烈 - Yan Ruoqu 閻若璩 - zi 子 Yong 詠 - Li Kai 李鎧 - Wu Yukin 吳玉搢 - Hui Zhouti 惠周惕, ?—? - zi 子 Shiqi 士奇 - Sun Dong 孫棟 - Yu Xiaoke 余蕭客 - Chen Houyao 陳厚耀, 1648-1722 - Zang Lin 臧琳 - Xuan Sunyong 玄孫庸 - Litang 禮堂 - Ren Qiyun 任啟運, 1670-1744 - Quan Zuwang 全祖望, 1705-1755 - Jiang Xueyong 蔣學鏞 - Dong Bingchun 董秉純 - Shen Tong 沈彤, 1688-1752 - Cai Dejin 蔡德晉 - Sheng Shizuo 盛世佐 - Jiang Yong 江永, 1681–1762, taalkundige - Cheng Yaotian 程瑤田 - Chun Yinliang 褚寅亮, 1715-1790 - Lu Wenchao 盧文弨, 1717-1795 - Gu Guangqi 顧廣圻 - Qian Daxin 錢大昕, 1728–1804, taalkundige en historicus - zuzi族子 Tang 塘 - Dian 坫 - Wang Mingsheng 王鳴盛, 1722-1797 - Jin Yuezhui 金曰追 - Wu Linyung 吳淩雲 - Dai Zhen 戴震, 1724-1777 - Jin Bang 金榜 - Duan Yucai 段玉裁, 1735–1815 - Niu Shuyu 鈕樹玉 - Xu Chengqing 徐承慶 - Sun Zhizu 孫志祖, 1737-1801 - di 翟 Hao 灝 - Liang Yusheng 梁玉繩 - Lu Sheng 履繩 - Wang Jiaxi 汪家禧 - Liu Taigong 劉台拱, 1751-1805 - Zhu Bin 朱彬 - Kong Guangsen 孔廣森, 1753-1786 - Shao Jinhan 邵晉涵, 1743-1796, historicus - Zhou Yongnian 周永年 - Wang Niansun 王念孫, 1744–1832 - zi 子 Yinzhi 引之 - Li Dun 李惇 - Jia Tianzu 賈田祖 - Song Mianchu 宋緜初 - Wang Zhong 汪中, 1745–1794 - Jiang Deliang 江德量 - Xu Fu 徐復 - Wang Guangxi 汪光爔 - Wu Yi 武億, 1745-1799 - Zhuang Shuzu 莊述祖, 1751-1816 - Zhuang Shoujia 莊綬甲, 1774-1828 - Zhuang Youke 莊有可 - Qi Xuebiao 戚學標, 1742-1824 - Jiang Yougao 江有誥 - Chen Xijin 陳熙晉 - Li Cheng 李誠 - Ding Jie 丁杰, 1738-1807 - Zhou Chun 周春 - Sun Xingyan 孫星衍, 1753–1818 - Bi Heng 畢亨 - Li Yide 李貽德 - Wang Pingzhen 王聘珍 - Lin Tingkan 淩廷堪, 1757-1809 - Hong Bang 洪榜 - Wang Long 汪龍 - Guifu 桂馥, 1736-1805 - Xu Han 許瀚 - Jiang Sheng 江聲, 1721-1799, kalligraaf - Sun Yuan 孫沅 - Qian Dazhao 錢大昭, 1744-1813 - zi 子 Dongyan 東垣 - Yi 繹 - Dong 侗 - Zhu Junsheng 朱駿聲 |
| 482.         | rulin san 儒林三, 馬宗槤、張惠言、郝懿行、陳壽祺、許宗彥、呂飛鵬、嚴可均、焦循、李富孫、胡承珙、凌曙、劉逢祿、雷學淇、胡培翬、劉文淇、丁晏、王筠、曾釗、柳興恩、陳澧、鄭珍、劉寶楠、龍啟瑞、陳立、陳奐、黃式三、俞樾、王闓運、王先謙、孫詒讓、鄭杲 | Confucianistische geleerden 3 | - Ma Zongyi 馬宗槤 - zi 子 Ruichen 瑞辰 - sun 孫 Sanjun 三俊 - Zhang Huiyan 張惠言, 1761-1802 - zi子 Chengsun 成孫 - Jiang Chengzhi 江承之 - Hao Yixing 郝懿行, 1757-1825 - Chen Shouqi 陳壽祺, 1771-1834 - zi 子 Qiaocong 喬樅 - Xie Zhen 謝震 - He Zhiyun 何治運 - Sun Yingshi 孫經世 - Ke Heng 柯蘅 - Xu Zongyan 許宗彥, 1768-1819 - Lu Feipeng 呂飛鵬 - Shen Menglang 沈夢蘭 - Song Shiluo 宋世犖 - Yan Kejun 嚴可均, 1762-1843 - Yan Yuanzhao 嚴元照 - Jiao Xun 焦循, 1763–1820 - zi 子 Tinghu 廷琥 - Gu Fengmao 顧鳳毛 - Zhong Huai 鍾懷 - Li Zhongsi 李鍾泗 - Li Fusun 李富孫, 1764-1843 - Xiong Chaosun 兄超孫 - di 弟 Yusun 遇孫 - Hu Chenggong 胡承珙, 1776-1832 - Hu Bingqian 胡秉虔 - Zhu Jian 朱珔 - Ling Shu 淩曙, 1775-1829 - Xue Chuanjun 薛傳均 - Liu Fenglu 劉逢錄, 1775-1829 - Song Xiangfeng 宋翔鳳 - Dai Wang 戴望 - Lei Xueqi 雷學淇, ?-? - Wang Xuanling 王萱齡 - Cui Shu 崔述 - Hu Peihui 胡培翬, 1782-1849 - Yang Dayu 楊大堉 - Liu Wenqi 劉文淇, 1789-1854 - zi 子 Yusong 毓崧 - Sun Shouceng 孫壽曾 - Fang Shen 方申 - Ding Yan丁晏, 1794–1875 - Wang Yun 王筠, 1784-1854 - Ceng Zhao 曾釗 - Lin Botong 林伯桐 - Li Fuping 李黼平 - Liu Xing'en 柳興恩, 1795-1880 - di 弟 Rongzong 榮宗 - Xu Guilin 許桂林 - Zhong Wenzheng 鍾文烝 - Mei Yu 梅毓 - Chen Li 陳澧, 1810–1882 - Hou Kang 侯康 - Hou Du 侯度 - Gui Wencan 桂文燦 - Zheng Zhen 鄭珍, 1806-1864 - Zou Hanxun 鄒漢勛 - Wang Song 王崧 - Liu Baonan 劉寶楠, 1791-1855 - zi 子 Gongmian 恭冕 - Long Qirui 龍啟瑞, 1814-1858 - Miao Kui 苗夔 - Pang Dakun 龐大坤 - Chen Li 陳立, 1809-1869 - Chen Huan 陳奐, 1786-1863 - Jin E 金鶚 - Huang Shisan 黃式三, 1789-1862 - zi 子 Yizhou 以周 - Yu Yue 俞樾, 1821-1907 - Zhang Wenhu 張文虎 - Wang Kaiyun 王闓運, 1833-1916 - Wang Xianqian 王先謙, 1842–1917 - Sun Yirang 孫詒讓, 1848–1908 - Zheng Guao 鄭杲, 1851-1900 - Song Shusheng 宋書升 - Fa Weitang 法偉堂, 1843-1907 |
| 483.         | rulin si 儒林四, 孔衍植、孔興燮、孔毓圻、孔傳鐸、孔廣棨、孔昭煥、孔憲培、孔慶鎔、孔繁灝、孔祥珂、孔令貽 | Confucianistische geleerden 4 | - Kong Yinzhi 孔蔭植 of 孔廕植?, 1592-1648, afstammeling in de 65e generatie van Confucius - Kong Xingxie 孔興燮, 1636-1668, afstammeling in de 66e generatie van Confucius - Kong Yuqi 孔毓圻, 1657-1723, afstammeling in de 67e generatie van Confucius - Kong Chuanduo 孔傳鐸, 1674-1735, afstammeling in de 68e generatie van Confucius - (Kong Jiyi 孔繼濩, 1697-1719, afstammeling in de 69e generatie van Confucius) - Kong Guangqi 孔廣棨, 1713-1743, afstammeling in de 70e generatie van Confucius - Kong Zhaohuan 孔昭煥, 1735-1782, afstammeling in de 71e generatie van Confucius - Kong Xianpei 孔憲培, 1756-1793, afstammeling in de 72e generatie van Confucius - Kong Qingrong 孔慶鎔, 1787-1841, werd door zijn (kinderloze) oom Kong Xianpei als erfgenaam geadopteerd - Kong Fanhao 孔繁灝, 1806-1862, afstammeling in de 74e generatie van Confucius - Kong Xiangke 孔祥珂, 1848-1876, afstammeling in de 75e generatie van Confucius - Kong Lingyi 孔令貽, 1872-1919, afstammeling in de 76e generatie van Confucius |

#### Juan484-486, biografieën van literaten (文苑,wenyuan)
| juan 484-486 | Titel | Vertaling   | Opmerkingen |
| ------------ | --- | ----------- | --- |
| 484.         | wenyuan yi 文苑一, 魏禧、梁份、侯方域、申涵光、殷岳、吳嘉紀、錢謙益、吳偉業、宋琬、施閏章、王士祿、王苹、張篤慶、徐夜、陳恭尹、吳文煒、王隼、馮班、胡承諾、阿什垣、汪琬、計東、彭孫遹、朱彝尊、尤侗、陳維崧、潘耒、徐嘉炎、萬斯同、劉獻廷、邵遠平、喬萊、陸葇、龐塏、陸圻、孫枝蔚、丁煒、黃與堅、吳雯、梅清、馮景、姜宸英、性德、文昭、趙執信、黃儀、查慎行、史申義、顧陳垿、何焯、戴名世 | literaten 1 | - Wei Xi 魏禧, 1624-1681, essayist, een van de "drie meesters van proza uit de late Ming- en vroege Qing-dynastie" - xiong 兄 Jirui 際瑞 - Di Li 弟禮 - Lizi 禮子 Shixiao 世傚 - Shi Yan 世儼 - Li Tengjiao 李騰蛟 - Qiu Weiping 邱維屏 - Ceng Can 曾燦 - Lin Shiyi 林時益 - Liang Fen 梁份 - Hou Fangyu 侯方域, 1618-1655, een van de "drie meesters van proza uit de late Ming- en vroege Qing-dynastie" - Wang Youding 王猷定 - Chen Hongxu 陳宏緒, 1597-1665 - Xu Shipu 徐士溥 - Ouyang Binyuan 歐陽斌元 - Shen Hanguang 申涵光, 1619-1677 - Zhang Gai 張蓋 - Yin Yue 殷岳 - Wu Jiaji 吳嘉紀, 1618–1684 - Xu Bo 徐波 - Qian Qianji 錢謙益, 1582–1664, historicus en dichter - Gong Dingzi 龔鼎孳 - Wu Weiye 吳偉業, 1609–1671 - Cao Rong 曹溶 - Song Wan 宋琬, 1614–1673 - Yan Hang 嚴沆 - Shi Runzhang 施閏章, 1618-1683 - Gao Yong 高詠 - Deng Hanyi 鄧漢儀 - Wang Shilu 王士祿, 1626-1673 - di 弟 Shihu 士祜 - Lian Wen 田雯 - Cao Zenji 曹貞吉 - Yan Guangmin 顏光敏 - Wang Ping 王苹 - Zhang Duqing 張篤慶, 1642-1715 - Xu Ye 徐夜 - Chen Gongyin 陳恭尹, 1631-1700 - Qu Dajun 屈大均 - Liang Peilan 梁佩蘭 - Cheng Keze 程可則 - Fang Dianyuan 方殿元 - Wu Wenwei 吳文煒 - Wang Sun 王隼 - Feng Ban 馮班, 1602-1671 - Zong Yuanding 宗元鼎 - Liu Tiren 劉體仁 - Wu Shu 吳殳 - Hu Chengnuo 胡承諾 - He Yisun 賀貽孫 - Tang Zhen 唐甄 - Ashentan 阿什坦 - Liu Qi 劉淇 - Jin Dechun 金德純 - Fu Zehong 傅澤洪 - Wang Wan 汪琬, 1624-1691, een van de "drie meesters van proza uit de late Ming- en vroege Qing-dynastie" - Ji Dong 計東, 1624-1675 - Wu Zhaoqian 吳兆騫 - Gu Woqi 顧我錡 - Peng Sunyu 彭孫遹, 1631-1700 - Zhu Yizun 朱彝尊, 1629–1709 - Li Liangnian 李良年 - Tan Jicong 譚吉璁 - You Tong 尤侗, 1618-1704 - Qin Songling 秦松齡 - Cao He 曹禾 - Li Laitai 李來泰 - Chen Weisong 陳維崧, 1626-1682 - Wu Qi 吳綺 - Xu Qiu 徐釚 - Pan Lei 潘耒, 1646-1708 - Ni Can 倪燦 - Yan Shengsun 嚴繩孫 - Xu Jiayan 徐嘉炎, 1631-1703 - Fang Xiangying 方象瑛 - Wan Sitong 萬斯同, 1638-1702, historicus, leverde een belangrijke bijdrage aan de samenstelling van de Geschiedenis van de Ming - Qian Mingshi 錢名世 - Liu Xianting 劉獻廷, 1648-1695 - Shao Yuanping 邵遠平, ?—? - Wu Renchen 吳任臣 - Xie Qikun 謝啟昆 - Zhou Chun 周春 - Chen Zhan 陳鱣 - Qiao Lai 喬萊, 1642-1694 - Wang Ji 汪楫 - Wang Maolin 汪懋麟 - Lu Rou 陸葇, 1630-1699 - xiongzi 兄子 Kuixun 奎勳 - Pang Kai 龐塏, 1657-1725 - Bian Lianbao 邊連寶 - Lu Qi 陸圻, 1614-? - Ding Peng 丁澎 - Chai Shaobing 柴紹炳 - Mao Xianshu 毛先舒 - Sun Zhi 孫治 - Zhang Dan 張丹 - Wu Baipeng吳百朋 - Shen Qian 沈謙 - Yu Huanghao 虞黃昊 - Sun Zhiwei 孫枝蔚, 1620-1687 - Li Nianci 李念慈 - Ding Wei 丁煒 - Lin Dong 林侗 - Lin Ji 林佶 - Huang Ren 黃任 - Zheng Fangkun 鄭方坤 - Huang Yujian 黃與堅, 1620-1701 - Wang Hao 王昊 - Gu Mei 顧湄 - Wu Wen 吳雯, 1644-1704 - Tao Ji 陶季 - Mei Qing 梅清, 1623–1697 - Mei Geng 梅庚 - Feng Jing 馮景, 1652-1715 - Shao Zhangheng 邵長蘅 - Jiang Chenying 姜宸英, 1628-1699 - Yan Yudun 嚴虞惇 - Huang Yuji 黃虞稷 - Nalan Xingde 納蘭性德, 1655-1685 - Gu Zhenguan 顧貞觀 - Xiang Hongzuo 項鴻祚 - Jiang Chunlin 蔣春霖 - (zongshi) 宗室 Wenzhao 文昭 - Yun Duan 蘊端 - Bo Erdu 博爾都 - Yong Zhong 永忠 - Shu Xian 書諴 - Yong Hui 永㥣 - Yu Rui 裕瑞 - Zhao Zhixin 趙執信, 1662-1744 - Ye Xie 葉燮 - Feng Tingkui 馮廷櫆 - Huang Yi 黃儀, ?—? - Zheng Yuanqing 鄭元慶, 1660-1730 - Zha Shenxing 查慎行, 1650-1727 - di 弟 Sili 嗣瑮 - Cha Sheng 查昇 - Shi Shenyi 史申義, 1661-1712 - Zhou Qiwei 周起渭 - Zhang Yuanchen 張元臣 - Pan Chun 潘淳 - Gu Chenxu 顧陳垿 - He Chao 何焯, 1661-1722 - Chen Jingyun 陳景雲 - Jingyun zi 景雲子 Huangzhong 黃中 - Dai Mingshi 戴名世, 1653-1713 |
| 485.         | wenyuan er 文苑二, 諸錦、厲鶚、王峻、何夢瑤、劉大櫆、李鍇、沈炳震、曹仁虎、胡天游、袁枚、王又曾、邵齊燾、徐文靖、朱仕琇、蔣士銓、趙翼、嚴長明、朱筠、翁方綱、姚鼐、宋大樽、章學誠、祁韻士、馮敏昌、法式善、惲敬、黎簡、張士元 | literaten 2 | - Zhu Jin 諸錦, 1686-1769 - Shen Tingfang 沈廷芳 - Xia Zhirong 夏之蓉 - Li E 厲鶚, 1692–1752 - Wang Hang 汪沆 - Fu Ceng 符曾 - Chen Zhuan 陳撰 - Zhao Yu 趙昱 - Zhao Xin 趙信 - Wang Jun 王峻, 1694-1751 - Wang Yannian 王延年 - He Mengyao 何夢瑤, 1693-1764 - Lao Xiaoyu 勞孝輿 - Luo Tianchi 羅天尺 - Su Er 蘇珥 - Che Tengfang 車騰芳 - Xu Sui 許遂 - Han Hai 韓海 - Liu Dakui 劉大櫆, 1698-1779 - Hu Zongxu 胡宗緒 - Wang Zhuo 王灼 - Li Kai 李鍇, 1686-1746 - Chen Jingyuan 陳景元 - Dai Heng 戴亨 - Zhang Hai 長海 - Wu Lin 吳麟 - Cao Yin 曹寅 - Bao Zhen 鮑珍 - Gao E 高鶚 - Liu Wenlin 劉文麟 - Wang Naixin 王乃新 - Shen Bingzhen 沈炳震, 1679-1737 - di 弟 Bingqian 炳謙 - Bing Xun 炳巽 - Zhao Yiqing 趙一清 - Cao Renhu 曹仁虎, 1731-1787 - Wu Tailai 吳泰來 - Huang Wenlian 黃文蓮 - Hu Tianyou 胡天游, 1696-1758 - Peng Zhaosun 彭兆蓀 - Yuan Mei 袁枚, 1716 — 1797, dichter, literatuurtheoreticus en schilder - Cheng Jinfang 程晉芳 - Zhang Wentao 張問陶 - Wang Youzeng 王又曾, 1706-1762 - zi 子 Fu 復 - Zhu Weigao 祝維誥 - Wan Guangtai 萬光泰 - Weigao zi 維誥子 Zhe 喆 - Shao Qidao 邵齊燾, 1718-1768 - Wang Taiyue 王太岳 - Wu Xiqi 吳錫麒 - Yang Fangcan 楊芳燦 - Yang Kui 楊揆 - Wu Zi 吳鼒 - Xu Wenjing 徐文靖, 1667-? - Zhao Qingli 趙青藜 - Wang Yue 汪越 - Zhu Shixiu 朱仕琇, 1715-1780 - Gao Shuran 高澍然 - Jiang Shiquan 蔣士銓, 1725-1784 - Wang Ren 汪軔 - Yang Hou 楊垕 - Zhao Youyi 趙由儀 - Wu Songliang 吳嵩梁 - Le Jun 樂鈞 - Zhao Yi 趙翼, 1727–1814 - Huang Jingren 黃景仁 - Lu Xingyuan 呂星垣 - Yang Lun 楊倫 - Xu Shushou 徐書受 - Yan Changming 嚴長明, 1731-1787 - zi 子 Guan 觀 - Zhu Yun 朱筠, 1729-1781 - Weng Fanggang 翁方綱, 1733-1818 - Yao Nai 姚鼐, 1731–1815 - Wu Ding 吳定 - Lu Jiugao 魯九皋 - Chen Yongguang 陳用光 - Wu Dexuan 吳德旋 - Song Dazun 宋大樽 - Qian Lin 錢林 - Duanmu Guohu 端木國瑚 - Wu Wenpu 吳文溥 - Zhang Xuecheng 章學誠, 1738–1801 - Zhang Zongyuan 章宗源 - Yao Zhenzong 姚振宗 - Wu Lanting 吳蘭庭 - Qi Yunshi 祁韻士, 1751–1815 - Zhang Mu 張穆 - He Qiutao 何秋濤 - Feng Minchang 馮敏昌, 1741-1806 - Song Xiang 宋湘 - Zhao Xihuang 趙希璜 - Fa Shishan 法式善 (Faššan), 1753-1813 - Sun Yuanxiang 孫原湘 - Guo Lin 郭麟 - Yun Jing 惲敬, 1757-1817, essayist - Zhao Huaiyu 趙懷玉 - Li Jian 黎簡, 1748-1799 - Zhang Jinfang 張錦芳 - Zhang Linjin 張錦麟 - Huang Danshu 黃丹書 - Lu Jian 呂堅 - Hu Yichang 胡亦常 - Zhang Shiyuan 張士元 - Zhang Haishan 張海珊 - Zhang Lu 張履 |
| 486.         | wenyuan san 文苑三, 張澍、莫與儔、陸繼輅、洪頤煊、鄧顯鶴、周濟、徐松、李兆洛、錢儀吉、包世臣、姚椿、張鑒、黃易、董祐誠、俞正燮、潘德輿、張維屏、梅曾亮、湯鵬、龔鞏祚、魏源、方東樹、蘇惇元、戴鈞衡、魯一同、譚瑩、吳敏樹、周壽昌、斌良、何紹基、馮桂芬、李慈銘、張裕釗、吳汝綸、林紓 | literaten 3 | - Zhang Shu 張澍, 1776-1847 - Xing Shu 邢澍, 1759-1823 - Mo Yuchou 莫與儔, 1762-1841 - zi 子 Mo Youzhi 莫友芝, 1811-1871, zoon van Mo Yuchou - Lu Jilu 陸繼輅, 1772-? - zongzi 從子 Yaoyu 耀遹 - Peng Ji 彭績 - Hong Yixuan 洪頤煊, 1765-1837 - Xiong Kuxuan 兄坤煊 - di 弟 Zhenxuan 震煊 - Deng Xianhe 鄧顯鶴 - Wan Xihuai 萬希槐 - Zhou Ji 周濟, 1781-1839 - Chen He 陳鶴 - Xu Song 徐松, 1781–1848 - Shen Yao 沈垚 - Chen Chao 陳潮 - Li Tu 李圖 - Li Zhaoluo 李兆洛, 1769-1841 - Cheng Peiyuan 承培元 - Song Jingchang 宋景昌 - Mou Shanggao 繆尚誥 - Liu Chengru 六承如 - Qian Yiji 錢儀吉, 1783-1850 - congdi 從弟 Taiji 泰吉 - Bao Shichen 包世臣, 1775—1855 - Qi Yanhuai 齊彥槐 - Yao Chun 姚椿 - Gu Guangyu 顧廣譽 - Zhang Jian 張鑑, historicus, samensteller van Kronieken van Xixia (西夏紀事本末, Xixia jishi benmo) - Yang Fengbao 楊鳳苞 - Shi Guoqi 施國祁 - Huang Yi 黃易, 1744-1801 - Qu Zhongrong 瞿中溶 - Zhang Tingyi 張廷濟 - Shen Tao 沈濤 - Lu Zengxiang 陸增祥 - Dong Youcheng 董祐誠, 1791-1823 - Dong Jicheng 董基誠 - Fang Lujian 方履籛 - Zhou Yiwei 周儀暐 - Wu Xiehong 吳頡鴻 - Yu Zhengxie 俞正燮, 1775–1840 - Zhao Shaozu 趙紹祖 - Wang Wentai 汪文臺 - Tang Qiu 湯球 - Pan Deyu 潘德輿, 1785-1839 - Wu Kuntian 吳昆田 - Zhang Weiping 張維屏, 1780-1859 - Tan Jingzhao 譚敬昭 - Peng Tailai 彭泰來 - Mei Zengliang 梅曾亮, 1786-1856 - Guan Tong 管同 - Liu Kai 劉開 - Mao Yuesheng 毛嶽生 - Tang Peng 湯鵬, 1800-? - Zhang Lijiang 張際亮 - Gong Gongzuo 龔鞏祚 of Gong Zizhen 龔自珍, 1792-1841 - Wei Yuan 魏源, 1794-1857 - Fang Dongshu 方東樹, 1772-1851 - congdi 從弟 Zongcheng 宗誠 - Su Dunyuan 蘇惇元 - Dai Junheng 戴鈞衡, 1814-1855 - Lu Yitong 魯一同, 1805-1863 - zi 子 Fen 蕡 - Tan Ying 譚瑩, 1800-1871 - Xiong Jingxing 熊景星 - Huang Zigao 黃子高 - yingzi 瑩子 Zongjun 宗浚 - Wu Minshu 吳敏樹 - Yang Yizhen 楊彝珍 - Zhou Shouchang 周壽昌, 1814-1884 - Li Xisheng 李希聖 - Bin Liang 斌良 - di 弟 Faliang 法良 - Xi Chen 錫縝 - Li Yunlin 李雲麟 - Guan Chengdeng 觀成等 - He Shaoji 何紹基, 1799-1873 - di 弟 Shaojing 紹京 - Sun Weipu 孫維樸 - Li Ruiqing 李瑞清, 1867-1920 - Feng Guifen 馮桂芬, 1809-1874 - Wang Songwei 王頌蔚 - Ye Changchi 葉昌熾 - Guan Ligeng 管禮耕 - Yuan Baohuang 袁寶璜 - Li Ciming 李慈銘, 1830-1894 - Tao Fangqi 陶方琦 - Tan Tingxian 譚廷獻 - Li Jixun 李稷勳 - Zhang Yuzhao 張裕釗, 1823-1894 - Fan Dangshi 范當世 - Zhu Mingpan 朱銘盤 - Yang Shoujing 楊守敬 - Wu Rulin 吳汝綸, 1840-1903 - Xiao Mu 蕭穆 - He Tao 賀濤 - Liu Fujing 劉孚京 - Lin Shu 林紓, 1852-1924 - Yan Fu 嚴復 - Gu Tangsheng 辜湯生 |

#### Juan487-496, biografieën van personen die loyaliteit hebben getoond (忠義,zhongyi)
| juan 487-496 | Titel | Vertaling                                 | Opmerkingen |
| ------------ | --- | ----------------------------------------- | --- |
| 487.         | zhongyi yi 忠義一, 特音珠、固山、納密達、書寧阿、穆護薩、索爾和諾、席爾泰、卓納、覺羅鄂博惠、同阿爾、董廷元、常鼎、格布庫、濟三、敦達里、許友信 | personen die loyaliteit hebben getoond 1  | - Teyinzhu 特音珠, †1613, generaal onder Nurhaci - Abatai 阿巴泰, 1589-1646, zevende zoon van Nurhaci - Gushan 固山 - Seng Xideng 僧錫等 - Namida 納密達 - Bing Tudeng 炳圖等 - Shuninga 書寧阿 - Ganji Taideng 感濟泰等 - Muhusa 穆護薩 - Jueluolan Taideng 覺羅蘭泰等 - Suo'er Henuo 索爾和諾 - Zhaisamudeng 齋薩穆等 - Xi'ertai 席爾泰 - Mandali 滿達理 - Zhuo Na 卓納 - Nahai 納海 - Jueluo Ebohui 覺羅鄂博惠 - Jueluo Alaideng 覺羅阿賚等 - Tong A'er 同阿爾, †1641 - Dong Tingyuan 董廷元 - di 弟 Tingru 廷儒 - Ting Bai 廷柏 - Chang Ding 常鼎 - Bai Zhongshundeng 白忠順等 - Gebuku 格布庫, †1646, generaal - A'er Jindeng 阿爾津等, †1658, generaal - Ji San 濟三 - Humi Sedeng 瑚密色等 - Dundali 敦達里, †1643 - Andali 安達里 - Xu Youxin 許友信 - Cheng Shengdeng 成陞等 |
| 488.         | zhongyi er 忠義二, 朱國治 楊應鶚、周岱生、楊三知、劉嘉猷、高天爵、李成功、嵇永仁、葉有挺、戴璣、劉欽鄰、柯永升、劉昆、羅鳴序 | personen die loyaliteit hebben getoond 2  | - Zhu Guozhi 朱國治, 1620-1673 - Yang Ying'e 楊應鶚 - Ma Honru 馬弘儒 - Zhou Daisheng 周岱生 - Yang Sanzhi 楊三知, †1674 - sun 孫 Shiyu 世譽 - di 翟 Shiqi 世琪 - Liu Jiayou 劉嘉猷 - Gao Tianyue 高天爵 - Li Chenggong 李成功 - Zhang Shanyi 張善繼 - Ji Yongren 嵇永仁, 1637-1676 - Wang Longguang 王龍光 - Ye Youting 葉有挺, †1675 - Xiao Zhen 蕭震 - Dai Ji 戴璣, 1607-1680 - Liu Qinlin 劉欽鄰, †1674 - Cui Chenglan 崔成嵐 - Huang Xinde 黃新德 - Ke Yongsheng 柯永昇 - Sui Guangqi 隨光啟 - Dao Chan 道禪 - Li Maoji 李茂吉 - Liu Kun 劉崐 - Ma Binglun 馬秉倫 - Liu Zhenbao 劉鎮寶 - Luo Minxu 羅鳴序 |
| 489.         | zhongyi san 忠義三, 宗室恆斌、倪國正、趙文哲、曹永誾、何道深、沈齊義、溫模、湯大奎、熊恩紱、宋如椿、蕭水清、王行儉、左觀瀾、董寧川、韓嘉業、葉槐、毛大瀛、張大鵬、楊堂、曾艾、羅江泰、霍永清、強克捷、宗室奕湄、景興、王鼎銘、呂志恆、楊延亮、師長治                                                                             | personen die loyaliteit hebben getoond 3  | - (zongshi) Hengbin 宗室恆斌 - Ni Guozheng 倪國正 - Zhao Wenzhe 趙文哲 - Wang Rixing 王日杏 - Wang Shi 汪時 - Cheng Yingui 程蔭桂 - Sun Weilong 孫維龍 - Wu Huang 吳璜 - Wu Yue 吳鉞 - Cao Yongyin 曹永誾 - He Daoshen 何道深 - Shen Qiyi 沈齊義 - Chen Mei 陳枚 - Wu Dan? 吳𤨧 - Wen Mo 溫模 - Shao Ruchun 邵如椿 - Li Nanhui 李南暉, 1709-1784 - Tang Dakui 湯大奎, 1728-1787 - Shi Qian 史謙 - Zhou Dalun 周大綸 - Shou Tongchun 壽同春 - Li Qiaoji 李喬基 - Xiong Enfu 熊恩紱, 1733-1786 - Song Ruchun 宋如椿 - Zhao Fu 趙福 - Liu Sheng 劉昇 - Teng Jiazan 滕家瓚 - Xiao Shuiqing 蕭水清 - Liu Dacheng 劉大成 - Wang Yisun 王翼孫 - Wang Xingjian 王行儉, †1644 - Wang Xian 王銑 - Wang Zhaoding 汪兆鼎 - Zuo Guanlan 左觀瀾 - Dong Ningchuan 董寧川 - Han Jiaye 韓嘉業 - Ye Wei 葉隗 - Lu Weiji 陸維基 - Mao Daying 毛大瀛 - Zhang Dapeng 張大鵬, 1754-1815, christelijke martelaar - Bai Tingying 白廷英 - Yang Jixiao 楊繼曉 - Yang Tang 楊堂 - Liang Chong 梁崇 - Li Peixiu 李培秀 - Ceng Ai 曾艾 - Ceng Zhangsi 曾彰泗 - Luo Jiangtai 羅江泰 - Huo Yongqing 霍永清 - Huang Kejie 強克捷 - Zhao Lundeng 趙綸等 - (zongshi) Yimei 宗室奕湄 - Jing Xing 景興 - Chen Xiaokuan 陳孝寬 - Wang Dingming 王鼎銘 - Lu Zhiheng 呂志恆, †1832, prefect van Taiwan - Shao Yongzhi 邵用之 - Yang Yanliang 楊延亮 - Shi Changzhi 師長治 - Wang Guangyu 王光宇 |
| 490.         | zhongyi si 忠義四, 張錫嶸、王東槐、周玉衡、明善、徐榮、郭沛霖、朱鈞、蕭翰慶、黃輔相、孔昭慈、徐曉峰、袁績懋、楊夢岩、鄧子垣、侯雲登、黃鼎、陳源兗、瑞春、廖宗元、劉體舒、李保衡、淡樹琪、褚汝航、儲玫躬、李杏春、朱善寶、莊裕崧                                                                                                  | personen die loyaliteit hebben getoond 4  | - Zhang Xirong 張錫嶸, †1867 - Wang Donghuai 王東槐, 1802-1852 - Cao Maojian 曹楙堅, †1853 - Zhou Yuheng 周玉衡, 1799-1855 - Wang Benwu 王本梧 - Chen Zongyuan 陳宗元 - Mingshan 明善 (Mingšan) - Jueluo Yuli 覺羅豫立 - Shi Kun 世焜 - Xu Rong 徐榮, 1792-1855 - Xu Shangda 許上達 - Guo Peilin 郭沛霖, 1809-1859 - Wang Peirong 王培榮 - Zhu Jun 朱鈞, †1860 - Qian Guisheng 錢貴陞 - Xu Cengyu 徐曾庾 - Xiao Hanqing 蕭翰慶 - Huang Fuxiang 黃輔相, †1856 - Fu Ge 福格 - Kong Zhaoci 孔昭慈, 1795-1862, afstammeling in de 71e generatie van Confucius - Xu Xiaofeng 徐曉峯 - Yuan Jimao 袁績懋. 1818-1858 - Yang Mengyan 楊夢巖, ?-? - Deng Ziyuan 鄧子垣, 1830-1869 - Luo Xuan 羅萱 - Hou Yundeng 侯雲登 - Huang Ding 黃鼎, 1814-1876 - Chen Yuanyan 陳源兗, †1853 - Rui Chun 瑞春 - E'er Huoba 鄂爾霍巴 - Xu Chengyue 許承岳 - Pan Jinfang 潘錦芳 - Liao Zongyuan 廖宗元, 1810-1861 - Liu Tishu 劉體舒, †1855 - Li Qingfu 李慶福 - Li Baoheng 李保衡, †1866 - Xu Haideng 徐海等 - Dan Shuqi 淡樹琪 - Chu Ruhang 褚汝航, †1854 - Chen Huilong 陳輝龍 - Xia Luan 夏鑾 - Chu Meigong 儲玫躬 - Li Xingchun 李杏春 - Zhu Shanbao 朱善寶 - Zhuang Yusong 莊裕崧 - Wan Nianxing 萬年新 - Yi Ju 易舉 |
| 491.         | zhongyi wu 忠義五, 王淑元、瑞麟、劉繼祖、劉作肅、沈衍慶、李福培、王恩綬、李右文、李榞、陳肖儀、袁祖德、於松、尚那布、唐治、林源恩、畢大鈺、謝子澄、文穎、張積功、冒芬、施作霖、韓體震、蔣嘉穀、鄧玲筠、承順、托克清阿、馮元吉、平源、張寶華、王泗、周來豫、余寶錕、王汝揆                                                        | personen die loyaliteit hebben getoond 5  | - Wang Shuyuan 王淑元 - Gao Yanzhi 高延祉 - Huang Weijin 黃為錦 - Ruilin 瑞麟 (žuilin), 1809-1874 - Cao Xiepei 曹燮培 - Yang Yinghe 楊映河 - Liu Yizu 劉繼祖, ?—? - Di Deng'e 翟登峨 - Liu Zuosu 劉作肅 - Shen Yanqing 沈衍慶, 1813-1853 - Li Renyuan 李仁元 - Li Fupei 李福培 - Wang Enshou 王恩綬 - Li Youwen 李右文 - zi 子 Jie 傑 - congdi 從弟 Zaiwen 載文 - Li Yuan 李榞 - Chen Xiaoyi 陳肖儀 - Wan Cheng 萬成 - Yuan Zude 袁祖悳, †1853 - Li Dajun 李大均 - Yu Song 于松 - Shang Nabu 尚那布 - Li Huai 李淮 - Tang Zhi 唐治 - Zhong Putang 鍾普塘 - Lin Yuan'en 林源恩 - Tang Desheng 唐德陞 - Bi Dayu 畢大鈺 - Tang Shiquan 湯世銓 - Liu Fulin 劉福林 - Xie Zicheng 謝子澄 - Zhou Xiangceng 周憲曾 - Wen Ying 文穎 - Xu Fengjie 徐鳳喈 - Zhang Jigong 張積功 - Fu Shizhen 傅士珍 - Qu Jun 瞿濬 - Mao Fen 冒芬 - Shi Zuolin 施作霖 - Han Tizhen 韓體震 - Dekedeng'e 德克登額 - Jiang Jiagu 蔣嘉穀 - Deng Lingyun 鄧玲筠 - Cheng Shun 承順 - Tuoke Qing'a 托克清阿 - Feng Yuanji 馮元吉 - Ping Yuan 平源 - Zhang Baohua 張寶華 - Wang Si 王泗 - Zhou Laiyu 周來豫 - Yu Baokun 余寶錕 - Wang Rukui 王汝揆 |
| 492.         | zhongyi liu 忠義六, 齋清阿、童添雲、蕭捷三、蔡應龍、蕭意文、賴高翔、劉德亮、陳大富、陳萬勝、王之敬、陳忠德、黃金友、蔡東祥、鄒上元、郝上庠、張遇祥、曹仁美、毛克寬、田興奇、馬定國 | personen die loyaliteit hebben getoond 6  | - Zhaiqing'a 齋清阿, †1851 - Tong Tianyun 童添雲 - Peng Sanyuan 彭三元 - Xiao Jiesan 蕭捷三 - Zhou Qingyuan 周清元 - Cai Yinglong 蔡應龍 - Xiao Yiwen 蕭意文 - Zhou Fuchang 周福昌 - Peng Zhide 彭志德 - Li Cunhan 李存漢 - Du Tingguang 杜廷光 - Lai Gaoxiang 賴高翔 - Bi Dingbang 畢定邦 - Liu Deliang 劉德亮 - Chen Dafu 陳大富 - Chen Wansheng 陳萬勝 - Guo Pengcheng 郭鵬程 - Wang Shaoxi 王紹羲 - Wang Zhijing 王之敬 - Chen Zhongde 陳忠德 - Liu Yulin 劉玉林 - Huang Jinyou 黃金友 - Lin Rui 麟瑞 - Cai Dongxiang 蔡東祥 - Zou Shangyuan 鄒上元 - Hao Shangxiang 郝上庠, †1861 - Zhang Yuxiang 張遇祥, †1861 - xiong 兄 Zhang Yuqing 張遇清 - Cao Renmei 曹仁美 - Mao Kekuan 毛克寬 - Xing Lianke 邢連科 - Tian Xingqi 田興奇 - Tian Xingshen 田興勝 - Ma Dingguo 馬定國, ?—? |
| 493.         | zhongyi qi 忠義七, 張繼庚、趙振祚、馬善、陳克家、臧紓青、馬三俊、吳廷香、孫家泰、江圖悃、彭壽頤、陳介眉、唐守忠、吳山、俞焜、張洵、汪士、包立身、王玉文、孫文德、羅正仁、陳景滄、何霖、蹇諤、趙國澍、宋華嵩、伯錫爾 | personen die loyaliteit hebben getoond 7  | - Zhang Jigeng 張繼庚 - congdi 從弟 Zhang Jixin 張繼辛 - Li Yitang 李翼棠 - Zhao Zhenzuo 趙振祚 - Zhao Qi 趙起 - Ma Shan 馬善 - Chen Kejia 陳克家 - Ma Zhao 馬釗 - Zhang Shuqing 臧紓青 - Dou Yuanhao 竇元灝 - Ma Sanjun 馬三俊, 1820-1854 - Zhang Xun 張勳 - Wu Wenmo 吳文謨 - Wu Tingxiang 吳廷香, 1806-1854 - Sun Jiatai 孫家泰 - Jiang Tukun 江圖悃 - Cheng Bao 程葆 - Peng Shouyi 彭壽頤 - Chen Jiemei 陳介眉 - Qi Qinian 亓祈年 - Tang Shouzhong 唐守忠 - Wu Shan 吳山 - Yu Kun 俞焜, †1860 - Dai Xu 戴煦 - Zhang Xun 張洵 - Zhong Shiyao 鍾世耀 - Sun Yi 孫義 - Wang Shixiang 汪士驤 - Qian Song 錢松 - Mao Yong 毛雝 - Wei Qiansheng 魏謙升 - Jin Dingxie 金鼎燮 - Badalanbu 巴達蘭布 - Bao Lishen 包立身 - Wang Yuwen 王玉文 - Sun Wende 孫文德 - Li Guiyuan 李貴元 - Luo Zhengren 羅正仁 - Chen Qishu 陳起書 - Cen Jingcang 陳景滄 - He Lin 何霖 - Jian E 蹇諤 - Zhao Guoshu 趙國澍 - Song Huasong 宋華嵩 - Bo Xi'er 伯錫爾 |
| 494.         | zhongyi ba 忠義八, 姚懷祥、韋逢甲、麥廷章、韋印福、龍汝元、文豐、殷明恆、高善繼、林永昇、李大本、黃祖蓮 | personen die loyaliteit hebben getoond 8  | - Yao Huaixiang 姚懷祥, 1783-1840 - Quan Fu 全福 - Shu Gongshou 舒恭受 - Wei Fengjia 韋逢甲, 1796-1842 - Zhang Xi 長喜 - Mai Tingzhang 麥廷章, 1802-1841 - Liu Dazhong 劉大忠 - Wei Yinfu 韋印福 - Qian Jinyu 錢金玉 - Long Ruyuan 龍汝元 - Le Shan 樂善 - Kui Lindeng 魁霖等 - Wenfeng 文豐, 1790-1860 - Yin Mingheng 殷明恆 - Gao Tengyun 高騰雲 - Gao Shanji 高善繼 - Luo Peide 駱佩德 - Lin Yongshen 林永升, 1853-1894 - Chen Jinkui 陳金揆 - Li Daben 李大本 - Yu Guangxin 于光炘 - Huang Zulian 黃祖蓮 - Yang Shoushan 楊壽山 |
| 495.         | zhongyi jiu 忠義九, 宗室奕功、松林、崇壽、宮玉森、宋春華、馬福祿、楊福同、吳德潚、成肇麟 | personen die loyaliteit hebben getoond 9  | - (zongshi) Yigong 宗室奕功, 1853-1900 - Zhalong'a 札隆阿 - Jueluo Qinglian 覺羅清廉 - Songlin 松林, voorheen bekend als Songsen 嵩森 (Uksun Sungsen), 1826-1904 - Wenxin 文炘 - Chongshou 崇壽, 1863-1900 - Han Shaohui 韓紹徽 - Han Peisen 韓培森 - Ma Zhongqi 馬鍾祺 - Dong Han 董瀚 - Tan Changqi 譚昌祺 - Zhuang Liben 莊禮本 - Feng Fuchou 馮福疇 - Gong Yusen 宮玉森 - Jing Shan 景善 - Song Chunhua 宋春華, 1866-1900 - Ma Fulu 馬福祿, 1854-1900 - Yang Futong 楊福同 - Wu Desu 吳德潚, 1848-1900 - zi 子 Zhongtao 仲韜 - Cheng Zhaolin 成肇麐 |
| 496.         | zhongyi shi 忠義十, 劉錫祺、桂廕、張景良、周飛鵬、松興、宗室德祜、楊調元、德銳、皮潤璞、張毅、喜明、譚振德、陳政詩、羅長崟、吳以剛、奎榮、王毓江、世增、鍾麟同、王振畿、張嘉鈺、陳兆棠、張德潤、張振德、來秀、定煊、王有宏、盛成、桂城、高謙、黃為熊、貴林、額特精額、玉潤、勞謙光、張程九、王文域、張傳楷、梁濟、簡純澤、王國維 | personen die loyaliteit hebben getoond 10 | - Liu Xiqi 劉錫祺, †1911 - Ruan Rongfa 阮榮發 - Cheng Bin 程彬 - Gui Yin 桂蔭 - Cun Hou 存厚 - Rong Jun 榮濬 - Xi Zen 錫楨 - Zhang Jinglian 張景良 - Wo Hebu 倭和布 - Zhou Feipeng 周飛鵬 - Song Xing 松興 - Song Jun 松俊 - zongshi 宗室 Dehu 德祜 - Peng Yusong 彭毓嵩 - Yang Diaoyuan 楊調元 - Yang Yihan 楊宜瀚 - Chen Wenshen 陳問紳 - De Rui 德銳 - Pi Runpu 皮潤璞 - Ron Lin 榮麟 - Zhang Yi 張毅 - Ximing 喜明 - A'er Jing'e 阿爾精額 - Bin Hengdeng 斌恆等 - Tan Zhende 譚振德 - Xiong Guobin 熊國斌 - Chen Zhengshi 陳政詩 - Lu Xuzhao 陸敘釗 - Qi Shiming 齊世名 - Luo Zhangqi 羅長䄎 - Cao Ming 曹銘 - Zhang Qing 章慶 - Xu Zhaoyi 徐昭益 - Cao Binsun 曹彬孫 - Wang Chengdi 汪承第 - Wu Yigang 吳以剛 - Tao Jiaqi 陶家琦 - Kui Rong 奎榮 - Wang Yujiang 王毓江 - Liu Juntang 劉駿堂 - Zhong Lin 鍾麟 - He Yongqing 何永清 - Shen Ying 沈瀛 - Shen Xishou 申錫綬 - Shi Zeng 世增 - Shi Jiaming 石家銘 - Qi Lin 琦璘 - Mao Rulin 毛汝霖 - Hu Guorui 胡國瑞 - Zhang Shunqin 張舜琴 - Zhong Lintong 鍾麟同 - Fan Zhongyue 范鍾岳 - Kong Fanqin 孔繁琴 - Wang Zhenji 王振畿 - Zhang Jiaoyu 張嘉鈺 - Chen Zhaotang 陳兆棠 - Feng Ruzhen 馮汝楨 - He Chengzhen 何承錱 - Bai Rujing 白如鏡 - He Peiqing 何培清 - Huang Zhaoxiong 黃兆熊 - Zhang Derun 張德潤 - Zhang Zhende 張振德 - Shu Zhi 舒志 - Lai Xiu 來秀 - Liu Nianci 劉念慈 - Li Bingjun 李秉鈞 - Wang Rongshou 王榮綬 - Ding Xuan 定煊 - Zhang Rui 長瑞 - Bayang'a 巴揚阿 - Wang Youhong 王有宏 - He Shicheng 何師程 - Huang Kaichen 黃凱臣 - Qi Congyun 戚從雲 - Sheng Cheng 盛成 - Halang'a 哈郎阿 - Nan Shan 南山 - Pei Xiu 培秀 - Gui Cheng 桂城 - Yan Hao 延浩 - Wen Wei 文蔚 - She Shikuan 佘世寬 - Gao Qian 高謙 - Huang Weixiong 黃為熊 - Wen Hai 文海 - Zhao Hanjie 趙翰階 - Gui Lin 貴林 - Liang Hai 量海 - Etejing'e 額特精額 - Wen Rong 文榮 - Yu Run 玉潤 - Lao Qianguang 勞謙光 - Ji Sheng 吉陞 - Zhang Chengjiu 張程九 - Wang Wenyu 王文域 - Tan Fenting 譚鳳亭 - Zhang Chuankai 張傳楷 - Sun Wenkai 孫文楷 - Wang Chenglong 王乘龍 - Zhao Yiding 趙彝鼎 - Shi Wei 施偉 - Li Zelin 李澤霖 - Hu Mulin 胡穆林 - Geng Fumou 更夫某 - Liang Ji 梁濟 - Jian Chunze 簡純澤 - Wang Guowei 王國維 |

#### Juan497-499, biografieën van personen diekinderlijke piëteithebben getoond (孝義,xiaoyi)
| juan 497-499 | Titel | Vertaling                                         | Opmerkingen |
| ------------ | --- | ------------------------------------------------- | --- |
| 497.         | xiaoyi yi 孝義一, 朱用純、吳蕃昌、周靖、耿燿、耿輔、李景濂、汪灝、黃農、曹亨、鄭明允、劉宗洙、何復漢、許季覺、雷顯宗、趙清、榮漣、薛文、曹孝童、丁履豫、鍾保、覺羅色爾岱、王麟瑞、李盛山、李悃、奚緝營、周士晉、黃有則、王尚毅、胡鍈、李三、張夢維、樂太希、董盛祖、徐守仁、李鳳翔、卯觀成、葛大賓、呂斅孚、王子明、張元翰、俞鴻慶、姜瑢、湯淵、魏興、戴兆笨、潘周岱、張淮、胡其愛、張三愛、楊夢益、夏士友、白長久、郭味兒、董阿虎、張乞人、席慕孔、崔長生 | personen die kinderlijke piëteit hebben getoond 1 | - Zhu Yongchun 朱用純, 1627-698 - Wu Bochang 吳蕃昌, 1622-1656 - congdi 從弟 Qian Mu 謙牧 - Shen Lei 沈磊 - Zhou Jing 周靖 - Geng Yao 耿燿 - di 弟 Bing 炳 - xiongzi 兄子 Yuyi 於彝 - Geng Fu 耿輔 - Li Jinglian 李景濂 - Wang Hao 汪灝 - di 弟 Chen 晨 - Ri Ang 日昂 - Ri Sheng 日昇 - Huang Nong 黃農 - Cao Heng 曹亨, 1507-1588 - Huang Jiazhang 黃嘉章 - Zheng Mingyun 鄭明允 - Liu Zongzhu 劉宗洙 - di 弟 Enguang 恩廣 - Enguang zi 恩廣子 Qingli 青藜 - He Fuhan 何復漢 - Xu Jijue 許季覺 - Wushi si Xiaozhi 吳氏四孝子 - Lei Xianzong 雷顯宗 - Zhao Qing 趙清 - Rong Lian 榮漣 - Xue Wen 薛文 - di 弟 Huali 化禮 - Cao Xiaotong 曹孝童 - Ding Luyu 丁履豫 - Zhong Bao 鍾保 - Jueluo Se'erdai 覺羅色爾岱 - Weng Du 翁杜 - Tong Lian 佟良 - Ke Shenbu 克什布 - Wang Linrui 王麟瑞 - Li Shengshan 李盛山 - Li Kun 李悃 - Xi Jiying 奚緝營 - Zhou Shijin 周士晉 - Huang Youze 黃有則 - Wang Shangyi 王尚毅 - Hu Ying 胡鍈 - Li San 李三 - Zhang Mengwei 張夢維 - Le Taixi 樂太希 - Dong Shengzu 董盛祖 - Xu Shouren 徐守仁 - Li Fengxiang 李鳳翔 - Mao Guancheng 卯觀成 - Gedabin 葛大賓 - Lu Xiaofu 呂斅孚 - Wang Ziming 王子明 - Feng Xingming 馮星明 - Zhang Yuanhan 張元翰 - Yu Hongqing 俞鴻慶 - Jiang Rong 姜瑢 - Tang Yuan 湯淵 - Wei Xing 魏興 - Dai Zhaoben 戴兆笨 - Pan Zhoudai 潘周岱 - Zhang Huai 張淮 - Zhang Tingbiao 張廷標 - Hu Qi'ai 胡其愛 - Fang Qiming 方其明 - Deng Chengzhu 鄧成珠 - Zhang San'ai 張三愛 - Yang Mengyi 楊夢益 - Yan Tianlun 閻天倫 - Xia Shiyou 夏士友 - Bai Changjiu 白長久 - Guo Wei'er 郭味兒 - Nie Hong 聶宏 - Dong Ahu 董阿虎 - Zhang Qiren 張乞人 - Xi Mukong 席慕孔 - Zhang Zhangsong 張長松 - Cui Changsheng 崔長生 - Rong Xiaozi 榮孝子 - Wuxi'er Xiaozi 無錫二孝子 - Ya Xiaozi 啞孝子 |
| 498.         | xiaoyi er 孝義二, 盧必升、李應麒、李中德、張文齡、黎安理、易良德、方立禮、丁世忠、汪良緒、賈錫成、王長祚、黎興岕、李志善、錢孝則、任遇亨、陸國安、徐守質、黃簡、程原學、郁褒、姚易修、胡夢豸、賀上林、陳嘉謨、林長貴、戚弢言、李敬躋、張大觀、張士仁、潘瑂、劉希向、沈嗣綬、馮福基、黃向堅、李澄、劉獻煜、趙萬全、劉龍光、李芳巇、唐肇虞、繆士毅、陸承祺、汪龍、張燾、朱壽命、潘天成、翁運槐、楊士選、徐大中、沈仁業、魏樹德、李汝恢、鄭立本、李學侗、董士元、李復新、黨國虎、嚴廷瓚、陸起鵾、虞爾忘、黃洪元、王恩榮、楊獻恆、任騎馬、李巨勛、任四、王國林、藍忠 | personen die kinderlijke piëteit hebben getoond 2 | - Lu Bisheng 盧必陞 - Li Yingqi 李應麒 - Li Zhongde 李中德 - Zhang Wenling 張文齡, †1730 - Li Anli 黎安理, 1751-1819 - Yi Liangde 易良德 - Fang Lili 方立禮 - Ding Shizhong 丁世忠 - Wang Liangxu 汪良緒 - Jia Xicheng 賈錫成 - Wang Zhangzuo 王長祚 - Liu Guobin 劉國賓 - Cao Chao 曹超 - Li Xingjie 黎興𡵚 - Xia Ruying 夏汝英 - Jing Guoxuan 金國選 - Zhang Su 張愫 - Li Zhishan 李志善 - di 弟 Zhibo 志勃 - Peng Dashi 彭大士 - Qian Xiaoze 錢孝則 - Ren Yuheng 任遇亨 - zuzi 族子 Yude 裕德 - Lu Guo'an 陸國安 - Xu Shouzhi 徐守質 - xiong 兄 Ji 基 - Huang Jian 黃簡 - Cheng Yuanxue 程願學 - Yu Fou 郁裦 - Yao Yixu 姚易修 - Hu Mengzhi 胡夢豸 - He Shanglin 賀上林 - He Shifa 何士閥 - Chen Jiamo 陳嘉謨, 1781-? - Lin Zhanggui 林長貴 - di 弟 Zhangguang 長廣 - Qi Taoyan 戚弢言 - Li Jingji 李敬躋, ?—? - Zhang Daguan 張大觀 - Yang Pu 楊璞 - Cai Yingtai 蔡應泰 - Zhang Shiren 張士仁 - Pan Mei 潘瑂 - Liu Xi Xiang 劉希向 - Shen Sishou 沈嗣綬 - Xie Junze 謝君澤 - Feng Fuji 馮福基 - Huang Xiangjian 黃向堅 - Gu Tingqi 顧廷琦 - Li Cheng 李澄 - Liu Xianyu 劉獻煜 - Qian Meigong 錢美恭 - Zhao Wanquan 趙萬全 - Liu Longguang 劉龍光 - Li Fangjing 李芳燝 - Tang Zhaoyu 唐肇虞 - Mou Shiyi 繆士毅 - zi 子 Bingwen 秉文 - Lu Chengqi 陸承祺 - di 弟 Chengzuo 承祚 - Wang Long 汪龍 - Fang Ruting 方如珽 - Zhang Dao 張燾 - Zhu Shouming 朱壽命 - Pan Tiancheng 潘天成 - Wen Yunhuai 翁運槐 - di 弟 Yunbiao 運標 - Yang Shixuan 楊士選 - Xu Dazhong 徐大中 - Shen Renye 沈仁業 - Wei Shude 魏樹德 - Li Ruhui 李汝恢 - Zheng Liben 鄭立本 - Li Xuedong 李學侗 - Dong Shiyuan 董士元 - Li Fuxin 李復新 - Dang Guohu 黨國虎 - Yan Tingzan 嚴廷瓚 - Lu Qikun 陸起鵾 - di 弟 Qipeng 起鵬 - Yu Erwang 虞爾忘 - di 弟 Erxue 爾雪 - Huang Hongyuan 黃洪元 - di 弟 Fuyuan 福元 - Yan Zhonghe 顏中和 - Yan Ao 顏鼇 - Wang Enrong 王恩榮, ？—? - Yang Xianheng 楊獻恆 - Ren Qima 任騎馬 - Li Juxun 李巨勳 - Ren Si 任四 - Wang Guolin 王國林 - Lan Zhong 藍忠 |
| 499.         | xiaoyi san 孝義三, 岳薦、張廒、黃學硃、吳伯宗、錢天潤、蕭良昌、李九、張某、程含光、陳福、任天篤、趙一桂、楊藝、李晉福、朱永慶、王某、張瑛、郭氏仆、胡穆孟、苑亮、楊越、吳鴻錫、韓瑜、程增、李應卜、塞勒、王聯、黎侗、趙瓏、蔣堅、李林孫、高大鎬、許所望、邢清源、鳳瑞、方元衡、葉成忠、楊斯盛、武訓、呂聯珠 | personen die kinderlijke piëteit hebben getoond 3 | - Yue Jian 岳薦 - Zhang Ao 張厫 - Huang Xuezhu 黃學朱 - Wu Bozong 吳伯宗 - Qian Tianrun 錢天潤 - Xiao Liangchang 蕭良昌 - Li Jiu 李九 - Zhang Mou 張某 - Cheng Hanguang 程含光 - Chen Fu 陳福 - Qiao Jin 譙衿 - Huang Chengfu 黃成富 - Li Zhangmao 李長茂 - Ren Tiandu 任天篤 - Zhao Yigui 趙一桂 - Huang Diaoding 黃調鼎 - Yang Yi 楊藝 - Xian Mo 咸默 - Li Jinfu 李晉福 - Hu Duanyou 胡端友 - Zhu Yongqing 朱永慶 - Wang Mou 王某 - Zhang Ying 張瑛 - Guo Shipu 郭氏僕 - Hu Mumeng 胡穆孟 - Yuan Liang 苑亮 - Yang Yue 楊越, †1691 - zi 子 Bin 賓 - Wu Hongxi 吳鴻錫 - Han Yu 韓瑜 - Cheng Zeng 程增 - Li Yingbo 李應卜 - Sai Lei 塞勒 (Sele), †1729 - Wang Lian 王聯 - Li Hui? 黎𠇶 - Li Bingdao 李秉道 - Zhao Long 趙瓏 - Jiang Jian 蔣堅 - Li Linsun 李林孫 - Gao Dahao 高大鎬 - Xu Suowang 許所望 - Xing Qingyuan 邢清源 - Wang Yuan 王元 - Feng Rui 鳳瑞, ?-? - Fang YUanheng 方元衡 - Ye Chengzhong 葉成忠 - Yang Sisheng 楊斯盛, 1851–1908 - Wu Xun 武訓, 1838–1896 - Lu Lianzhu 呂聯珠 |

#### Juan500-501, biografieën van personen die in afzondering hebben geleefd (遺逸,yiyi)
| juan 500-501 | Titel | Vertaling                                    | Opmerkingen |
| ------------ | --- | -------------------------------------------- | --- |
| 500.         | yiyi yi 遺逸一, 李清、梁以樟、閻爾梅、鄭與僑、曹元方、莊元辰、李長祥、陸宇、方以智、錢澄之、惲日初、郭金台、朱之瑜、沈光文、吳祖錫 | personen die in afzondering hebben geleefd 1 | - Li Qing 李清 - Li Mo 李模 - Liang Yizhang 梁以樟, 1608-1665 - Wang Shide 王世德 - Yan Ermei 閻爾梅, 1603-1679 - Wan Shouqi 萬壽祺 - Zheng Yuqiao 鄭與僑 - Cao Yuanfang 曹元方, ？—？ - Zhuang Yuancheng 莊元辰 - Wang Yuzao 王玉藻 - Li Zhangxiang 李長祥, 1612-1679 - Wang Zhengzhong 王正中 - Dong Shouyu 董守諭 - Lu Yuding 陸宇𤐣 - di 弟 Yujing 宇燝 - Jiang Han 江漢 - Fang Yizhi 方以智, 1611-1671 - zizhong 子中 Dedeng 德等 - Qian Chengzhi 錢澄之, 1612-1693 - Yun Richu 惲日初, ？—？ - Guo Jintai 郭金臺 - Zhu Zhiyu 朱之瑜, 1600–1682 - Shen Guangwen 沈光文, 1612–1688 - Chen Shijing 陳士京 - Wu Zuxi 吳祖錫, 1618-1679 |
| 501.         | yiyi er 遺逸二, 李孔昭、劉永錫、徐枋、顧柔謙、冒襄、祁班孫、汪渢、余增遠、傅山、費密、王弘撰、杜濬、郭都賢、李世熊、談遷           | personen die in afzondering hebben geleefd 2 | - Li Kongzhao 李孔昭, ?-? - Dan Zhechang 單者昌 - Cui Zhoutian 崔周田 - Liu Jining 劉繼寧 - Liu Yongxi 劉永錫, 1599-1654 - Peng Zhican 彭之燦 - Xu Fang 徐枋, 1622-1694 - Dai Yi 戴易 - Li Tianzhi 李天植, 1591-1672 - Li Hongchu 理洪儲 - Gu Rouqian 顧柔謙 - zi 子 Zuyu 祖禹 - Mao Xiang 冒襄, 1611-1693 - Chen Zhenhui 陳貞慧 - Qi Bansun 祁班孫, 1633-1674 - xiong 兄 Lisun 理孫 - Wang Fang 汪渢, 1618-1665 - Yu Zengyuan 余增遠, 1605-1669 - Zhou Qiceng 周齊曾 - Fu Shan 傅山, 1607-1684 - zi 子 Mei 眉 - Fei Mi 費密, 1625-1701 - Wang Hongzhuan 王弘撰 - Du Jun 杜濬, 1611-1687 - di 弟 Jie 岕 - Guo Douxian 郭都賢, 1599-1672 - Tao Runai 陶汝鼐 - Li Shixiong 李世熊, 1602-1686 - Tan Qian 談遷, 1594-1658, historicus, samensteller van Guoque (國榷, "Gesprekken over de staat"), een (niet-officiële) geschiedenis van de Ming-dynastie |

#### Juan502-505, biografieën van personen met vaardigheden (藝術,yishu)
| juan 502-505 | Titel | Vertaling      | Opmerkingen |
| ------------ | --- | -------------- | --- |
| 502.         | yishu yi 藝術一, 吳有性、喻昌、張璐、張志聰、柯琴、葉桂、徐大椿、吳謙、綽爾濟、陸懋修、蔣平階、章攀桂、劉祿 | vaardigheden 1 | - Wu Youxing 吳有性, 1582-1652, geneeskundige - Dai Tianzhang 戴天章 - You Lin 余霖 - Liu Kui 劉奎 - Yu Chang 喻昌, 1585-1664, geneeskundige - Xu Bin 徐彬 - Zhang Lu 張璐, 1617-?, arts - Gao Doukui 高斗魁 - Zhou Xuehai 周學海 - Zhang Zhicong 張志聰, 1610-1674, arts - Gao Shishi 高世栻 - Zhang Xiju 張錫駒 - Chen Nianzhu 陳念祖 - Huang Yuanyu 黃元御 - Ke Qin 柯琴, ?—?, medicus - You Yi 尤怡 - Ye Gui 葉桂, 1667-1747, medicus - Xue Xue 薛雪 - Wu Tang 吳瑭 - Zhang Nan 章楠 - Wang Shixiong 王士雄, 1808-1868? of 1863, arts - Xu Dachun 徐大椿, 1693–1771, arts - Wang Weide 王維德 - Wu Qian 吳謙, ?—?, arts - Lin Landeng 林瀾等 - Chuo'erji 綽爾濟, Mongoolse arts, ook bekend als Mo'ergen Chuo'erji (墨爾根·綽爾濟) en als Ayoushen Mo'ergen Chuo'erji (阿尤什墨爾根綽爾濟呼圖克圖) - Yi Sang'a 伊桑阿 - Zhang Chaokui 張朝魁 - Lu Maoxiu 陸懋修 - Wang Bing 王丙 - Lu Zhen 呂震 - Zou Shu 鄒澍 - Fei Boxiong 費伯雄 - Wang Qingren 王清任 - Jiang Pingjie 蔣平階, 1616-1714, bedreven in Feng shui - Zhang Pangui 章攀桂, 1736-1804, bedreven in Feng shui - Liu Lu 劉祿 - Zhang Yongzuo 張永祚 - Dai Shangwen 戴尚文 |
| 503.         | yishu er 藝術二, 王澍、王文治、梁巘、梁同書、鄧石如、吳熙載                                                 | vaardigheden 2 | - Wang Shu 王澍, 1668-1743, kalligraaf - Jiang Heng 蔣衡 - Xu Yongxi 徐用錫 - Wang Wenzhi 王文治, 1730-1802, dichter en kalligraaf - Liang Yan 梁巘, 1710-1788, kalligraaf - Liang Tongshu 梁同書, 1723-1815, kalligraaf en politicus - Deng Shiru 鄧石如, 1644–1912, kalligraaf - Qian Bojiong 錢伯坰 - Wu Yu 吳育 - Yang Yisun 楊沂孫 - Wu Xizai 吳熙載, , 1799-1870, kalligraaf, ook bekend als Wu Rangzhi (吳讓之) - Mei Zhizhi 梅植之 - Yang Liang 楊亮 |
| 504.         | yishu san 藝術三, 王時敏、陳洪綬、釋道濟、王翬、惲格、龔賢、高其佩、張鵬翀、唐岱、華嵒、王學浩              | vaardigheden 3 | - Wang Shimin 王時敏, 1592–1680, kunstschilder - zu 族 Zhi Jian 姪鑑 - zi 子 Zhuan 撰 - sun 孫 Yuan Qi 原祁 - Yuan Qi zengsun 原祁曾孫 Chen 宸 - Chen Hongshou 陳洪綬, 1599–1652, kunstschilder, kalligraaf, dichter en schrijver - Cui zi 崔子 Zhong 忠 - Yu Zhiding 禹之鼎 - Yu Ji 余集 - Gai Qi 改琦 - Fei Danxu 費丹旭 - Shi Daoji 釋道濟, ook bekend als Shitao (石濤), 1642–1707, kunstschilder, dichter en kalligraaf, boeddhistische monnik, behoorde tot de Vier Monniken - Kun Can 髠殘, 1612–1673, kunstschilder, behoorde tot de Vier Monniken - Zhu Da 朱耷, ook bekend als Bada Shanren (八大山人), 1626—1705, kunstschilder, behoorde tot de Vier Monniken - Hong Ren 弘仁, 1610-1663, kunstschilder, behoorde tot de Vier Monniken - Shang Rui 上睿 - Wang Hui 王翬, 1632–1717, kunstschilder - Wu Li 吳歷 - Yang Jin 楊晉 - Huang Ding 黃鼎 - Fang Shishu 方士庶 - Yun Ge 惲格, ook bekend als Yun Shouping (惲壽平), 1633–1690, kunstschilder en kalligraaf - Ma Yuanyu 馬元馭 - Wang Wu 王武 - Shen Quan 沈銓 - Gong Xian 龔賢, 1618–1689, kunstschilder, schrijver, dichter en literator, behoorde tot de Acht Meesters van Jinling - Zhao Zuo 趙左 - Xiang Shengmo 項聖謨 - Cha Shibao 查士標 - Gao Qipei 高其佩, 1660–1734, kunstschilder - Li Shizhuo 李世倬, 1687-1770, schilder - Zhu Lunhan 朱倫瀚 - Zhang Pengchong 張鵬翀, 1688-1745, kunstschilder en kalligraaf - Tang Dai 唐岱, 1673-1754, hofschilder - Jiao Bingzhen 焦秉貞 - Lang Shining 郎世寧 - Zhang Zhongcan 張宗蒼 - Yu Sheng 余省 - Jin Tingbiao 金廷標 - Ding Guanpeng 丁觀鵬 - Mou Bingtai 繆炳泰 - Hua Yan 華嵒, 1682–1765, kunstschilder en kalligraaf, behoorde tot de Acht Excentriekelingen van Yangzhou - Gao Fenghan 高鳳翰, 1683–1749, kunstschilder, dichter en zegelsnijder, behoorde tot de Acht Excentriekelingen van Yangzhou - Zheng Xie 鄭燮, 1693–1765, kunstschilder, kalligraaf en dichter, behoorde tot de Acht Excentriekelingen van Yangzhou - Jin Nong 金農, 1687–1764, kunstschilder en kalligraaf, behoorde tot de Acht Excentriekelingen van Yangzhou - Luo Ping (of Pin??) 羅聘, 1733–1799, kunstschilder en dichter, behoorde tot de Acht Excentriekelingen van Yangzhou - Xi Gang 奚岡 - Qian Du 錢杜 - Fang Xun 方薰 - Wang Xuehao 王學浩, kunstschilder - Huang Jun 黃均 |
| 505.         | yishu si 藝術四, 王來咸、褚士寶、馮行貞、甘鳳池、曹竹齋、江之桐、梁九、張漣、劉源、唐英、戴梓、丁守存、徐壽 | vaardigheden 4 | - Wang Laixian 王來咸, 1617-1669 - Chu Shibao 褚士寶 - Feng Xingzhen 馮行貞 - Gan Fengchi 甘鳳池 - Cao Zhuzhai 曹竹齋 - Pan Peiyan 潘佩言 - Jiang Zhitong 江之桐 - Liang Jiu 梁九 - Zhang Lian 張漣 - Ye Tao 葉陶 - Liu Yuan 劉源 - Tang Ying 唐英, 1682–1756, schrijver en keramist - Dai Zi 戴梓, 1649-1726, vuurwapenfabrikant en schilder - Ding Shoucun 丁守存 - Xu Shou 徐壽, 1818-1884, ingenieur en chemicus - zi 子 Jianyin 建寅 - Hua Feng 華封 |

#### Juan506-507, biografieën van erfelijke kalenderberekenaars (疇人,chouren)
| juan 506-507 | Titel | Vertaling                       | Opmerkingen |
| ------------ | --- | ------------------------------- | --- |
| 506.         | chouren yi 疇人一, 薛鳳祚、杜知耕、龔士燕、王錫闡、潘檉樟、方中通、揭暄、梅文鼎、梅以燕、梅成、梅鈁、梅文鼐、梅文鼏、明安圖、明新、陳際新、劉湘煃、王元啟、朱鴻、博啟、許如蘭                                   | erfelijke kalenderberekenaars 1 | - Xue Fengzuo 薛鳳祚, 1600-1680, astronoom en wiskundige - Du Zhigeng 杜知耕, ？-？, wiskundige - Gong Shiyan 龔士燕, ？-？. wiskundige - Wang Xishan 王錫闡, 1628-1682, astronoom, wiskundige en samensteller van almanakken - Pan Chengzhang 潘檉樟 - Fang Zhongtong 方中通, 1634-1698, astronoom en wiskundige - Jie Xuan 揭暄, 1613-1695, astronoom, filosoof, wiskundige en militaire theoreticus - Mei Wending 梅文鼎, 1633-1721, astronoom , wiskundige en samensteller van almanakken - zi 子 Mei Yiyan 梅以燕, ?-?, wiskundige, zoon van Mei Wending - di 弟 Mei Wennai 梅文鼐, astronoom en wiskundige, jongere broer van Mei Wending - Sun Juecheng 孫瑴成 - Zeng Sunfang 曾孫鈁 - Wen Mi 文鼏 - Minggatu 明安圖, 1692-1763, astronoom en wiskundige - zi 子 Xin 新 - Chen Jixin 陳際新 - Zhang Gong 張肱 - Liu Xiangkui 劉湘煃, ？-？, astronoom - Wang Yuanqi 王元啟, 1714-1786 - Zhu Hong 朱鴻, ？-？, wiskundige - Bo Qi 博啟 - Xu Rulan 許如蘭, ？-？                                                                          |
| 507.         | chouren er 疇人二, 李潢、汪萊、陳杰、丁兆慶、張福僖、時曰淳、李銳、黎應南、駱騰鳳、項名達、王大有、丁取忠、李錫蕃、謝家禾、吳嘉善、羅士琳、易之瀚、顧觀光、韓應陛、左潛、曾紀鴻、夏鸞翔、鄒伯奇、李善蘭、華蘅芳 | erfelijke kalenderberekenaars 2 | - Li Huang 李潢, 1746-1812, wiskundige - Wang Lai 汪萊, 1768-1813, wiskundige - Chen Jie 陳杰, wiskundige - Ding Zhaoqing 丁兆慶 - Zhang Fuxi 張福僖 - Shi Yuechun 時曰淳 - Li Rui 李銳, 1768-1817, wiskundige - Li Yingnan 黎應南 - Luo Tengfeng 駱騰鳳, ？-？, wiskundige - Xiang Mingda 項名達, 1789-1850, wiskundige - Wang Dayou 王大有 - Ding Quzhong 丁取忠, 1810-？, wiskundige - Li Xibo 李錫蕃 - Xie Jiahe 謝家禾, ？—？, wiskundige - Wu Jiashan 吳嘉善, 1818-1885, wiskundige - Luo Shilin 羅士琳, 1783-1853, wiskundige - Yi Zhihan 易之瀚 - Gu Guangguang 顧觀光, 1799-1862, medicus en wiskundige - Han Yingbi 韓應陛 - Zuo Qian 左潛, 1846-1874, wiskundige - Zeng Jihong 曾紀鴻, 1848-1881, wiskundige - Xia Luanxiang 夏鸞翔, †1864, wiskundige - Zou Boqi 鄒伯奇, 1819-1869, geleerde bedreven in astronomie, wiskunde en geometrische optica - Li Shanlan 李善蘭, 1810 – 1882, wiskundige - Hua Hengfang 華衡芳, 1833-1902, wiskundige en ingenieur - di 弟 Hua Shifang 華世芳, wiskundige, jongere broer van Hua Hengfang |

#### Juan508-511, biografieën van voortreffelijke vrouwen (列女,lienü)
| juan 508-511 | Titel | Vertaling                 | Opmerkingen |
| ------------ | --- | ------------------------- | --- |
| 508.         | lienü yi 列女一, 田緒宗妻張、嵇永仁妻楊、張英妻姚、蔡璧妻黃、尹公弼妻李、錢綸光妻陳、胡彌禪妻潘、張棠妻金、洪翹妻蔣、張蟾賓妻姜、施曾錫妻金、廷璐妻惲、汪楷妻王、馮智懋妻謝、鄭文清妻黎、程世雄妻萬、高學山妻王、王氏女、王孜女、繆滸妻蔡、濮氏女、李氏女、來氏二女、曾尚增女、呂氏女、佘長安女、王法夔女、張桐女、袁斯鳳女、丁氏女、朱棫之女、杜仲梅女、楊泰初女、趙承穀聘妻丁、吳士仁女、王濟源女、董桂林女、耿恂女、吳芬女、邵氏二女、徐氏二女、李鴻普妻郭、高位妻段、鄭光春妻葉、屈崇山妻劉、謝以炳妻路、王鉅妻施、陳文世妻劉、張守仁妻梁、路和生妻吳、牛允度妻張、游應標妻蕭、周學臣妻柳、張茂信妻方、張德隣妻李、武烈妻趙、孫朗人妻吳、歐陽玉光妻蔡、蕭學華妻賀、張友儀妻陳、馮氏、王鉞妻隋、林雲銘妻蔡、陳龍妻胡、王懃妻岳、魯宗鎬妻朱、馬叔籲妻丁、許光清妻陳、黃開鼇妻廖、黃茂梧妻顧、高其倬妻蔡、陳之遴妻徐、詹枚妻王、郝懿行妻王、陳裴之妻汪、汪延澤妻趙、吳廷鉁妻張、程鼎調妻汪、陳瑞妻繆、耀州三婦、杉松郵卒婦、楊芳妻龍、崔龍見妻錢、沈葆楨妻林、王某妻陳、李某妻趙、蓋氏 | voortreffelijke vrouwen 1 | - Tian Xuzong qi Zhang 田緒宗妻張 - Ji Yongren qi Yang 嵇永仁妻楊 - qie 妾 Su 蘇 - Zhang Yin qi Yao 張英妻姚 - Cai Bi qi Huang 蔡璧妻黃 - zi 子 Shi Yuan qi Liu 世遠妻劉 - Ying Gongbi qi Li 尹公弼妻李 - Qian Lunguang qi Chen 錢綸光妻陳 - Hu Michan qi Pan 胡彌禪妻潘 - Zhang Tang qi Jin 張棠妻金 - Hong Qiao qi Jiang 洪翹妻蔣 - Zhang Chanbin qi Jiang 張蟾賓妻姜 - Shi Cengxi qi jin 施曾錫妻金 - Ting Lu qi Yun 廷璐妻惲 - Wang Kai qi Wang 汪楷妻王 - qie 妾 Xu 徐 - Feng Zhimao qi Xie 馮智懋妻謝 - Zheng Wenqing qi Li 鄭文清妻黎 - Cheng Shixiong qi Wan 程世雄妻萬 - Gao Xueshan qi Wang 高學山妻王 - Wang shi nü 王氏女 - Zhang Tianxiang nü 張天相女 - Zhou shi nü 周氏女 - Wang Zi nü 王孜女 - Mou Hu qi Cai 繆滸妻蔡 - Pu shi nü 濮氏女 - Li shi nü 李氏女 - Lai shi er nü 來氏二女 - Ceng Shangzheng nü 曾尚增女 - Wang shi nü 王氏女 - Liu Kui qi Xu 劉魁妻徐 - Xue Zhong qi nü 薛中奇女 - Lu shi nü 呂氏女 - She Chang'an nü 佘長安女 - Wang Fakui nü 王法夔女 - Wu Ren nü 武仁女 - Tang shi nü 唐氏女 - Zhang Tong nü 張桐女 - Wang Yan pin qi Zhou 汪儼聘妻周 - Liu shi nü 劉氏女 - Wu Mou pin qi Ceng 吳某聘妻周 - Li Jian yi pin qi cong 李薦一聘妻曾 - Yuan Sifeng nü 袁斯鳳女 - Ding shi nü 丁氏女 - Zhu Yu zhi nü 朱棫之女 - Du Zhongmei 杜仲梅女 - Fang shi er nü 方氏二女 - Liu Ke qiu nü 劉可求女 - Yang Taichu nü 楊泰初女 - Sun Chenyi nü 孫承沂女 - Zhao Chenggu pin qi Ding 趙承穀聘妻丁 - Peng Jue qi nü 彭爵麒女 - Chen Baolian nü 陳寶廉女 - Wu Shiren nü 吳士仁女 - Wang Jiyuan nü 王濟源女 - Dong Guilin nü 董桂林女 - Geng Xun nü 耿恂女 - Wu Fen nü 吳芬女 - Shao Shi er nü 邵氏二女 - Jiang Suiliang nü 蔣遂良女 - Xu shi er nü 徐氏二女 - Li Hongpu qi Guo 李鴻普妻郭 - Niu Fu shi qi Zhang 牛輔世妻張 - Gao Wei qi Duan 高位妻段 - Zheng Guangchun qi Ye 鄭光春妻葉 - zi 子 Wenbing qi Wu 文炳妻吳 - Qu Chongshan qi Liu 屈崇山妻劉 - Xie Jibing qi Lu 謝以炳妻路 - di 弟 Zhongxiu qi Zheng 仲秀妻鄭 - Ji Chun qi Wu 季純妻吳 - Wang Ju qi Shi 王鉅妻施 - Chen Wenshi qi Liu 陳文世妻劉 - Zhang Shouren qi Liang 張守仁妻梁 - Han Shouli qi Yu 韓守立妻俞 - Lu He sheng =qi Wu 路和生妻吳 - Zu Lunju qi Tang 諸君祿妻唐 - Niu Yundu qi Zhang 牛允度妻張 - You Yingbiao qi Xiao 游應標妻蕭 - Jiang Guangju qi Wu 蔣廣居妻伍 - Zhou Xuechen qi Liu 周學臣妻柳 - Wang Dejun qi Sheng 王德駿妻盛 - Zhang Maoxin qi Fang 張茂信妻方 - Lin Jing qi Chen 林經妻陳 - Zhang Delin qi Li 張德隣妻李 - Wu Lie qi Zhao 武烈妻趙 - Sun Langren qi Wu 孫朗人妻吳 - Li Tianting qi Shen 李天挺妻申 - Liu Yuqi qi Wei 劉與齊妻魏 - Zhou Zhigui qi Feng 周志桂妻馮 - Ouyang Yuguang qi Cai 歐陽玉光妻蔡 - zi 子 Weiben qi Cai 惟本妻蔡 - Xiao Xuehua qi He 蕭學華妻賀 - Zhang Youyi qi Chen 張友儀妻陳 - Feng shi 馮氏 - Wang Yue qi Sui 王鉞妻隋 - Lin Yunming qi Cai 林雲銘妻蔡 - Chen Long qi Hu 陳龍妻胡 - Wang Qin qi Yue 王懃妻岳 - Lu Zonghao qi Zhu 魯宗鎬妻朱 - Ma Shuyu qi Ding 馬叔籲妻丁 - Xu Guangqing qi Chen 許光清妻陳 - Huang Kai'ao qi Liao 黃開鼇妻廖 - Huang Maowu qi Gu 黃茂梧妻顧 - Gao Qizhuo qi Cai 高其倬妻蔡 - Chen Zhilin qi Xu 陳之遴妻徐 - Zhan Mei qi Wang 詹枚妻王 - Ke Heng qi Li 柯蘅妻李 - Ai Zidong qi Xu 艾紫東妻徐 - Hao Yixing qi Wang 郝懿行妻王 - Wang Yuansun qi Liang 汪遠孫妻梁 - Chen Peizhi qi Wang 陳裴之妻汪 - Wang Yanze qi Zhao 汪延澤妻趙 - Wu Tingzhen qi Zhang 吳廷鉁妻張 - zhu 諸 Meizhang Zhengping qi (deng) 妹章政平妻等 - Cheng Dingdiao qi Wang 程鼎調妻汪 - Chen Rui qi Mou 陳瑞妻繆 - Ma 馬 Mou qi Ruan 某妻阮 - Fu 富 Lehe qi Wang 樂賀妻王 - Renxing qi Gua Erjia shi 仁興妻瓜爾佳氏 - Yaozhou San Fu 耀州三婦 - Shan Songyou zu Fu 杉松郵卒婦 - Yang Fang qi Long 楊芳妻龍 - Cui Longjian qi Qian 崔龍見妻錢 - Shen Baozhen qi Lin 沈葆楨妻林 - Wang Mou qi Chen 王某妻陳 - Li Mou qi Zhao 李某妻趙 - Luo Jie qi Chen 羅傑妻陳 - Yang Mou qi Tang 楊某妻唐 - Yao Wang qi Pan 姚旺妻潘 - Gai shi 蓋氏 |
| 509.         | lienü er 列女二, 張延祚妻蔡、陳時夏妻田、傅光箕妻吳、鄭哲飛妻朱、王師課妻朱、秦甲祐妻劉、艾懷元妻姜、周子寬妻黃、李有成妻王、楊方勖妻劉、胡源渤妻董、林國奎妻鄭、陳仁道妻龐、張某妻秦、何某妻韓、沈學顏妻尤、王賜紱妻時、王某妻張、高明妻劉、鄧汝明妻劉、魏國棟妻龐、呂才智妻王、張揚名妻彭、沈萬裕妻王、盧廷華妻沈、李豁然妻楊、曾經佑妻林、梁曇妻李、姜吉生妻木、曹某妻王、潘思周妻傅、倪存謨二妾方朱、楊震甲妻楊、陳大成妻林、溫得珠妻李、賈國林妻韓、孫雲𦒅妻白、圖斡恰納妻王依氏、王元龍妻李、蔡庚妻吳、韓某妻馬、李鳴鑾妻黃 、徐嘉賢妻劉、冒樹楷妻周、曾廣垕妻劉、馮丙煐妻俞、袁績懋妻左、周懷伯妻邊、吉山妻瓜爾佳氏、張某妻錢、戚成勳妻廖、曾惟庸妻譚、謝萬程妻李、李殿機妻王、長清婦、程允元妻劉、楊某妻樊、李國郎妻蘇、趙惟石妻張、鍾某聘妻吳、岳氏、張氏、袁氏、楊某妻張、周士英聘妻張、藺壯聘妻宋、沈煜聘妻陳、王國隆聘妻余、于天祥聘妻王、方禮祕聘妻范、姚世治聘妻陳、何秉儀聘妻劉、沈之螽聘妻唐、貝勒弘暾聘妻富察氏、濰上女子、吳某聘妻林、雷廷外聘妻侯、程樹聘妻宋、李家勳聘妻楊、李家駒聘妻朱、袁進舉聘妻某、李應宗聘妻李、何其仁聘妻李、節義縣主、李承宗聘妻何、吳某聘妻朱、徐文經聘妻姚、李煜聘妻蕭、劉戊兒聘妻王、朱某聘妻李、武稌聘妻李、陳霞池聘妻錢、汪榮泰聘妻唐、季斌敏聘妻藺、董福慶聘妻馮、喬湧濤聘妻方、張氏女、粉姐、闞氏女、趙氏婢                          | voortreffelijke vrouwen 2 | - Zhang Yanzuo qi Cai 張延祚妻蔡 - Chen Shixia qi Tian 陳時夏妻田 - Fu Guangji qi Wu 傅光箕妻吳 - Zheng Zhefei qi Zhu 鄭哲飛妻朱 - Li Ruojin nü 李若金女 - Wang Shike qi Zhu 王師課妻朱 - Qin Jiayou qi Liu 秦甲祐妻劉 - Ai Huaiyuan qi Jiang 艾懷元妻姜 - Zhouzi Kuan yi Huang 周子寬妻黃 - Li Youcheng qi Wang 李有成妻王 - Yang Fangxu qi Liu 楊方勖妻劉 - Zou Jinsi qi Xing 鄒近泗妻邢 - Hu Yanbo qi Dong 胡源渤妻董 - Lin Guokui qi Zheng 林國奎妻鄭 - Chen Rendao qi Pang 陳仁道妻龐 - Zhang Mou qi Qin 張某妻秦 - Li Shi nü 李氏女 - He Mou qi Han 何某妻韓 - Zhang Rong qi Wu 張榮妻吳 - Zhang Wanbao qi Li 張萬寶妻李 - Shen Xueyan qi You 沈學顏妻尤 - Wang Cifu qi Shi 王賜紱妻時 - Wang Mou qi Zhang 王某妻張 - zi 子 Yueqi qi Wei 曰琦妻魏 - Li Xueshi qi Zhao 李學詩妻趙 - Xue Shu qi Gao 學書妻高 - Gao Ming qi Liu 高明妻劉 - Deng Ruming qi Liu 鄧汝明妻劉 - Wei Guodong qi Pang 魏國棟妻龐 - Lu Caizhi qi Wang 呂才智妻王 - Xu Erchen qi Luo 許爾臣妻駱 - Yuan Mou qi Ma 原某妻馬 - Zhang Yangming qi Peng 張揚名妻彭 - Shen Wanyu qi Wang 沈萬裕妻王 - Lu Tinghua qi Shen 盧廷華妻沈 - Li Huoran qi Yang 李豁然妻楊 - Ceng Yingyou qi Lin 曾經佑妻林 - Liang Tan qi Li 梁曇妻李 - Jiang Jishen qi Mu 姜吉生妻木 - Gao Mou qi Wang 曹某妻王 - Pan Sizhou qi Fu 潘思周妻傅 - Ni Cunmo erqie Fang Zhu 倪存謨二妾方朱 - Yang Zhenjia qi Yang 楊震甲妻楊 - Yang Sande qi Ma 楊三德妻馬 - Zhang Huzhuang qi Niu 張壺裝妻牛 - Chen Dacheng qi Lin 陳大成妻林 - Wen Dezhu qi Li 溫得珠妻李 - Jia Guolin qi Han 賈國林妻韓 - Sun Yunhan qi Bai 孫雲𦒅妻白 - Tu Woqia naqi Wang Yi shi 圖斡恰納妻王依氏 - Wu Xianbang qi Zheng 吳先榜妻鄭 - Wang Yuanlong qi Li 王元龍妻李 - Cai Geng qi Wu 蔡庚妻吳 - Han Mou qi Ma 韓某妻馬 - Li Mingluan qi Huang 李鳴鑾妻黃 - Jin Guangbing qi Ni 金光炳妻倪 - Xu Jiaxian qi Liu 徐嘉賢妻劉 - Mao Shukai qi Zhou 冒樹楷妻周 - Ceng Guanghou qi Liu 曾廣垕妻劉 - Feng Yingbing qi Yu 馮丙煐妻俞 - Yuan Jimao qi Zuo袁績懋妻左 - zi 子 Xuechang qi Ceng 學昌妻曾 - Yu Zhenluan qi Fu 俞振鸞妻傅 - Zhou Huaibo qi Bian 周懷伯妻邊 - Ji Shan qi Gua Erjia shi 吉山妻瓜爾佳氏 - Zhang Mou qi Qian 張某妻錢 - Qi Chengxun qi Liao 戚成勳妻廖 - Ceng Weiyong qi Tan 曾惟庸妻譚 - Xie Wancheng qi Li 謝萬程妻李 - Li Dianji qi Wang 李殿機妻王 - Zhang Qing fu 長清婦 - Cheng Yunyuan qi Liu 程允元妻劉 - Yang Mou qi Fan 楊某妻樊 - Liu Zhu'er qi Lu 劉柱兒妻魯 - Li Guolang qi Su 李國郎妻蘇 - Zhao Weishi qi Zhang 趙惟石妻張 - Zhong Mou pin qi Wu 鍾某聘妻吳 - Yue shi 岳氏 - Yao shi 姚氏 - Zhang shi 張氏 - Yuan shi 袁氏 - Yang Mou qi Zhang 楊某妻張 - Zhou Shiying pin qi Zhang 周士英聘妻張 - Lin Zhuang pin qi Song 藺壯聘妻宋 - Shen Yu pin qi Chen 沈煜聘妻陳 - Wang Guolong pin qi Yu 王國隆聘妻余 - Yu Tianxiang pin qi Wang 于天祥聘妻王 - Fang Limi pin qi Fan 方禮祕聘妻范 - Yao Shizhi pin qi Chen 姚世治聘妻陳 - He Bingyi pin qi Liu 何秉儀聘妻劉 - Shen Zhizhong pin qi Tang 沈之螽聘妻唐 - Beile Hong Tun pin qi Fu Cha shi 貝勒弘暾聘妻富察氏 - Wei Shang nü zi 濰上女子 - Wu Mou pin qi Lin 吳某聘妻林 - Lei Tingwai pin qi Hou 雷廷外聘妻侯 - Cheng Shu pingti Song 程樹聘妻宋 - Zhangshizi 張氏子 pin qi Jiang 聘妻姜 - Qianshizi 錢氏子 pin qi Wang 聘妻王 - Wang Zhiceng pin qi Zhang 王志曾聘妻張 - Li Jiaxun pin qi Yang 李家勳聘妻楊 - Li Jiaju pin qi Zhu 李家駒聘妻朱 - Jia Ruyu pin qi Lu 賈汝愈聘妻盧 - Yuan Jinju pin qi Mou 袁進舉聘妻某 - Li HYingzong pin qi Li 李應宗聘妻李 - He Qiren pin qi Li 何其仁聘妻李 - Wang Qiangluo pin qi Lin 王前洛聘妻林 - Jie Yixian zhu 節義縣主 - Li Chengzong pin qi He 李承宗聘妻何 - Wu Mou pin qi Zhu 吳某聘妻朱 - Xu Wenjing pin qi Yao 徐文經聘妻姚 - Li Yu pin qi Xiao 李煜聘妻蕭 - Liu Wu'er pin qi Wang 劉戊兒聘妻王 - Zhu Mou pin qi Li 朱某聘妻李 - Wu Tu pin qi Li 武稌聘妻李 - Chen Xiachi pin qi Xian 陳霞池聘妻錢 - Wang Rongtai pin qi Tang 汪榮泰聘妻唐 - Ji Binmin pin qi Lin 季斌敏聘妻藺 - Dong Fuqing pin qi Feng 董福慶聘妻馮 - Qiao Yongtao pin qi Fang 喬湧濤聘妻方 - Zhang shi nü 張氏女 - Fen Jie 粉姐 - Kan shi nü 闞氏女 - Zhao shibi 趙氏婢 |
| 510.         | lienü san 藩部三, 韋守官妻梁、歸昭妻陸、羅仁美妻李、王氏三女、沈華區妻潘、陳某妻伍、洪志達妻葉、羅章袞妻杜、王磐千妻顏、方希文妻項、廖愈達妻李、姚文璚妻劉、王三接妻黃、程顯妻朱、應氏婦、平陽婦、殷壯猷妻李、楊昌文妻袁、諶日昇妻陳、林應雒妻莫、文秉世妻梁、陳心俊妻馬、張聯標妾傅、林乾妻程、楊應鶚妾佟、黃居中妻吳、胡守謙妻黃、沈棠妻俞、汪二蛟母徐、黃嘉文妻蔡、徐明英妻吳、長清嶺烈婦、韓昌有妻李、馬雄鎮妻李、沈瑞妻鄭、劉崐妻張、烏蒙女、劉亨基女、滕士學妻滿、陳世章妻朱、薛中傑女、任寨邨二十烈女、王自正妻馬、强逢泰妻徐、寶豐二婦、戴鈞衡妻李、陳吉麟妻周、泰耀曾妻畢、謝石全妻廖、石時稔聘妻劉、章瑤圃女、戴可恆妻朱、金福曾妻李、邵順年妻伊、陳某聘妻酆、胡金題妻俞、鄭德高妻阮、周小梅妻湯、楊某妻沈、周世棣妻胡、蔡以瑩妻曹、王永喜妻盧、劉崇鼎母張、武昌女子、費某妻吳、冷煜瀛妻盧、蔡法度妻簡、張守一女 、劉慶耀妻廖、黃氏女、韓肖朱妻郗、張醴仁妻王、楊某妻吳、康創業妻、王有周妻楊、張金鑄妻段、王氏二女、馬安娃妻趙、穆氏女、張某妻蔡、趙貴賜妻任、多寶聘妻宗室氏、公額布妻、良奎妻、連惠妻、松文母吳、姚叶敏妻耿、陳某妻殷、黃晞妻周、鄒延玠妻吳、陳生輝妻侯、田一朋妻劉、蔣世珍妻劉、王有章妻羅、樓文貴妻盧、沙木哈妻、鄭榮組妻徐、張翼妻戴、詹允迪妻吳、蔡以位妻孫、楊春芳妻王、竇鴻妾郝、章學閔妻董、杜聶齊妻何、寧化二婦                                     | voortreffelijke vrouwen 3 | - Wei Shouguan qi Liang 韋守官妻梁 - Gui Zhao qi Lu 歸昭妻陸 - Zhao di ji 昭弟繼 Deng qi Zhang 登妻張 - Luo Renmei qi Li 羅仁美妻李 - Renmei di 仁美弟 qi Liu 妻劉 - qie Mei Li 妾梅李 - Qian Ying shi nü 錢應式女 - Wang shi san nü 王氏三女 - Shen Hua qu qi Pan 沈華區妻潘 - Chen Mou qi Wu 陳某妻伍 - Sun E qi Gu 孫諤妻顧 - Hong Zhida qi Ye 洪志達妻葉 - Luo Zhanggun qi Du 羅章袞妻杜 - Zhanggun zongzi 章袞從子 qun pin qi Tian 羣聘妻田 - Wang Panqian qi Yan 王磐千妻顏 - He Dafeng qi Ruan 何大封妻阮 - Fang Xiwen qi Xiang 方希文妻項 - Liao Yuda qi Li 廖愈達妻李 - qie Wang 妾汪 - qie Zhang 妾張 - Ye Qian qi Xie 葉芊妻謝 - Yao Wenqiong qi Liu 姚文璚妻劉 - Mao Yishun qi Chen 毛翼順妻陳 - Wang Sanjie qi Huang 王三接妻黃 - Liu Yan qi Xing 劉琰妻邢 - Wang Jisheng qi Han 王躋聖妻韓 - Cheng Xian qi Zhu 程顯妻朱 - Liu Yuantang qi Wu 劉元鏜妻吳 - qie Zhu 妾朱 - Ying shi fu 應氏婦 - Ping Yang fu 平陽婦 - Yin Zhuangyou qi Li 殷壯猷妻李 - Yang Changwen qi Yuan 楊昌文妻袁 - Chen Risheng qi Chen 諶日昇妻陳 - Chen Mou qi Wan 陳某妻萬 - Lin Yingluo qi Mo 林應雒妻莫 - Liang Xueqian nü 梁學謙女 - Wu Shirang qi Mou 吳師讓妻某 - Huang Mou qi Li 黃某妻李 - Wen Bingshi qi Liang 文秉世妻梁 - Wen shi nü 文氏女 - Wen Shu qi Lu 文樞妻陸 - He shi nü 何氏女 - Wang shi san nü 王氏三女 - Chen Xinjun qi Ma 陳心俊妻馬 - Guo Junqing nü 郭俊清女 - Zhang Wenxin qi Yang 張問行妻楊 - Zhang Lianbiao qie Fu 張聯標妾傅 - Lin Qian qi Cheng 林乾妻程 - Yang Ying'e qie Tong 楊應鶚妾佟 - Huang Juzhong qi Wu 黃居中妻吳 - Hu Shouqian qi Huang 胡守謙妻黃 - Shen Tang qi Yu 沈棠妻俞 - Chen Dedong qi Jiang 陳得棟妻蔣 - Wang Erjiao mu Xu 汪二蛟母徐 - qi Dai 妻戴 - Liu Zhangshou qi Xu 劉章壽妻徐 - Huang Jiawen qi Cai 黃嘉文妻蔡 - Xu Mingying qi Wu 徐明英妻吳 - Zhang Qingling Lie fu 長清嶺烈婦 - Han Changyou qi Li 韓昌有妻李 - Ma Xiongzhen qi Li 馬雄鎮妻李 - qie Gu 妾顧 - Shen Rui qi Zheng 沈瑞妻鄭 - fu Xuan qi Huang 傅璇妻黃 - Liu Kun qi Zhang 劉崐妻張 - qie Wu ji'er nü 妾吳及二女 - Yang Tianjie qi Quan ji'er nü 楊天階妻關及二女 - Wu Meng nü 烏蒙女 - Liu Hengji nü 劉亨基女 - Teng Shixue qi Man 滕士學妻滿 - Xiang Zongbang qi Teng 向宗榜妻滕 - Teng Zuoxian qi Yang 滕作賢妻楊 - Teng Jiawan qi Huang 滕家萬妻黃 - Gao Cun fu 高村婦 - Chen Shizhang qi Zhu 陳世章妻朱 - Xue Zhongjie nü 薛中傑女 - Fu Ying qi Zhou 傅瑛妻周 - Ren Zhaicun ershi Lie nü 任寨邨二十烈女 - Wang Zizheng qi Ma 王自正妻馬 - Qiang Fengtai qi Xu 强逢泰妻徐 - Fang Zhensheng qi Zhang 方振聲妻張 - Chen Yuwei qi Tang 陳玉威妻唐 - Bao Feng erfu 寶豐二婦 - Dai Junheng qi Li 戴鈞衡妻李 - qie Liu 妾劉 - Chen Jilin qi Zhou 陳吉麟妻周 - Ling Chuanjing qi Yang 凌傳經妻楊 - Tai Yaoceng qi Bi 泰耀曾妻畢 - Cao Shihe qi Guan 曹士鶴妻管 - Xie Shiquan qi Liao 謝石全妻廖 - Ceng Shitai qi Huang 曾石泰妻黃 - Ye Jinti Muhu 葉金題母胡 - Mou Shengyun qi Huang 繆勝雲妻黃 - Shi Shiren pin qi Liu 石時稔聘妻劉 - Zhang Yaopu nü 章瑤圃女 - Dai Keheng qi Zhu 戴可恆妻朱 - Jin Fuceng qi Li 金福曾妻李 - Zhang Fuhai qi Yao 張福海妻姚 - Shao Shunnian qi Yi 邵順年妻伊 - Shunnian di 順年弟 Shunguo qi Liu 順國妻劉 - Chen Mou pin qi Feng 陳某聘妻酆 - Hu Jinti qi Yu 胡金題妻俞 - Wang shi nü 王氏女 - Zheng Degao qi Ruan 鄭德高妻阮 - Fang Qilian qi Ruan 方其蓮妻阮 - Zhang Xiaomei qi Tang 周小梅妻湯 - Yang Mou qi Shen 楊某妻沈 - Zhou Shidi qi Hu 周世棣妻胡 - Cai Yiying qi Cao 蔡以瑩妻曹 - qie Ma 妾馬 - Wang Yongxi qi Lu 王永喜妻盧 - Liu Chongding mu Zhang 劉崇鼎母張 - Wu Chang nü zi 武昌女子 - Cang Zhou nü zi 滄州女子 - Fei Mou qi Wu 費某妻吳 - Leng Yuying qi Lu 冷煜瀛妻盧 - Chen Zhaoji qi Yu 陳兆吉妻余 - Cai Fadu qi Jian 蔡法度妻簡 - Zhang Shou yi nü 張守一女 - Wang Zhanyuan qi Yang 王占元妻楊 - Wang Bingkun nü 王秉堃女 - Wei Keming nü 魏克明女 - Liu Qingyao qi Liao 劉慶耀妻廖 - Ouyang Weiyuan qi Cao 歐陽維元妻曹 - Li Panlong qi Deng 李盤龍妻鄧 - Huang shi nü 黃氏女 - Cheng shi nü 程氏女 - Han Xiaozhu qi Xi 韓肖朱妻郗 - Zhang Liren qi Wang 張醴仁妻王 - Xu shi nü 許氏女 - Li shi nü 李氏女 - Yang Mou qi Wu 楊某妻吳 - Kang Chuangye qi 康創業妻 - Li Hongye qi Di 李鴻業妻邸 - Wang Shuyun qi Gu 王書雲妻谷 - Wang Youzhou qi Yang 王有周妻楊 - zi Hanlian 子漢蓮 qi Zhang 妻張 - Han Yuan qi Li 漢元妻李 - Han Ke qi Li 漢科妻李 - Zhang Jinzhu qi Duan 張金鑄妻段 - Wang shi er nü 王氏二女 - Ma Anwa qi Zhao 馬安娃妻趙 - Wang Zhigang qi Li 王之綱妻李 - Mu shi nü 穆氏女 - Zhang Mou qi Cai 張某妻蔡 - Cheng Ding'er qi Huang 程丁兒妻黃 - Zhang shi nü 張氏女 - Zhao Guici qi Ren 趙貴賜妻任 - Yang Guisheng qi Liu 楊貴陞妻劉 - Duo Bao pin qi Zongshi shi 多寶聘妻宗室氏 - zi Yingyue 子英爚 qi E Zhuo'er shi 妻鄂卓爾氏 - Gong Ebu qi 公額布妻 - Yin Debu nü 音德布女 - Liang Kui qi 良奎妻 - Lian Hui qi 連惠妻 - Gen Rui qi 根瑞妻 - Song Wen mu Wu 松文母吳 - Yao Yemin qi Geng 姚叶敏妻耿 - Chen Mou qi Yin 陳某妻殷 - Huang Xi qi Zhou 黃晞妻周 - Zou Yanjie qi Wu 鄒延玠妻吳 - Chen Shenghui qi Hou 陳生輝妻侯 - Tian Yipeng qi Liu 田一朋妻劉 - Jiang Shizhen qi Liu 蔣世珍妻劉 - Wang Youzhang qi Luo 王有章妻羅 - You Zhangmei 有章妹 - Lou Wengui qi Lu 樓文貴妻盧 - Shamuha qi 沙木哈妻 - Zhang Rongzu qi Xu 鄭榮組妻徐 - Zhang yiqi Dai 張翼妻戴 - Zhan Yundi qi Wu 詹允迪妻吳 - Cai Yiwei qi Sun 蔡以位妻孫 - Yang Chunfang qi Wang 楊春芳妻王 - Wang Zunde qie Tang 王尊德妾唐 - Dou Hong qie Hao 竇鴻妾郝 - Zhang Xuemin qi Dong 章學閔妻董 - Du Niqi qi He 杜聶齊妻何 - Zhang shifu 張氏婦 - Ning Hua erfu 寧化二婦 |
| 511.         | lienü si 列女四, 長山鋪烈婦、胡二妻、唐之坦妻曹、方引𥜥妻毛、林其標妻韓、馮雲勷妻李、曹邦傑妻張、林守仁妻王、張四維妻劉、李長華妾吳、周兆農妻王、陳國材妻周、于某妻蔡、張義妻李、黃敬升妻王、伊嵩阿妻鈕祜祿氏、張廷桂妻章、郝某妻單、陳廣美妻李、鄭宗墩妻陳、丁三郎妻、丁采芹妻孫、王如義妻向、狄聽妻王、錢瀞甫妻汪、謝作棟妻王、繆文郁妻邱、黃壽椿妻管、馮桂增妾李、方恮妻趙、姚森桂妻宋、惲毓華妻莊、尹春妻張、李氏、陳三義妻王、游開科妻趙、孫崇業妻金、張氏女、張氏、孫大成妻裔、孟黑子妻苑、蕭氏、黃氏女、顧氏、許會妻張、殷氏、嘉興女、王某妻李、何先佑妻孫、邢氏、遷安婦、林氏、洪某妻徐、敖氏、涂氏、吳氏、趙氏、梅氏、張氏、秦某妻崔、陳潛聘妻崔、朱承宇妻曹、陳有量妻海、樊廷柱妻張、李有恆聘妻楊、宋氏五烈女、龔行妻謝、楊文龍聘妻孫、梁至良妻鄭、龔良翰妻陳、王均妻湯、李氏女、張元尹妻李、萬某妻曾、田氏女、馬某聘妻苗、高日勇妻楊、劉氏女、鍾某妻蔡、段舉妻盧、王某妻劉、張良善妻王、李青照妻張、姚際春女、王敦義妻張、陳維章妻陸、何氏女、謝亞煥妻王、張樹功妻吳、郭某妻李、趙謙妻王、郭氏女、汪氏女、黃聲諧妻王、曹氏女、劉廷斌女、張氏女、陳氏婢、董氏、任氏、盧尚義妻梁、白氏、王氏、秦士楚妻洪、張氏婢、楊氏婢、江貴壽妻王、張祿妻徐、任氏婢、王氏婢、丁香、羅氏、隴聯嵩妻祿、者架聘妻直額、安于磐妻朱、李任妻矣、鄂對妻熱依木、索諾木榮宗母麥麥吉、沙氏女、嘉義番婦 | voortreffelijke vrouwen 4 | - Zhangshan pu lie fu 長山鋪烈婦 - Hu erqi 胡二妻 - Tang Zhitan qi Cao 唐之坦妻曹 - Li An qi Jiao 李岸妻焦 - Fang Yinyi qi Mao 方引𥜥妻毛 - Lin Qibiao qi Han 林其標妻韓 - Feng Yunrang qi Li 馮雲勷妻李 - Cao Bangjie qi Zhang 曹邦傑妻張 - Lin Shouren qi Wang 林守仁妻王 - Zhang Siwei qi Liu 張四維妻劉 - Li Zhanghua qie Wu 李長華妾吳 - Zhou Zhaonong qi Wang 周兆農妻王 - Chen Guocai qi Zhou 陳國材妻周 - Wu Tingwang pin qi Chi 吳廷望聘妻池 - Li Zhangrong pin qi Huo 李正榮聘妻霍 - Xiang Qihu qi Cheng 項起鵠妻程 - Yu Mou qi Cai 于某妻蔡 - Zhang Yi qi Li 張義妻李 - Huang Jingsheng qi Wang 黃敬升妻王 - Yi Song'a qi Niu Hulu shi 伊嵩阿妻鈕祜祿氏 - Zhang Tinggui qi Zhang 張廷桂妻章 - Hao Mou qi Dan 郝某妻單 - Chen Guangmei qi Li 陳廣美妻李 - He Bangda qi Lu 賀邦達妻陸 - Zheng Zongdun qi Chen 鄭宗墩妻陳 - Ren Youcheng qi Chen 任有成妻陳 - Ding Sanlang qi 丁三郎妻 - Ding Caiqin qi Sun 丁采芹妻孫 - Wang Ruyi qi qi Ceng Xiang 王如義妻向 - Di Ting qi Wang 狄聽妻王 - Lin Bangji qi Ceng 林邦基妻曾 - Qian Jingfu qi Wang 錢瀞甫妻汪 - Xia Zuodong qi Wang 謝作棟妻王 - Mou Wenyu qi Qiu 繆文郁妻邱 - Huang Choushun qi Guan 黃壽椿妻管 - Feng Guizeng qie Li 馮桂增妾李 - Huang Zhuxian qie Peng 黃翥先妾彭 - Tang Quan qi Zhao 方恮妻趙 - Yao Sengui qi Song 姚森桂妻宋 - Yun Yuhua qi Zhuang 惲毓華妻莊 - di 弟 Yu De qi Xu 毓德妻許 - Zhi Baoyuan qi Yuan 姪寶元妻袁 - Qu Chenglin qi Yuan 曲承麟妻袁 - Yin Chun qi Zhang 尹春妻張 - Li shi 李氏 - Chen Sanyi qi Wang 陳三義妻王 - You Kaike qi Zhao 游開科妻趙 - Sun Chongye qi Jin 孫崇業妻金 - Zhang Mou qi Tian 張某妻田 - Zhang shi nü 張氏女 - Tang shi nü 湯氏女 - Cang Zhou nü 滄州女 - Zhang shi 張氏 - Sun Dacheng qi Yi 孫大成妻裔 - Yang Mou pin qi Zhang 楊某聘妻章 - Meng Hei zi qi Yuan 孟黑子妻苑 - Bai Tang nü 北塘女 - Lan Mou qi 藍某妻 - Rui shi nü 芮氏女 - Le Mou qi Zuo 樂某妻左 - Xiao shi 蕭氏 - Huang shi nü 黃氏女 - Wu shi nü 吳氏女 - Gu shi 顧氏 - Zhang shi 張氏 - Xu Hui qi Zhang 許會妻張 - Zhao Haiyu qi Ren 趙海玉妻任 - Yin shu 殷氏 - Jia Xing nü 嘉興女 - Wang Mou qi Li 王某妻李 - He Xianyou qi Sun 何先佑妻孫 - Xing shi 邢氏 - Qian An fu 遷安婦 - Bai Rong qi Yin 白鎔妻尹 - Lin shi 林氏 - Hong Mou qi Xu 洪某妻徐 - Ao shi 敖氏 - Lu shi 涂氏 - Wu shi 吳氏 - Yang shi 楊氏 - Zhao shi 趙氏 - Wang shi 王氏 - Xu shi 許氏 - Mei shi 梅氏 - Zhang shi 張氏 - Qin Mou qi Cui 秦某妻崔 - Li Mou qi Guan 李某妻管 - Wang Mou qi Xu 王某妻徐 - Chen Qian pin qi Cui 陳潛聘妻崔 - Zhu Chengyu qi Cao 朱承宇妻曹 - Chen Youliang qi Hai 陳有量妻海 - Fan Tingzhu qi Zhang 樊廷柱妻張 - Li Youzheng pin qi Yang 李有恆聘妻楊 - Chen Mou qi 陳某妻 - Liu Ye qi Li 劉埜妻李 - Qu shi nü 曲氏女 - Song Shiwu lie nü 宋氏五烈女 - Gong Xing qi Xie 龔行妻謝 - nü Qiao 女巧 - Yang Wenlong pin qi Sun 楊文龍聘妻孫 - Liang Zhiliang qi Zheng 梁至良妻鄭 - Guo Jinchang qi Li 郭進昌妻李 - Gong Lianghan qi Chen 龔良翰妻陳 - Wang Jun qi Tang 王均妻湯 - Li shi nü 李氏女 - Cui Jin 翠金 - Zhang Yuanyin qi Li 張元尹妻李 - Zhang Jian qi Yan 張檢妻顏 - Wan Mou qi Ceng 萬某妻曾 - Li Jixian qi Hou 李繼先妻侯 - Lian shi nü 田氏女 - Ma Mou pin qi Miao 馬某聘妻苗 - Gao Yirong qi Yang 高日勇妻楊 - Luo Yi'er qi 羅季兒妻 - Liu shi nü 劉氏女 - Zhong Mou qi Cai 鍾某妻蔡 - Duan Ju qi Lu 段舉妻盧 - Wang Mou qi Liu 王某妻劉 - Zhang Liangshan qi Wang 張良善妻王 - Li Qingzhao qi Zhang 李青照妻張 - Yao Jichun nü 姚際春女 - Wang Dunyi qi Zhang 王敦義妻張 - Chen Weizhang qi Lu 陳維章妻陸 - He shi nü 何氏女 - Xie Yahuan qi Wang 謝亞煥妻王 - Zhang Shugong qi Wu 張樹功妻吳 - Guo Mou qi Li 郭某妻李 - Zhao Qian qi Wang 趙謙妻王 - Guo shi nü 郭氏女 - He shi nü 何氏女 - Shen Dingyou qi Yan 沈鼎猷妻嚴 - Tie Shan fu 鐵山婦 - Wang shi nü 汪氏女 - He shi nü 賀氏女 - Feng Guang qi nü 馮光琦女 - Guo Junfu qi Wu 郭君甫妻吳 - Huang Shengxie qi Wang 黃聲諧妻王 - Xu Weiyuan qi Xu 徐惟原妻許 - Ke Shuming qi Gong 柯叔明妻鞏 - Hu Mou qi Qiu 胡某妻裘 - Chen Ruxiang qi Li 陳儒先妻李 - Bai Yang nü 白洋女 - Gao shifu 高氏婦 - Duan Wukao nü 段吳考女 - Cao shi nü 曹氏女 - Liu Tingbin nü 劉廷斌女 - Zhang shi nü 張氏女 - sun 孫 Yu 嫗 - Chen shi bi 陳氏婢 - Qiu shi bi 邱氏婢 - Dong shi 董氏 - Ren shi 任氏 - Lu Shangyi qi Liang 盧尚義妻梁 - Bai shi 白氏 - Wang shi 王氏 - Qin Shichu qi Hong 秦士楚妻洪 - Zhang shi bi 張氏婢 - Yang shi bi 楊氏婢 - Jiang Guishou qi Wang 江貴壽妻王 - Zhang Lu qi Xu 張祿妻徐 - Ren shi bi 任氏婢 - Zheng shi nü 鄭氏女 - Wang shi bi 王氏婢 - Xu shi nü 徐氏女 - Ding Xiang 丁香 - Jiang Jing nu 江金姑 - Luo shi 羅氏 - Long Liansong qi Lu 隴聯嵩妻祿 - Zhe Jia pin qi Zhi E 者架聘妻直額 - Luo Tingsheng qi Ma 羅廷勝妻馬 - Luo Chaoyan qi Liu 羅朝彥妻劉 - An Yupan qi Zhu 安于磐妻朱 - Hou Qitian 後妻田 - Tian Yanmin qi Yang 田養民妻楊 - Li Ren qi Yi 李任妻矣 - E Dui qi Re yi mu 鄂對妻熱依木 - Suo Nuo mu Rong Zong mu Mai Mai Ji 索諾木榮宗母麥麥吉 - Jian Canda Jie qi La Zhang 堅參達結妻喇章 - Ci qi Yao Yao 次妻夭夭 - Sha shi nü 沙氏女 - Jia Yifan fu 嘉義番婦 - Shi Shiyao qi Miao 施世燿妻苗 |

#### Juan512-517, biografieën van etnische (erfelijke) stamhoofden (土司,tusi)
| juan 512-517 | Titel           | Vertaling              | Opmerkingen |
| ------------ | --------------- | ---------------------- | --- |
| 512.         | tusi yi 土司一  | etnische stamhoofden 1 | Huguang 湖廣: - Shinan 施南 - Yongshun 永順 |
| 513.         | tusi er 土司二  | etnische stamhoofden 2 | Sichuan 四川: - Chengmianlongmaodao songpan zhen xia 成綿龍茂道松潘鎮轄 - Chengmianlongmaodao ti biao xia 成綿龍茂道提標轄 - Jianchangdao jian chang zhen xia 建昌道建昌鎮轄 - Jianchangdao ti biao xia 建昌道提標轄 - Chuandongdao chongqing zhen xia 川東道重慶鎮轄 - Yongningdao ti biao xia 永寧道提標轄 |
| 514.         | tusi san 土司三 | etnische stamhoofden 3 | Yunnan 雲南: - Yunnan fu 雲南府 - Dali fu 大理府 - Lin'an fu 臨安府 - Chuxiong fu 楚雄府 - Chengjiang fu 澂江府 - Guangnan fu 廣南府 - Shunning fu 順寧府 - Qujing fu 曲靖府 |
| 515.         | tusi si 土司四  | etnische stamhoofden 4 | Guizhou 貴州: - Guiyang fu 貴陽府 - Anshun fu 安順府 - Duyun fu 都勻府 - Zhenyuan fu 鎮遠府 - Sinan fu 思南府 - Shiqian fu 石阡府 - Sizhou fu 思州府 - Tongren fu 銅仁府 - Liping fu 黎平府 - Shuixixuan weisi 水西宣慰司                                                                                    |
| 516.         | tusi wu 土司五  | etnische stamhoofden 5 | Guangxi 廣西: - Qingyuan fu 慶遠府 - Si'en fu 思恩府 - Sicheng fu 泗城府 - Nanning fu 南寧府 - Taiping fu 太平府 - Zhen'an fu 鎮安府 |
| 517.         | tusi liu 土司六 | etnische stamhoofden 6 | Gansu 甘肅: - Didao zhou 狄道州 - He zhou 河州 - Min zhou 岷州 - Tao zhouling 洮州廳 - Xining xian 西寧縣 - Xunhua ling 循化廳 - Datong xian 大通縣 - Nianbo xian 碾伯縣 - Pingfan xian 平番縣 |

#### Juan518-525, collectieve biografieën uit grensgebieden (藩部,fanbu)
| juan 518-525 | Titel              | Vertaling       | Opmerkingen |
| ------------ | ------------------ | --------------- | --- |
| 518.         | fanbu yi (藩部一)  | grensgebieden 1 | (Zhelimu Meng 哲里木盟, Jerim Liga): - Ke'erqin 科爾沁, Khorchin (Qorčin) - Zalaite 扎賚特, Jalair - Du'erbote 杜爾伯特, Dörbet - Guo'erluosi 郭爾羅斯, Gorlos (Zhuosutu Meng 卓索圖盟, Josutu Liga): - Kalaqin 喀喇沁, Kharchin (Qaracin) - Tumote 土默特, Tümed |
| 519.         | fanbu er (藩部二)  | grensgebieden 2 | (Zahowuda Meng 昭烏達盟, Joo Uda Liga): - Aohan 敖漢, Aohan (Aoqan) - Naiman 柰曼, Naiman - Balin 巴林, Baarin (Baɣarin) - Zhalute 扎嚕特, Jaruud (Jarud) - Alu ke'erqin 阿嚕科爾沁, Arkhorchin (Aru Qorčin) - Wengniute 翁牛特, Onnigud (Ongniɣud) - Keshenketeng 克什克騰, Khishigten (Kesigten) - Ka'erka zuoyi 喀爾喀左翼, Khalka (Qalqa) linkervleugel (Xilinguole Meng 錫林郭勒盟), Silinggol Liga): - Wuzhumuqin 烏珠穆沁, Üzemchin (Üjümüčin) - Haoqite 浩齊特, Qaɣučid - Sunite 蘇尼特, Sunud (Sünid) - Abaga 阿巴噶, Abaga (Abaɣa) - Abahana'er 阿巴哈納爾, Abaganar (Abaɣanar) |
| 520.         | fanbu san (藩部三) | grensgebieden 3 | (Wulanchabu Meng 烏蘭察布盟, Ulanjab Liga): - Sizi buluo 四子部落, Dörvön Khüükhed (Dörben Keüked, vier-zonen stam) - Maoming'an 茂明安, Muumyangan (Muumingɣan) - Ka'erka youyi 喀爾喀右翼, Khalka (Qalqa) rechtervleugel - Wulate 烏喇特, Urad (Yikezhao Meng 伊克昭盟, Yeke Joo Liga): - E'erduosi 鄂爾多斯, Ordos Mongolen (Taoxi er qi 套西二旗, de twee vendels ten westen van de grote rivierbocht): - Alashan 阿拉善, Alaša (Erut Vendel), - Ejina Tu'erhute 額濟納土爾扈特, Edsine-Torgud (Vendel)                                                                               |
| 521.         | fanbu si (藩部四)  | grensgebieden 4 | de vier Khalkha Mongoolse khanaten: - Ka'erka tuxietu hanbu 喀爾喀土謝圖汗部, Khalkha (Qalqa) Tüsiyetü Khanaat, onder leiding van de Tüsiyetü Qan - Ka'erka chechen hanbu 喀爾喀車臣汗部, Khalkha (Qalqa) Sečen Khanaat, onder leiding van de Sečen Qan - Ka'erka saiyinnuoyan bu 喀爾喀賽因諾顏部, Khalkha (Qalqa) Sayin Noyan gebied onder leiding van de Sayin Noyan Qan - Ka'erka zhazaketu hanbu 喀爾喀札薩克圖汗部, Khalkha (Qalqa) Jasaɣtu Khanaat onder leiding van de Jasaɣtu Qan                                                                                                |
| 522.         | fanbu wu (藩部五)  | grensgebieden 5 | - Qinghai elute 青海額魯特, Qinghai Oyirad |
| 523.         | fanbu liu (藩部六) | grensgebieden 6 | - Du'erbote 杜爾伯特, Dörbet - Jiu tu'erhute 舊土爾扈特, Oude Torgut - Xin tu'erhute 新土爾扈特, Nieuwe Torgut - Heshuote 和碩特, Khoshut-Mongolen |
| 524.         | fanbu qi (藩部七)  | grensgebieden 7 | - Tangnu wulianghai 唐努烏梁海, Tannu Uryangqai - A'ertai wulianghai 阿爾泰烏梁海, Altai Uryangqai - A'ertai nao'er wulianghai 阿爾泰淖爾烏梁海, Altai Nuur Uryangqai |
| 525.         | fanbu ba (藩部八)  | grensgebieden 8 | - Xizang 西藏, Tibet |

#### Juan526-529, collectieve biografieën uitvazalstaten(屬國,shuguo)
| juan 526-529 | Titel               | Vertaling     | Opmerkingen |
| ------------ | ------------------- | ------------- | --- |
| 526.         | 屬國一 (shuguo yi)  | vazalstaten 1 | - Chaoxian 朝鮮, Joseon-dynastie van Korea - Liuqiu 琉球, Koninkrijk Riukiu |
| 527.         | 屬國二 (shuguo er)  | vazalstaten 2 | Yuenan 越南, Vietnam, Nguyen-dynastie van Dai Viet |
| 528.         | 屬國三 (shuguo san) | vazalstaten 3 | - Myandian 緬甸, Myanmar (Birma) - Xianluo 暹羅, Siam (Thailand) - Nanzhang 南掌, koninkrijk Luang Prabang - Sulu 蘇祿, Sultanaat Sulu |
| 529.         | 屬國四 (shuguo si)  | vazalstaten 4 | - Kuo'erka 廓爾喀, Gurkha - Haohan 浩罕, Kanaat Kokand - Bulute 布魯特, Kirgiezen - Hasake 哈薩克, Kazachen - Anjiyan 安集延, Andizan - Ma'ergalang 瑪爾噶朗, Margilan - Namugan 那木干, Namangan - Tashengan 塔什干, Tasjkent - Badakeshan 巴達克山, Badachsjan - Boluo'er 博羅爾, Boral, een stam in Kasjmir uit de 18e eeuw - Afuhan 阿富汗, Afghanistan - Kanjuti 坎巨提, Hunza (Kanjut) |